# Estructura de peons
En escacs, l'estructura de peons (també coneguda com a esquelet de peons), és un concepte que fa referència a la configuració i l'emplaçament dels peons a l'escaquer. Atès que els peons són les menys mòbils de les peces d'escacs, l'estructura de peons és relativament estàtica, i per això determina en gran manera la naturalesa estratègica d'una posició.

## Consideracions generals
Les debilitats en l'estructura de peons, com ara peons aïllats, doblats o endarrerits i holes, un cop creades, són sovint permanents, de manera que en general cal prendre precaucions per evitar-les (tot i que hi ha excepcions – per exemple, vegeu hole de Boleslavsky més avall). En absència d'aquestes debilitats estructurals, no és possible de classificar una formació de peons com a bona o dolenta, ja que en realitat aquesta classificació dependria molt de la posició concreta de les altres peces. En qualsevol cas, la formació de peons determina en gran manera quina ha de ser l'estratègia general dels jugadors. Les formacions de peons simètriques en una columna (com ara la cadena e5 o la cadena d5) poden semblar similars, però tendeixen a tenir característiques completament diferents a causa de la propensió dels reis d'enrocar al flanc de rei.
Els tipus d'esctuctura de peons sovint transposen els uns en els altres, com ara els peons aïllats en peons penjants i a l'inrevés. Cal considerar molt acuradament la possibilitat de fer aquestes transposicions, ja que sovint marquen la futura estratègia de la partida.

## Principals formacions de peons
Andrew Soltis, al seu llibre Pawn Structure Chess, classifica les principals formacions de peons en 16 categories, discutides més avall. Cal destacar que per tal que una formació estigui classificada en una categoria en particular, no cal que els peons es trobin en una posició idèntica a la mostrada pel diagrama corresponent, sinó només de manera prou similar perquè el caràcter de la partida i els temes principals no canviïn. Normalment, són els peons centrals aquells la posició dels quals té una més gran influència en la naturalesa de la posició, i per tant, de la partida.
Es diu que les estructures en què els peons s'ataquen mútuament tenen tensió. Són normalment inestables, i tendeixen a transposar en una formació estable, bé avançant els peons, o bé canviant-los. La partida sovint gira al voltant del tema de fer que ocorri una transposició sota circumstàncies favorables per al jugador que la provoca. Per exemple, al gambit de dama refusat, les negres esperen fins que les blanques hagin desenvolupat el seu alfil de rei per fer la captura d5xc4, transposant cap a una formació eslava (explicada més avall).
|   | a | b | c | d | e | f | g | h |   |
| 8 | a7 negres peó · b7 negres peó · f7 negres peó · g7 negres peó · h7 negres peó · c6 negres peó · e6 negres peó · d4 blanques peó · a2 blanques peó · b2 blanques peó · c2 blanques peó · f2 blanques peó · g2 blanques peó · h2 blanques peó | a7 negres peó · b7 negres peó · f7 negres peó · g7 negres peó · h7 negres peó · c6 negres peó · e6 negres peó · d4 blanques peó · a2 blanques peó · b2 blanques peó · c2 blanques peó · f2 blanques peó · g2 blanques peó · h2 blanques peó | a7 negres peó · b7 negres peó · f7 negres peó · g7 negres peó · h7 negres peó · c6 negres peó · e6 negres peó · d4 blanques peó · a2 blanques peó · b2 blanques peó · c2 blanques peó · f2 blanques peó · g2 blanques peó · h2 blanques peó | a7 negres peó · b7 negres peó · f7 negres peó · g7 negres peó · h7 negres peó · c6 negres peó · e6 negres peó · d4 blanques peó · a2 blanques peó · b2 blanques peó · c2 blanques peó · f2 blanques peó · g2 blanques peó · h2 blanques peó | a7 negres peó · b7 negres peó · f7 negres peó · g7 negres peó · h7 negres peó · c6 negres peó · e6 negres peó · d4 blanques peó · a2 blanques peó · b2 blanques peó · c2 blanques peó · f2 blanques peó · g2 blanques peó · h2 blanques peó | a7 negres peó · b7 negres peó · f7 negres peó · g7 negres peó · h7 negres peó · c6 negres peó · e6 negres peó · d4 blanques peó · a2 blanques peó · b2 blanques peó · c2 blanques peó · f2 blanques peó · g2 blanques peó · h2 blanques peó | a7 negres peó · b7 negres peó · f7 negres peó · g7 negres peó · h7 negres peó · c6 negres peó · e6 negres peó · d4 blanques peó · a2 blanques peó · b2 blanques peó · c2 blanques peó · f2 blanques peó · g2 blanques peó · h2 blanques peó | a7 negres peó · b7 negres peó · f7 negres peó · g7 negres peó · h7 negres peó · c6 negres peó · e6 negres peó · d4 blanques peó · a2 blanques peó · b2 blanques peó · c2 blanques peó · f2 blanques peó · g2 blanques peó · h2 blanques peó | 8 |
| 7 | a7 negres peó · b7 negres peó · f7 negres peó · g7 negres peó · h7 negres peó · c6 negres peó · e6 negres peó · d4 blanques peó · a2 blanques peó · b2 blanques peó · c2 blanques peó · f2 blanques peó · g2 blanques peó · h2 blanques peó | a7 negres peó · b7 negres peó · f7 negres peó · g7 negres peó · h7 negres peó · c6 negres peó · e6 negres peó · d4 blanques peó · a2 blanques peó · b2 blanques peó · c2 blanques peó · f2 blanques peó · g2 blanques peó · h2 blanques peó | a7 negres peó · b7 negres peó · f7 negres peó · g7 negres peó · h7 negres peó · c6 negres peó · e6 negres peó · d4 blanques peó · a2 blanques peó · b2 blanques peó · c2 blanques peó · f2 blanques peó · g2 blanques peó · h2 blanques peó | a7 negres peó · b7 negres peó · f7 negres peó · g7 negres peó · h7 negres peó · c6 negres peó · e6 negres peó · d4 blanques peó · a2 blanques peó · b2 blanques peó · c2 blanques peó · f2 blanques peó · g2 blanques peó · h2 blanques peó | a7 negres peó · b7 negres peó · f7 negres peó · g7 negres peó · h7 negres peó · c6 negres peó · e6 negres peó · d4 blanques peó · a2 blanques peó · b2 blanques peó · c2 blanques peó · f2 blanques peó · g2 blanques peó · h2 blanques peó | a7 negres peó · b7 negres peó · f7 negres peó · g7 negres peó · h7 negres peó · c6 negres peó · e6 negres peó · d4 blanques peó · a2 blanques peó · b2 blanques peó · c2 blanques peó · f2 blanques peó · g2 blanques peó · h2 blanques peó | a7 negres peó · b7 negres peó · f7 negres peó · g7 negres peó · h7 negres peó · c6 negres peó · e6 negres peó · d4 blanques peó · a2 blanques peó · b2 blanques peó · c2 blanques peó · f2 blanques peó · g2 blanques peó · h2 blanques peó | a7 negres peó · b7 negres peó · f7 negres peó · g7 negres peó · h7 negres peó · c6 negres peó · e6 negres peó · d4 blanques peó · a2 blanques peó · b2 blanques peó · c2 blanques peó · f2 blanques peó · g2 blanques peó · h2 blanques peó | 7 |
| 6 | a7 negres peó · b7 negres peó · f7 negres peó · g7 negres peó · h7 negres peó · c6 negres peó · e6 negres peó · d4 blanques peó · a2 blanques peó · b2 blanques peó · c2 blanques peó · f2 blanques peó · g2 blanques peó · h2 blanques peó | a7 negres peó · b7 negres peó · f7 negres peó · g7 negres peó · h7 negres peó · c6 negres peó · e6 negres peó · d4 blanques peó · a2 blanques peó · b2 blanques peó · c2 blanques peó · f2 blanques peó · g2 blanques peó · h2 blanques peó | a7 negres peó · b7 negres peó · f7 negres peó · g7 negres peó · h7 negres peó · c6 negres peó · e6 negres peó · d4 blanques peó · a2 blanques peó · b2 blanques peó · c2 blanques peó · f2 blanques peó · g2 blanques peó · h2 blanques peó | a7 negres peó · b7 negres peó · f7 negres peó · g7 negres peó · h7 negres peó · c6 negres peó · e6 negres peó · d4 blanques peó · a2 blanques peó · b2 blanques peó · c2 blanques peó · f2 blanques peó · g2 blanques peó · h2 blanques peó | a7 negres peó · b7 negres peó · f7 negres peó · g7 negres peó · h7 negres peó · c6 negres peó · e6 negres peó · d4 blanques peó · a2 blanques peó · b2 blanques peó · c2 blanques peó · f2 blanques peó · g2 blanques peó · h2 blanques peó | a7 negres peó · b7 negres peó · f7 negres peó · g7 negres peó · h7 negres peó · c6 negres peó · e6 negres peó · d4 blanques peó · a2 blanques peó · b2 blanques peó · c2 blanques peó · f2 blanques peó · g2 blanques peó · h2 blanques peó | a7 negres peó · b7 negres peó · f7 negres peó · g7 negres peó · h7 negres peó · c6 negres peó · e6 negres peó · d4 blanques peó · a2 blanques peó · b2 blanques peó · c2 blanques peó · f2 blanques peó · g2 blanques peó · h2 blanques peó | a7 negres peó · b7 negres peó · f7 negres peó · g7 negres peó · h7 negres peó · c6 negres peó · e6 negres peó · d4 blanques peó · a2 blanques peó · b2 blanques peó · c2 blanques peó · f2 blanques peó · g2 blanques peó · h2 blanques peó | 6 |
| 5 | a7 negres peó · b7 negres peó · f7 negres peó · g7 negres peó · h7 negres peó · c6 negres peó · e6 negres peó · d4 blanques peó · a2 blanques peó · b2 blanques peó · c2 blanques peó · f2 blanques peó · g2 blanques peó · h2 blanques peó | a7 negres peó · b7 negres peó · f7 negres peó · g7 negres peó · h7 negres peó · c6 negres peó · e6 negres peó · d4 blanques peó · a2 blanques peó · b2 blanques peó · c2 blanques peó · f2 blanques peó · g2 blanques peó · h2 blanques peó | a7 negres peó · b7 negres peó · f7 negres peó · g7 negres peó · h7 negres peó · c6 negres peó · e6 negres peó · d4 blanques peó · a2 blanques peó · b2 blanques peó · c2 blanques peó · f2 blanques peó · g2 blanques peó · h2 blanques peó | a7 negres peó · b7 negres peó · f7 negres peó · g7 negres peó · h7 negres peó · c6 negres peó · e6 negres peó · d4 blanques peó · a2 blanques peó · b2 blanques peó · c2 blanques peó · f2 blanques peó · g2 blanques peó · h2 blanques peó | a7 negres peó · b7 negres peó · f7 negres peó · g7 negres peó · h7 negres peó · c6 negres peó · e6 negres peó · d4 blanques peó · a2 blanques peó · b2 blanques peó · c2 blanques peó · f2 blanques peó · g2 blanques peó · h2 blanques peó | a7 negres peó · b7 negres peó · f7 negres peó · g7 negres peó · h7 negres peó · c6 negres peó · e6 negres peó · d4 blanques peó · a2 blanques peó · b2 blanques peó · c2 blanques peó · f2 blanques peó · g2 blanques peó · h2 blanques peó | a7 negres peó · b7 negres peó · f7 negres peó · g7 negres peó · h7 negres peó · c6 negres peó · e6 negres peó · d4 blanques peó · a2 blanques peó · b2 blanques peó · c2 blanques peó · f2 blanques peó · g2 blanques peó · h2 blanques peó | a7 negres peó · b7 negres peó · f7 negres peó · g7 negres peó · h7 negres peó · c6 negres peó · e6 negres peó · d4 blanques peó · a2 blanques peó · b2 blanques peó · c2 blanques peó · f2 blanques peó · g2 blanques peó · h2 blanques peó | 5 |
| 4 | a7 negres peó · b7 negres peó · f7 negres peó · g7 negres peó · h7 negres peó · c6 negres peó · e6 negres peó · d4 blanques peó · a2 blanques peó · b2 blanques peó · c2 blanques peó · f2 blanques peó · g2 blanques peó · h2 blanques peó | a7 negres peó · b7 negres peó · f7 negres peó · g7 negres peó · h7 negres peó · c6 negres peó · e6 negres peó · d4 blanques peó · a2 blanques peó · b2 blanques peó · c2 blanques peó · f2 blanques peó · g2 blanques peó · h2 blanques peó | a7 negres peó · b7 negres peó · f7 negres peó · g7 negres peó · h7 negres peó · c6 negres peó · e6 negres peó · d4 blanques peó · a2 blanques peó · b2 blanques peó · c2 blanques peó · f2 blanques peó · g2 blanques peó · h2 blanques peó | a7 negres peó · b7 negres peó · f7 negres peó · g7 negres peó · h7 negres peó · c6 negres peó · e6 negres peó · d4 blanques peó · a2 blanques peó · b2 blanques peó · c2 blanques peó · f2 blanques peó · g2 blanques peó · h2 blanques peó | a7 negres peó · b7 negres peó · f7 negres peó · g7 negres peó · h7 negres peó · c6 negres peó · e6 negres peó · d4 blanques peó · a2 blanques peó · b2 blanques peó · c2 blanques peó · f2 blanques peó · g2 blanques peó · h2 blanques peó | a7 negres peó · b7 negres peó · f7 negres peó · g7 negres peó · h7 negres peó · c6 negres peó · e6 negres peó · d4 blanques peó · a2 blanques peó · b2 blanques peó · c2 blanques peó · f2 blanques peó · g2 blanques peó · h2 blanques peó | a7 negres peó · b7 negres peó · f7 negres peó · g7 negres peó · h7 negres peó · c6 negres peó · e6 negres peó · d4 blanques peó · a2 blanques peó · b2 blanques peó · c2 blanques peó · f2 blanques peó · g2 blanques peó · h2 blanques peó | a7 negres peó · b7 negres peó · f7 negres peó · g7 negres peó · h7 negres peó · c6 negres peó · e6 negres peó · d4 blanques peó · a2 blanques peó · b2 blanques peó · c2 blanques peó · f2 blanques peó · g2 blanques peó · h2 blanques peó | 4 |
| 3 | a7 negres peó · b7 negres peó · f7 negres peó · g7 negres peó · h7 negres peó · c6 negres peó · e6 negres peó · d4 blanques peó · a2 blanques peó · b2 blanques peó · c2 blanques peó · f2 blanques peó · g2 blanques peó · h2 blanques peó | a7 negres peó · b7 negres peó · f7 negres peó · g7 negres peó · h7 negres peó · c6 negres peó · e6 negres peó · d4 blanques peó · a2 blanques peó · b2 blanques peó · c2 blanques peó · f2 blanques peó · g2 blanques peó · h2 blanques peó | a7 negres peó · b7 negres peó · f7 negres peó · g7 negres peó · h7 negres peó · c6 negres peó · e6 negres peó · d4 blanques peó · a2 blanques peó · b2 blanques peó · c2 blanques peó · f2 blanques peó · g2 blanques peó · h2 blanques peó | a7 negres peó · b7 negres peó · f7 negres peó · g7 negres peó · h7 negres peó · c6 negres peó · e6 negres peó · d4 blanques peó · a2 blanques peó · b2 blanques peó · c2 blanques peó · f2 blanques peó · g2 blanques peó · h2 blanques peó | a7 negres peó · b7 negres peó · f7 negres peó · g7 negres peó · h7 negres peó · c6 negres peó · e6 negres peó · d4 blanques peó · a2 blanques peó · b2 blanques peó · c2 blanques peó · f2 blanques peó · g2 blanques peó · h2 blanques peó | a7 negres peó · b7 negres peó · f7 negres peó · g7 negres peó · h7 negres peó · c6 negres peó · e6 negres peó · d4 blanques peó · a2 blanques peó · b2 blanques peó · c2 blanques peó · f2 blanques peó · g2 blanques peó · h2 blanques peó | a7 negres peó · b7 negres peó · f7 negres peó · g7 negres peó · h7 negres peó · c6 negres peó · e6 negres peó · d4 blanques peó · a2 blanques peó · b2 blanques peó · c2 blanques peó · f2 blanques peó · g2 blanques peó · h2 blanques peó | a7 negres peó · b7 negres peó · f7 negres peó · g7 negres peó · h7 negres peó · c6 negres peó · e6 negres peó · d4 blanques peó · a2 blanques peó · b2 blanques peó · c2 blanques peó · f2 blanques peó · g2 blanques peó · h2 blanques peó | 3 |
| 2 | a7 negres peó · b7 negres peó · f7 negres peó · g7 negres peó · h7 negres peó · c6 negres peó · e6 negres peó · d4 blanques peó · a2 blanques peó · b2 blanques peó · c2 blanques peó · f2 blanques peó · g2 blanques peó · h2 blanques peó | a7 negres peó · b7 negres peó · f7 negres peó · g7 negres peó · h7 negres peó · c6 negres peó · e6 negres peó · d4 blanques peó · a2 blanques peó · b2 blanques peó · c2 blanques peó · f2 blanques peó · g2 blanques peó · h2 blanques peó | a7 negres peó · b7 negres peó · f7 negres peó · g7 negres peó · h7 negres peó · c6 negres peó · e6 negres peó · d4 blanques peó · a2 blanques peó · b2 blanques peó · c2 blanques peó · f2 blanques peó · g2 blanques peó · h2 blanques peó | a7 negres peó · b7 negres peó · f7 negres peó · g7 negres peó · h7 negres peó · c6 negres peó · e6 negres peó · d4 blanques peó · a2 blanques peó · b2 blanques peó · c2 blanques peó · f2 blanques peó · g2 blanques peó · h2 blanques peó | a7 negres peó · b7 negres peó · f7 negres peó · g7 negres peó · h7 negres peó · c6 negres peó · e6 negres peó · d4 blanques peó · a2 blanques peó · b2 blanques peó · c2 blanques peó · f2 blanques peó · g2 blanques peó · h2 blanques peó | a7 negres peó · b7 negres peó · f7 negres peó · g7 negres peó · h7 negres peó · c6 negres peó · e6 negres peó · d4 blanques peó · a2 blanques peó · b2 blanques peó · c2 blanques peó · f2 blanques peó · g2 blanques peó · h2 blanques peó | a7 negres peó · b7 negres peó · f7 negres peó · g7 negres peó · h7 negres peó · c6 negres peó · e6 negres peó · d4 blanques peó · a2 blanques peó · b2 blanques peó · c2 blanques peó · f2 blanques peó · g2 blanques peó · h2 blanques peó | a7 negres peó · b7 negres peó · f7 negres peó · g7 negres peó · h7 negres peó · c6 negres peó · e6 negres peó · d4 blanques peó · a2 blanques peó · b2 blanques peó · c2 blanques peó · f2 blanques peó · g2 blanques peó · h2 blanques peó | 2 |
| 1 | a7 negres peó · b7 negres peó · f7 negres peó · g7 negres peó · h7 negres peó · c6 negres peó · e6 negres peó · d4 blanques peó · a2 blanques peó · b2 blanques peó · c2 blanques peó · f2 blanques peó · g2 blanques peó · h2 blanques peó | a7 negres peó · b7 negres peó · f7 negres peó · g7 negres peó · h7 negres peó · c6 negres peó · e6 negres peó · d4 blanques peó · a2 blanques peó · b2 blanques peó · c2 blanques peó · f2 blanques peó · g2 blanques peó · h2 blanques peó | a7 negres peó · b7 negres peó · f7 negres peó · g7 negres peó · h7 negres peó · c6 negres peó · e6 negres peó · d4 blanques peó · a2 blanques peó · b2 blanques peó · c2 blanques peó · f2 blanques peó · g2 blanques peó · h2 blanques peó | a7 negres peó · b7 negres peó · f7 negres peó · g7 negres peó · h7 negres peó · c6 negres peó · e6 negres peó · d4 blanques peó · a2 blanques peó · b2 blanques peó · c2 blanques peó · f2 blanques peó · g2 blanques peó · h2 blanques peó | a7 negres peó · b7 negres peó · f7 negres peó · g7 negres peó · h7 negres peó · c6 negres peó · e6 negres peó · d4 blanques peó · a2 blanques peó · b2 blanques peó · c2 blanques peó · f2 blanques peó · g2 blanques peó · h2 blanques peó | a7 negres peó · b7 negres peó · f7 negres peó · g7 negres peó · h7 negres peó · c6 negres peó · e6 negres peó · d4 blanques peó · a2 blanques peó · b2 blanques peó · c2 blanques peó · f2 blanques peó · g2 blanques peó · h2 blanques peó | a7 negres peó · b7 negres peó · f7 negres peó · g7 negres peó · h7 negres peó · c6 negres peó · e6 negres peó · d4 blanques peó · a2 blanques peó · b2 blanques peó · c2 blanques peó · f2 blanques peó · g2 blanques peó · h2 blanques peó | a7 negres peó · b7 negres peó · f7 negres peó · g7 negres peó · h7 negres peó · c6 negres peó · e6 negres peó · d4 blanques peó · a2 blanques peó · b2 blanques peó · c2 blanques peó · f2 blanques peó · g2 blanques peó · h2 blanques peó | 1 |
|   | a | b | c | d | e | f | g | h |   |

### L'estructura Caro
Obertures: Primària: Caro-Kann. Altres: francesa, escandinava, gambit de dama.
Característica: Partida lenta i pacífica.
Temes per les blanques: Casella forta a e5, avantatge d'espai al flanc de rei, ruptura d4-d5, possibilitat de creació de majoria al flanc de dama en el final (típicament després del canvi del peó blanc de "d" pel peó negre de "c").
Temes per les negres: Debilitat del peó de d4, ruptures c6-c5 i e6-e5. La darrera ruptura és normalment preferible, però molt difícil d'implementar per les negres.
|   | a | b | c | d | e | f | g | h |   |
| 8 | a7 negres peó · b7 negres peó · f7 negres peó · g7 negres peó · h7 negres peó · c6 negres peó · e6 negres peó · d4 blanques peó · e3 blanques peó · a2 blanques peó · b2 blanques peó · f2 blanques peó · g2 blanques peó · h2 blanques peó | a7 negres peó · b7 negres peó · f7 negres peó · g7 negres peó · h7 negres peó · c6 negres peó · e6 negres peó · d4 blanques peó · e3 blanques peó · a2 blanques peó · b2 blanques peó · f2 blanques peó · g2 blanques peó · h2 blanques peó | a7 negres peó · b7 negres peó · f7 negres peó · g7 negres peó · h7 negres peó · c6 negres peó · e6 negres peó · d4 blanques peó · e3 blanques peó · a2 blanques peó · b2 blanques peó · f2 blanques peó · g2 blanques peó · h2 blanques peó | a7 negres peó · b7 negres peó · f7 negres peó · g7 negres peó · h7 negres peó · c6 negres peó · e6 negres peó · d4 blanques peó · e3 blanques peó · a2 blanques peó · b2 blanques peó · f2 blanques peó · g2 blanques peó · h2 blanques peó | a7 negres peó · b7 negres peó · f7 negres peó · g7 negres peó · h7 negres peó · c6 negres peó · e6 negres peó · d4 blanques peó · e3 blanques peó · a2 blanques peó · b2 blanques peó · f2 blanques peó · g2 blanques peó · h2 blanques peó | a7 negres peó · b7 negres peó · f7 negres peó · g7 negres peó · h7 negres peó · c6 negres peó · e6 negres peó · d4 blanques peó · e3 blanques peó · a2 blanques peó · b2 blanques peó · f2 blanques peó · g2 blanques peó · h2 blanques peó | a7 negres peó · b7 negres peó · f7 negres peó · g7 negres peó · h7 negres peó · c6 negres peó · e6 negres peó · d4 blanques peó · e3 blanques peó · a2 blanques peó · b2 blanques peó · f2 blanques peó · g2 blanques peó · h2 blanques peó | a7 negres peó · b7 negres peó · f7 negres peó · g7 negres peó · h7 negres peó · c6 negres peó · e6 negres peó · d4 blanques peó · e3 blanques peó · a2 blanques peó · b2 blanques peó · f2 blanques peó · g2 blanques peó · h2 blanques peó | 8 |
| 7 | a7 negres peó · b7 negres peó · f7 negres peó · g7 negres peó · h7 negres peó · c6 negres peó · e6 negres peó · d4 blanques peó · e3 blanques peó · a2 blanques peó · b2 blanques peó · f2 blanques peó · g2 blanques peó · h2 blanques peó | a7 negres peó · b7 negres peó · f7 negres peó · g7 negres peó · h7 negres peó · c6 negres peó · e6 negres peó · d4 blanques peó · e3 blanques peó · a2 blanques peó · b2 blanques peó · f2 blanques peó · g2 blanques peó · h2 blanques peó | a7 negres peó · b7 negres peó · f7 negres peó · g7 negres peó · h7 negres peó · c6 negres peó · e6 negres peó · d4 blanques peó · e3 blanques peó · a2 blanques peó · b2 blanques peó · f2 blanques peó · g2 blanques peó · h2 blanques peó | a7 negres peó · b7 negres peó · f7 negres peó · g7 negres peó · h7 negres peó · c6 negres peó · e6 negres peó · d4 blanques peó · e3 blanques peó · a2 blanques peó · b2 blanques peó · f2 blanques peó · g2 blanques peó · h2 blanques peó | a7 negres peó · b7 negres peó · f7 negres peó · g7 negres peó · h7 negres peó · c6 negres peó · e6 negres peó · d4 blanques peó · e3 blanques peó · a2 blanques peó · b2 blanques peó · f2 blanques peó · g2 blanques peó · h2 blanques peó | a7 negres peó · b7 negres peó · f7 negres peó · g7 negres peó · h7 negres peó · c6 negres peó · e6 negres peó · d4 blanques peó · e3 blanques peó · a2 blanques peó · b2 blanques peó · f2 blanques peó · g2 blanques peó · h2 blanques peó | a7 negres peó · b7 negres peó · f7 negres peó · g7 negres peó · h7 negres peó · c6 negres peó · e6 negres peó · d4 blanques peó · e3 blanques peó · a2 blanques peó · b2 blanques peó · f2 blanques peó · g2 blanques peó · h2 blanques peó | a7 negres peó · b7 negres peó · f7 negres peó · g7 negres peó · h7 negres peó · c6 negres peó · e6 negres peó · d4 blanques peó · e3 blanques peó · a2 blanques peó · b2 blanques peó · f2 blanques peó · g2 blanques peó · h2 blanques peó | 7 |
| 6 | a7 negres peó · b7 negres peó · f7 negres peó · g7 negres peó · h7 negres peó · c6 negres peó · e6 negres peó · d4 blanques peó · e3 blanques peó · a2 blanques peó · b2 blanques peó · f2 blanques peó · g2 blanques peó · h2 blanques peó | a7 negres peó · b7 negres peó · f7 negres peó · g7 negres peó · h7 negres peó · c6 negres peó · e6 negres peó · d4 blanques peó · e3 blanques peó · a2 blanques peó · b2 blanques peó · f2 blanques peó · g2 blanques peó · h2 blanques peó | a7 negres peó · b7 negres peó · f7 negres peó · g7 negres peó · h7 negres peó · c6 negres peó · e6 negres peó · d4 blanques peó · e3 blanques peó · a2 blanques peó · b2 blanques peó · f2 blanques peó · g2 blanques peó · h2 blanques peó | a7 negres peó · b7 negres peó · f7 negres peó · g7 negres peó · h7 negres peó · c6 negres peó · e6 negres peó · d4 blanques peó · e3 blanques peó · a2 blanques peó · b2 blanques peó · f2 blanques peó · g2 blanques peó · h2 blanques peó | a7 negres peó · b7 negres peó · f7 negres peó · g7 negres peó · h7 negres peó · c6 negres peó · e6 negres peó · d4 blanques peó · e3 blanques peó · a2 blanques peó · b2 blanques peó · f2 blanques peó · g2 blanques peó · h2 blanques peó | a7 negres peó · b7 negres peó · f7 negres peó · g7 negres peó · h7 negres peó · c6 negres peó · e6 negres peó · d4 blanques peó · e3 blanques peó · a2 blanques peó · b2 blanques peó · f2 blanques peó · g2 blanques peó · h2 blanques peó | a7 negres peó · b7 negres peó · f7 negres peó · g7 negres peó · h7 negres peó · c6 negres peó · e6 negres peó · d4 blanques peó · e3 blanques peó · a2 blanques peó · b2 blanques peó · f2 blanques peó · g2 blanques peó · h2 blanques peó | a7 negres peó · b7 negres peó · f7 negres peó · g7 negres peó · h7 negres peó · c6 negres peó · e6 negres peó · d4 blanques peó · e3 blanques peó · a2 blanques peó · b2 blanques peó · f2 blanques peó · g2 blanques peó · h2 blanques peó | 6 |
| 5 | a7 negres peó · b7 negres peó · f7 negres peó · g7 negres peó · h7 negres peó · c6 negres peó · e6 negres peó · d4 blanques peó · e3 blanques peó · a2 blanques peó · b2 blanques peó · f2 blanques peó · g2 blanques peó · h2 blanques peó | a7 negres peó · b7 negres peó · f7 negres peó · g7 negres peó · h7 negres peó · c6 negres peó · e6 negres peó · d4 blanques peó · e3 blanques peó · a2 blanques peó · b2 blanques peó · f2 blanques peó · g2 blanques peó · h2 blanques peó | a7 negres peó · b7 negres peó · f7 negres peó · g7 negres peó · h7 negres peó · c6 negres peó · e6 negres peó · d4 blanques peó · e3 blanques peó · a2 blanques peó · b2 blanques peó · f2 blanques peó · g2 blanques peó · h2 blanques peó | a7 negres peó · b7 negres peó · f7 negres peó · g7 negres peó · h7 negres peó · c6 negres peó · e6 negres peó · d4 blanques peó · e3 blanques peó · a2 blanques peó · b2 blanques peó · f2 blanques peó · g2 blanques peó · h2 blanques peó | a7 negres peó · b7 negres peó · f7 negres peó · g7 negres peó · h7 negres peó · c6 negres peó · e6 negres peó · d4 blanques peó · e3 blanques peó · a2 blanques peó · b2 blanques peó · f2 blanques peó · g2 blanques peó · h2 blanques peó | a7 negres peó · b7 negres peó · f7 negres peó · g7 negres peó · h7 negres peó · c6 negres peó · e6 negres peó · d4 blanques peó · e3 blanques peó · a2 blanques peó · b2 blanques peó · f2 blanques peó · g2 blanques peó · h2 blanques peó | a7 negres peó · b7 negres peó · f7 negres peó · g7 negres peó · h7 negres peó · c6 negres peó · e6 negres peó · d4 blanques peó · e3 blanques peó · a2 blanques peó · b2 blanques peó · f2 blanques peó · g2 blanques peó · h2 blanques peó | a7 negres peó · b7 negres peó · f7 negres peó · g7 negres peó · h7 negres peó · c6 negres peó · e6 negres peó · d4 blanques peó · e3 blanques peó · a2 blanques peó · b2 blanques peó · f2 blanques peó · g2 blanques peó · h2 blanques peó | 5 |
| 4 | a7 negres peó · b7 negres peó · f7 negres peó · g7 negres peó · h7 negres peó · c6 negres peó · e6 negres peó · d4 blanques peó · e3 blanques peó · a2 blanques peó · b2 blanques peó · f2 blanques peó · g2 blanques peó · h2 blanques peó | a7 negres peó · b7 negres peó · f7 negres peó · g7 negres peó · h7 negres peó · c6 negres peó · e6 negres peó · d4 blanques peó · e3 blanques peó · a2 blanques peó · b2 blanques peó · f2 blanques peó · g2 blanques peó · h2 blanques peó | a7 negres peó · b7 negres peó · f7 negres peó · g7 negres peó · h7 negres peó · c6 negres peó · e6 negres peó · d4 blanques peó · e3 blanques peó · a2 blanques peó · b2 blanques peó · f2 blanques peó · g2 blanques peó · h2 blanques peó | a7 negres peó · b7 negres peó · f7 negres peó · g7 negres peó · h7 negres peó · c6 negres peó · e6 negres peó · d4 blanques peó · e3 blanques peó · a2 blanques peó · b2 blanques peó · f2 blanques peó · g2 blanques peó · h2 blanques peó | a7 negres peó · b7 negres peó · f7 negres peó · g7 negres peó · h7 negres peó · c6 negres peó · e6 negres peó · d4 blanques peó · e3 blanques peó · a2 blanques peó · b2 blanques peó · f2 blanques peó · g2 blanques peó · h2 blanques peó | a7 negres peó · b7 negres peó · f7 negres peó · g7 negres peó · h7 negres peó · c6 negres peó · e6 negres peó · d4 blanques peó · e3 blanques peó · a2 blanques peó · b2 blanques peó · f2 blanques peó · g2 blanques peó · h2 blanques peó | a7 negres peó · b7 negres peó · f7 negres peó · g7 negres peó · h7 negres peó · c6 negres peó · e6 negres peó · d4 blanques peó · e3 blanques peó · a2 blanques peó · b2 blanques peó · f2 blanques peó · g2 blanques peó · h2 blanques peó | a7 negres peó · b7 negres peó · f7 negres peó · g7 negres peó · h7 negres peó · c6 negres peó · e6 negres peó · d4 blanques peó · e3 blanques peó · a2 blanques peó · b2 blanques peó · f2 blanques peó · g2 blanques peó · h2 blanques peó | 4 |
| 3 | a7 negres peó · b7 negres peó · f7 negres peó · g7 negres peó · h7 negres peó · c6 negres peó · e6 negres peó · d4 blanques peó · e3 blanques peó · a2 blanques peó · b2 blanques peó · f2 blanques peó · g2 blanques peó · h2 blanques peó | a7 negres peó · b7 negres peó · f7 negres peó · g7 negres peó · h7 negres peó · c6 negres peó · e6 negres peó · d4 blanques peó · e3 blanques peó · a2 blanques peó · b2 blanques peó · f2 blanques peó · g2 blanques peó · h2 blanques peó | a7 negres peó · b7 negres peó · f7 negres peó · g7 negres peó · h7 negres peó · c6 negres peó · e6 negres peó · d4 blanques peó · e3 blanques peó · a2 blanques peó · b2 blanques peó · f2 blanques peó · g2 blanques peó · h2 blanques peó | a7 negres peó · b7 negres peó · f7 negres peó · g7 negres peó · h7 negres peó · c6 negres peó · e6 negres peó · d4 blanques peó · e3 blanques peó · a2 blanques peó · b2 blanques peó · f2 blanques peó · g2 blanques peó · h2 blanques peó | a7 negres peó · b7 negres peó · f7 negres peó · g7 negres peó · h7 negres peó · c6 negres peó · e6 negres peó · d4 blanques peó · e3 blanques peó · a2 blanques peó · b2 blanques peó · f2 blanques peó · g2 blanques peó · h2 blanques peó | a7 negres peó · b7 negres peó · f7 negres peó · g7 negres peó · h7 negres peó · c6 negres peó · e6 negres peó · d4 blanques peó · e3 blanques peó · a2 blanques peó · b2 blanques peó · f2 blanques peó · g2 blanques peó · h2 blanques peó | a7 negres peó · b7 negres peó · f7 negres peó · g7 negres peó · h7 negres peó · c6 negres peó · e6 negres peó · d4 blanques peó · e3 blanques peó · a2 blanques peó · b2 blanques peó · f2 blanques peó · g2 blanques peó · h2 blanques peó | a7 negres peó · b7 negres peó · f7 negres peó · g7 negres peó · h7 negres peó · c6 negres peó · e6 negres peó · d4 blanques peó · e3 blanques peó · a2 blanques peó · b2 blanques peó · f2 blanques peó · g2 blanques peó · h2 blanques peó | 3 |
| 2 | a7 negres peó · b7 negres peó · f7 negres peó · g7 negres peó · h7 negres peó · c6 negres peó · e6 negres peó · d4 blanques peó · e3 blanques peó · a2 blanques peó · b2 blanques peó · f2 blanques peó · g2 blanques peó · h2 blanques peó | a7 negres peó · b7 negres peó · f7 negres peó · g7 negres peó · h7 negres peó · c6 negres peó · e6 negres peó · d4 blanques peó · e3 blanques peó · a2 blanques peó · b2 blanques peó · f2 blanques peó · g2 blanques peó · h2 blanques peó | a7 negres peó · b7 negres peó · f7 negres peó · g7 negres peó · h7 negres peó · c6 negres peó · e6 negres peó · d4 blanques peó · e3 blanques peó · a2 blanques peó · b2 blanques peó · f2 blanques peó · g2 blanques peó · h2 blanques peó | a7 negres peó · b7 negres peó · f7 negres peó · g7 negres peó · h7 negres peó · c6 negres peó · e6 negres peó · d4 blanques peó · e3 blanques peó · a2 blanques peó · b2 blanques peó · f2 blanques peó · g2 blanques peó · h2 blanques peó | a7 negres peó · b7 negres peó · f7 negres peó · g7 negres peó · h7 negres peó · c6 negres peó · e6 negres peó · d4 blanques peó · e3 blanques peó · a2 blanques peó · b2 blanques peó · f2 blanques peó · g2 blanques peó · h2 blanques peó | a7 negres peó · b7 negres peó · f7 negres peó · g7 negres peó · h7 negres peó · c6 negres peó · e6 negres peó · d4 blanques peó · e3 blanques peó · a2 blanques peó · b2 blanques peó · f2 blanques peó · g2 blanques peó · h2 blanques peó | a7 negres peó · b7 negres peó · f7 negres peó · g7 negres peó · h7 negres peó · c6 negres peó · e6 negres peó · d4 blanques peó · e3 blanques peó · a2 blanques peó · b2 blanques peó · f2 blanques peó · g2 blanques peó · h2 blanques peó | a7 negres peó · b7 negres peó · f7 negres peó · g7 negres peó · h7 negres peó · c6 negres peó · e6 negres peó · d4 blanques peó · e3 blanques peó · a2 blanques peó · b2 blanques peó · f2 blanques peó · g2 blanques peó · h2 blanques peó | 2 |
| 1 | a7 negres peó · b7 negres peó · f7 negres peó · g7 negres peó · h7 negres peó · c6 negres peó · e6 negres peó · d4 blanques peó · e3 blanques peó · a2 blanques peó · b2 blanques peó · f2 blanques peó · g2 blanques peó · h2 blanques peó | a7 negres peó · b7 negres peó · f7 negres peó · g7 negres peó · h7 negres peó · c6 negres peó · e6 negres peó · d4 blanques peó · e3 blanques peó · a2 blanques peó · b2 blanques peó · f2 blanques peó · g2 blanques peó · h2 blanques peó | a7 negres peó · b7 negres peó · f7 negres peó · g7 negres peó · h7 negres peó · c6 negres peó · e6 negres peó · d4 blanques peó · e3 blanques peó · a2 blanques peó · b2 blanques peó · f2 blanques peó · g2 blanques peó · h2 blanques peó | a7 negres peó · b7 negres peó · f7 negres peó · g7 negres peó · h7 negres peó · c6 negres peó · e6 negres peó · d4 blanques peó · e3 blanques peó · a2 blanques peó · b2 blanques peó · f2 blanques peó · g2 blanques peó · h2 blanques peó | a7 negres peó · b7 negres peó · f7 negres peó · g7 negres peó · h7 negres peó · c6 negres peó · e6 negres peó · d4 blanques peó · e3 blanques peó · a2 blanques peó · b2 blanques peó · f2 blanques peó · g2 blanques peó · h2 blanques peó | a7 negres peó · b7 negres peó · f7 negres peó · g7 negres peó · h7 negres peó · c6 negres peó · e6 negres peó · d4 blanques peó · e3 blanques peó · a2 blanques peó · b2 blanques peó · f2 blanques peó · g2 blanques peó · h2 blanques peó | a7 negres peó · b7 negres peó · f7 negres peó · g7 negres peó · h7 negres peó · c6 negres peó · e6 negres peó · d4 blanques peó · e3 blanques peó · a2 blanques peó · b2 blanques peó · f2 blanques peó · g2 blanques peó · h2 blanques peó | a7 negres peó · b7 negres peó · f7 negres peó · g7 negres peó · h7 negres peó · c6 negres peó · e6 negres peó · d4 blanques peó · e3 blanques peó · a2 blanques peó · b2 blanques peó · f2 blanques peó · g2 blanques peó · h2 blanques peó | 1 |
|   | a | b | c | d | e | f | g | h |   |

### L'estructura eslava
Obertures: Primària: Eslava. Altres: Catalana, Grunfeld, sistema Colle (amb colors invertits).
Característiques: Partida lenta i pacífica.
Temes per les blanques: Pressió a la columna c, debilitat del peó negre de c (tant després de la jugada negra b7-b5 com després de d4-d5xc6 en resposta a e6-e5), la ruptura d4-d5.
Temes per les negres: ruptures e6-e5 i c6-c5.
|   | a | b | c | d | e | f | g | h |   |
| 8 | a7 negres peó · b7 negres peó · f7 negres peó · g7 negres peó · h7 negres peó · d6 negres peó · e6 negres peó · e4 blanques peó · a2 blanques peó · b2 blanques peó · c2 blanques peó · f2 blanques peó · g2 blanques peó · h2 blanques peó | a7 negres peó · b7 negres peó · f7 negres peó · g7 negres peó · h7 negres peó · d6 negres peó · e6 negres peó · e4 blanques peó · a2 blanques peó · b2 blanques peó · c2 blanques peó · f2 blanques peó · g2 blanques peó · h2 blanques peó | a7 negres peó · b7 negres peó · f7 negres peó · g7 negres peó · h7 negres peó · d6 negres peó · e6 negres peó · e4 blanques peó · a2 blanques peó · b2 blanques peó · c2 blanques peó · f2 blanques peó · g2 blanques peó · h2 blanques peó | a7 negres peó · b7 negres peó · f7 negres peó · g7 negres peó · h7 negres peó · d6 negres peó · e6 negres peó · e4 blanques peó · a2 blanques peó · b2 blanques peó · c2 blanques peó · f2 blanques peó · g2 blanques peó · h2 blanques peó | a7 negres peó · b7 negres peó · f7 negres peó · g7 negres peó · h7 negres peó · d6 negres peó · e6 negres peó · e4 blanques peó · a2 blanques peó · b2 blanques peó · c2 blanques peó · f2 blanques peó · g2 blanques peó · h2 blanques peó | a7 negres peó · b7 negres peó · f7 negres peó · g7 negres peó · h7 negres peó · d6 negres peó · e6 negres peó · e4 blanques peó · a2 blanques peó · b2 blanques peó · c2 blanques peó · f2 blanques peó · g2 blanques peó · h2 blanques peó | a7 negres peó · b7 negres peó · f7 negres peó · g7 negres peó · h7 negres peó · d6 negres peó · e6 negres peó · e4 blanques peó · a2 blanques peó · b2 blanques peó · c2 blanques peó · f2 blanques peó · g2 blanques peó · h2 blanques peó | a7 negres peó · b7 negres peó · f7 negres peó · g7 negres peó · h7 negres peó · d6 negres peó · e6 negres peó · e4 blanques peó · a2 blanques peó · b2 blanques peó · c2 blanques peó · f2 blanques peó · g2 blanques peó · h2 blanques peó | 8 |
| 7 | a7 negres peó · b7 negres peó · f7 negres peó · g7 negres peó · h7 negres peó · d6 negres peó · e6 negres peó · e4 blanques peó · a2 blanques peó · b2 blanques peó · c2 blanques peó · f2 blanques peó · g2 blanques peó · h2 blanques peó | a7 negres peó · b7 negres peó · f7 negres peó · g7 negres peó · h7 negres peó · d6 negres peó · e6 negres peó · e4 blanques peó · a2 blanques peó · b2 blanques peó · c2 blanques peó · f2 blanques peó · g2 blanques peó · h2 blanques peó | a7 negres peó · b7 negres peó · f7 negres peó · g7 negres peó · h7 negres peó · d6 negres peó · e6 negres peó · e4 blanques peó · a2 blanques peó · b2 blanques peó · c2 blanques peó · f2 blanques peó · g2 blanques peó · h2 blanques peó | a7 negres peó · b7 negres peó · f7 negres peó · g7 negres peó · h7 negres peó · d6 negres peó · e6 negres peó · e4 blanques peó · a2 blanques peó · b2 blanques peó · c2 blanques peó · f2 blanques peó · g2 blanques peó · h2 blanques peó | a7 negres peó · b7 negres peó · f7 negres peó · g7 negres peó · h7 negres peó · d6 negres peó · e6 negres peó · e4 blanques peó · a2 blanques peó · b2 blanques peó · c2 blanques peó · f2 blanques peó · g2 blanques peó · h2 blanques peó | a7 negres peó · b7 negres peó · f7 negres peó · g7 negres peó · h7 negres peó · d6 negres peó · e6 negres peó · e4 blanques peó · a2 blanques peó · b2 blanques peó · c2 blanques peó · f2 blanques peó · g2 blanques peó · h2 blanques peó | a7 negres peó · b7 negres peó · f7 negres peó · g7 negres peó · h7 negres peó · d6 negres peó · e6 negres peó · e4 blanques peó · a2 blanques peó · b2 blanques peó · c2 blanques peó · f2 blanques peó · g2 blanques peó · h2 blanques peó | a7 negres peó · b7 negres peó · f7 negres peó · g7 negres peó · h7 negres peó · d6 negres peó · e6 negres peó · e4 blanques peó · a2 blanques peó · b2 blanques peó · c2 blanques peó · f2 blanques peó · g2 blanques peó · h2 blanques peó | 7 |
| 6 | a7 negres peó · b7 negres peó · f7 negres peó · g7 negres peó · h7 negres peó · d6 negres peó · e6 negres peó · e4 blanques peó · a2 blanques peó · b2 blanques peó · c2 blanques peó · f2 blanques peó · g2 blanques peó · h2 blanques peó | a7 negres peó · b7 negres peó · f7 negres peó · g7 negres peó · h7 negres peó · d6 negres peó · e6 negres peó · e4 blanques peó · a2 blanques peó · b2 blanques peó · c2 blanques peó · f2 blanques peó · g2 blanques peó · h2 blanques peó | a7 negres peó · b7 negres peó · f7 negres peó · g7 negres peó · h7 negres peó · d6 negres peó · e6 negres peó · e4 blanques peó · a2 blanques peó · b2 blanques peó · c2 blanques peó · f2 blanques peó · g2 blanques peó · h2 blanques peó | a7 negres peó · b7 negres peó · f7 negres peó · g7 negres peó · h7 negres peó · d6 negres peó · e6 negres peó · e4 blanques peó · a2 blanques peó · b2 blanques peó · c2 blanques peó · f2 blanques peó · g2 blanques peó · h2 blanques peó | a7 negres peó · b7 negres peó · f7 negres peó · g7 negres peó · h7 negres peó · d6 negres peó · e6 negres peó · e4 blanques peó · a2 blanques peó · b2 blanques peó · c2 blanques peó · f2 blanques peó · g2 blanques peó · h2 blanques peó | a7 negres peó · b7 negres peó · f7 negres peó · g7 negres peó · h7 negres peó · d6 negres peó · e6 negres peó · e4 blanques peó · a2 blanques peó · b2 blanques peó · c2 blanques peó · f2 blanques peó · g2 blanques peó · h2 blanques peó | a7 negres peó · b7 negres peó · f7 negres peó · g7 negres peó · h7 negres peó · d6 negres peó · e6 negres peó · e4 blanques peó · a2 blanques peó · b2 blanques peó · c2 blanques peó · f2 blanques peó · g2 blanques peó · h2 blanques peó | a7 negres peó · b7 negres peó · f7 negres peó · g7 negres peó · h7 negres peó · d6 negres peó · e6 negres peó · e4 blanques peó · a2 blanques peó · b2 blanques peó · c2 blanques peó · f2 blanques peó · g2 blanques peó · h2 blanques peó | 6 |
| 5 | a7 negres peó · b7 negres peó · f7 negres peó · g7 negres peó · h7 negres peó · d6 negres peó · e6 negres peó · e4 blanques peó · a2 blanques peó · b2 blanques peó · c2 blanques peó · f2 blanques peó · g2 blanques peó · h2 blanques peó | a7 negres peó · b7 negres peó · f7 negres peó · g7 negres peó · h7 negres peó · d6 negres peó · e6 negres peó · e4 blanques peó · a2 blanques peó · b2 blanques peó · c2 blanques peó · f2 blanques peó · g2 blanques peó · h2 blanques peó | a7 negres peó · b7 negres peó · f7 negres peó · g7 negres peó · h7 negres peó · d6 negres peó · e6 negres peó · e4 blanques peó · a2 blanques peó · b2 blanques peó · c2 blanques peó · f2 blanques peó · g2 blanques peó · h2 blanques peó | a7 negres peó · b7 negres peó · f7 negres peó · g7 negres peó · h7 negres peó · d6 negres peó · e6 negres peó · e4 blanques peó · a2 blanques peó · b2 blanques peó · c2 blanques peó · f2 blanques peó · g2 blanques peó · h2 blanques peó | a7 negres peó · b7 negres peó · f7 negres peó · g7 negres peó · h7 negres peó · d6 negres peó · e6 negres peó · e4 blanques peó · a2 blanques peó · b2 blanques peó · c2 blanques peó · f2 blanques peó · g2 blanques peó · h2 blanques peó | a7 negres peó · b7 negres peó · f7 negres peó · g7 negres peó · h7 negres peó · d6 negres peó · e6 negres peó · e4 blanques peó · a2 blanques peó · b2 blanques peó · c2 blanques peó · f2 blanques peó · g2 blanques peó · h2 blanques peó | a7 negres peó · b7 negres peó · f7 negres peó · g7 negres peó · h7 negres peó · d6 negres peó · e6 negres peó · e4 blanques peó · a2 blanques peó · b2 blanques peó · c2 blanques peó · f2 blanques peó · g2 blanques peó · h2 blanques peó | a7 negres peó · b7 negres peó · f7 negres peó · g7 negres peó · h7 negres peó · d6 negres peó · e6 negres peó · e4 blanques peó · a2 blanques peó · b2 blanques peó · c2 blanques peó · f2 blanques peó · g2 blanques peó · h2 blanques peó | 5 |
| 4 | a7 negres peó · b7 negres peó · f7 negres peó · g7 negres peó · h7 negres peó · d6 negres peó · e6 negres peó · e4 blanques peó · a2 blanques peó · b2 blanques peó · c2 blanques peó · f2 blanques peó · g2 blanques peó · h2 blanques peó | a7 negres peó · b7 negres peó · f7 negres peó · g7 negres peó · h7 negres peó · d6 negres peó · e6 negres peó · e4 blanques peó · a2 blanques peó · b2 blanques peó · c2 blanques peó · f2 blanques peó · g2 blanques peó · h2 blanques peó | a7 negres peó · b7 negres peó · f7 negres peó · g7 negres peó · h7 negres peó · d6 negres peó · e6 negres peó · e4 blanques peó · a2 blanques peó · b2 blanques peó · c2 blanques peó · f2 blanques peó · g2 blanques peó · h2 blanques peó | a7 negres peó · b7 negres peó · f7 negres peó · g7 negres peó · h7 negres peó · d6 negres peó · e6 negres peó · e4 blanques peó · a2 blanques peó · b2 blanques peó · c2 blanques peó · f2 blanques peó · g2 blanques peó · h2 blanques peó | a7 negres peó · b7 negres peó · f7 negres peó · g7 negres peó · h7 negres peó · d6 negres peó · e6 negres peó · e4 blanques peó · a2 blanques peó · b2 blanques peó · c2 blanques peó · f2 blanques peó · g2 blanques peó · h2 blanques peó | a7 negres peó · b7 negres peó · f7 negres peó · g7 negres peó · h7 negres peó · d6 negres peó · e6 negres peó · e4 blanques peó · a2 blanques peó · b2 blanques peó · c2 blanques peó · f2 blanques peó · g2 blanques peó · h2 blanques peó | a7 negres peó · b7 negres peó · f7 negres peó · g7 negres peó · h7 negres peó · d6 negres peó · e6 negres peó · e4 blanques peó · a2 blanques peó · b2 blanques peó · c2 blanques peó · f2 blanques peó · g2 blanques peó · h2 blanques peó | a7 negres peó · b7 negres peó · f7 negres peó · g7 negres peó · h7 negres peó · d6 negres peó · e6 negres peó · e4 blanques peó · a2 blanques peó · b2 blanques peó · c2 blanques peó · f2 blanques peó · g2 blanques peó · h2 blanques peó | 4 |
| 3 | a7 negres peó · b7 negres peó · f7 negres peó · g7 negres peó · h7 negres peó · d6 negres peó · e6 negres peó · e4 blanques peó · a2 blanques peó · b2 blanques peó · c2 blanques peó · f2 blanques peó · g2 blanques peó · h2 blanques peó | a7 negres peó · b7 negres peó · f7 negres peó · g7 negres peó · h7 negres peó · d6 negres peó · e6 negres peó · e4 blanques peó · a2 blanques peó · b2 blanques peó · c2 blanques peó · f2 blanques peó · g2 blanques peó · h2 blanques peó | a7 negres peó · b7 negres peó · f7 negres peó · g7 negres peó · h7 negres peó · d6 negres peó · e6 negres peó · e4 blanques peó · a2 blanques peó · b2 blanques peó · c2 blanques peó · f2 blanques peó · g2 blanques peó · h2 blanques peó | a7 negres peó · b7 negres peó · f7 negres peó · g7 negres peó · h7 negres peó · d6 negres peó · e6 negres peó · e4 blanques peó · a2 blanques peó · b2 blanques peó · c2 blanques peó · f2 blanques peó · g2 blanques peó · h2 blanques peó | a7 negres peó · b7 negres peó · f7 negres peó · g7 negres peó · h7 negres peó · d6 negres peó · e6 negres peó · e4 blanques peó · a2 blanques peó · b2 blanques peó · c2 blanques peó · f2 blanques peó · g2 blanques peó · h2 blanques peó | a7 negres peó · b7 negres peó · f7 negres peó · g7 negres peó · h7 negres peó · d6 negres peó · e6 negres peó · e4 blanques peó · a2 blanques peó · b2 blanques peó · c2 blanques peó · f2 blanques peó · g2 blanques peó · h2 blanques peó | a7 negres peó · b7 negres peó · f7 negres peó · g7 negres peó · h7 negres peó · d6 negres peó · e6 negres peó · e4 blanques peó · a2 blanques peó · b2 blanques peó · c2 blanques peó · f2 blanques peó · g2 blanques peó · h2 blanques peó | a7 negres peó · b7 negres peó · f7 negres peó · g7 negres peó · h7 negres peó · d6 negres peó · e6 negres peó · e4 blanques peó · a2 blanques peó · b2 blanques peó · c2 blanques peó · f2 blanques peó · g2 blanques peó · h2 blanques peó | 3 |
| 2 | a7 negres peó · b7 negres peó · f7 negres peó · g7 negres peó · h7 negres peó · d6 negres peó · e6 negres peó · e4 blanques peó · a2 blanques peó · b2 blanques peó · c2 blanques peó · f2 blanques peó · g2 blanques peó · h2 blanques peó | a7 negres peó · b7 negres peó · f7 negres peó · g7 negres peó · h7 negres peó · d6 negres peó · e6 negres peó · e4 blanques peó · a2 blanques peó · b2 blanques peó · c2 blanques peó · f2 blanques peó · g2 blanques peó · h2 blanques peó | a7 negres peó · b7 negres peó · f7 negres peó · g7 negres peó · h7 negres peó · d6 negres peó · e6 negres peó · e4 blanques peó · a2 blanques peó · b2 blanques peó · c2 blanques peó · f2 blanques peó · g2 blanques peó · h2 blanques peó | a7 negres peó · b7 negres peó · f7 negres peó · g7 negres peó · h7 negres peó · d6 negres peó · e6 negres peó · e4 blanques peó · a2 blanques peó · b2 blanques peó · c2 blanques peó · f2 blanques peó · g2 blanques peó · h2 blanques peó | a7 negres peó · b7 negres peó · f7 negres peó · g7 negres peó · h7 negres peó · d6 negres peó · e6 negres peó · e4 blanques peó · a2 blanques peó · b2 blanques peó · c2 blanques peó · f2 blanques peó · g2 blanques peó · h2 blanques peó | a7 negres peó · b7 negres peó · f7 negres peó · g7 negres peó · h7 negres peó · d6 negres peó · e6 negres peó · e4 blanques peó · a2 blanques peó · b2 blanques peó · c2 blanques peó · f2 blanques peó · g2 blanques peó · h2 blanques peó | a7 negres peó · b7 negres peó · f7 negres peó · g7 negres peó · h7 negres peó · d6 negres peó · e6 negres peó · e4 blanques peó · a2 blanques peó · b2 blanques peó · c2 blanques peó · f2 blanques peó · g2 blanques peó · h2 blanques peó | a7 negres peó · b7 negres peó · f7 negres peó · g7 negres peó · h7 negres peó · d6 negres peó · e6 negres peó · e4 blanques peó · a2 blanques peó · b2 blanques peó · c2 blanques peó · f2 blanques peó · g2 blanques peó · h2 blanques peó | 2 |
| 1 | a7 negres peó · b7 negres peó · f7 negres peó · g7 negres peó · h7 negres peó · d6 negres peó · e6 negres peó · e4 blanques peó · a2 blanques peó · b2 blanques peó · c2 blanques peó · f2 blanques peó · g2 blanques peó · h2 blanques peó | a7 negres peó · b7 negres peó · f7 negres peó · g7 negres peó · h7 negres peó · d6 negres peó · e6 negres peó · e4 blanques peó · a2 blanques peó · b2 blanques peó · c2 blanques peó · f2 blanques peó · g2 blanques peó · h2 blanques peó | a7 negres peó · b7 negres peó · f7 negres peó · g7 negres peó · h7 negres peó · d6 negres peó · e6 negres peó · e4 blanques peó · a2 blanques peó · b2 blanques peó · c2 blanques peó · f2 blanques peó · g2 blanques peó · h2 blanques peó | a7 negres peó · b7 negres peó · f7 negres peó · g7 negres peó · h7 negres peó · d6 negres peó · e6 negres peó · e4 blanques peó · a2 blanques peó · b2 blanques peó · c2 blanques peó · f2 blanques peó · g2 blanques peó · h2 blanques peó | a7 negres peó · b7 negres peó · f7 negres peó · g7 negres peó · h7 negres peó · d6 negres peó · e6 negres peó · e4 blanques peó · a2 blanques peó · b2 blanques peó · c2 blanques peó · f2 blanques peó · g2 blanques peó · h2 blanques peó | a7 negres peó · b7 negres peó · f7 negres peó · g7 negres peó · h7 negres peó · d6 negres peó · e6 negres peó · e4 blanques peó · a2 blanques peó · b2 blanques peó · c2 blanques peó · f2 blanques peó · g2 blanques peó · h2 blanques peó | a7 negres peó · b7 negres peó · f7 negres peó · g7 negres peó · h7 negres peó · d6 negres peó · e6 negres peó · e4 blanques peó · a2 blanques peó · b2 blanques peó · c2 blanques peó · f2 blanques peó · g2 blanques peó · h2 blanques peó | a7 negres peó · b7 negres peó · f7 negres peó · g7 negres peó · h7 negres peó · d6 negres peó · e6 negres peó · e4 blanques peó · a2 blanques peó · b2 blanques peó · c2 blanques peó · f2 blanques peó · g2 blanques peó · h2 blanques peó | 1 |
|   | a | b | c | d | e | f | g | h |   |

### Siciliana: l'estructura Scheveningen
Obertures: Primària: siciliana (Najdorf, i variants Richter-Rauzer i Sozin), siciliana Scheveningen, i diverses altres variants de la siciliana.
Característiques: Joc complex i dinàmic, i mig joc agut.
Temes per les blanques: Pressió a la columna d, avantatge d'espai, ruptura e4-e5 (sovint preparada amb f2-f4), l'avenç f2-f4-f5, i l'atac ràpid g2-g4-g5 (vegeu atac Keres).
Temes per les negres: Pressió a la columna c, atac de minories (i contrajoc en general) al flanc de dama, pressió al peó blanc d'e4 o e5, ruptura d6-d5, e6-e5 transposant al hole de Boleslavski (vegeu més avall).
Normalment no és desitjable per les blanque canviar una peça a c6 permetent la recaptura bxc6, perquè la falange de peons centrals de les negres seria massa forta.
|   | a | b | c | d | e | f | g | h |   |
| 8 | a7 negres peó · b7 negres peó · e7 negres peó · f7 negres peó · h7 negres peó · d6 negres peó · g6 negres peó · e4 blanques peó · a2 blanques peó · b2 blanques peó · c2 blanques peó · f2 blanques peó · g2 blanques peó · h2 blanques peó | a7 negres peó · b7 negres peó · e7 negres peó · f7 negres peó · h7 negres peó · d6 negres peó · g6 negres peó · e4 blanques peó · a2 blanques peó · b2 blanques peó · c2 blanques peó · f2 blanques peó · g2 blanques peó · h2 blanques peó | a7 negres peó · b7 negres peó · e7 negres peó · f7 negres peó · h7 negres peó · d6 negres peó · g6 negres peó · e4 blanques peó · a2 blanques peó · b2 blanques peó · c2 blanques peó · f2 blanques peó · g2 blanques peó · h2 blanques peó | a7 negres peó · b7 negres peó · e7 negres peó · f7 negres peó · h7 negres peó · d6 negres peó · g6 negres peó · e4 blanques peó · a2 blanques peó · b2 blanques peó · c2 blanques peó · f2 blanques peó · g2 blanques peó · h2 blanques peó | a7 negres peó · b7 negres peó · e7 negres peó · f7 negres peó · h7 negres peó · d6 negres peó · g6 negres peó · e4 blanques peó · a2 blanques peó · b2 blanques peó · c2 blanques peó · f2 blanques peó · g2 blanques peó · h2 blanques peó | a7 negres peó · b7 negres peó · e7 negres peó · f7 negres peó · h7 negres peó · d6 negres peó · g6 negres peó · e4 blanques peó · a2 blanques peó · b2 blanques peó · c2 blanques peó · f2 blanques peó · g2 blanques peó · h2 blanques peó | a7 negres peó · b7 negres peó · e7 negres peó · f7 negres peó · h7 negres peó · d6 negres peó · g6 negres peó · e4 blanques peó · a2 blanques peó · b2 blanques peó · c2 blanques peó · f2 blanques peó · g2 blanques peó · h2 blanques peó | a7 negres peó · b7 negres peó · e7 negres peó · f7 negres peó · h7 negres peó · d6 negres peó · g6 negres peó · e4 blanques peó · a2 blanques peó · b2 blanques peó · c2 blanques peó · f2 blanques peó · g2 blanques peó · h2 blanques peó | 8 |
| 7 | a7 negres peó · b7 negres peó · e7 negres peó · f7 negres peó · h7 negres peó · d6 negres peó · g6 negres peó · e4 blanques peó · a2 blanques peó · b2 blanques peó · c2 blanques peó · f2 blanques peó · g2 blanques peó · h2 blanques peó | a7 negres peó · b7 negres peó · e7 negres peó · f7 negres peó · h7 negres peó · d6 negres peó · g6 negres peó · e4 blanques peó · a2 blanques peó · b2 blanques peó · c2 blanques peó · f2 blanques peó · g2 blanques peó · h2 blanques peó | a7 negres peó · b7 negres peó · e7 negres peó · f7 negres peó · h7 negres peó · d6 negres peó · g6 negres peó · e4 blanques peó · a2 blanques peó · b2 blanques peó · c2 blanques peó · f2 blanques peó · g2 blanques peó · h2 blanques peó | a7 negres peó · b7 negres peó · e7 negres peó · f7 negres peó · h7 negres peó · d6 negres peó · g6 negres peó · e4 blanques peó · a2 blanques peó · b2 blanques peó · c2 blanques peó · f2 blanques peó · g2 blanques peó · h2 blanques peó | a7 negres peó · b7 negres peó · e7 negres peó · f7 negres peó · h7 negres peó · d6 negres peó · g6 negres peó · e4 blanques peó · a2 blanques peó · b2 blanques peó · c2 blanques peó · f2 blanques peó · g2 blanques peó · h2 blanques peó | a7 negres peó · b7 negres peó · e7 negres peó · f7 negres peó · h7 negres peó · d6 negres peó · g6 negres peó · e4 blanques peó · a2 blanques peó · b2 blanques peó · c2 blanques peó · f2 blanques peó · g2 blanques peó · h2 blanques peó | a7 negres peó · b7 negres peó · e7 negres peó · f7 negres peó · h7 negres peó · d6 negres peó · g6 negres peó · e4 blanques peó · a2 blanques peó · b2 blanques peó · c2 blanques peó · f2 blanques peó · g2 blanques peó · h2 blanques peó | a7 negres peó · b7 negres peó · e7 negres peó · f7 negres peó · h7 negres peó · d6 negres peó · g6 negres peó · e4 blanques peó · a2 blanques peó · b2 blanques peó · c2 blanques peó · f2 blanques peó · g2 blanques peó · h2 blanques peó | 7 |
| 6 | a7 negres peó · b7 negres peó · e7 negres peó · f7 negres peó · h7 negres peó · d6 negres peó · g6 negres peó · e4 blanques peó · a2 blanques peó · b2 blanques peó · c2 blanques peó · f2 blanques peó · g2 blanques peó · h2 blanques peó | a7 negres peó · b7 negres peó · e7 negres peó · f7 negres peó · h7 negres peó · d6 negres peó · g6 negres peó · e4 blanques peó · a2 blanques peó · b2 blanques peó · c2 blanques peó · f2 blanques peó · g2 blanques peó · h2 blanques peó | a7 negres peó · b7 negres peó · e7 negres peó · f7 negres peó · h7 negres peó · d6 negres peó · g6 negres peó · e4 blanques peó · a2 blanques peó · b2 blanques peó · c2 blanques peó · f2 blanques peó · g2 blanques peó · h2 blanques peó | a7 negres peó · b7 negres peó · e7 negres peó · f7 negres peó · h7 negres peó · d6 negres peó · g6 negres peó · e4 blanques peó · a2 blanques peó · b2 blanques peó · c2 blanques peó · f2 blanques peó · g2 blanques peó · h2 blanques peó | a7 negres peó · b7 negres peó · e7 negres peó · f7 negres peó · h7 negres peó · d6 negres peó · g6 negres peó · e4 blanques peó · a2 blanques peó · b2 blanques peó · c2 blanques peó · f2 blanques peó · g2 blanques peó · h2 blanques peó | a7 negres peó · b7 negres peó · e7 negres peó · f7 negres peó · h7 negres peó · d6 negres peó · g6 negres peó · e4 blanques peó · a2 blanques peó · b2 blanques peó · c2 blanques peó · f2 blanques peó · g2 blanques peó · h2 blanques peó | a7 negres peó · b7 negres peó · e7 negres peó · f7 negres peó · h7 negres peó · d6 negres peó · g6 negres peó · e4 blanques peó · a2 blanques peó · b2 blanques peó · c2 blanques peó · f2 blanques peó · g2 blanques peó · h2 blanques peó | a7 negres peó · b7 negres peó · e7 negres peó · f7 negres peó · h7 negres peó · d6 negres peó · g6 negres peó · e4 blanques peó · a2 blanques peó · b2 blanques peó · c2 blanques peó · f2 blanques peó · g2 blanques peó · h2 blanques peó | 6 |
| 5 | a7 negres peó · b7 negres peó · e7 negres peó · f7 negres peó · h7 negres peó · d6 negres peó · g6 negres peó · e4 blanques peó · a2 blanques peó · b2 blanques peó · c2 blanques peó · f2 blanques peó · g2 blanques peó · h2 blanques peó | a7 negres peó · b7 negres peó · e7 negres peó · f7 negres peó · h7 negres peó · d6 negres peó · g6 negres peó · e4 blanques peó · a2 blanques peó · b2 blanques peó · c2 blanques peó · f2 blanques peó · g2 blanques peó · h2 blanques peó | a7 negres peó · b7 negres peó · e7 negres peó · f7 negres peó · h7 negres peó · d6 negres peó · g6 negres peó · e4 blanques peó · a2 blanques peó · b2 blanques peó · c2 blanques peó · f2 blanques peó · g2 blanques peó · h2 blanques peó | a7 negres peó · b7 negres peó · e7 negres peó · f7 negres peó · h7 negres peó · d6 negres peó · g6 negres peó · e4 blanques peó · a2 blanques peó · b2 blanques peó · c2 blanques peó · f2 blanques peó · g2 blanques peó · h2 blanques peó | a7 negres peó · b7 negres peó · e7 negres peó · f7 negres peó · h7 negres peó · d6 negres peó · g6 negres peó · e4 blanques peó · a2 blanques peó · b2 blanques peó · c2 blanques peó · f2 blanques peó · g2 blanques peó · h2 blanques peó | a7 negres peó · b7 negres peó · e7 negres peó · f7 negres peó · h7 negres peó · d6 negres peó · g6 negres peó · e4 blanques peó · a2 blanques peó · b2 blanques peó · c2 blanques peó · f2 blanques peó · g2 blanques peó · h2 blanques peó | a7 negres peó · b7 negres peó · e7 negres peó · f7 negres peó · h7 negres peó · d6 negres peó · g6 negres peó · e4 blanques peó · a2 blanques peó · b2 blanques peó · c2 blanques peó · f2 blanques peó · g2 blanques peó · h2 blanques peó | a7 negres peó · b7 negres peó · e7 negres peó · f7 negres peó · h7 negres peó · d6 negres peó · g6 negres peó · e4 blanques peó · a2 blanques peó · b2 blanques peó · c2 blanques peó · f2 blanques peó · g2 blanques peó · h2 blanques peó | 5 |
| 4 | a7 negres peó · b7 negres peó · e7 negres peó · f7 negres peó · h7 negres peó · d6 negres peó · g6 negres peó · e4 blanques peó · a2 blanques peó · b2 blanques peó · c2 blanques peó · f2 blanques peó · g2 blanques peó · h2 blanques peó | a7 negres peó · b7 negres peó · e7 negres peó · f7 negres peó · h7 negres peó · d6 negres peó · g6 negres peó · e4 blanques peó · a2 blanques peó · b2 blanques peó · c2 blanques peó · f2 blanques peó · g2 blanques peó · h2 blanques peó | a7 negres peó · b7 negres peó · e7 negres peó · f7 negres peó · h7 negres peó · d6 negres peó · g6 negres peó · e4 blanques peó · a2 blanques peó · b2 blanques peó · c2 blanques peó · f2 blanques peó · g2 blanques peó · h2 blanques peó | a7 negres peó · b7 negres peó · e7 negres peó · f7 negres peó · h7 negres peó · d6 negres peó · g6 negres peó · e4 blanques peó · a2 blanques peó · b2 blanques peó · c2 blanques peó · f2 blanques peó · g2 blanques peó · h2 blanques peó | a7 negres peó · b7 negres peó · e7 negres peó · f7 negres peó · h7 negres peó · d6 negres peó · g6 negres peó · e4 blanques peó · a2 blanques peó · b2 blanques peó · c2 blanques peó · f2 blanques peó · g2 blanques peó · h2 blanques peó | a7 negres peó · b7 negres peó · e7 negres peó · f7 negres peó · h7 negres peó · d6 negres peó · g6 negres peó · e4 blanques peó · a2 blanques peó · b2 blanques peó · c2 blanques peó · f2 blanques peó · g2 blanques peó · h2 blanques peó | a7 negres peó · b7 negres peó · e7 negres peó · f7 negres peó · h7 negres peó · d6 negres peó · g6 negres peó · e4 blanques peó · a2 blanques peó · b2 blanques peó · c2 blanques peó · f2 blanques peó · g2 blanques peó · h2 blanques peó | a7 negres peó · b7 negres peó · e7 negres peó · f7 negres peó · h7 negres peó · d6 negres peó · g6 negres peó · e4 blanques peó · a2 blanques peó · b2 blanques peó · c2 blanques peó · f2 blanques peó · g2 blanques peó · h2 blanques peó | 4 |
| 3 | a7 negres peó · b7 negres peó · e7 negres peó · f7 negres peó · h7 negres peó · d6 negres peó · g6 negres peó · e4 blanques peó · a2 blanques peó · b2 blanques peó · c2 blanques peó · f2 blanques peó · g2 blanques peó · h2 blanques peó | a7 negres peó · b7 negres peó · e7 negres peó · f7 negres peó · h7 negres peó · d6 negres peó · g6 negres peó · e4 blanques peó · a2 blanques peó · b2 blanques peó · c2 blanques peó · f2 blanques peó · g2 blanques peó · h2 blanques peó | a7 negres peó · b7 negres peó · e7 negres peó · f7 negres peó · h7 negres peó · d6 negres peó · g6 negres peó · e4 blanques peó · a2 blanques peó · b2 blanques peó · c2 blanques peó · f2 blanques peó · g2 blanques peó · h2 blanques peó | a7 negres peó · b7 negres peó · e7 negres peó · f7 negres peó · h7 negres peó · d6 negres peó · g6 negres peó · e4 blanques peó · a2 blanques peó · b2 blanques peó · c2 blanques peó · f2 blanques peó · g2 blanques peó · h2 blanques peó | a7 negres peó · b7 negres peó · e7 negres peó · f7 negres peó · h7 negres peó · d6 negres peó · g6 negres peó · e4 blanques peó · a2 blanques peó · b2 blanques peó · c2 blanques peó · f2 blanques peó · g2 blanques peó · h2 blanques peó | a7 negres peó · b7 negres peó · e7 negres peó · f7 negres peó · h7 negres peó · d6 negres peó · g6 negres peó · e4 blanques peó · a2 blanques peó · b2 blanques peó · c2 blanques peó · f2 blanques peó · g2 blanques peó · h2 blanques peó | a7 negres peó · b7 negres peó · e7 negres peó · f7 negres peó · h7 negres peó · d6 negres peó · g6 negres peó · e4 blanques peó · a2 blanques peó · b2 blanques peó · c2 blanques peó · f2 blanques peó · g2 blanques peó · h2 blanques peó | a7 negres peó · b7 negres peó · e7 negres peó · f7 negres peó · h7 negres peó · d6 negres peó · g6 negres peó · e4 blanques peó · a2 blanques peó · b2 blanques peó · c2 blanques peó · f2 blanques peó · g2 blanques peó · h2 blanques peó | 3 |
| 2 | a7 negres peó · b7 negres peó · e7 negres peó · f7 negres peó · h7 negres peó · d6 negres peó · g6 negres peó · e4 blanques peó · a2 blanques peó · b2 blanques peó · c2 blanques peó · f2 blanques peó · g2 blanques peó · h2 blanques peó | a7 negres peó · b7 negres peó · e7 negres peó · f7 negres peó · h7 negres peó · d6 negres peó · g6 negres peó · e4 blanques peó · a2 blanques peó · b2 blanques peó · c2 blanques peó · f2 blanques peó · g2 blanques peó · h2 blanques peó | a7 negres peó · b7 negres peó · e7 negres peó · f7 negres peó · h7 negres peó · d6 negres peó · g6 negres peó · e4 blanques peó · a2 blanques peó · b2 blanques peó · c2 blanques peó · f2 blanques peó · g2 blanques peó · h2 blanques peó | a7 negres peó · b7 negres peó · e7 negres peó · f7 negres peó · h7 negres peó · d6 negres peó · g6 negres peó · e4 blanques peó · a2 blanques peó · b2 blanques peó · c2 blanques peó · f2 blanques peó · g2 blanques peó · h2 blanques peó | a7 negres peó · b7 negres peó · e7 negres peó · f7 negres peó · h7 negres peó · d6 negres peó · g6 negres peó · e4 blanques peó · a2 blanques peó · b2 blanques peó · c2 blanques peó · f2 blanques peó · g2 blanques peó · h2 blanques peó | a7 negres peó · b7 negres peó · e7 negres peó · f7 negres peó · h7 negres peó · d6 negres peó · g6 negres peó · e4 blanques peó · a2 blanques peó · b2 blanques peó · c2 blanques peó · f2 blanques peó · g2 blanques peó · h2 blanques peó | a7 negres peó · b7 negres peó · e7 negres peó · f7 negres peó · h7 negres peó · d6 negres peó · g6 negres peó · e4 blanques peó · a2 blanques peó · b2 blanques peó · c2 blanques peó · f2 blanques peó · g2 blanques peó · h2 blanques peó | a7 negres peó · b7 negres peó · e7 negres peó · f7 negres peó · h7 negres peó · d6 negres peó · g6 negres peó · e4 blanques peó · a2 blanques peó · b2 blanques peó · c2 blanques peó · f2 blanques peó · g2 blanques peó · h2 blanques peó | 2 |
| 1 | a7 negres peó · b7 negres peó · e7 negres peó · f7 negres peó · h7 negres peó · d6 negres peó · g6 negres peó · e4 blanques peó · a2 blanques peó · b2 blanques peó · c2 blanques peó · f2 blanques peó · g2 blanques peó · h2 blanques peó | a7 negres peó · b7 negres peó · e7 negres peó · f7 negres peó · h7 negres peó · d6 negres peó · g6 negres peó · e4 blanques peó · a2 blanques peó · b2 blanques peó · c2 blanques peó · f2 blanques peó · g2 blanques peó · h2 blanques peó | a7 negres peó · b7 negres peó · e7 negres peó · f7 negres peó · h7 negres peó · d6 negres peó · g6 negres peó · e4 blanques peó · a2 blanques peó · b2 blanques peó · c2 blanques peó · f2 blanques peó · g2 blanques peó · h2 blanques peó | a7 negres peó · b7 negres peó · e7 negres peó · f7 negres peó · h7 negres peó · d6 negres peó · g6 negres peó · e4 blanques peó · a2 blanques peó · b2 blanques peó · c2 blanques peó · f2 blanques peó · g2 blanques peó · h2 blanques peó | a7 negres peó · b7 negres peó · e7 negres peó · f7 negres peó · h7 negres peó · d6 negres peó · g6 negres peó · e4 blanques peó · a2 blanques peó · b2 blanques peó · c2 blanques peó · f2 blanques peó · g2 blanques peó · h2 blanques peó | a7 negres peó · b7 negres peó · e7 negres peó · f7 negres peó · h7 negres peó · d6 negres peó · g6 negres peó · e4 blanques peó · a2 blanques peó · b2 blanques peó · c2 blanques peó · f2 blanques peó · g2 blanques peó · h2 blanques peó | a7 negres peó · b7 negres peó · e7 negres peó · f7 negres peó · h7 negres peó · d6 negres peó · g6 negres peó · e4 blanques peó · a2 blanques peó · b2 blanques peó · c2 blanques peó · f2 blanques peó · g2 blanques peó · h2 blanques peó | a7 negres peó · b7 negres peó · e7 negres peó · f7 negres peó · h7 negres peó · d6 negres peó · g6 negres peó · e4 blanques peó · a2 blanques peó · b2 blanques peó · c2 blanques peó · f2 blanques peó · g2 blanques peó · h2 blanques peó | 1 |
|   | a | b | c | d | e | f | g | h |   |

### Siciliana: l'estructura del Drac
Obertures: Primària: siciliana drac. Altres: obertura anglesa (amb colors invertits).
Característiques: Pot provocar tant un joc agut amb enrocs en flancs oposats com un joc relativament tranquil amb enrocs al mateix flanc. La siciliana del drac requereix un alt nivell de memorització de teoria d'obertures per a jugar-la adeqüadament. Això és especialment cert quan es planteja l'"atac iugoslau", en el qual les blanques fan els moviments Ae3, f3, Dd2 i 0-0-0. D'altres variants són: el "drac clàssic" en què les blanques fan Ae2 i 0-0; l'"atac Tal", definit per Ac4 i 0-0, i la variant del fianchetto, en què les blanques fan g3, Ag2 i 0-0. Aquestes variants no gaire comunes duen a posicions menys tàctiques, i cap a un final potencialment tècnic.
Temes per les blanques: Casella forta a d5, atac al flanc de rei (tant amb f2-f4-f5 amb enroc al flanc de rei, com amb h2-h4-h5) amb enroc al flanc de dama, debilitat de la minoria de peons negra al flanc de dama en el final.
Temes per les negres: Pressió al llarg de la gran diagonal, contrajoc al flanc de dama, explotació de la sobreexpansió dels peons blancs al flanc de rei en el final.
Línies d'obertura: La variant més comuna de la siciliana del drac és l'"atac iugoslau": 1. e4 c5 2.Cf3 d6 3. d4 cxd4 4. Cxd4 Cf6 5. Cc3 g6 6. Ae3 (aquesta és la jugada que defineix el sistema) 6...Ag7 7. Dd2 0-0 8.f3 (aquesta jugada és necessària per evitar que les negres facin 8...Cg4 per atacar l'alfil blanc de caselles negres. 8.f3 també proporciona defensa extra a e4 i prepara una allau de peons amb la jugada g4. 8...Cc6 9. 0-0-0 (9.Ac4 també és molt comuna en aquesta posició.) 9...d5 (Aquesta jugada és la línia principal. Altres idees inclourien 9...Cxd4 O 9...Ad7.)
|   | a | b | c | d | e | f | g | h |   |
| 8 | a7 negres peó · b7 negres peó · e7 negres peó · f7 negres peó · g7 negres peó · h7 negres peó · d6 negres peó · c4 blanques peó · e4 blanques peó · a2 blanques peó · b2 blanques peó · f2 blanques peó · g2 blanques peó · h2 blanques peó | a7 negres peó · b7 negres peó · e7 negres peó · f7 negres peó · g7 negres peó · h7 negres peó · d6 negres peó · c4 blanques peó · e4 blanques peó · a2 blanques peó · b2 blanques peó · f2 blanques peó · g2 blanques peó · h2 blanques peó | a7 negres peó · b7 negres peó · e7 negres peó · f7 negres peó · g7 negres peó · h7 negres peó · d6 negres peó · c4 blanques peó · e4 blanques peó · a2 blanques peó · b2 blanques peó · f2 blanques peó · g2 blanques peó · h2 blanques peó | a7 negres peó · b7 negres peó · e7 negres peó · f7 negres peó · g7 negres peó · h7 negres peó · d6 negres peó · c4 blanques peó · e4 blanques peó · a2 blanques peó · b2 blanques peó · f2 blanques peó · g2 blanques peó · h2 blanques peó | a7 negres peó · b7 negres peó · e7 negres peó · f7 negres peó · g7 negres peó · h7 negres peó · d6 negres peó · c4 blanques peó · e4 blanques peó · a2 blanques peó · b2 blanques peó · f2 blanques peó · g2 blanques peó · h2 blanques peó | a7 negres peó · b7 negres peó · e7 negres peó · f7 negres peó · g7 negres peó · h7 negres peó · d6 negres peó · c4 blanques peó · e4 blanques peó · a2 blanques peó · b2 blanques peó · f2 blanques peó · g2 blanques peó · h2 blanques peó | a7 negres peó · b7 negres peó · e7 negres peó · f7 negres peó · g7 negres peó · h7 negres peó · d6 negres peó · c4 blanques peó · e4 blanques peó · a2 blanques peó · b2 blanques peó · f2 blanques peó · g2 blanques peó · h2 blanques peó | a7 negres peó · b7 negres peó · e7 negres peó · f7 negres peó · g7 negres peó · h7 negres peó · d6 negres peó · c4 blanques peó · e4 blanques peó · a2 blanques peó · b2 blanques peó · f2 blanques peó · g2 blanques peó · h2 blanques peó | 8 |
| 7 | a7 negres peó · b7 negres peó · e7 negres peó · f7 negres peó · g7 negres peó · h7 negres peó · d6 negres peó · c4 blanques peó · e4 blanques peó · a2 blanques peó · b2 blanques peó · f2 blanques peó · g2 blanques peó · h2 blanques peó | a7 negres peó · b7 negres peó · e7 negres peó · f7 negres peó · g7 negres peó · h7 negres peó · d6 negres peó · c4 blanques peó · e4 blanques peó · a2 blanques peó · b2 blanques peó · f2 blanques peó · g2 blanques peó · h2 blanques peó | a7 negres peó · b7 negres peó · e7 negres peó · f7 negres peó · g7 negres peó · h7 negres peó · d6 negres peó · c4 blanques peó · e4 blanques peó · a2 blanques peó · b2 blanques peó · f2 blanques peó · g2 blanques peó · h2 blanques peó | a7 negres peó · b7 negres peó · e7 negres peó · f7 negres peó · g7 negres peó · h7 negres peó · d6 negres peó · c4 blanques peó · e4 blanques peó · a2 blanques peó · b2 blanques peó · f2 blanques peó · g2 blanques peó · h2 blanques peó | a7 negres peó · b7 negres peó · e7 negres peó · f7 negres peó · g7 negres peó · h7 negres peó · d6 negres peó · c4 blanques peó · e4 blanques peó · a2 blanques peó · b2 blanques peó · f2 blanques peó · g2 blanques peó · h2 blanques peó | a7 negres peó · b7 negres peó · e7 negres peó · f7 negres peó · g7 negres peó · h7 negres peó · d6 negres peó · c4 blanques peó · e4 blanques peó · a2 blanques peó · b2 blanques peó · f2 blanques peó · g2 blanques peó · h2 blanques peó | a7 negres peó · b7 negres peó · e7 negres peó · f7 negres peó · g7 negres peó · h7 negres peó · d6 negres peó · c4 blanques peó · e4 blanques peó · a2 blanques peó · b2 blanques peó · f2 blanques peó · g2 blanques peó · h2 blanques peó | a7 negres peó · b7 negres peó · e7 negres peó · f7 negres peó · g7 negres peó · h7 negres peó · d6 negres peó · c4 blanques peó · e4 blanques peó · a2 blanques peó · b2 blanques peó · f2 blanques peó · g2 blanques peó · h2 blanques peó | 7 |
| 6 | a7 negres peó · b7 negres peó · e7 negres peó · f7 negres peó · g7 negres peó · h7 negres peó · d6 negres peó · c4 blanques peó · e4 blanques peó · a2 blanques peó · b2 blanques peó · f2 blanques peó · g2 blanques peó · h2 blanques peó | a7 negres peó · b7 negres peó · e7 negres peó · f7 negres peó · g7 negres peó · h7 negres peó · d6 negres peó · c4 blanques peó · e4 blanques peó · a2 blanques peó · b2 blanques peó · f2 blanques peó · g2 blanques peó · h2 blanques peó | a7 negres peó · b7 negres peó · e7 negres peó · f7 negres peó · g7 negres peó · h7 negres peó · d6 negres peó · c4 blanques peó · e4 blanques peó · a2 blanques peó · b2 blanques peó · f2 blanques peó · g2 blanques peó · h2 blanques peó | a7 negres peó · b7 negres peó · e7 negres peó · f7 negres peó · g7 negres peó · h7 negres peó · d6 negres peó · c4 blanques peó · e4 blanques peó · a2 blanques peó · b2 blanques peó · f2 blanques peó · g2 blanques peó · h2 blanques peó | a7 negres peó · b7 negres peó · e7 negres peó · f7 negres peó · g7 negres peó · h7 negres peó · d6 negres peó · c4 blanques peó · e4 blanques peó · a2 blanques peó · b2 blanques peó · f2 blanques peó · g2 blanques peó · h2 blanques peó | a7 negres peó · b7 negres peó · e7 negres peó · f7 negres peó · g7 negres peó · h7 negres peó · d6 negres peó · c4 blanques peó · e4 blanques peó · a2 blanques peó · b2 blanques peó · f2 blanques peó · g2 blanques peó · h2 blanques peó | a7 negres peó · b7 negres peó · e7 negres peó · f7 negres peó · g7 negres peó · h7 negres peó · d6 negres peó · c4 blanques peó · e4 blanques peó · a2 blanques peó · b2 blanques peó · f2 blanques peó · g2 blanques peó · h2 blanques peó | a7 negres peó · b7 negres peó · e7 negres peó · f7 negres peó · g7 negres peó · h7 negres peó · d6 negres peó · c4 blanques peó · e4 blanques peó · a2 blanques peó · b2 blanques peó · f2 blanques peó · g2 blanques peó · h2 blanques peó | 6 |
| 5 | a7 negres peó · b7 negres peó · e7 negres peó · f7 negres peó · g7 negres peó · h7 negres peó · d6 negres peó · c4 blanques peó · e4 blanques peó · a2 blanques peó · b2 blanques peó · f2 blanques peó · g2 blanques peó · h2 blanques peó | a7 negres peó · b7 negres peó · e7 negres peó · f7 negres peó · g7 negres peó · h7 negres peó · d6 negres peó · c4 blanques peó · e4 blanques peó · a2 blanques peó · b2 blanques peó · f2 blanques peó · g2 blanques peó · h2 blanques peó | a7 negres peó · b7 negres peó · e7 negres peó · f7 negres peó · g7 negres peó · h7 negres peó · d6 negres peó · c4 blanques peó · e4 blanques peó · a2 blanques peó · b2 blanques peó · f2 blanques peó · g2 blanques peó · h2 blanques peó | a7 negres peó · b7 negres peó · e7 negres peó · f7 negres peó · g7 negres peó · h7 negres peó · d6 negres peó · c4 blanques peó · e4 blanques peó · a2 blanques peó · b2 blanques peó · f2 blanques peó · g2 blanques peó · h2 blanques peó | a7 negres peó · b7 negres peó · e7 negres peó · f7 negres peó · g7 negres peó · h7 negres peó · d6 negres peó · c4 blanques peó · e4 blanques peó · a2 blanques peó · b2 blanques peó · f2 blanques peó · g2 blanques peó · h2 blanques peó | a7 negres peó · b7 negres peó · e7 negres peó · f7 negres peó · g7 negres peó · h7 negres peó · d6 negres peó · c4 blanques peó · e4 blanques peó · a2 blanques peó · b2 blanques peó · f2 blanques peó · g2 blanques peó · h2 blanques peó | a7 negres peó · b7 negres peó · e7 negres peó · f7 negres peó · g7 negres peó · h7 negres peó · d6 negres peó · c4 blanques peó · e4 blanques peó · a2 blanques peó · b2 blanques peó · f2 blanques peó · g2 blanques peó · h2 blanques peó | a7 negres peó · b7 negres peó · e7 negres peó · f7 negres peó · g7 negres peó · h7 negres peó · d6 negres peó · c4 blanques peó · e4 blanques peó · a2 blanques peó · b2 blanques peó · f2 blanques peó · g2 blanques peó · h2 blanques peó | 5 |
| 4 | a7 negres peó · b7 negres peó · e7 negres peó · f7 negres peó · g7 negres peó · h7 negres peó · d6 negres peó · c4 blanques peó · e4 blanques peó · a2 blanques peó · b2 blanques peó · f2 blanques peó · g2 blanques peó · h2 blanques peó | a7 negres peó · b7 negres peó · e7 negres peó · f7 negres peó · g7 negres peó · h7 negres peó · d6 negres peó · c4 blanques peó · e4 blanques peó · a2 blanques peó · b2 blanques peó · f2 blanques peó · g2 blanques peó · h2 blanques peó | a7 negres peó · b7 negres peó · e7 negres peó · f7 negres peó · g7 negres peó · h7 negres peó · d6 negres peó · c4 blanques peó · e4 blanques peó · a2 blanques peó · b2 blanques peó · f2 blanques peó · g2 blanques peó · h2 blanques peó | a7 negres peó · b7 negres peó · e7 negres peó · f7 negres peó · g7 negres peó · h7 negres peó · d6 negres peó · c4 blanques peó · e4 blanques peó · a2 blanques peó · b2 blanques peó · f2 blanques peó · g2 blanques peó · h2 blanques peó | a7 negres peó · b7 negres peó · e7 negres peó · f7 negres peó · g7 negres peó · h7 negres peó · d6 negres peó · c4 blanques peó · e4 blanques peó · a2 blanques peó · b2 blanques peó · f2 blanques peó · g2 blanques peó · h2 blanques peó | a7 negres peó · b7 negres peó · e7 negres peó · f7 negres peó · g7 negres peó · h7 negres peó · d6 negres peó · c4 blanques peó · e4 blanques peó · a2 blanques peó · b2 blanques peó · f2 blanques peó · g2 blanques peó · h2 blanques peó | a7 negres peó · b7 negres peó · e7 negres peó · f7 negres peó · g7 negres peó · h7 negres peó · d6 negres peó · c4 blanques peó · e4 blanques peó · a2 blanques peó · b2 blanques peó · f2 blanques peó · g2 blanques peó · h2 blanques peó | a7 negres peó · b7 negres peó · e7 negres peó · f7 negres peó · g7 negres peó · h7 negres peó · d6 negres peó · c4 blanques peó · e4 blanques peó · a2 blanques peó · b2 blanques peó · f2 blanques peó · g2 blanques peó · h2 blanques peó | 4 |
| 3 | a7 negres peó · b7 negres peó · e7 negres peó · f7 negres peó · g7 negres peó · h7 negres peó · d6 negres peó · c4 blanques peó · e4 blanques peó · a2 blanques peó · b2 blanques peó · f2 blanques peó · g2 blanques peó · h2 blanques peó | a7 negres peó · b7 negres peó · e7 negres peó · f7 negres peó · g7 negres peó · h7 negres peó · d6 negres peó · c4 blanques peó · e4 blanques peó · a2 blanques peó · b2 blanques peó · f2 blanques peó · g2 blanques peó · h2 blanques peó | a7 negres peó · b7 negres peó · e7 negres peó · f7 negres peó · g7 negres peó · h7 negres peó · d6 negres peó · c4 blanques peó · e4 blanques peó · a2 blanques peó · b2 blanques peó · f2 blanques peó · g2 blanques peó · h2 blanques peó | a7 negres peó · b7 negres peó · e7 negres peó · f7 negres peó · g7 negres peó · h7 negres peó · d6 negres peó · c4 blanques peó · e4 blanques peó · a2 blanques peó · b2 blanques peó · f2 blanques peó · g2 blanques peó · h2 blanques peó | a7 negres peó · b7 negres peó · e7 negres peó · f7 negres peó · g7 negres peó · h7 negres peó · d6 negres peó · c4 blanques peó · e4 blanques peó · a2 blanques peó · b2 blanques peó · f2 blanques peó · g2 blanques peó · h2 blanques peó | a7 negres peó · b7 negres peó · e7 negres peó · f7 negres peó · g7 negres peó · h7 negres peó · d6 negres peó · c4 blanques peó · e4 blanques peó · a2 blanques peó · b2 blanques peó · f2 blanques peó · g2 blanques peó · h2 blanques peó | a7 negres peó · b7 negres peó · e7 negres peó · f7 negres peó · g7 negres peó · h7 negres peó · d6 negres peó · c4 blanques peó · e4 blanques peó · a2 blanques peó · b2 blanques peó · f2 blanques peó · g2 blanques peó · h2 blanques peó | a7 negres peó · b7 negres peó · e7 negres peó · f7 negres peó · g7 negres peó · h7 negres peó · d6 negres peó · c4 blanques peó · e4 blanques peó · a2 blanques peó · b2 blanques peó · f2 blanques peó · g2 blanques peó · h2 blanques peó | 3 |
| 2 | a7 negres peó · b7 negres peó · e7 negres peó · f7 negres peó · g7 negres peó · h7 negres peó · d6 negres peó · c4 blanques peó · e4 blanques peó · a2 blanques peó · b2 blanques peó · f2 blanques peó · g2 blanques peó · h2 blanques peó | a7 negres peó · b7 negres peó · e7 negres peó · f7 negres peó · g7 negres peó · h7 negres peó · d6 negres peó · c4 blanques peó · e4 blanques peó · a2 blanques peó · b2 blanques peó · f2 blanques peó · g2 blanques peó · h2 blanques peó | a7 negres peó · b7 negres peó · e7 negres peó · f7 negres peó · g7 negres peó · h7 negres peó · d6 negres peó · c4 blanques peó · e4 blanques peó · a2 blanques peó · b2 blanques peó · f2 blanques peó · g2 blanques peó · h2 blanques peó | a7 negres peó · b7 negres peó · e7 negres peó · f7 negres peó · g7 negres peó · h7 negres peó · d6 negres peó · c4 blanques peó · e4 blanques peó · a2 blanques peó · b2 blanques peó · f2 blanques peó · g2 blanques peó · h2 blanques peó | a7 negres peó · b7 negres peó · e7 negres peó · f7 negres peó · g7 negres peó · h7 negres peó · d6 negres peó · c4 blanques peó · e4 blanques peó · a2 blanques peó · b2 blanques peó · f2 blanques peó · g2 blanques peó · h2 blanques peó | a7 negres peó · b7 negres peó · e7 negres peó · f7 negres peó · g7 negres peó · h7 negres peó · d6 negres peó · c4 blanques peó · e4 blanques peó · a2 blanques peó · b2 blanques peó · f2 blanques peó · g2 blanques peó · h2 blanques peó | a7 negres peó · b7 negres peó · e7 negres peó · f7 negres peó · g7 negres peó · h7 negres peó · d6 negres peó · c4 blanques peó · e4 blanques peó · a2 blanques peó · b2 blanques peó · f2 blanques peó · g2 blanques peó · h2 blanques peó | a7 negres peó · b7 negres peó · e7 negres peó · f7 negres peó · g7 negres peó · h7 negres peó · d6 negres peó · c4 blanques peó · e4 blanques peó · a2 blanques peó · b2 blanques peó · f2 blanques peó · g2 blanques peó · h2 blanques peó | 2 |
| 1 | a7 negres peó · b7 negres peó · e7 negres peó · f7 negres peó · g7 negres peó · h7 negres peó · d6 negres peó · c4 blanques peó · e4 blanques peó · a2 blanques peó · b2 blanques peó · f2 blanques peó · g2 blanques peó · h2 blanques peó | a7 negres peó · b7 negres peó · e7 negres peó · f7 negres peó · g7 negres peó · h7 negres peó · d6 negres peó · c4 blanques peó · e4 blanques peó · a2 blanques peó · b2 blanques peó · f2 blanques peó · g2 blanques peó · h2 blanques peó | a7 negres peó · b7 negres peó · e7 negres peó · f7 negres peó · g7 negres peó · h7 negres peó · d6 negres peó · c4 blanques peó · e4 blanques peó · a2 blanques peó · b2 blanques peó · f2 blanques peó · g2 blanques peó · h2 blanques peó | a7 negres peó · b7 negres peó · e7 negres peó · f7 negres peó · g7 negres peó · h7 negres peó · d6 negres peó · c4 blanques peó · e4 blanques peó · a2 blanques peó · b2 blanques peó · f2 blanques peó · g2 blanques peó · h2 blanques peó | a7 negres peó · b7 negres peó · e7 negres peó · f7 negres peó · g7 negres peó · h7 negres peó · d6 negres peó · c4 blanques peó · e4 blanques peó · a2 blanques peó · b2 blanques peó · f2 blanques peó · g2 blanques peó · h2 blanques peó | a7 negres peó · b7 negres peó · e7 negres peó · f7 negres peó · g7 negres peó · h7 negres peó · d6 negres peó · c4 blanques peó · e4 blanques peó · a2 blanques peó · b2 blanques peó · f2 blanques peó · g2 blanques peó · h2 blanques peó | a7 negres peó · b7 negres peó · e7 negres peó · f7 negres peó · g7 negres peó · h7 negres peó · d6 negres peó · c4 blanques peó · e4 blanques peó · a2 blanques peó · b2 blanques peó · f2 blanques peó · g2 blanques peó · h2 blanques peó | a7 negres peó · b7 negres peó · e7 negres peó · f7 negres peó · g7 negres peó · h7 negres peó · d6 negres peó · c4 blanques peó · e4 blanques peó · a2 blanques peó · b2 blanques peó · f2 blanques peó · g2 blanques peó · h2 blanques peó | 1 |
|   | a | b | c | d | e | f | g | h |   |

### Siciliana: l'anell de Maróczy
Obertures: Primària: siciliana.
Característiques: Partida semioberta.
Temes per les blanques: Cd4-c2-e3, fianquetant un o ambdós alfils, el Maróczy espera (Cc3-d5 seguit per e4xd5 amb gran pressió a la columna e), atac al flanc de rei, i les ruptures c4-c5 i e4-e5.
Temes per les negres: ruptura b7-b5, ruptura f7-f5 (especialment amb l'alfil de rei fianquetat), ruptura d6-d5 (preparada amb e7-e6).
L'anell de Maróczy, que duu el nom de Géza Maróczy, té reputació de ser un sistema una mica poruc. En el passat, els mestres d'escacs pensaven que si les negres permetien l'anell, això sempre donava a les blanques un avantatge significatiu. De fet, si les negres no fan ràpidament alguna ruptura de peó, les seves peces poden acabar totalment sufocades. A canvi, l'anell necessita temps per acabar de formar-se, i limita l'activitat de l'alfil blanc de caselles clares, cosa que pot donar tema a les negres per assolir fer alguna ruptura.
|   | a | b | c | d | e | f | g | h |   |
| 8 | a7 negres peó · b7 negres peó · f7 negres peó · g7 negres peó · h7 negres peó · d6 negres peó · e5 negres peó · e4 blanques peó · a2 blanques peó · b2 blanques peó · c2 blanques peó · f2 blanques peó · g2 blanques peó · h2 blanques peó | a7 negres peó · b7 negres peó · f7 negres peó · g7 negres peó · h7 negres peó · d6 negres peó · e5 negres peó · e4 blanques peó · a2 blanques peó · b2 blanques peó · c2 blanques peó · f2 blanques peó · g2 blanques peó · h2 blanques peó | a7 negres peó · b7 negres peó · f7 negres peó · g7 negres peó · h7 negres peó · d6 negres peó · e5 negres peó · e4 blanques peó · a2 blanques peó · b2 blanques peó · c2 blanques peó · f2 blanques peó · g2 blanques peó · h2 blanques peó | a7 negres peó · b7 negres peó · f7 negres peó · g7 negres peó · h7 negres peó · d6 negres peó · e5 negres peó · e4 blanques peó · a2 blanques peó · b2 blanques peó · c2 blanques peó · f2 blanques peó · g2 blanques peó · h2 blanques peó | a7 negres peó · b7 negres peó · f7 negres peó · g7 negres peó · h7 negres peó · d6 negres peó · e5 negres peó · e4 blanques peó · a2 blanques peó · b2 blanques peó · c2 blanques peó · f2 blanques peó · g2 blanques peó · h2 blanques peó | a7 negres peó · b7 negres peó · f7 negres peó · g7 negres peó · h7 negres peó · d6 negres peó · e5 negres peó · e4 blanques peó · a2 blanques peó · b2 blanques peó · c2 blanques peó · f2 blanques peó · g2 blanques peó · h2 blanques peó | a7 negres peó · b7 negres peó · f7 negres peó · g7 negres peó · h7 negres peó · d6 negres peó · e5 negres peó · e4 blanques peó · a2 blanques peó · b2 blanques peó · c2 blanques peó · f2 blanques peó · g2 blanques peó · h2 blanques peó | a7 negres peó · b7 negres peó · f7 negres peó · g7 negres peó · h7 negres peó · d6 negres peó · e5 negres peó · e4 blanques peó · a2 blanques peó · b2 blanques peó · c2 blanques peó · f2 blanques peó · g2 blanques peó · h2 blanques peó | 8 |
| 7 | a7 negres peó · b7 negres peó · f7 negres peó · g7 negres peó · h7 negres peó · d6 negres peó · e5 negres peó · e4 blanques peó · a2 blanques peó · b2 blanques peó · c2 blanques peó · f2 blanques peó · g2 blanques peó · h2 blanques peó | a7 negres peó · b7 negres peó · f7 negres peó · g7 negres peó · h7 negres peó · d6 negres peó · e5 negres peó · e4 blanques peó · a2 blanques peó · b2 blanques peó · c2 blanques peó · f2 blanques peó · g2 blanques peó · h2 blanques peó | a7 negres peó · b7 negres peó · f7 negres peó · g7 negres peó · h7 negres peó · d6 negres peó · e5 negres peó · e4 blanques peó · a2 blanques peó · b2 blanques peó · c2 blanques peó · f2 blanques peó · g2 blanques peó · h2 blanques peó | a7 negres peó · b7 negres peó · f7 negres peó · g7 negres peó · h7 negres peó · d6 negres peó · e5 negres peó · e4 blanques peó · a2 blanques peó · b2 blanques peó · c2 blanques peó · f2 blanques peó · g2 blanques peó · h2 blanques peó | a7 negres peó · b7 negres peó · f7 negres peó · g7 negres peó · h7 negres peó · d6 negres peó · e5 negres peó · e4 blanques peó · a2 blanques peó · b2 blanques peó · c2 blanques peó · f2 blanques peó · g2 blanques peó · h2 blanques peó | a7 negres peó · b7 negres peó · f7 negres peó · g7 negres peó · h7 negres peó · d6 negres peó · e5 negres peó · e4 blanques peó · a2 blanques peó · b2 blanques peó · c2 blanques peó · f2 blanques peó · g2 blanques peó · h2 blanques peó | a7 negres peó · b7 negres peó · f7 negres peó · g7 negres peó · h7 negres peó · d6 negres peó · e5 negres peó · e4 blanques peó · a2 blanques peó · b2 blanques peó · c2 blanques peó · f2 blanques peó · g2 blanques peó · h2 blanques peó | a7 negres peó · b7 negres peó · f7 negres peó · g7 negres peó · h7 negres peó · d6 negres peó · e5 negres peó · e4 blanques peó · a2 blanques peó · b2 blanques peó · c2 blanques peó · f2 blanques peó · g2 blanques peó · h2 blanques peó | 7 |
| 6 | a7 negres peó · b7 negres peó · f7 negres peó · g7 negres peó · h7 negres peó · d6 negres peó · e5 negres peó · e4 blanques peó · a2 blanques peó · b2 blanques peó · c2 blanques peó · f2 blanques peó · g2 blanques peó · h2 blanques peó | a7 negres peó · b7 negres peó · f7 negres peó · g7 negres peó · h7 negres peó · d6 negres peó · e5 negres peó · e4 blanques peó · a2 blanques peó · b2 blanques peó · c2 blanques peó · f2 blanques peó · g2 blanques peó · h2 blanques peó | a7 negres peó · b7 negres peó · f7 negres peó · g7 negres peó · h7 negres peó · d6 negres peó · e5 negres peó · e4 blanques peó · a2 blanques peó · b2 blanques peó · c2 blanques peó · f2 blanques peó · g2 blanques peó · h2 blanques peó | a7 negres peó · b7 negres peó · f7 negres peó · g7 negres peó · h7 negres peó · d6 negres peó · e5 negres peó · e4 blanques peó · a2 blanques peó · b2 blanques peó · c2 blanques peó · f2 blanques peó · g2 blanques peó · h2 blanques peó | a7 negres peó · b7 negres peó · f7 negres peó · g7 negres peó · h7 negres peó · d6 negres peó · e5 negres peó · e4 blanques peó · a2 blanques peó · b2 blanques peó · c2 blanques peó · f2 blanques peó · g2 blanques peó · h2 blanques peó | a7 negres peó · b7 negres peó · f7 negres peó · g7 negres peó · h7 negres peó · d6 negres peó · e5 negres peó · e4 blanques peó · a2 blanques peó · b2 blanques peó · c2 blanques peó · f2 blanques peó · g2 blanques peó · h2 blanques peó | a7 negres peó · b7 negres peó · f7 negres peó · g7 negres peó · h7 negres peó · d6 negres peó · e5 negres peó · e4 blanques peó · a2 blanques peó · b2 blanques peó · c2 blanques peó · f2 blanques peó · g2 blanques peó · h2 blanques peó | a7 negres peó · b7 negres peó · f7 negres peó · g7 negres peó · h7 negres peó · d6 negres peó · e5 negres peó · e4 blanques peó · a2 blanques peó · b2 blanques peó · c2 blanques peó · f2 blanques peó · g2 blanques peó · h2 blanques peó | 6 |
| 5 | a7 negres peó · b7 negres peó · f7 negres peó · g7 negres peó · h7 negres peó · d6 negres peó · e5 negres peó · e4 blanques peó · a2 blanques peó · b2 blanques peó · c2 blanques peó · f2 blanques peó · g2 blanques peó · h2 blanques peó | a7 negres peó · b7 negres peó · f7 negres peó · g7 negres peó · h7 negres peó · d6 negres peó · e5 negres peó · e4 blanques peó · a2 blanques peó · b2 blanques peó · c2 blanques peó · f2 blanques peó · g2 blanques peó · h2 blanques peó | a7 negres peó · b7 negres peó · f7 negres peó · g7 negres peó · h7 negres peó · d6 negres peó · e5 negres peó · e4 blanques peó · a2 blanques peó · b2 blanques peó · c2 blanques peó · f2 blanques peó · g2 blanques peó · h2 blanques peó | a7 negres peó · b7 negres peó · f7 negres peó · g7 negres peó · h7 negres peó · d6 negres peó · e5 negres peó · e4 blanques peó · a2 blanques peó · b2 blanques peó · c2 blanques peó · f2 blanques peó · g2 blanques peó · h2 blanques peó | a7 negres peó · b7 negres peó · f7 negres peó · g7 negres peó · h7 negres peó · d6 negres peó · e5 negres peó · e4 blanques peó · a2 blanques peó · b2 blanques peó · c2 blanques peó · f2 blanques peó · g2 blanques peó · h2 blanques peó | a7 negres peó · b7 negres peó · f7 negres peó · g7 negres peó · h7 negres peó · d6 negres peó · e5 negres peó · e4 blanques peó · a2 blanques peó · b2 blanques peó · c2 blanques peó · f2 blanques peó · g2 blanques peó · h2 blanques peó | a7 negres peó · b7 negres peó · f7 negres peó · g7 negres peó · h7 negres peó · d6 negres peó · e5 negres peó · e4 blanques peó · a2 blanques peó · b2 blanques peó · c2 blanques peó · f2 blanques peó · g2 blanques peó · h2 blanques peó | a7 negres peó · b7 negres peó · f7 negres peó · g7 negres peó · h7 negres peó · d6 negres peó · e5 negres peó · e4 blanques peó · a2 blanques peó · b2 blanques peó · c2 blanques peó · f2 blanques peó · g2 blanques peó · h2 blanques peó | 5 |
| 4 | a7 negres peó · b7 negres peó · f7 negres peó · g7 negres peó · h7 negres peó · d6 negres peó · e5 negres peó · e4 blanques peó · a2 blanques peó · b2 blanques peó · c2 blanques peó · f2 blanques peó · g2 blanques peó · h2 blanques peó | a7 negres peó · b7 negres peó · f7 negres peó · g7 negres peó · h7 negres peó · d6 negres peó · e5 negres peó · e4 blanques peó · a2 blanques peó · b2 blanques peó · c2 blanques peó · f2 blanques peó · g2 blanques peó · h2 blanques peó | a7 negres peó · b7 negres peó · f7 negres peó · g7 negres peó · h7 negres peó · d6 negres peó · e5 negres peó · e4 blanques peó · a2 blanques peó · b2 blanques peó · c2 blanques peó · f2 blanques peó · g2 blanques peó · h2 blanques peó | a7 negres peó · b7 negres peó · f7 negres peó · g7 negres peó · h7 negres peó · d6 negres peó · e5 negres peó · e4 blanques peó · a2 blanques peó · b2 blanques peó · c2 blanques peó · f2 blanques peó · g2 blanques peó · h2 blanques peó | a7 negres peó · b7 negres peó · f7 negres peó · g7 negres peó · h7 negres peó · d6 negres peó · e5 negres peó · e4 blanques peó · a2 blanques peó · b2 blanques peó · c2 blanques peó · f2 blanques peó · g2 blanques peó · h2 blanques peó | a7 negres peó · b7 negres peó · f7 negres peó · g7 negres peó · h7 negres peó · d6 negres peó · e5 negres peó · e4 blanques peó · a2 blanques peó · b2 blanques peó · c2 blanques peó · f2 blanques peó · g2 blanques peó · h2 blanques peó | a7 negres peó · b7 negres peó · f7 negres peó · g7 negres peó · h7 negres peó · d6 negres peó · e5 negres peó · e4 blanques peó · a2 blanques peó · b2 blanques peó · c2 blanques peó · f2 blanques peó · g2 blanques peó · h2 blanques peó | a7 negres peó · b7 negres peó · f7 negres peó · g7 negres peó · h7 negres peó · d6 negres peó · e5 negres peó · e4 blanques peó · a2 blanques peó · b2 blanques peó · c2 blanques peó · f2 blanques peó · g2 blanques peó · h2 blanques peó | 4 |
| 3 | a7 negres peó · b7 negres peó · f7 negres peó · g7 negres peó · h7 negres peó · d6 negres peó · e5 negres peó · e4 blanques peó · a2 blanques peó · b2 blanques peó · c2 blanques peó · f2 blanques peó · g2 blanques peó · h2 blanques peó | a7 negres peó · b7 negres peó · f7 negres peó · g7 negres peó · h7 negres peó · d6 negres peó · e5 negres peó · e4 blanques peó · a2 blanques peó · b2 blanques peó · c2 blanques peó · f2 blanques peó · g2 blanques peó · h2 blanques peó | a7 negres peó · b7 negres peó · f7 negres peó · g7 negres peó · h7 negres peó · d6 negres peó · e5 negres peó · e4 blanques peó · a2 blanques peó · b2 blanques peó · c2 blanques peó · f2 blanques peó · g2 blanques peó · h2 blanques peó | a7 negres peó · b7 negres peó · f7 negres peó · g7 negres peó · h7 negres peó · d6 negres peó · e5 negres peó · e4 blanques peó · a2 blanques peó · b2 blanques peó · c2 blanques peó · f2 blanques peó · g2 blanques peó · h2 blanques peó | a7 negres peó · b7 negres peó · f7 negres peó · g7 negres peó · h7 negres peó · d6 negres peó · e5 negres peó · e4 blanques peó · a2 blanques peó · b2 blanques peó · c2 blanques peó · f2 blanques peó · g2 blanques peó · h2 blanques peó | a7 negres peó · b7 negres peó · f7 negres peó · g7 negres peó · h7 negres peó · d6 negres peó · e5 negres peó · e4 blanques peó · a2 blanques peó · b2 blanques peó · c2 blanques peó · f2 blanques peó · g2 blanques peó · h2 blanques peó | a7 negres peó · b7 negres peó · f7 negres peó · g7 negres peó · h7 negres peó · d6 negres peó · e5 negres peó · e4 blanques peó · a2 blanques peó · b2 blanques peó · c2 blanques peó · f2 blanques peó · g2 blanques peó · h2 blanques peó | a7 negres peó · b7 negres peó · f7 negres peó · g7 negres peó · h7 negres peó · d6 negres peó · e5 negres peó · e4 blanques peó · a2 blanques peó · b2 blanques peó · c2 blanques peó · f2 blanques peó · g2 blanques peó · h2 blanques peó | 3 |
| 2 | a7 negres peó · b7 negres peó · f7 negres peó · g7 negres peó · h7 negres peó · d6 negres peó · e5 negres peó · e4 blanques peó · a2 blanques peó · b2 blanques peó · c2 blanques peó · f2 blanques peó · g2 blanques peó · h2 blanques peó | a7 negres peó · b7 negres peó · f7 negres peó · g7 negres peó · h7 negres peó · d6 negres peó · e5 negres peó · e4 blanques peó · a2 blanques peó · b2 blanques peó · c2 blanques peó · f2 blanques peó · g2 blanques peó · h2 blanques peó | a7 negres peó · b7 negres peó · f7 negres peó · g7 negres peó · h7 negres peó · d6 negres peó · e5 negres peó · e4 blanques peó · a2 blanques peó · b2 blanques peó · c2 blanques peó · f2 blanques peó · g2 blanques peó · h2 blanques peó | a7 negres peó · b7 negres peó · f7 negres peó · g7 negres peó · h7 negres peó · d6 negres peó · e5 negres peó · e4 blanques peó · a2 blanques peó · b2 blanques peó · c2 blanques peó · f2 blanques peó · g2 blanques peó · h2 blanques peó | a7 negres peó · b7 negres peó · f7 negres peó · g7 negres peó · h7 negres peó · d6 negres peó · e5 negres peó · e4 blanques peó · a2 blanques peó · b2 blanques peó · c2 blanques peó · f2 blanques peó · g2 blanques peó · h2 blanques peó | a7 negres peó · b7 negres peó · f7 negres peó · g7 negres peó · h7 negres peó · d6 negres peó · e5 negres peó · e4 blanques peó · a2 blanques peó · b2 blanques peó · c2 blanques peó · f2 blanques peó · g2 blanques peó · h2 blanques peó | a7 negres peó · b7 negres peó · f7 negres peó · g7 negres peó · h7 negres peó · d6 negres peó · e5 negres peó · e4 blanques peó · a2 blanques peó · b2 blanques peó · c2 blanques peó · f2 blanques peó · g2 blanques peó · h2 blanques peó | a7 negres peó · b7 negres peó · f7 negres peó · g7 negres peó · h7 negres peó · d6 negres peó · e5 negres peó · e4 blanques peó · a2 blanques peó · b2 blanques peó · c2 blanques peó · f2 blanques peó · g2 blanques peó · h2 blanques peó | 2 |
| 1 | a7 negres peó · b7 negres peó · f7 negres peó · g7 negres peó · h7 negres peó · d6 negres peó · e5 negres peó · e4 blanques peó · a2 blanques peó · b2 blanques peó · c2 blanques peó · f2 blanques peó · g2 blanques peó · h2 blanques peó | a7 negres peó · b7 negres peó · f7 negres peó · g7 negres peó · h7 negres peó · d6 negres peó · e5 negres peó · e4 blanques peó · a2 blanques peó · b2 blanques peó · c2 blanques peó · f2 blanques peó · g2 blanques peó · h2 blanques peó | a7 negres peó · b7 negres peó · f7 negres peó · g7 negres peó · h7 negres peó · d6 negres peó · e5 negres peó · e4 blanques peó · a2 blanques peó · b2 blanques peó · c2 blanques peó · f2 blanques peó · g2 blanques peó · h2 blanques peó | a7 negres peó · b7 negres peó · f7 negres peó · g7 negres peó · h7 negres peó · d6 negres peó · e5 negres peó · e4 blanques peó · a2 blanques peó · b2 blanques peó · c2 blanques peó · f2 blanques peó · g2 blanques peó · h2 blanques peó | a7 negres peó · b7 negres peó · f7 negres peó · g7 negres peó · h7 negres peó · d6 negres peó · e5 negres peó · e4 blanques peó · a2 blanques peó · b2 blanques peó · c2 blanques peó · f2 blanques peó · g2 blanques peó · h2 blanques peó | a7 negres peó · b7 negres peó · f7 negres peó · g7 negres peó · h7 negres peó · d6 negres peó · e5 negres peó · e4 blanques peó · a2 blanques peó · b2 blanques peó · c2 blanques peó · f2 blanques peó · g2 blanques peó · h2 blanques peó | a7 negres peó · b7 negres peó · f7 negres peó · g7 negres peó · h7 negres peó · d6 negres peó · e5 negres peó · e4 blanques peó · a2 blanques peó · b2 blanques peó · c2 blanques peó · f2 blanques peó · g2 blanques peó · h2 blanques peó | a7 negres peó · b7 negres peó · f7 negres peó · g7 negres peó · h7 negres peó · d6 negres peó · e5 negres peó · e4 blanques peó · a2 blanques peó · b2 blanques peó · c2 blanques peó · f2 blanques peó · g2 blanques peó · h2 blanques peó | 1 |
|   | a | b | c | d | e | f | g | h |   |

### Siciliana: elholede Boleslavski
Obertures: Primària: siciliana Najdorf, clàssica, Sveshnikov, Kalashnikov. Altres: siciliana O'Kelly (2... a6).
Característiques: Partida oberta i dinàmica.
Temes per les blanques: Prendre el control de d5 hole, explotar el peó endarrerit de d6, ruptura f2-f4.
Temes per les negres: ruptura d6-d5, atac de minories al flanc de dama, casella c4.
És una idea paradoxal que les negres puguin lluitar per la igualtat tot creant voluntàriament un hole a d5. Tota la partida gira al voltant del tema del control de la casella d5. Les negres han de jugar amb molt de compte, o les blanques acabaran situant un cavall a d5 i obtindran un còmode avantatge posicional. Les negres gairebé sempre igualen, i fins i tot obtenen un lleuger avantatge, si poden fer la d6-d5. Les negres tenen dues opcions per al seu alfil de dama: a e6 o a b7 (després de a7-a6 i b7-b5). De manera inusual per a una formació oberta, els alfils són inferiors als cavalls en aquesta variant, per l'extrema importància de d5: Les blanques sovint canvien Ag5xf6, i les negres acostumen a preferir donar el seu alfil de dama a canvi d'un cavall per evitar que aquest ocupi d5.
Quan les blanques enroquen al flanc de dama, les negres sovint esperen per enrocar, ja que el seu rei és en aquest cas més segur al centre.
|   | a | b | c | d | e | f | g | h |   |
| 8 | a7 negres peó · b7 negres peó · c7 negres peó · f7 negres peó · g7 negres peó · h7 negres peó · d6 negres peó · d5 blanques peó · e5 negres peó · e4 blanques peó · a2 blanques peó · b2 blanques peó · c2 blanques peó · f2 blanques peó · g2 blanques peó · h2 blanques peó | a7 negres peó · b7 negres peó · c7 negres peó · f7 negres peó · g7 negres peó · h7 negres peó · d6 negres peó · d5 blanques peó · e5 negres peó · e4 blanques peó · a2 blanques peó · b2 blanques peó · c2 blanques peó · f2 blanques peó · g2 blanques peó · h2 blanques peó | a7 negres peó · b7 negres peó · c7 negres peó · f7 negres peó · g7 negres peó · h7 negres peó · d6 negres peó · d5 blanques peó · e5 negres peó · e4 blanques peó · a2 blanques peó · b2 blanques peó · c2 blanques peó · f2 blanques peó · g2 blanques peó · h2 blanques peó | a7 negres peó · b7 negres peó · c7 negres peó · f7 negres peó · g7 negres peó · h7 negres peó · d6 negres peó · d5 blanques peó · e5 negres peó · e4 blanques peó · a2 blanques peó · b2 blanques peó · c2 blanques peó · f2 blanques peó · g2 blanques peó · h2 blanques peó | a7 negres peó · b7 negres peó · c7 negres peó · f7 negres peó · g7 negres peó · h7 negres peó · d6 negres peó · d5 blanques peó · e5 negres peó · e4 blanques peó · a2 blanques peó · b2 blanques peó · c2 blanques peó · f2 blanques peó · g2 blanques peó · h2 blanques peó | a7 negres peó · b7 negres peó · c7 negres peó · f7 negres peó · g7 negres peó · h7 negres peó · d6 negres peó · d5 blanques peó · e5 negres peó · e4 blanques peó · a2 blanques peó · b2 blanques peó · c2 blanques peó · f2 blanques peó · g2 blanques peó · h2 blanques peó | a7 negres peó · b7 negres peó · c7 negres peó · f7 negres peó · g7 negres peó · h7 negres peó · d6 negres peó · d5 blanques peó · e5 negres peó · e4 blanques peó · a2 blanques peó · b2 blanques peó · c2 blanques peó · f2 blanques peó · g2 blanques peó · h2 blanques peó | a7 negres peó · b7 negres peó · c7 negres peó · f7 negres peó · g7 negres peó · h7 negres peó · d6 negres peó · d5 blanques peó · e5 negres peó · e4 blanques peó · a2 blanques peó · b2 blanques peó · c2 blanques peó · f2 blanques peó · g2 blanques peó · h2 blanques peó | 8 |
| 7 | a7 negres peó · b7 negres peó · c7 negres peó · f7 negres peó · g7 negres peó · h7 negres peó · d6 negres peó · d5 blanques peó · e5 negres peó · e4 blanques peó · a2 blanques peó · b2 blanques peó · c2 blanques peó · f2 blanques peó · g2 blanques peó · h2 blanques peó | a7 negres peó · b7 negres peó · c7 negres peó · f7 negres peó · g7 negres peó · h7 negres peó · d6 negres peó · d5 blanques peó · e5 negres peó · e4 blanques peó · a2 blanques peó · b2 blanques peó · c2 blanques peó · f2 blanques peó · g2 blanques peó · h2 blanques peó | a7 negres peó · b7 negres peó · c7 negres peó · f7 negres peó · g7 negres peó · h7 negres peó · d6 negres peó · d5 blanques peó · e5 negres peó · e4 blanques peó · a2 blanques peó · b2 blanques peó · c2 blanques peó · f2 blanques peó · g2 blanques peó · h2 blanques peó | a7 negres peó · b7 negres peó · c7 negres peó · f7 negres peó · g7 negres peó · h7 negres peó · d6 negres peó · d5 blanques peó · e5 negres peó · e4 blanques peó · a2 blanques peó · b2 blanques peó · c2 blanques peó · f2 blanques peó · g2 blanques peó · h2 blanques peó | a7 negres peó · b7 negres peó · c7 negres peó · f7 negres peó · g7 negres peó · h7 negres peó · d6 negres peó · d5 blanques peó · e5 negres peó · e4 blanques peó · a2 blanques peó · b2 blanques peó · c2 blanques peó · f2 blanques peó · g2 blanques peó · h2 blanques peó | a7 negres peó · b7 negres peó · c7 negres peó · f7 negres peó · g7 negres peó · h7 negres peó · d6 negres peó · d5 blanques peó · e5 negres peó · e4 blanques peó · a2 blanques peó · b2 blanques peó · c2 blanques peó · f2 blanques peó · g2 blanques peó · h2 blanques peó | a7 negres peó · b7 negres peó · c7 negres peó · f7 negres peó · g7 negres peó · h7 negres peó · d6 negres peó · d5 blanques peó · e5 negres peó · e4 blanques peó · a2 blanques peó · b2 blanques peó · c2 blanques peó · f2 blanques peó · g2 blanques peó · h2 blanques peó | a7 negres peó · b7 negres peó · c7 negres peó · f7 negres peó · g7 negres peó · h7 negres peó · d6 negres peó · d5 blanques peó · e5 negres peó · e4 blanques peó · a2 blanques peó · b2 blanques peó · c2 blanques peó · f2 blanques peó · g2 blanques peó · h2 blanques peó | 7 |
| 6 | a7 negres peó · b7 negres peó · c7 negres peó · f7 negres peó · g7 negres peó · h7 negres peó · d6 negres peó · d5 blanques peó · e5 negres peó · e4 blanques peó · a2 blanques peó · b2 blanques peó · c2 blanques peó · f2 blanques peó · g2 blanques peó · h2 blanques peó | a7 negres peó · b7 negres peó · c7 negres peó · f7 negres peó · g7 negres peó · h7 negres peó · d6 negres peó · d5 blanques peó · e5 negres peó · e4 blanques peó · a2 blanques peó · b2 blanques peó · c2 blanques peó · f2 blanques peó · g2 blanques peó · h2 blanques peó | a7 negres peó · b7 negres peó · c7 negres peó · f7 negres peó · g7 negres peó · h7 negres peó · d6 negres peó · d5 blanques peó · e5 negres peó · e4 blanques peó · a2 blanques peó · b2 blanques peó · c2 blanques peó · f2 blanques peó · g2 blanques peó · h2 blanques peó | a7 negres peó · b7 negres peó · c7 negres peó · f7 negres peó · g7 negres peó · h7 negres peó · d6 negres peó · d5 blanques peó · e5 negres peó · e4 blanques peó · a2 blanques peó · b2 blanques peó · c2 blanques peó · f2 blanques peó · g2 blanques peó · h2 blanques peó | a7 negres peó · b7 negres peó · c7 negres peó · f7 negres peó · g7 negres peó · h7 negres peó · d6 negres peó · d5 blanques peó · e5 negres peó · e4 blanques peó · a2 blanques peó · b2 blanques peó · c2 blanques peó · f2 blanques peó · g2 blanques peó · h2 blanques peó | a7 negres peó · b7 negres peó · c7 negres peó · f7 negres peó · g7 negres peó · h7 negres peó · d6 negres peó · d5 blanques peó · e5 negres peó · e4 blanques peó · a2 blanques peó · b2 blanques peó · c2 blanques peó · f2 blanques peó · g2 blanques peó · h2 blanques peó | a7 negres peó · b7 negres peó · c7 negres peó · f7 negres peó · g7 negres peó · h7 negres peó · d6 negres peó · d5 blanques peó · e5 negres peó · e4 blanques peó · a2 blanques peó · b2 blanques peó · c2 blanques peó · f2 blanques peó · g2 blanques peó · h2 blanques peó | a7 negres peó · b7 negres peó · c7 negres peó · f7 negres peó · g7 negres peó · h7 negres peó · d6 negres peó · d5 blanques peó · e5 negres peó · e4 blanques peó · a2 blanques peó · b2 blanques peó · c2 blanques peó · f2 blanques peó · g2 blanques peó · h2 blanques peó | 6 |
| 5 | a7 negres peó · b7 negres peó · c7 negres peó · f7 negres peó · g7 negres peó · h7 negres peó · d6 negres peó · d5 blanques peó · e5 negres peó · e4 blanques peó · a2 blanques peó · b2 blanques peó · c2 blanques peó · f2 blanques peó · g2 blanques peó · h2 blanques peó | a7 negres peó · b7 negres peó · c7 negres peó · f7 negres peó · g7 negres peó · h7 negres peó · d6 negres peó · d5 blanques peó · e5 negres peó · e4 blanques peó · a2 blanques peó · b2 blanques peó · c2 blanques peó · f2 blanques peó · g2 blanques peó · h2 blanques peó | a7 negres peó · b7 negres peó · c7 negres peó · f7 negres peó · g7 negres peó · h7 negres peó · d6 negres peó · d5 blanques peó · e5 negres peó · e4 blanques peó · a2 blanques peó · b2 blanques peó · c2 blanques peó · f2 blanques peó · g2 blanques peó · h2 blanques peó | a7 negres peó · b7 negres peó · c7 negres peó · f7 negres peó · g7 negres peó · h7 negres peó · d6 negres peó · d5 blanques peó · e5 negres peó · e4 blanques peó · a2 blanques peó · b2 blanques peó · c2 blanques peó · f2 blanques peó · g2 blanques peó · h2 blanques peó | a7 negres peó · b7 negres peó · c7 negres peó · f7 negres peó · g7 negres peó · h7 negres peó · d6 negres peó · d5 blanques peó · e5 negres peó · e4 blanques peó · a2 blanques peó · b2 blanques peó · c2 blanques peó · f2 blanques peó · g2 blanques peó · h2 blanques peó | a7 negres peó · b7 negres peó · c7 negres peó · f7 negres peó · g7 negres peó · h7 negres peó · d6 negres peó · d5 blanques peó · e5 negres peó · e4 blanques peó · a2 blanques peó · b2 blanques peó · c2 blanques peó · f2 blanques peó · g2 blanques peó · h2 blanques peó | a7 negres peó · b7 negres peó · c7 negres peó · f7 negres peó · g7 negres peó · h7 negres peó · d6 negres peó · d5 blanques peó · e5 negres peó · e4 blanques peó · a2 blanques peó · b2 blanques peó · c2 blanques peó · f2 blanques peó · g2 blanques peó · h2 blanques peó | a7 negres peó · b7 negres peó · c7 negres peó · f7 negres peó · g7 negres peó · h7 negres peó · d6 negres peó · d5 blanques peó · e5 negres peó · e4 blanques peó · a2 blanques peó · b2 blanques peó · c2 blanques peó · f2 blanques peó · g2 blanques peó · h2 blanques peó | 5 |
| 4 | a7 negres peó · b7 negres peó · c7 negres peó · f7 negres peó · g7 negres peó · h7 negres peó · d6 negres peó · d5 blanques peó · e5 negres peó · e4 blanques peó · a2 blanques peó · b2 blanques peó · c2 blanques peó · f2 blanques peó · g2 blanques peó · h2 blanques peó | a7 negres peó · b7 negres peó · c7 negres peó · f7 negres peó · g7 negres peó · h7 negres peó · d6 negres peó · d5 blanques peó · e5 negres peó · e4 blanques peó · a2 blanques peó · b2 blanques peó · c2 blanques peó · f2 blanques peó · g2 blanques peó · h2 blanques peó | a7 negres peó · b7 negres peó · c7 negres peó · f7 negres peó · g7 negres peó · h7 negres peó · d6 negres peó · d5 blanques peó · e5 negres peó · e4 blanques peó · a2 blanques peó · b2 blanques peó · c2 blanques peó · f2 blanques peó · g2 blanques peó · h2 blanques peó | a7 negres peó · b7 negres peó · c7 negres peó · f7 negres peó · g7 negres peó · h7 negres peó · d6 negres peó · d5 blanques peó · e5 negres peó · e4 blanques peó · a2 blanques peó · b2 blanques peó · c2 blanques peó · f2 blanques peó · g2 blanques peó · h2 blanques peó | a7 negres peó · b7 negres peó · c7 negres peó · f7 negres peó · g7 negres peó · h7 negres peó · d6 negres peó · d5 blanques peó · e5 negres peó · e4 blanques peó · a2 blanques peó · b2 blanques peó · c2 blanques peó · f2 blanques peó · g2 blanques peó · h2 blanques peó | a7 negres peó · b7 negres peó · c7 negres peó · f7 negres peó · g7 negres peó · h7 negres peó · d6 negres peó · d5 blanques peó · e5 negres peó · e4 blanques peó · a2 blanques peó · b2 blanques peó · c2 blanques peó · f2 blanques peó · g2 blanques peó · h2 blanques peó | a7 negres peó · b7 negres peó · c7 negres peó · f7 negres peó · g7 negres peó · h7 negres peó · d6 negres peó · d5 blanques peó · e5 negres peó · e4 blanques peó · a2 blanques peó · b2 blanques peó · c2 blanques peó · f2 blanques peó · g2 blanques peó · h2 blanques peó | a7 negres peó · b7 negres peó · c7 negres peó · f7 negres peó · g7 negres peó · h7 negres peó · d6 negres peó · d5 blanques peó · e5 negres peó · e4 blanques peó · a2 blanques peó · b2 blanques peó · c2 blanques peó · f2 blanques peó · g2 blanques peó · h2 blanques peó | 4 |
| 3 | a7 negres peó · b7 negres peó · c7 negres peó · f7 negres peó · g7 negres peó · h7 negres peó · d6 negres peó · d5 blanques peó · e5 negres peó · e4 blanques peó · a2 blanques peó · b2 blanques peó · c2 blanques peó · f2 blanques peó · g2 blanques peó · h2 blanques peó | a7 negres peó · b7 negres peó · c7 negres peó · f7 negres peó · g7 negres peó · h7 negres peó · d6 negres peó · d5 blanques peó · e5 negres peó · e4 blanques peó · a2 blanques peó · b2 blanques peó · c2 blanques peó · f2 blanques peó · g2 blanques peó · h2 blanques peó | a7 negres peó · b7 negres peó · c7 negres peó · f7 negres peó · g7 negres peó · h7 negres peó · d6 negres peó · d5 blanques peó · e5 negres peó · e4 blanques peó · a2 blanques peó · b2 blanques peó · c2 blanques peó · f2 blanques peó · g2 blanques peó · h2 blanques peó | a7 negres peó · b7 negres peó · c7 negres peó · f7 negres peó · g7 negres peó · h7 negres peó · d6 negres peó · d5 blanques peó · e5 negres peó · e4 blanques peó · a2 blanques peó · b2 blanques peó · c2 blanques peó · f2 blanques peó · g2 blanques peó · h2 blanques peó | a7 negres peó · b7 negres peó · c7 negres peó · f7 negres peó · g7 negres peó · h7 negres peó · d6 negres peó · d5 blanques peó · e5 negres peó · e4 blanques peó · a2 blanques peó · b2 blanques peó · c2 blanques peó · f2 blanques peó · g2 blanques peó · h2 blanques peó | a7 negres peó · b7 negres peó · c7 negres peó · f7 negres peó · g7 negres peó · h7 negres peó · d6 negres peó · d5 blanques peó · e5 negres peó · e4 blanques peó · a2 blanques peó · b2 blanques peó · c2 blanques peó · f2 blanques peó · g2 blanques peó · h2 blanques peó | a7 negres peó · b7 negres peó · c7 negres peó · f7 negres peó · g7 negres peó · h7 negres peó · d6 negres peó · d5 blanques peó · e5 negres peó · e4 blanques peó · a2 blanques peó · b2 blanques peó · c2 blanques peó · f2 blanques peó · g2 blanques peó · h2 blanques peó | a7 negres peó · b7 negres peó · c7 negres peó · f7 negres peó · g7 negres peó · h7 negres peó · d6 negres peó · d5 blanques peó · e5 negres peó · e4 blanques peó · a2 blanques peó · b2 blanques peó · c2 blanques peó · f2 blanques peó · g2 blanques peó · h2 blanques peó | 3 |
| 2 | a7 negres peó · b7 negres peó · c7 negres peó · f7 negres peó · g7 negres peó · h7 negres peó · d6 negres peó · d5 blanques peó · e5 negres peó · e4 blanques peó · a2 blanques peó · b2 blanques peó · c2 blanques peó · f2 blanques peó · g2 blanques peó · h2 blanques peó | a7 negres peó · b7 negres peó · c7 negres peó · f7 negres peó · g7 negres peó · h7 negres peó · d6 negres peó · d5 blanques peó · e5 negres peó · e4 blanques peó · a2 blanques peó · b2 blanques peó · c2 blanques peó · f2 blanques peó · g2 blanques peó · h2 blanques peó | a7 negres peó · b7 negres peó · c7 negres peó · f7 negres peó · g7 negres peó · h7 negres peó · d6 negres peó · d5 blanques peó · e5 negres peó · e4 blanques peó · a2 blanques peó · b2 blanques peó · c2 blanques peó · f2 blanques peó · g2 blanques peó · h2 blanques peó | a7 negres peó · b7 negres peó · c7 negres peó · f7 negres peó · g7 negres peó · h7 negres peó · d6 negres peó · d5 blanques peó · e5 negres peó · e4 blanques peó · a2 blanques peó · b2 blanques peó · c2 blanques peó · f2 blanques peó · g2 blanques peó · h2 blanques peó | a7 negres peó · b7 negres peó · c7 negres peó · f7 negres peó · g7 negres peó · h7 negres peó · d6 negres peó · d5 blanques peó · e5 negres peó · e4 blanques peó · a2 blanques peó · b2 blanques peó · c2 blanques peó · f2 blanques peó · g2 blanques peó · h2 blanques peó | a7 negres peó · b7 negres peó · c7 negres peó · f7 negres peó · g7 negres peó · h7 negres peó · d6 negres peó · d5 blanques peó · e5 negres peó · e4 blanques peó · a2 blanques peó · b2 blanques peó · c2 blanques peó · f2 blanques peó · g2 blanques peó · h2 blanques peó | a7 negres peó · b7 negres peó · c7 negres peó · f7 negres peó · g7 negres peó · h7 negres peó · d6 negres peó · d5 blanques peó · e5 negres peó · e4 blanques peó · a2 blanques peó · b2 blanques peó · c2 blanques peó · f2 blanques peó · g2 blanques peó · h2 blanques peó | a7 negres peó · b7 negres peó · c7 negres peó · f7 negres peó · g7 negres peó · h7 negres peó · d6 negres peó · d5 blanques peó · e5 negres peó · e4 blanques peó · a2 blanques peó · b2 blanques peó · c2 blanques peó · f2 blanques peó · g2 blanques peó · h2 blanques peó | 2 |
| 1 | a7 negres peó · b7 negres peó · c7 negres peó · f7 negres peó · g7 negres peó · h7 negres peó · d6 negres peó · d5 blanques peó · e5 negres peó · e4 blanques peó · a2 blanques peó · b2 blanques peó · c2 blanques peó · f2 blanques peó · g2 blanques peó · h2 blanques peó | a7 negres peó · b7 negres peó · c7 negres peó · f7 negres peó · g7 negres peó · h7 negres peó · d6 negres peó · d5 blanques peó · e5 negres peó · e4 blanques peó · a2 blanques peó · b2 blanques peó · c2 blanques peó · f2 blanques peó · g2 blanques peó · h2 blanques peó | a7 negres peó · b7 negres peó · c7 negres peó · f7 negres peó · g7 negres peó · h7 negres peó · d6 negres peó · d5 blanques peó · e5 negres peó · e4 blanques peó · a2 blanques peó · b2 blanques peó · c2 blanques peó · f2 blanques peó · g2 blanques peó · h2 blanques peó | a7 negres peó · b7 negres peó · c7 negres peó · f7 negres peó · g7 negres peó · h7 negres peó · d6 negres peó · d5 blanques peó · e5 negres peó · e4 blanques peó · a2 blanques peó · b2 blanques peó · c2 blanques peó · f2 blanques peó · g2 blanques peó · h2 blanques peó | a7 negres peó · b7 negres peó · c7 negres peó · f7 negres peó · g7 negres peó · h7 negres peó · d6 negres peó · d5 blanques peó · e5 negres peó · e4 blanques peó · a2 blanques peó · b2 blanques peó · c2 blanques peó · f2 blanques peó · g2 blanques peó · h2 blanques peó | a7 negres peó · b7 negres peó · c7 negres peó · f7 negres peó · g7 negres peó · h7 negres peó · d6 negres peó · d5 blanques peó · e5 negres peó · e4 blanques peó · a2 blanques peó · b2 blanques peó · c2 blanques peó · f2 blanques peó · g2 blanques peó · h2 blanques peó | a7 negres peó · b7 negres peó · c7 negres peó · f7 negres peó · g7 negres peó · h7 negres peó · d6 negres peó · d5 blanques peó · e5 negres peó · e4 blanques peó · a2 blanques peó · b2 blanques peó · c2 blanques peó · f2 blanques peó · g2 blanques peó · h2 blanques peó | a7 negres peó · b7 negres peó · c7 negres peó · f7 negres peó · g7 negres peó · h7 negres peó · d6 negres peó · d5 blanques peó · e5 negres peó · e4 blanques peó · a2 blanques peó · b2 blanques peó · c2 blanques peó · f2 blanques peó · g2 blanques peó · h2 blanques peó | 1 |
|   | a | b | c | d | e | f | g | h |   |

### La cadena d5
Obertures: Primària: Índia de rei. Altres - Benoni, Ruy López.
Característiques: Partida tancada amb joc en flancs oposats.
Temes per les blanques: Gran avantatge d'espai al flanc de dama, ruptura c2-c4-c5 (opcionalment preparada amb b2-b4), profilaxi amb g2-g4 (després de f2-f3), ruptura f2-f4.
Temes per les negres: atac al flanc de rei, ruptura f7-f5, ruptura g7-g5-g4 (després de f2-f3), ruptura c7-c6, profilaxi amb c6-c5 o bé c7-c5 transposant a una formació Benoni pura.
La cadena pot sorgir de diverses obertures diferents, però principalment en la molt analitzada variant clàssica de la defensa índica de rei. El tema principal és una carrera per trencar en flancs oposats - les negres opten per l'atac al flanc de rei abans que les peces pesants blanques penetrin per la columna c. Hom pensava que la posició era clarament favorable a les blanques, fins que es disputà la partida (Taimànov-Najdorf, 1953) en què les negres introduïren la maniobra Tf8-f7, Ag7-f8, Tf7-g7. Quan la cadena sorgeix en la Ruy López, el joc és molt més lent, els temps no tenen massa importància, i hi ha joc de maniobres per ambdues bandes, amb les negres centrant-se en la ruptura c7-c6 i les blanques jugant al flanc de rei amb la ruptura f2-f4.
|   | a | b | c | d | e | f | g | h |   |
| 8 | a7 negres peó · b7 negres peó · c7 negres peó · f7 negres peó · g7 negres peó · h7 negres peó · e6 negres peó · d5 negres peó · e5 blanques peó · d4 blanques peó · a2 blanques peó · b2 blanques peó · c2 blanques peó · f2 blanques peó · g2 blanques peó · h2 blanques peó | a7 negres peó · b7 negres peó · c7 negres peó · f7 negres peó · g7 negres peó · h7 negres peó · e6 negres peó · d5 negres peó · e5 blanques peó · d4 blanques peó · a2 blanques peó · b2 blanques peó · c2 blanques peó · f2 blanques peó · g2 blanques peó · h2 blanques peó | a7 negres peó · b7 negres peó · c7 negres peó · f7 negres peó · g7 negres peó · h7 negres peó · e6 negres peó · d5 negres peó · e5 blanques peó · d4 blanques peó · a2 blanques peó · b2 blanques peó · c2 blanques peó · f2 blanques peó · g2 blanques peó · h2 blanques peó | a7 negres peó · b7 negres peó · c7 negres peó · f7 negres peó · g7 negres peó · h7 negres peó · e6 negres peó · d5 negres peó · e5 blanques peó · d4 blanques peó · a2 blanques peó · b2 blanques peó · c2 blanques peó · f2 blanques peó · g2 blanques peó · h2 blanques peó | a7 negres peó · b7 negres peó · c7 negres peó · f7 negres peó · g7 negres peó · h7 negres peó · e6 negres peó · d5 negres peó · e5 blanques peó · d4 blanques peó · a2 blanques peó · b2 blanques peó · c2 blanques peó · f2 blanques peó · g2 blanques peó · h2 blanques peó | a7 negres peó · b7 negres peó · c7 negres peó · f7 negres peó · g7 negres peó · h7 negres peó · e6 negres peó · d5 negres peó · e5 blanques peó · d4 blanques peó · a2 blanques peó · b2 blanques peó · c2 blanques peó · f2 blanques peó · g2 blanques peó · h2 blanques peó | a7 negres peó · b7 negres peó · c7 negres peó · f7 negres peó · g7 negres peó · h7 negres peó · e6 negres peó · d5 negres peó · e5 blanques peó · d4 blanques peó · a2 blanques peó · b2 blanques peó · c2 blanques peó · f2 blanques peó · g2 blanques peó · h2 blanques peó | a7 negres peó · b7 negres peó · c7 negres peó · f7 negres peó · g7 negres peó · h7 negres peó · e6 negres peó · d5 negres peó · e5 blanques peó · d4 blanques peó · a2 blanques peó · b2 blanques peó · c2 blanques peó · f2 blanques peó · g2 blanques peó · h2 blanques peó | 8 |
| 7 | a7 negres peó · b7 negres peó · c7 negres peó · f7 negres peó · g7 negres peó · h7 negres peó · e6 negres peó · d5 negres peó · e5 blanques peó · d4 blanques peó · a2 blanques peó · b2 blanques peó · c2 blanques peó · f2 blanques peó · g2 blanques peó · h2 blanques peó | a7 negres peó · b7 negres peó · c7 negres peó · f7 negres peó · g7 negres peó · h7 negres peó · e6 negres peó · d5 negres peó · e5 blanques peó · d4 blanques peó · a2 blanques peó · b2 blanques peó · c2 blanques peó · f2 blanques peó · g2 blanques peó · h2 blanques peó | a7 negres peó · b7 negres peó · c7 negres peó · f7 negres peó · g7 negres peó · h7 negres peó · e6 negres peó · d5 negres peó · e5 blanques peó · d4 blanques peó · a2 blanques peó · b2 blanques peó · c2 blanques peó · f2 blanques peó · g2 blanques peó · h2 blanques peó | a7 negres peó · b7 negres peó · c7 negres peó · f7 negres peó · g7 negres peó · h7 negres peó · e6 negres peó · d5 negres peó · e5 blanques peó · d4 blanques peó · a2 blanques peó · b2 blanques peó · c2 blanques peó · f2 blanques peó · g2 blanques peó · h2 blanques peó | a7 negres peó · b7 negres peó · c7 negres peó · f7 negres peó · g7 negres peó · h7 negres peó · e6 negres peó · d5 negres peó · e5 blanques peó · d4 blanques peó · a2 blanques peó · b2 blanques peó · c2 blanques peó · f2 blanques peó · g2 blanques peó · h2 blanques peó | a7 negres peó · b7 negres peó · c7 negres peó · f7 negres peó · g7 negres peó · h7 negres peó · e6 negres peó · d5 negres peó · e5 blanques peó · d4 blanques peó · a2 blanques peó · b2 blanques peó · c2 blanques peó · f2 blanques peó · g2 blanques peó · h2 blanques peó | a7 negres peó · b7 negres peó · c7 negres peó · f7 negres peó · g7 negres peó · h7 negres peó · e6 negres peó · d5 negres peó · e5 blanques peó · d4 blanques peó · a2 blanques peó · b2 blanques peó · c2 blanques peó · f2 blanques peó · g2 blanques peó · h2 blanques peó | a7 negres peó · b7 negres peó · c7 negres peó · f7 negres peó · g7 negres peó · h7 negres peó · e6 negres peó · d5 negres peó · e5 blanques peó · d4 blanques peó · a2 blanques peó · b2 blanques peó · c2 blanques peó · f2 blanques peó · g2 blanques peó · h2 blanques peó | 7 |
| 6 | a7 negres peó · b7 negres peó · c7 negres peó · f7 negres peó · g7 negres peó · h7 negres peó · e6 negres peó · d5 negres peó · e5 blanques peó · d4 blanques peó · a2 blanques peó · b2 blanques peó · c2 blanques peó · f2 blanques peó · g2 blanques peó · h2 blanques peó | a7 negres peó · b7 negres peó · c7 negres peó · f7 negres peó · g7 negres peó · h7 negres peó · e6 negres peó · d5 negres peó · e5 blanques peó · d4 blanques peó · a2 blanques peó · b2 blanques peó · c2 blanques peó · f2 blanques peó · g2 blanques peó · h2 blanques peó | a7 negres peó · b7 negres peó · c7 negres peó · f7 negres peó · g7 negres peó · h7 negres peó · e6 negres peó · d5 negres peó · e5 blanques peó · d4 blanques peó · a2 blanques peó · b2 blanques peó · c2 blanques peó · f2 blanques peó · g2 blanques peó · h2 blanques peó | a7 negres peó · b7 negres peó · c7 negres peó · f7 negres peó · g7 negres peó · h7 negres peó · e6 negres peó · d5 negres peó · e5 blanques peó · d4 blanques peó · a2 blanques peó · b2 blanques peó · c2 blanques peó · f2 blanques peó · g2 blanques peó · h2 blanques peó | a7 negres peó · b7 negres peó · c7 negres peó · f7 negres peó · g7 negres peó · h7 negres peó · e6 negres peó · d5 negres peó · e5 blanques peó · d4 blanques peó · a2 blanques peó · b2 blanques peó · c2 blanques peó · f2 blanques peó · g2 blanques peó · h2 blanques peó | a7 negres peó · b7 negres peó · c7 negres peó · f7 negres peó · g7 negres peó · h7 negres peó · e6 negres peó · d5 negres peó · e5 blanques peó · d4 blanques peó · a2 blanques peó · b2 blanques peó · c2 blanques peó · f2 blanques peó · g2 blanques peó · h2 blanques peó | a7 negres peó · b7 negres peó · c7 negres peó · f7 negres peó · g7 negres peó · h7 negres peó · e6 negres peó · d5 negres peó · e5 blanques peó · d4 blanques peó · a2 blanques peó · b2 blanques peó · c2 blanques peó · f2 blanques peó · g2 blanques peó · h2 blanques peó | a7 negres peó · b7 negres peó · c7 negres peó · f7 negres peó · g7 negres peó · h7 negres peó · e6 negres peó · d5 negres peó · e5 blanques peó · d4 blanques peó · a2 blanques peó · b2 blanques peó · c2 blanques peó · f2 blanques peó · g2 blanques peó · h2 blanques peó | 6 |
| 5 | a7 negres peó · b7 negres peó · c7 negres peó · f7 negres peó · g7 negres peó · h7 negres peó · e6 negres peó · d5 negres peó · e5 blanques peó · d4 blanques peó · a2 blanques peó · b2 blanques peó · c2 blanques peó · f2 blanques peó · g2 blanques peó · h2 blanques peó | a7 negres peó · b7 negres peó · c7 negres peó · f7 negres peó · g7 negres peó · h7 negres peó · e6 negres peó · d5 negres peó · e5 blanques peó · d4 blanques peó · a2 blanques peó · b2 blanques peó · c2 blanques peó · f2 blanques peó · g2 blanques peó · h2 blanques peó | a7 negres peó · b7 negres peó · c7 negres peó · f7 negres peó · g7 negres peó · h7 negres peó · e6 negres peó · d5 negres peó · e5 blanques peó · d4 blanques peó · a2 blanques peó · b2 blanques peó · c2 blanques peó · f2 blanques peó · g2 blanques peó · h2 blanques peó | a7 negres peó · b7 negres peó · c7 negres peó · f7 negres peó · g7 negres peó · h7 negres peó · e6 negres peó · d5 negres peó · e5 blanques peó · d4 blanques peó · a2 blanques peó · b2 blanques peó · c2 blanques peó · f2 blanques peó · g2 blanques peó · h2 blanques peó | a7 negres peó · b7 negres peó · c7 negres peó · f7 negres peó · g7 negres peó · h7 negres peó · e6 negres peó · d5 negres peó · e5 blanques peó · d4 blanques peó · a2 blanques peó · b2 blanques peó · c2 blanques peó · f2 blanques peó · g2 blanques peó · h2 blanques peó | a7 negres peó · b7 negres peó · c7 negres peó · f7 negres peó · g7 negres peó · h7 negres peó · e6 negres peó · d5 negres peó · e5 blanques peó · d4 blanques peó · a2 blanques peó · b2 blanques peó · c2 blanques peó · f2 blanques peó · g2 blanques peó · h2 blanques peó | a7 negres peó · b7 negres peó · c7 negres peó · f7 negres peó · g7 negres peó · h7 negres peó · e6 negres peó · d5 negres peó · e5 blanques peó · d4 blanques peó · a2 blanques peó · b2 blanques peó · c2 blanques peó · f2 blanques peó · g2 blanques peó · h2 blanques peó | a7 negres peó · b7 negres peó · c7 negres peó · f7 negres peó · g7 negres peó · h7 negres peó · e6 negres peó · d5 negres peó · e5 blanques peó · d4 blanques peó · a2 blanques peó · b2 blanques peó · c2 blanques peó · f2 blanques peó · g2 blanques peó · h2 blanques peó | 5 |
| 4 | a7 negres peó · b7 negres peó · c7 negres peó · f7 negres peó · g7 negres peó · h7 negres peó · e6 negres peó · d5 negres peó · e5 blanques peó · d4 blanques peó · a2 blanques peó · b2 blanques peó · c2 blanques peó · f2 blanques peó · g2 blanques peó · h2 blanques peó | a7 negres peó · b7 negres peó · c7 negres peó · f7 negres peó · g7 negres peó · h7 negres peó · e6 negres peó · d5 negres peó · e5 blanques peó · d4 blanques peó · a2 blanques peó · b2 blanques peó · c2 blanques peó · f2 blanques peó · g2 blanques peó · h2 blanques peó | a7 negres peó · b7 negres peó · c7 negres peó · f7 negres peó · g7 negres peó · h7 negres peó · e6 negres peó · d5 negres peó · e5 blanques peó · d4 blanques peó · a2 blanques peó · b2 blanques peó · c2 blanques peó · f2 blanques peó · g2 blanques peó · h2 blanques peó | a7 negres peó · b7 negres peó · c7 negres peó · f7 negres peó · g7 negres peó · h7 negres peó · e6 negres peó · d5 negres peó · e5 blanques peó · d4 blanques peó · a2 blanques peó · b2 blanques peó · c2 blanques peó · f2 blanques peó · g2 blanques peó · h2 blanques peó | a7 negres peó · b7 negres peó · c7 negres peó · f7 negres peó · g7 negres peó · h7 negres peó · e6 negres peó · d5 negres peó · e5 blanques peó · d4 blanques peó · a2 blanques peó · b2 blanques peó · c2 blanques peó · f2 blanques peó · g2 blanques peó · h2 blanques peó | a7 negres peó · b7 negres peó · c7 negres peó · f7 negres peó · g7 negres peó · h7 negres peó · e6 negres peó · d5 negres peó · e5 blanques peó · d4 blanques peó · a2 blanques peó · b2 blanques peó · c2 blanques peó · f2 blanques peó · g2 blanques peó · h2 blanques peó | a7 negres peó · b7 negres peó · c7 negres peó · f7 negres peó · g7 negres peó · h7 negres peó · e6 negres peó · d5 negres peó · e5 blanques peó · d4 blanques peó · a2 blanques peó · b2 blanques peó · c2 blanques peó · f2 blanques peó · g2 blanques peó · h2 blanques peó | a7 negres peó · b7 negres peó · c7 negres peó · f7 negres peó · g7 negres peó · h7 negres peó · e6 negres peó · d5 negres peó · e5 blanques peó · d4 blanques peó · a2 blanques peó · b2 blanques peó · c2 blanques peó · f2 blanques peó · g2 blanques peó · h2 blanques peó | 4 |
| 3 | a7 negres peó · b7 negres peó · c7 negres peó · f7 negres peó · g7 negres peó · h7 negres peó · e6 negres peó · d5 negres peó · e5 blanques peó · d4 blanques peó · a2 blanques peó · b2 blanques peó · c2 blanques peó · f2 blanques peó · g2 blanques peó · h2 blanques peó | a7 negres peó · b7 negres peó · c7 negres peó · f7 negres peó · g7 negres peó · h7 negres peó · e6 negres peó · d5 negres peó · e5 blanques peó · d4 blanques peó · a2 blanques peó · b2 blanques peó · c2 blanques peó · f2 blanques peó · g2 blanques peó · h2 blanques peó | a7 negres peó · b7 negres peó · c7 negres peó · f7 negres peó · g7 negres peó · h7 negres peó · e6 negres peó · d5 negres peó · e5 blanques peó · d4 blanques peó · a2 blanques peó · b2 blanques peó · c2 blanques peó · f2 blanques peó · g2 blanques peó · h2 blanques peó | a7 negres peó · b7 negres peó · c7 negres peó · f7 negres peó · g7 negres peó · h7 negres peó · e6 negres peó · d5 negres peó · e5 blanques peó · d4 blanques peó · a2 blanques peó · b2 blanques peó · c2 blanques peó · f2 blanques peó · g2 blanques peó · h2 blanques peó | a7 negres peó · b7 negres peó · c7 negres peó · f7 negres peó · g7 negres peó · h7 negres peó · e6 negres peó · d5 negres peó · e5 blanques peó · d4 blanques peó · a2 blanques peó · b2 blanques peó · c2 blanques peó · f2 blanques peó · g2 blanques peó · h2 blanques peó | a7 negres peó · b7 negres peó · c7 negres peó · f7 negres peó · g7 negres peó · h7 negres peó · e6 negres peó · d5 negres peó · e5 blanques peó · d4 blanques peó · a2 blanques peó · b2 blanques peó · c2 blanques peó · f2 blanques peó · g2 blanques peó · h2 blanques peó | a7 negres peó · b7 negres peó · c7 negres peó · f7 negres peó · g7 negres peó · h7 negres peó · e6 negres peó · d5 negres peó · e5 blanques peó · d4 blanques peó · a2 blanques peó · b2 blanques peó · c2 blanques peó · f2 blanques peó · g2 blanques peó · h2 blanques peó | a7 negres peó · b7 negres peó · c7 negres peó · f7 negres peó · g7 negres peó · h7 negres peó · e6 negres peó · d5 negres peó · e5 blanques peó · d4 blanques peó · a2 blanques peó · b2 blanques peó · c2 blanques peó · f2 blanques peó · g2 blanques peó · h2 blanques peó | 3 |
| 2 | a7 negres peó · b7 negres peó · c7 negres peó · f7 negres peó · g7 negres peó · h7 negres peó · e6 negres peó · d5 negres peó · e5 blanques peó · d4 blanques peó · a2 blanques peó · b2 blanques peó · c2 blanques peó · f2 blanques peó · g2 blanques peó · h2 blanques peó | a7 negres peó · b7 negres peó · c7 negres peó · f7 negres peó · g7 negres peó · h7 negres peó · e6 negres peó · d5 negres peó · e5 blanques peó · d4 blanques peó · a2 blanques peó · b2 blanques peó · c2 blanques peó · f2 blanques peó · g2 blanques peó · h2 blanques peó | a7 negres peó · b7 negres peó · c7 negres peó · f7 negres peó · g7 negres peó · h7 negres peó · e6 negres peó · d5 negres peó · e5 blanques peó · d4 blanques peó · a2 blanques peó · b2 blanques peó · c2 blanques peó · f2 blanques peó · g2 blanques peó · h2 blanques peó | a7 negres peó · b7 negres peó · c7 negres peó · f7 negres peó · g7 negres peó · h7 negres peó · e6 negres peó · d5 negres peó · e5 blanques peó · d4 blanques peó · a2 blanques peó · b2 blanques peó · c2 blanques peó · f2 blanques peó · g2 blanques peó · h2 blanques peó | a7 negres peó · b7 negres peó · c7 negres peó · f7 negres peó · g7 negres peó · h7 negres peó · e6 negres peó · d5 negres peó · e5 blanques peó · d4 blanques peó · a2 blanques peó · b2 blanques peó · c2 blanques peó · f2 blanques peó · g2 blanques peó · h2 blanques peó | a7 negres peó · b7 negres peó · c7 negres peó · f7 negres peó · g7 negres peó · h7 negres peó · e6 negres peó · d5 negres peó · e5 blanques peó · d4 blanques peó · a2 blanques peó · b2 blanques peó · c2 blanques peó · f2 blanques peó · g2 blanques peó · h2 blanques peó | a7 negres peó · b7 negres peó · c7 negres peó · f7 negres peó · g7 negres peó · h7 negres peó · e6 negres peó · d5 negres peó · e5 blanques peó · d4 blanques peó · a2 blanques peó · b2 blanques peó · c2 blanques peó · f2 blanques peó · g2 blanques peó · h2 blanques peó | a7 negres peó · b7 negres peó · c7 negres peó · f7 negres peó · g7 negres peó · h7 negres peó · e6 negres peó · d5 negres peó · e5 blanques peó · d4 blanques peó · a2 blanques peó · b2 blanques peó · c2 blanques peó · f2 blanques peó · g2 blanques peó · h2 blanques peó | 2 |
| 1 | a7 negres peó · b7 negres peó · c7 negres peó · f7 negres peó · g7 negres peó · h7 negres peó · e6 negres peó · d5 negres peó · e5 blanques peó · d4 blanques peó · a2 blanques peó · b2 blanques peó · c2 blanques peó · f2 blanques peó · g2 blanques peó · h2 blanques peó | a7 negres peó · b7 negres peó · c7 negres peó · f7 negres peó · g7 negres peó · h7 negres peó · e6 negres peó · d5 negres peó · e5 blanques peó · d4 blanques peó · a2 blanques peó · b2 blanques peó · c2 blanques peó · f2 blanques peó · g2 blanques peó · h2 blanques peó | a7 negres peó · b7 negres peó · c7 negres peó · f7 negres peó · g7 negres peó · h7 negres peó · e6 negres peó · d5 negres peó · e5 blanques peó · d4 blanques peó · a2 blanques peó · b2 blanques peó · c2 blanques peó · f2 blanques peó · g2 blanques peó · h2 blanques peó | a7 negres peó · b7 negres peó · c7 negres peó · f7 negres peó · g7 negres peó · h7 negres peó · e6 negres peó · d5 negres peó · e5 blanques peó · d4 blanques peó · a2 blanques peó · b2 blanques peó · c2 blanques peó · f2 blanques peó · g2 blanques peó · h2 blanques peó | a7 negres peó · b7 negres peó · c7 negres peó · f7 negres peó · g7 negres peó · h7 negres peó · e6 negres peó · d5 negres peó · e5 blanques peó · d4 blanques peó · a2 blanques peó · b2 blanques peó · c2 blanques peó · f2 blanques peó · g2 blanques peó · h2 blanques peó | a7 negres peó · b7 negres peó · c7 negres peó · f7 negres peó · g7 negres peó · h7 negres peó · e6 negres peó · d5 negres peó · e5 blanques peó · d4 blanques peó · a2 blanques peó · b2 blanques peó · c2 blanques peó · f2 blanques peó · g2 blanques peó · h2 blanques peó | a7 negres peó · b7 negres peó · c7 negres peó · f7 negres peó · g7 negres peó · h7 negres peó · e6 negres peó · d5 negres peó · e5 blanques peó · d4 blanques peó · a2 blanques peó · b2 blanques peó · c2 blanques peó · f2 blanques peó · g2 blanques peó · h2 blanques peó | a7 negres peó · b7 negres peó · c7 negres peó · f7 negres peó · g7 negres peó · h7 negres peó · e6 negres peó · d5 negres peó · e5 blanques peó · d4 blanques peó · a2 blanques peó · b2 blanques peó · c2 blanques peó · f2 blanques peó · g2 blanques peó · h2 blanques peó | 1 |
|   | a | b | c | d | e | f | g | h |   |

### La cadena e5
Obertures: Primària: francesa.
Característiques: Partida tancada o semioberta, però aguda.
Temes per les blanques: Atac de mat al flanc de rei, ruptura f2-f4-f5.
Temes per les negres: Canviar l'alfil dolent de dama, ruptures c7-c5 i f7-f6.
A causa de l'avantatge de desenvolupament i d'espai al flanc de rei de les blanques, les negres estan obligades a generar contrajoc si no volen rebre mat. Atacar la punta de la cadena de peons amb f7-f6 és més freqüent que atacar la base, perquè és més difícil per les blanques defensar la punta de la cadena e5 del que ho és en la cadena d5. En resposta a exf6, el negre accepta un peó endarrerit a e6 a canvi d'alliberar la seva posició (la diagonal b8-h2 i la columna f semioberta) i la possibilitat de seguir amb una ruptura e6-e5. Si les blanques canvien amb d4xc5 s'anomena formació Wedge. Les blanques obtenen un punt fort a d4 i la possibilitat d'explotar les caselles negres.
|   | a | b | c | d | e | f | g | h |   |
| 8 | a7 negres peó · b7 negres peó · f7 negres peó · g7 negres peó · h7 negres peó · c6 negres peó · e5 negres peó · c4 blanques peó · e4 blanques peó · a2 blanques peó · b2 blanques peó · f2 blanques peó · g2 blanques peó · h2 blanques peó | a7 negres peó · b7 negres peó · f7 negres peó · g7 negres peó · h7 negres peó · c6 negres peó · e5 negres peó · c4 blanques peó · e4 blanques peó · a2 blanques peó · b2 blanques peó · f2 blanques peó · g2 blanques peó · h2 blanques peó | a7 negres peó · b7 negres peó · f7 negres peó · g7 negres peó · h7 negres peó · c6 negres peó · e5 negres peó · c4 blanques peó · e4 blanques peó · a2 blanques peó · b2 blanques peó · f2 blanques peó · g2 blanques peó · h2 blanques peó | a7 negres peó · b7 negres peó · f7 negres peó · g7 negres peó · h7 negres peó · c6 negres peó · e5 negres peó · c4 blanques peó · e4 blanques peó · a2 blanques peó · b2 blanques peó · f2 blanques peó · g2 blanques peó · h2 blanques peó | a7 negres peó · b7 negres peó · f7 negres peó · g7 negres peó · h7 negres peó · c6 negres peó · e5 negres peó · c4 blanques peó · e4 blanques peó · a2 blanques peó · b2 blanques peó · f2 blanques peó · g2 blanques peó · h2 blanques peó | a7 negres peó · b7 negres peó · f7 negres peó · g7 negres peó · h7 negres peó · c6 negres peó · e5 negres peó · c4 blanques peó · e4 blanques peó · a2 blanques peó · b2 blanques peó · f2 blanques peó · g2 blanques peó · h2 blanques peó | a7 negres peó · b7 negres peó · f7 negres peó · g7 negres peó · h7 negres peó · c6 negres peó · e5 negres peó · c4 blanques peó · e4 blanques peó · a2 blanques peó · b2 blanques peó · f2 blanques peó · g2 blanques peó · h2 blanques peó | a7 negres peó · b7 negres peó · f7 negres peó · g7 negres peó · h7 negres peó · c6 negres peó · e5 negres peó · c4 blanques peó · e4 blanques peó · a2 blanques peó · b2 blanques peó · f2 blanques peó · g2 blanques peó · h2 blanques peó | 8 |
| 7 | a7 negres peó · b7 negres peó · f7 negres peó · g7 negres peó · h7 negres peó · c6 negres peó · e5 negres peó · c4 blanques peó · e4 blanques peó · a2 blanques peó · b2 blanques peó · f2 blanques peó · g2 blanques peó · h2 blanques peó | a7 negres peó · b7 negres peó · f7 negres peó · g7 negres peó · h7 negres peó · c6 negres peó · e5 negres peó · c4 blanques peó · e4 blanques peó · a2 blanques peó · b2 blanques peó · f2 blanques peó · g2 blanques peó · h2 blanques peó | a7 negres peó · b7 negres peó · f7 negres peó · g7 negres peó · h7 negres peó · c6 negres peó · e5 negres peó · c4 blanques peó · e4 blanques peó · a2 blanques peó · b2 blanques peó · f2 blanques peó · g2 blanques peó · h2 blanques peó | a7 negres peó · b7 negres peó · f7 negres peó · g7 negres peó · h7 negres peó · c6 negres peó · e5 negres peó · c4 blanques peó · e4 blanques peó · a2 blanques peó · b2 blanques peó · f2 blanques peó · g2 blanques peó · h2 blanques peó | a7 negres peó · b7 negres peó · f7 negres peó · g7 negres peó · h7 negres peó · c6 negres peó · e5 negres peó · c4 blanques peó · e4 blanques peó · a2 blanques peó · b2 blanques peó · f2 blanques peó · g2 blanques peó · h2 blanques peó | a7 negres peó · b7 negres peó · f7 negres peó · g7 negres peó · h7 negres peó · c6 negres peó · e5 negres peó · c4 blanques peó · e4 blanques peó · a2 blanques peó · b2 blanques peó · f2 blanques peó · g2 blanques peó · h2 blanques peó | a7 negres peó · b7 negres peó · f7 negres peó · g7 negres peó · h7 negres peó · c6 negres peó · e5 negres peó · c4 blanques peó · e4 blanques peó · a2 blanques peó · b2 blanques peó · f2 blanques peó · g2 blanques peó · h2 blanques peó | a7 negres peó · b7 negres peó · f7 negres peó · g7 negres peó · h7 negres peó · c6 negres peó · e5 negres peó · c4 blanques peó · e4 blanques peó · a2 blanques peó · b2 blanques peó · f2 blanques peó · g2 blanques peó · h2 blanques peó | 7 |
| 6 | a7 negres peó · b7 negres peó · f7 negres peó · g7 negres peó · h7 negres peó · c6 negres peó · e5 negres peó · c4 blanques peó · e4 blanques peó · a2 blanques peó · b2 blanques peó · f2 blanques peó · g2 blanques peó · h2 blanques peó | a7 negres peó · b7 negres peó · f7 negres peó · g7 negres peó · h7 negres peó · c6 negres peó · e5 negres peó · c4 blanques peó · e4 blanques peó · a2 blanques peó · b2 blanques peó · f2 blanques peó · g2 blanques peó · h2 blanques peó | a7 negres peó · b7 negres peó · f7 negres peó · g7 negres peó · h7 negres peó · c6 negres peó · e5 negres peó · c4 blanques peó · e4 blanques peó · a2 blanques peó · b2 blanques peó · f2 blanques peó · g2 blanques peó · h2 blanques peó | a7 negres peó · b7 negres peó · f7 negres peó · g7 negres peó · h7 negres peó · c6 negres peó · e5 negres peó · c4 blanques peó · e4 blanques peó · a2 blanques peó · b2 blanques peó · f2 blanques peó · g2 blanques peó · h2 blanques peó | a7 negres peó · b7 negres peó · f7 negres peó · g7 negres peó · h7 negres peó · c6 negres peó · e5 negres peó · c4 blanques peó · e4 blanques peó · a2 blanques peó · b2 blanques peó · f2 blanques peó · g2 blanques peó · h2 blanques peó | a7 negres peó · b7 negres peó · f7 negres peó · g7 negres peó · h7 negres peó · c6 negres peó · e5 negres peó · c4 blanques peó · e4 blanques peó · a2 blanques peó · b2 blanques peó · f2 blanques peó · g2 blanques peó · h2 blanques peó | a7 negres peó · b7 negres peó · f7 negres peó · g7 negres peó · h7 negres peó · c6 negres peó · e5 negres peó · c4 blanques peó · e4 blanques peó · a2 blanques peó · b2 blanques peó · f2 blanques peó · g2 blanques peó · h2 blanques peó | a7 negres peó · b7 negres peó · f7 negres peó · g7 negres peó · h7 negres peó · c6 negres peó · e5 negres peó · c4 blanques peó · e4 blanques peó · a2 blanques peó · b2 blanques peó · f2 blanques peó · g2 blanques peó · h2 blanques peó | 6 |
| 5 | a7 negres peó · b7 negres peó · f7 negres peó · g7 negres peó · h7 negres peó · c6 negres peó · e5 negres peó · c4 blanques peó · e4 blanques peó · a2 blanques peó · b2 blanques peó · f2 blanques peó · g2 blanques peó · h2 blanques peó | a7 negres peó · b7 negres peó · f7 negres peó · g7 negres peó · h7 negres peó · c6 negres peó · e5 negres peó · c4 blanques peó · e4 blanques peó · a2 blanques peó · b2 blanques peó · f2 blanques peó · g2 blanques peó · h2 blanques peó | a7 negres peó · b7 negres peó · f7 negres peó · g7 negres peó · h7 negres peó · c6 negres peó · e5 negres peó · c4 blanques peó · e4 blanques peó · a2 blanques peó · b2 blanques peó · f2 blanques peó · g2 blanques peó · h2 blanques peó | a7 negres peó · b7 negres peó · f7 negres peó · g7 negres peó · h7 negres peó · c6 negres peó · e5 negres peó · c4 blanques peó · e4 blanques peó · a2 blanques peó · b2 blanques peó · f2 blanques peó · g2 blanques peó · h2 blanques peó | a7 negres peó · b7 negres peó · f7 negres peó · g7 negres peó · h7 negres peó · c6 negres peó · e5 negres peó · c4 blanques peó · e4 blanques peó · a2 blanques peó · b2 blanques peó · f2 blanques peó · g2 blanques peó · h2 blanques peó | a7 negres peó · b7 negres peó · f7 negres peó · g7 negres peó · h7 negres peó · c6 negres peó · e5 negres peó · c4 blanques peó · e4 blanques peó · a2 blanques peó · b2 blanques peó · f2 blanques peó · g2 blanques peó · h2 blanques peó | a7 negres peó · b7 negres peó · f7 negres peó · g7 negres peó · h7 negres peó · c6 negres peó · e5 negres peó · c4 blanques peó · e4 blanques peó · a2 blanques peó · b2 blanques peó · f2 blanques peó · g2 blanques peó · h2 blanques peó | a7 negres peó · b7 negres peó · f7 negres peó · g7 negres peó · h7 negres peó · c6 negres peó · e5 negres peó · c4 blanques peó · e4 blanques peó · a2 blanques peó · b2 blanques peó · f2 blanques peó · g2 blanques peó · h2 blanques peó | 5 |
| 4 | a7 negres peó · b7 negres peó · f7 negres peó · g7 negres peó · h7 negres peó · c6 negres peó · e5 negres peó · c4 blanques peó · e4 blanques peó · a2 blanques peó · b2 blanques peó · f2 blanques peó · g2 blanques peó · h2 blanques peó | a7 negres peó · b7 negres peó · f7 negres peó · g7 negres peó · h7 negres peó · c6 negres peó · e5 negres peó · c4 blanques peó · e4 blanques peó · a2 blanques peó · b2 blanques peó · f2 blanques peó · g2 blanques peó · h2 blanques peó | a7 negres peó · b7 negres peó · f7 negres peó · g7 negres peó · h7 negres peó · c6 negres peó · e5 negres peó · c4 blanques peó · e4 blanques peó · a2 blanques peó · b2 blanques peó · f2 blanques peó · g2 blanques peó · h2 blanques peó | a7 negres peó · b7 negres peó · f7 negres peó · g7 negres peó · h7 negres peó · c6 negres peó · e5 negres peó · c4 blanques peó · e4 blanques peó · a2 blanques peó · b2 blanques peó · f2 blanques peó · g2 blanques peó · h2 blanques peó | a7 negres peó · b7 negres peó · f7 negres peó · g7 negres peó · h7 negres peó · c6 negres peó · e5 negres peó · c4 blanques peó · e4 blanques peó · a2 blanques peó · b2 blanques peó · f2 blanques peó · g2 blanques peó · h2 blanques peó | a7 negres peó · b7 negres peó · f7 negres peó · g7 negres peó · h7 negres peó · c6 negres peó · e5 negres peó · c4 blanques peó · e4 blanques peó · a2 blanques peó · b2 blanques peó · f2 blanques peó · g2 blanques peó · h2 blanques peó | a7 negres peó · b7 negres peó · f7 negres peó · g7 negres peó · h7 negres peó · c6 negres peó · e5 negres peó · c4 blanques peó · e4 blanques peó · a2 blanques peó · b2 blanques peó · f2 blanques peó · g2 blanques peó · h2 blanques peó | a7 negres peó · b7 negres peó · f7 negres peó · g7 negres peó · h7 negres peó · c6 negres peó · e5 negres peó · c4 blanques peó · e4 blanques peó · a2 blanques peó · b2 blanques peó · f2 blanques peó · g2 blanques peó · h2 blanques peó | 4 |
| 3 | a7 negres peó · b7 negres peó · f7 negres peó · g7 negres peó · h7 negres peó · c6 negres peó · e5 negres peó · c4 blanques peó · e4 blanques peó · a2 blanques peó · b2 blanques peó · f2 blanques peó · g2 blanques peó · h2 blanques peó | a7 negres peó · b7 negres peó · f7 negres peó · g7 negres peó · h7 negres peó · c6 negres peó · e5 negres peó · c4 blanques peó · e4 blanques peó · a2 blanques peó · b2 blanques peó · f2 blanques peó · g2 blanques peó · h2 blanques peó | a7 negres peó · b7 negres peó · f7 negres peó · g7 negres peó · h7 negres peó · c6 negres peó · e5 negres peó · c4 blanques peó · e4 blanques peó · a2 blanques peó · b2 blanques peó · f2 blanques peó · g2 blanques peó · h2 blanques peó | a7 negres peó · b7 negres peó · f7 negres peó · g7 negres peó · h7 negres peó · c6 negres peó · e5 negres peó · c4 blanques peó · e4 blanques peó · a2 blanques peó · b2 blanques peó · f2 blanques peó · g2 blanques peó · h2 blanques peó | a7 negres peó · b7 negres peó · f7 negres peó · g7 negres peó · h7 negres peó · c6 negres peó · e5 negres peó · c4 blanques peó · e4 blanques peó · a2 blanques peó · b2 blanques peó · f2 blanques peó · g2 blanques peó · h2 blanques peó | a7 negres peó · b7 negres peó · f7 negres peó · g7 negres peó · h7 negres peó · c6 negres peó · e5 negres peó · c4 blanques peó · e4 blanques peó · a2 blanques peó · b2 blanques peó · f2 blanques peó · g2 blanques peó · h2 blanques peó | a7 negres peó · b7 negres peó · f7 negres peó · g7 negres peó · h7 negres peó · c6 negres peó · e5 negres peó · c4 blanques peó · e4 blanques peó · a2 blanques peó · b2 blanques peó · f2 blanques peó · g2 blanques peó · h2 blanques peó | a7 negres peó · b7 negres peó · f7 negres peó · g7 negres peó · h7 negres peó · c6 negres peó · e5 negres peó · c4 blanques peó · e4 blanques peó · a2 blanques peó · b2 blanques peó · f2 blanques peó · g2 blanques peó · h2 blanques peó | 3 |
| 2 | a7 negres peó · b7 negres peó · f7 negres peó · g7 negres peó · h7 negres peó · c6 negres peó · e5 negres peó · c4 blanques peó · e4 blanques peó · a2 blanques peó · b2 blanques peó · f2 blanques peó · g2 blanques peó · h2 blanques peó | a7 negres peó · b7 negres peó · f7 negres peó · g7 negres peó · h7 negres peó · c6 negres peó · e5 negres peó · c4 blanques peó · e4 blanques peó · a2 blanques peó · b2 blanques peó · f2 blanques peó · g2 blanques peó · h2 blanques peó | a7 negres peó · b7 negres peó · f7 negres peó · g7 negres peó · h7 negres peó · c6 negres peó · e5 negres peó · c4 blanques peó · e4 blanques peó · a2 blanques peó · b2 blanques peó · f2 blanques peó · g2 blanques peó · h2 blanques peó | a7 negres peó · b7 negres peó · f7 negres peó · g7 negres peó · h7 negres peó · c6 negres peó · e5 negres peó · c4 blanques peó · e4 blanques peó · a2 blanques peó · b2 blanques peó · f2 blanques peó · g2 blanques peó · h2 blanques peó | a7 negres peó · b7 negres peó · f7 negres peó · g7 negres peó · h7 negres peó · c6 negres peó · e5 negres peó · c4 blanques peó · e4 blanques peó · a2 blanques peó · b2 blanques peó · f2 blanques peó · g2 blanques peó · h2 blanques peó | a7 negres peó · b7 negres peó · f7 negres peó · g7 negres peó · h7 negres peó · c6 negres peó · e5 negres peó · c4 blanques peó · e4 blanques peó · a2 blanques peó · b2 blanques peó · f2 blanques peó · g2 blanques peó · h2 blanques peó | a7 negres peó · b7 negres peó · f7 negres peó · g7 negres peó · h7 negres peó · c6 negres peó · e5 negres peó · c4 blanques peó · e4 blanques peó · a2 blanques peó · b2 blanques peó · f2 blanques peó · g2 blanques peó · h2 blanques peó | a7 negres peó · b7 negres peó · f7 negres peó · g7 negres peó · h7 negres peó · c6 negres peó · e5 negres peó · c4 blanques peó · e4 blanques peó · a2 blanques peó · b2 blanques peó · f2 blanques peó · g2 blanques peó · h2 blanques peó | 2 |
| 1 | a7 negres peó · b7 negres peó · f7 negres peó · g7 negres peó · h7 negres peó · c6 negres peó · e5 negres peó · c4 blanques peó · e4 blanques peó · a2 blanques peó · b2 blanques peó · f2 blanques peó · g2 blanques peó · h2 blanques peó | a7 negres peó · b7 negres peó · f7 negres peó · g7 negres peó · h7 negres peó · c6 negres peó · e5 negres peó · c4 blanques peó · e4 blanques peó · a2 blanques peó · b2 blanques peó · f2 blanques peó · g2 blanques peó · h2 blanques peó | a7 negres peó · b7 negres peó · f7 negres peó · g7 negres peó · h7 negres peó · c6 negres peó · e5 negres peó · c4 blanques peó · e4 blanques peó · a2 blanques peó · b2 blanques peó · f2 blanques peó · g2 blanques peó · h2 blanques peó | a7 negres peó · b7 negres peó · f7 negres peó · g7 negres peó · h7 negres peó · c6 negres peó · e5 negres peó · c4 blanques peó · e4 blanques peó · a2 blanques peó · b2 blanques peó · f2 blanques peó · g2 blanques peó · h2 blanques peó | a7 negres peó · b7 negres peó · f7 negres peó · g7 negres peó · h7 negres peó · c6 negres peó · e5 negres peó · c4 blanques peó · e4 blanques peó · a2 blanques peó · b2 blanques peó · f2 blanques peó · g2 blanques peó · h2 blanques peó | a7 negres peó · b7 negres peó · f7 negres peó · g7 negres peó · h7 negres peó · c6 negres peó · e5 negres peó · c4 blanques peó · e4 blanques peó · a2 blanques peó · b2 blanques peó · f2 blanques peó · g2 blanques peó · h2 blanques peó | a7 negres peó · b7 negres peó · f7 negres peó · g7 negres peó · h7 negres peó · c6 negres peó · e5 negres peó · c4 blanques peó · e4 blanques peó · a2 blanques peó · b2 blanques peó · f2 blanques peó · g2 blanques peó · h2 blanques peó | a7 negres peó · b7 negres peó · f7 negres peó · g7 negres peó · h7 negres peó · c6 negres peó · e5 negres peó · c4 blanques peó · e4 blanques peó · a2 blanques peó · b2 blanques peó · f2 blanques peó · g2 blanques peó · h2 blanques peó | 1 |
|   | a | b | c | d | e | f | g | h |   |

### Índia de rei: estructura Ràuzer
Obertures: Primària: índia de rei, índia antiga (amb colors invertits), Ruy López. Altres: Ruy López (colors invertits).
Característiques: Partida semioberta.
Temes per les blanques: feblesa de d6, avanç c4-c5, diagonal a3-f8, allau de peons al flanc de dama.
Temes per les negres: feblesa de d4, diagonal a1-h8, casella f4, atac al flanc de rei, canvi de peces cercant un final superior.
La formació Ràuzer s'anomena així per Vsèvolod Ràuzer, que la va introduir en la Ruy López.
|   | a | b | c | d | e | f | g | h |   |
| 8 | a8 negres torre · c8 negres alfil · e8 negres torre · g8 negres rei · a7 negres peó · b7 negres peó · d7 negres cavall · f7 negres peó · g7 negres alfil · h7 negres peó · c6 negres peó · d6 blanques torre · f6 negres cavall · g6 negres peó · e5 negres peó · c4 blanques peó · e4 blanques peó · c3 blanques cavall · e3 blanques alfil · f3 blanques cavall · h3 blanques peó · a2 blanques peó · b2 blanques peó · f2 blanques peó · g2 blanques peó · c1 blanques rei · f1 blanques alfil · h1 blanques torre | a8 negres torre · c8 negres alfil · e8 negres torre · g8 negres rei · a7 negres peó · b7 negres peó · d7 negres cavall · f7 negres peó · g7 negres alfil · h7 negres peó · c6 negres peó · d6 blanques torre · f6 negres cavall · g6 negres peó · e5 negres peó · c4 blanques peó · e4 blanques peó · c3 blanques cavall · e3 blanques alfil · f3 blanques cavall · h3 blanques peó · a2 blanques peó · b2 blanques peó · f2 blanques peó · g2 blanques peó · c1 blanques rei · f1 blanques alfil · h1 blanques torre | a8 negres torre · c8 negres alfil · e8 negres torre · g8 negres rei · a7 negres peó · b7 negres peó · d7 negres cavall · f7 negres peó · g7 negres alfil · h7 negres peó · c6 negres peó · d6 blanques torre · f6 negres cavall · g6 negres peó · e5 negres peó · c4 blanques peó · e4 blanques peó · c3 blanques cavall · e3 blanques alfil · f3 blanques cavall · h3 blanques peó · a2 blanques peó · b2 blanques peó · f2 blanques peó · g2 blanques peó · c1 blanques rei · f1 blanques alfil · h1 blanques torre | a8 negres torre · c8 negres alfil · e8 negres torre · g8 negres rei · a7 negres peó · b7 negres peó · d7 negres cavall · f7 negres peó · g7 negres alfil · h7 negres peó · c6 negres peó · d6 blanques torre · f6 negres cavall · g6 negres peó · e5 negres peó · c4 blanques peó · e4 blanques peó · c3 blanques cavall · e3 blanques alfil · f3 blanques cavall · h3 blanques peó · a2 blanques peó · b2 blanques peó · f2 blanques peó · g2 blanques peó · c1 blanques rei · f1 blanques alfil · h1 blanques torre | a8 negres torre · c8 negres alfil · e8 negres torre · g8 negres rei · a7 negres peó · b7 negres peó · d7 negres cavall · f7 negres peó · g7 negres alfil · h7 negres peó · c6 negres peó · d6 blanques torre · f6 negres cavall · g6 negres peó · e5 negres peó · c4 blanques peó · e4 blanques peó · c3 blanques cavall · e3 blanques alfil · f3 blanques cavall · h3 blanques peó · a2 blanques peó · b2 blanques peó · f2 blanques peó · g2 blanques peó · c1 blanques rei · f1 blanques alfil · h1 blanques torre | a8 negres torre · c8 negres alfil · e8 negres torre · g8 negres rei · a7 negres peó · b7 negres peó · d7 negres cavall · f7 negres peó · g7 negres alfil · h7 negres peó · c6 negres peó · d6 blanques torre · f6 negres cavall · g6 negres peó · e5 negres peó · c4 blanques peó · e4 blanques peó · c3 blanques cavall · e3 blanques alfil · f3 blanques cavall · h3 blanques peó · a2 blanques peó · b2 blanques peó · f2 blanques peó · g2 blanques peó · c1 blanques rei · f1 blanques alfil · h1 blanques torre | a8 negres torre · c8 negres alfil · e8 negres torre · g8 negres rei · a7 negres peó · b7 negres peó · d7 negres cavall · f7 negres peó · g7 negres alfil · h7 negres peó · c6 negres peó · d6 blanques torre · f6 negres cavall · g6 negres peó · e5 negres peó · c4 blanques peó · e4 blanques peó · c3 blanques cavall · e3 blanques alfil · f3 blanques cavall · h3 blanques peó · a2 blanques peó · b2 blanques peó · f2 blanques peó · g2 blanques peó · c1 blanques rei · f1 blanques alfil · h1 blanques torre | a8 negres torre · c8 negres alfil · e8 negres torre · g8 negres rei · a7 negres peó · b7 negres peó · d7 negres cavall · f7 negres peó · g7 negres alfil · h7 negres peó · c6 negres peó · d6 blanques torre · f6 negres cavall · g6 negres peó · e5 negres peó · c4 blanques peó · e4 blanques peó · c3 blanques cavall · e3 blanques alfil · f3 blanques cavall · h3 blanques peó · a2 blanques peó · b2 blanques peó · f2 blanques peó · g2 blanques peó · c1 blanques rei · f1 blanques alfil · h1 blanques torre | 8 |
| 7 | a8 negres torre · c8 negres alfil · e8 negres torre · g8 negres rei · a7 negres peó · b7 negres peó · d7 negres cavall · f7 negres peó · g7 negres alfil · h7 negres peó · c6 negres peó · d6 blanques torre · f6 negres cavall · g6 negres peó · e5 negres peó · c4 blanques peó · e4 blanques peó · c3 blanques cavall · e3 blanques alfil · f3 blanques cavall · h3 blanques peó · a2 blanques peó · b2 blanques peó · f2 blanques peó · g2 blanques peó · c1 blanques rei · f1 blanques alfil · h1 blanques torre | a8 negres torre · c8 negres alfil · e8 negres torre · g8 negres rei · a7 negres peó · b7 negres peó · d7 negres cavall · f7 negres peó · g7 negres alfil · h7 negres peó · c6 negres peó · d6 blanques torre · f6 negres cavall · g6 negres peó · e5 negres peó · c4 blanques peó · e4 blanques peó · c3 blanques cavall · e3 blanques alfil · f3 blanques cavall · h3 blanques peó · a2 blanques peó · b2 blanques peó · f2 blanques peó · g2 blanques peó · c1 blanques rei · f1 blanques alfil · h1 blanques torre | a8 negres torre · c8 negres alfil · e8 negres torre · g8 negres rei · a7 negres peó · b7 negres peó · d7 negres cavall · f7 negres peó · g7 negres alfil · h7 negres peó · c6 negres peó · d6 blanques torre · f6 negres cavall · g6 negres peó · e5 negres peó · c4 blanques peó · e4 blanques peó · c3 blanques cavall · e3 blanques alfil · f3 blanques cavall · h3 blanques peó · a2 blanques peó · b2 blanques peó · f2 blanques peó · g2 blanques peó · c1 blanques rei · f1 blanques alfil · h1 blanques torre | a8 negres torre · c8 negres alfil · e8 negres torre · g8 negres rei · a7 negres peó · b7 negres peó · d7 negres cavall · f7 negres peó · g7 negres alfil · h7 negres peó · c6 negres peó · d6 blanques torre · f6 negres cavall · g6 negres peó · e5 negres peó · c4 blanques peó · e4 blanques peó · c3 blanques cavall · e3 blanques alfil · f3 blanques cavall · h3 blanques peó · a2 blanques peó · b2 blanques peó · f2 blanques peó · g2 blanques peó · c1 blanques rei · f1 blanques alfil · h1 blanques torre | a8 negres torre · c8 negres alfil · e8 negres torre · g8 negres rei · a7 negres peó · b7 negres peó · d7 negres cavall · f7 negres peó · g7 negres alfil · h7 negres peó · c6 negres peó · d6 blanques torre · f6 negres cavall · g6 negres peó · e5 negres peó · c4 blanques peó · e4 blanques peó · c3 blanques cavall · e3 blanques alfil · f3 blanques cavall · h3 blanques peó · a2 blanques peó · b2 blanques peó · f2 blanques peó · g2 blanques peó · c1 blanques rei · f1 blanques alfil · h1 blanques torre | a8 negres torre · c8 negres alfil · e8 negres torre · g8 negres rei · a7 negres peó · b7 negres peó · d7 negres cavall · f7 negres peó · g7 negres alfil · h7 negres peó · c6 negres peó · d6 blanques torre · f6 negres cavall · g6 negres peó · e5 negres peó · c4 blanques peó · e4 blanques peó · c3 blanques cavall · e3 blanques alfil · f3 blanques cavall · h3 blanques peó · a2 blanques peó · b2 blanques peó · f2 blanques peó · g2 blanques peó · c1 blanques rei · f1 blanques alfil · h1 blanques torre | a8 negres torre · c8 negres alfil · e8 negres torre · g8 negres rei · a7 negres peó · b7 negres peó · d7 negres cavall · f7 negres peó · g7 negres alfil · h7 negres peó · c6 negres peó · d6 blanques torre · f6 negres cavall · g6 negres peó · e5 negres peó · c4 blanques peó · e4 blanques peó · c3 blanques cavall · e3 blanques alfil · f3 blanques cavall · h3 blanques peó · a2 blanques peó · b2 blanques peó · f2 blanques peó · g2 blanques peó · c1 blanques rei · f1 blanques alfil · h1 blanques torre | a8 negres torre · c8 negres alfil · e8 negres torre · g8 negres rei · a7 negres peó · b7 negres peó · d7 negres cavall · f7 negres peó · g7 negres alfil · h7 negres peó · c6 negres peó · d6 blanques torre · f6 negres cavall · g6 negres peó · e5 negres peó · c4 blanques peó · e4 blanques peó · c3 blanques cavall · e3 blanques alfil · f3 blanques cavall · h3 blanques peó · a2 blanques peó · b2 blanques peó · f2 blanques peó · g2 blanques peó · c1 blanques rei · f1 blanques alfil · h1 blanques torre | 7 |
| 6 | a8 negres torre · c8 negres alfil · e8 negres torre · g8 negres rei · a7 negres peó · b7 negres peó · d7 negres cavall · f7 negres peó · g7 negres alfil · h7 negres peó · c6 negres peó · d6 blanques torre · f6 negres cavall · g6 negres peó · e5 negres peó · c4 blanques peó · e4 blanques peó · c3 blanques cavall · e3 blanques alfil · f3 blanques cavall · h3 blanques peó · a2 blanques peó · b2 blanques peó · f2 blanques peó · g2 blanques peó · c1 blanques rei · f1 blanques alfil · h1 blanques torre | a8 negres torre · c8 negres alfil · e8 negres torre · g8 negres rei · a7 negres peó · b7 negres peó · d7 negres cavall · f7 negres peó · g7 negres alfil · h7 negres peó · c6 negres peó · d6 blanques torre · f6 negres cavall · g6 negres peó · e5 negres peó · c4 blanques peó · e4 blanques peó · c3 blanques cavall · e3 blanques alfil · f3 blanques cavall · h3 blanques peó · a2 blanques peó · b2 blanques peó · f2 blanques peó · g2 blanques peó · c1 blanques rei · f1 blanques alfil · h1 blanques torre | a8 negres torre · c8 negres alfil · e8 negres torre · g8 negres rei · a7 negres peó · b7 negres peó · d7 negres cavall · f7 negres peó · g7 negres alfil · h7 negres peó · c6 negres peó · d6 blanques torre · f6 negres cavall · g6 negres peó · e5 negres peó · c4 blanques peó · e4 blanques peó · c3 blanques cavall · e3 blanques alfil · f3 blanques cavall · h3 blanques peó · a2 blanques peó · b2 blanques peó · f2 blanques peó · g2 blanques peó · c1 blanques rei · f1 blanques alfil · h1 blanques torre | a8 negres torre · c8 negres alfil · e8 negres torre · g8 negres rei · a7 negres peó · b7 negres peó · d7 negres cavall · f7 negres peó · g7 negres alfil · h7 negres peó · c6 negres peó · d6 blanques torre · f6 negres cavall · g6 negres peó · e5 negres peó · c4 blanques peó · e4 blanques peó · c3 blanques cavall · e3 blanques alfil · f3 blanques cavall · h3 blanques peó · a2 blanques peó · b2 blanques peó · f2 blanques peó · g2 blanques peó · c1 blanques rei · f1 blanques alfil · h1 blanques torre | a8 negres torre · c8 negres alfil · e8 negres torre · g8 negres rei · a7 negres peó · b7 negres peó · d7 negres cavall · f7 negres peó · g7 negres alfil · h7 negres peó · c6 negres peó · d6 blanques torre · f6 negres cavall · g6 negres peó · e5 negres peó · c4 blanques peó · e4 blanques peó · c3 blanques cavall · e3 blanques alfil · f3 blanques cavall · h3 blanques peó · a2 blanques peó · b2 blanques peó · f2 blanques peó · g2 blanques peó · c1 blanques rei · f1 blanques alfil · h1 blanques torre | a8 negres torre · c8 negres alfil · e8 negres torre · g8 negres rei · a7 negres peó · b7 negres peó · d7 negres cavall · f7 negres peó · g7 negres alfil · h7 negres peó · c6 negres peó · d6 blanques torre · f6 negres cavall · g6 negres peó · e5 negres peó · c4 blanques peó · e4 blanques peó · c3 blanques cavall · e3 blanques alfil · f3 blanques cavall · h3 blanques peó · a2 blanques peó · b2 blanques peó · f2 blanques peó · g2 blanques peó · c1 blanques rei · f1 blanques alfil · h1 blanques torre | a8 negres torre · c8 negres alfil · e8 negres torre · g8 negres rei · a7 negres peó · b7 negres peó · d7 negres cavall · f7 negres peó · g7 negres alfil · h7 negres peó · c6 negres peó · d6 blanques torre · f6 negres cavall · g6 negres peó · e5 negres peó · c4 blanques peó · e4 blanques peó · c3 blanques cavall · e3 blanques alfil · f3 blanques cavall · h3 blanques peó · a2 blanques peó · b2 blanques peó · f2 blanques peó · g2 blanques peó · c1 blanques rei · f1 blanques alfil · h1 blanques torre | a8 negres torre · c8 negres alfil · e8 negres torre · g8 negres rei · a7 negres peó · b7 negres peó · d7 negres cavall · f7 negres peó · g7 negres alfil · h7 negres peó · c6 negres peó · d6 blanques torre · f6 negres cavall · g6 negres peó · e5 negres peó · c4 blanques peó · e4 blanques peó · c3 blanques cavall · e3 blanques alfil · f3 blanques cavall · h3 blanques peó · a2 blanques peó · b2 blanques peó · f2 blanques peó · g2 blanques peó · c1 blanques rei · f1 blanques alfil · h1 blanques torre | 6 |
| 5 | a8 negres torre · c8 negres alfil · e8 negres torre · g8 negres rei · a7 negres peó · b7 negres peó · d7 negres cavall · f7 negres peó · g7 negres alfil · h7 negres peó · c6 negres peó · d6 blanques torre · f6 negres cavall · g6 negres peó · e5 negres peó · c4 blanques peó · e4 blanques peó · c3 blanques cavall · e3 blanques alfil · f3 blanques cavall · h3 blanques peó · a2 blanques peó · b2 blanques peó · f2 blanques peó · g2 blanques peó · c1 blanques rei · f1 blanques alfil · h1 blanques torre | a8 negres torre · c8 negres alfil · e8 negres torre · g8 negres rei · a7 negres peó · b7 negres peó · d7 negres cavall · f7 negres peó · g7 negres alfil · h7 negres peó · c6 negres peó · d6 blanques torre · f6 negres cavall · g6 negres peó · e5 negres peó · c4 blanques peó · e4 blanques peó · c3 blanques cavall · e3 blanques alfil · f3 blanques cavall · h3 blanques peó · a2 blanques peó · b2 blanques peó · f2 blanques peó · g2 blanques peó · c1 blanques rei · f1 blanques alfil · h1 blanques torre | a8 negres torre · c8 negres alfil · e8 negres torre · g8 negres rei · a7 negres peó · b7 negres peó · d7 negres cavall · f7 negres peó · g7 negres alfil · h7 negres peó · c6 negres peó · d6 blanques torre · f6 negres cavall · g6 negres peó · e5 negres peó · c4 blanques peó · e4 blanques peó · c3 blanques cavall · e3 blanques alfil · f3 blanques cavall · h3 blanques peó · a2 blanques peó · b2 blanques peó · f2 blanques peó · g2 blanques peó · c1 blanques rei · f1 blanques alfil · h1 blanques torre | a8 negres torre · c8 negres alfil · e8 negres torre · g8 negres rei · a7 negres peó · b7 negres peó · d7 negres cavall · f7 negres peó · g7 negres alfil · h7 negres peó · c6 negres peó · d6 blanques torre · f6 negres cavall · g6 negres peó · e5 negres peó · c4 blanques peó · e4 blanques peó · c3 blanques cavall · e3 blanques alfil · f3 blanques cavall · h3 blanques peó · a2 blanques peó · b2 blanques peó · f2 blanques peó · g2 blanques peó · c1 blanques rei · f1 blanques alfil · h1 blanques torre | a8 negres torre · c8 negres alfil · e8 negres torre · g8 negres rei · a7 negres peó · b7 negres peó · d7 negres cavall · f7 negres peó · g7 negres alfil · h7 negres peó · c6 negres peó · d6 blanques torre · f6 negres cavall · g6 negres peó · e5 negres peó · c4 blanques peó · e4 blanques peó · c3 blanques cavall · e3 blanques alfil · f3 blanques cavall · h3 blanques peó · a2 blanques peó · b2 blanques peó · f2 blanques peó · g2 blanques peó · c1 blanques rei · f1 blanques alfil · h1 blanques torre | a8 negres torre · c8 negres alfil · e8 negres torre · g8 negres rei · a7 negres peó · b7 negres peó · d7 negres cavall · f7 negres peó · g7 negres alfil · h7 negres peó · c6 negres peó · d6 blanques torre · f6 negres cavall · g6 negres peó · e5 negres peó · c4 blanques peó · e4 blanques peó · c3 blanques cavall · e3 blanques alfil · f3 blanques cavall · h3 blanques peó · a2 blanques peó · b2 blanques peó · f2 blanques peó · g2 blanques peó · c1 blanques rei · f1 blanques alfil · h1 blanques torre | a8 negres torre · c8 negres alfil · e8 negres torre · g8 negres rei · a7 negres peó · b7 negres peó · d7 negres cavall · f7 negres peó · g7 negres alfil · h7 negres peó · c6 negres peó · d6 blanques torre · f6 negres cavall · g6 negres peó · e5 negres peó · c4 blanques peó · e4 blanques peó · c3 blanques cavall · e3 blanques alfil · f3 blanques cavall · h3 blanques peó · a2 blanques peó · b2 blanques peó · f2 blanques peó · g2 blanques peó · c1 blanques rei · f1 blanques alfil · h1 blanques torre | a8 negres torre · c8 negres alfil · e8 negres torre · g8 negres rei · a7 negres peó · b7 negres peó · d7 negres cavall · f7 negres peó · g7 negres alfil · h7 negres peó · c6 negres peó · d6 blanques torre · f6 negres cavall · g6 negres peó · e5 negres peó · c4 blanques peó · e4 blanques peó · c3 blanques cavall · e3 blanques alfil · f3 blanques cavall · h3 blanques peó · a2 blanques peó · b2 blanques peó · f2 blanques peó · g2 blanques peó · c1 blanques rei · f1 blanques alfil · h1 blanques torre | 5 |
| 4 | a8 negres torre · c8 negres alfil · e8 negres torre · g8 negres rei · a7 negres peó · b7 negres peó · d7 negres cavall · f7 negres peó · g7 negres alfil · h7 negres peó · c6 negres peó · d6 blanques torre · f6 negres cavall · g6 negres peó · e5 negres peó · c4 blanques peó · e4 blanques peó · c3 blanques cavall · e3 blanques alfil · f3 blanques cavall · h3 blanques peó · a2 blanques peó · b2 blanques peó · f2 blanques peó · g2 blanques peó · c1 blanques rei · f1 blanques alfil · h1 blanques torre | a8 negres torre · c8 negres alfil · e8 negres torre · g8 negres rei · a7 negres peó · b7 negres peó · d7 negres cavall · f7 negres peó · g7 negres alfil · h7 negres peó · c6 negres peó · d6 blanques torre · f6 negres cavall · g6 negres peó · e5 negres peó · c4 blanques peó · e4 blanques peó · c3 blanques cavall · e3 blanques alfil · f3 blanques cavall · h3 blanques peó · a2 blanques peó · b2 blanques peó · f2 blanques peó · g2 blanques peó · c1 blanques rei · f1 blanques alfil · h1 blanques torre | a8 negres torre · c8 negres alfil · e8 negres torre · g8 negres rei · a7 negres peó · b7 negres peó · d7 negres cavall · f7 negres peó · g7 negres alfil · h7 negres peó · c6 negres peó · d6 blanques torre · f6 negres cavall · g6 negres peó · e5 negres peó · c4 blanques peó · e4 blanques peó · c3 blanques cavall · e3 blanques alfil · f3 blanques cavall · h3 blanques peó · a2 blanques peó · b2 blanques peó · f2 blanques peó · g2 blanques peó · c1 blanques rei · f1 blanques alfil · h1 blanques torre | a8 negres torre · c8 negres alfil · e8 negres torre · g8 negres rei · a7 negres peó · b7 negres peó · d7 negres cavall · f7 negres peó · g7 negres alfil · h7 negres peó · c6 negres peó · d6 blanques torre · f6 negres cavall · g6 negres peó · e5 negres peó · c4 blanques peó · e4 blanques peó · c3 blanques cavall · e3 blanques alfil · f3 blanques cavall · h3 blanques peó · a2 blanques peó · b2 blanques peó · f2 blanques peó · g2 blanques peó · c1 blanques rei · f1 blanques alfil · h1 blanques torre | a8 negres torre · c8 negres alfil · e8 negres torre · g8 negres rei · a7 negres peó · b7 negres peó · d7 negres cavall · f7 negres peó · g7 negres alfil · h7 negres peó · c6 negres peó · d6 blanques torre · f6 negres cavall · g6 negres peó · e5 negres peó · c4 blanques peó · e4 blanques peó · c3 blanques cavall · e3 blanques alfil · f3 blanques cavall · h3 blanques peó · a2 blanques peó · b2 blanques peó · f2 blanques peó · g2 blanques peó · c1 blanques rei · f1 blanques alfil · h1 blanques torre | a8 negres torre · c8 negres alfil · e8 negres torre · g8 negres rei · a7 negres peó · b7 negres peó · d7 negres cavall · f7 negres peó · g7 negres alfil · h7 negres peó · c6 negres peó · d6 blanques torre · f6 negres cavall · g6 negres peó · e5 negres peó · c4 blanques peó · e4 blanques peó · c3 blanques cavall · e3 blanques alfil · f3 blanques cavall · h3 blanques peó · a2 blanques peó · b2 blanques peó · f2 blanques peó · g2 blanques peó · c1 blanques rei · f1 blanques alfil · h1 blanques torre | a8 negres torre · c8 negres alfil · e8 negres torre · g8 negres rei · a7 negres peó · b7 negres peó · d7 negres cavall · f7 negres peó · g7 negres alfil · h7 negres peó · c6 negres peó · d6 blanques torre · f6 negres cavall · g6 negres peó · e5 negres peó · c4 blanques peó · e4 blanques peó · c3 blanques cavall · e3 blanques alfil · f3 blanques cavall · h3 blanques peó · a2 blanques peó · b2 blanques peó · f2 blanques peó · g2 blanques peó · c1 blanques rei · f1 blanques alfil · h1 blanques torre | a8 negres torre · c8 negres alfil · e8 negres torre · g8 negres rei · a7 negres peó · b7 negres peó · d7 negres cavall · f7 negres peó · g7 negres alfil · h7 negres peó · c6 negres peó · d6 blanques torre · f6 negres cavall · g6 negres peó · e5 negres peó · c4 blanques peó · e4 blanques peó · c3 blanques cavall · e3 blanques alfil · f3 blanques cavall · h3 blanques peó · a2 blanques peó · b2 blanques peó · f2 blanques peó · g2 blanques peó · c1 blanques rei · f1 blanques alfil · h1 blanques torre | 4 |
| 3 | a8 negres torre · c8 negres alfil · e8 negres torre · g8 negres rei · a7 negres peó · b7 negres peó · d7 negres cavall · f7 negres peó · g7 negres alfil · h7 negres peó · c6 negres peó · d6 blanques torre · f6 negres cavall · g6 negres peó · e5 negres peó · c4 blanques peó · e4 blanques peó · c3 blanques cavall · e3 blanques alfil · f3 blanques cavall · h3 blanques peó · a2 blanques peó · b2 blanques peó · f2 blanques peó · g2 blanques peó · c1 blanques rei · f1 blanques alfil · h1 blanques torre | a8 negres torre · c8 negres alfil · e8 negres torre · g8 negres rei · a7 negres peó · b7 negres peó · d7 negres cavall · f7 negres peó · g7 negres alfil · h7 negres peó · c6 negres peó · d6 blanques torre · f6 negres cavall · g6 negres peó · e5 negres peó · c4 blanques peó · e4 blanques peó · c3 blanques cavall · e3 blanques alfil · f3 blanques cavall · h3 blanques peó · a2 blanques peó · b2 blanques peó · f2 blanques peó · g2 blanques peó · c1 blanques rei · f1 blanques alfil · h1 blanques torre | a8 negres torre · c8 negres alfil · e8 negres torre · g8 negres rei · a7 negres peó · b7 negres peó · d7 negres cavall · f7 negres peó · g7 negres alfil · h7 negres peó · c6 negres peó · d6 blanques torre · f6 negres cavall · g6 negres peó · e5 negres peó · c4 blanques peó · e4 blanques peó · c3 blanques cavall · e3 blanques alfil · f3 blanques cavall · h3 blanques peó · a2 blanques peó · b2 blanques peó · f2 blanques peó · g2 blanques peó · c1 blanques rei · f1 blanques alfil · h1 blanques torre | a8 negres torre · c8 negres alfil · e8 negres torre · g8 negres rei · a7 negres peó · b7 negres peó · d7 negres cavall · f7 negres peó · g7 negres alfil · h7 negres peó · c6 negres peó · d6 blanques torre · f6 negres cavall · g6 negres peó · e5 negres peó · c4 blanques peó · e4 blanques peó · c3 blanques cavall · e3 blanques alfil · f3 blanques cavall · h3 blanques peó · a2 blanques peó · b2 blanques peó · f2 blanques peó · g2 blanques peó · c1 blanques rei · f1 blanques alfil · h1 blanques torre | a8 negres torre · c8 negres alfil · e8 negres torre · g8 negres rei · a7 negres peó · b7 negres peó · d7 negres cavall · f7 negres peó · g7 negres alfil · h7 negres peó · c6 negres peó · d6 blanques torre · f6 negres cavall · g6 negres peó · e5 negres peó · c4 blanques peó · e4 blanques peó · c3 blanques cavall · e3 blanques alfil · f3 blanques cavall · h3 blanques peó · a2 blanques peó · b2 blanques peó · f2 blanques peó · g2 blanques peó · c1 blanques rei · f1 blanques alfil · h1 blanques torre | a8 negres torre · c8 negres alfil · e8 negres torre · g8 negres rei · a7 negres peó · b7 negres peó · d7 negres cavall · f7 negres peó · g7 negres alfil · h7 negres peó · c6 negres peó · d6 blanques torre · f6 negres cavall · g6 negres peó · e5 negres peó · c4 blanques peó · e4 blanques peó · c3 blanques cavall · e3 blanques alfil · f3 blanques cavall · h3 blanques peó · a2 blanques peó · b2 blanques peó · f2 blanques peó · g2 blanques peó · c1 blanques rei · f1 blanques alfil · h1 blanques torre | a8 negres torre · c8 negres alfil · e8 negres torre · g8 negres rei · a7 negres peó · b7 negres peó · d7 negres cavall · f7 negres peó · g7 negres alfil · h7 negres peó · c6 negres peó · d6 blanques torre · f6 negres cavall · g6 negres peó · e5 negres peó · c4 blanques peó · e4 blanques peó · c3 blanques cavall · e3 blanques alfil · f3 blanques cavall · h3 blanques peó · a2 blanques peó · b2 blanques peó · f2 blanques peó · g2 blanques peó · c1 blanques rei · f1 blanques alfil · h1 blanques torre | a8 negres torre · c8 negres alfil · e8 negres torre · g8 negres rei · a7 negres peó · b7 negres peó · d7 negres cavall · f7 negres peó · g7 negres alfil · h7 negres peó · c6 negres peó · d6 blanques torre · f6 negres cavall · g6 negres peó · e5 negres peó · c4 blanques peó · e4 blanques peó · c3 blanques cavall · e3 blanques alfil · f3 blanques cavall · h3 blanques peó · a2 blanques peó · b2 blanques peó · f2 blanques peó · g2 blanques peó · c1 blanques rei · f1 blanques alfil · h1 blanques torre | 3 |
| 2 | a8 negres torre · c8 negres alfil · e8 negres torre · g8 negres rei · a7 negres peó · b7 negres peó · d7 negres cavall · f7 negres peó · g7 negres alfil · h7 negres peó · c6 negres peó · d6 blanques torre · f6 negres cavall · g6 negres peó · e5 negres peó · c4 blanques peó · e4 blanques peó · c3 blanques cavall · e3 blanques alfil · f3 blanques cavall · h3 blanques peó · a2 blanques peó · b2 blanques peó · f2 blanques peó · g2 blanques peó · c1 blanques rei · f1 blanques alfil · h1 blanques torre | a8 negres torre · c8 negres alfil · e8 negres torre · g8 negres rei · a7 negres peó · b7 negres peó · d7 negres cavall · f7 negres peó · g7 negres alfil · h7 negres peó · c6 negres peó · d6 blanques torre · f6 negres cavall · g6 negres peó · e5 negres peó · c4 blanques peó · e4 blanques peó · c3 blanques cavall · e3 blanques alfil · f3 blanques cavall · h3 blanques peó · a2 blanques peó · b2 blanques peó · f2 blanques peó · g2 blanques peó · c1 blanques rei · f1 blanques alfil · h1 blanques torre | a8 negres torre · c8 negres alfil · e8 negres torre · g8 negres rei · a7 negres peó · b7 negres peó · d7 negres cavall · f7 negres peó · g7 negres alfil · h7 negres peó · c6 negres peó · d6 blanques torre · f6 negres cavall · g6 negres peó · e5 negres peó · c4 blanques peó · e4 blanques peó · c3 blanques cavall · e3 blanques alfil · f3 blanques cavall · h3 blanques peó · a2 blanques peó · b2 blanques peó · f2 blanques peó · g2 blanques peó · c1 blanques rei · f1 blanques alfil · h1 blanques torre | a8 negres torre · c8 negres alfil · e8 negres torre · g8 negres rei · a7 negres peó · b7 negres peó · d7 negres cavall · f7 negres peó · g7 negres alfil · h7 negres peó · c6 negres peó · d6 blanques torre · f6 negres cavall · g6 negres peó · e5 negres peó · c4 blanques peó · e4 blanques peó · c3 blanques cavall · e3 blanques alfil · f3 blanques cavall · h3 blanques peó · a2 blanques peó · b2 blanques peó · f2 blanques peó · g2 blanques peó · c1 blanques rei · f1 blanques alfil · h1 blanques torre | a8 negres torre · c8 negres alfil · e8 negres torre · g8 negres rei · a7 negres peó · b7 negres peó · d7 negres cavall · f7 negres peó · g7 negres alfil · h7 negres peó · c6 negres peó · d6 blanques torre · f6 negres cavall · g6 negres peó · e5 negres peó · c4 blanques peó · e4 blanques peó · c3 blanques cavall · e3 blanques alfil · f3 blanques cavall · h3 blanques peó · a2 blanques peó · b2 blanques peó · f2 blanques peó · g2 blanques peó · c1 blanques rei · f1 blanques alfil · h1 blanques torre | a8 negres torre · c8 negres alfil · e8 negres torre · g8 negres rei · a7 negres peó · b7 negres peó · d7 negres cavall · f7 negres peó · g7 negres alfil · h7 negres peó · c6 negres peó · d6 blanques torre · f6 negres cavall · g6 negres peó · e5 negres peó · c4 blanques peó · e4 blanques peó · c3 blanques cavall · e3 blanques alfil · f3 blanques cavall · h3 blanques peó · a2 blanques peó · b2 blanques peó · f2 blanques peó · g2 blanques peó · c1 blanques rei · f1 blanques alfil · h1 blanques torre | a8 negres torre · c8 negres alfil · e8 negres torre · g8 negres rei · a7 negres peó · b7 negres peó · d7 negres cavall · f7 negres peó · g7 negres alfil · h7 negres peó · c6 negres peó · d6 blanques torre · f6 negres cavall · g6 negres peó · e5 negres peó · c4 blanques peó · e4 blanques peó · c3 blanques cavall · e3 blanques alfil · f3 blanques cavall · h3 blanques peó · a2 blanques peó · b2 blanques peó · f2 blanques peó · g2 blanques peó · c1 blanques rei · f1 blanques alfil · h1 blanques torre | a8 negres torre · c8 negres alfil · e8 negres torre · g8 negres rei · a7 negres peó · b7 negres peó · d7 negres cavall · f7 negres peó · g7 negres alfil · h7 negres peó · c6 negres peó · d6 blanques torre · f6 negres cavall · g6 negres peó · e5 negres peó · c4 blanques peó · e4 blanques peó · c3 blanques cavall · e3 blanques alfil · f3 blanques cavall · h3 blanques peó · a2 blanques peó · b2 blanques peó · f2 blanques peó · g2 blanques peó · c1 blanques rei · f1 blanques alfil · h1 blanques torre | 2 |
| 1 | a8 negres torre · c8 negres alfil · e8 negres torre · g8 negres rei · a7 negres peó · b7 negres peó · d7 negres cavall · f7 negres peó · g7 negres alfil · h7 negres peó · c6 negres peó · d6 blanques torre · f6 negres cavall · g6 negres peó · e5 negres peó · c4 blanques peó · e4 blanques peó · c3 blanques cavall · e3 blanques alfil · f3 blanques cavall · h3 blanques peó · a2 blanques peó · b2 blanques peó · f2 blanques peó · g2 blanques peó · c1 blanques rei · f1 blanques alfil · h1 blanques torre | a8 negres torre · c8 negres alfil · e8 negres torre · g8 negres rei · a7 negres peó · b7 negres peó · d7 negres cavall · f7 negres peó · g7 negres alfil · h7 negres peó · c6 negres peó · d6 blanques torre · f6 negres cavall · g6 negres peó · e5 negres peó · c4 blanques peó · e4 blanques peó · c3 blanques cavall · e3 blanques alfil · f3 blanques cavall · h3 blanques peó · a2 blanques peó · b2 blanques peó · f2 blanques peó · g2 blanques peó · c1 blanques rei · f1 blanques alfil · h1 blanques torre | a8 negres torre · c8 negres alfil · e8 negres torre · g8 negres rei · a7 negres peó · b7 negres peó · d7 negres cavall · f7 negres peó · g7 negres alfil · h7 negres peó · c6 negres peó · d6 blanques torre · f6 negres cavall · g6 negres peó · e5 negres peó · c4 blanques peó · e4 blanques peó · c3 blanques cavall · e3 blanques alfil · f3 blanques cavall · h3 blanques peó · a2 blanques peó · b2 blanques peó · f2 blanques peó · g2 blanques peó · c1 blanques rei · f1 blanques alfil · h1 blanques torre | a8 negres torre · c8 negres alfil · e8 negres torre · g8 negres rei · a7 negres peó · b7 negres peó · d7 negres cavall · f7 negres peó · g7 negres alfil · h7 negres peó · c6 negres peó · d6 blanques torre · f6 negres cavall · g6 negres peó · e5 negres peó · c4 blanques peó · e4 blanques peó · c3 blanques cavall · e3 blanques alfil · f3 blanques cavall · h3 blanques peó · a2 blanques peó · b2 blanques peó · f2 blanques peó · g2 blanques peó · c1 blanques rei · f1 blanques alfil · h1 blanques torre | a8 negres torre · c8 negres alfil · e8 negres torre · g8 negres rei · a7 negres peó · b7 negres peó · d7 negres cavall · f7 negres peó · g7 negres alfil · h7 negres peó · c6 negres peó · d6 blanques torre · f6 negres cavall · g6 negres peó · e5 negres peó · c4 blanques peó · e4 blanques peó · c3 blanques cavall · e3 blanques alfil · f3 blanques cavall · h3 blanques peó · a2 blanques peó · b2 blanques peó · f2 blanques peó · g2 blanques peó · c1 blanques rei · f1 blanques alfil · h1 blanques torre | a8 negres torre · c8 negres alfil · e8 negres torre · g8 negres rei · a7 negres peó · b7 negres peó · d7 negres cavall · f7 negres peó · g7 negres alfil · h7 negres peó · c6 negres peó · d6 blanques torre · f6 negres cavall · g6 negres peó · e5 negres peó · c4 blanques peó · e4 blanques peó · c3 blanques cavall · e3 blanques alfil · f3 blanques cavall · h3 blanques peó · a2 blanques peó · b2 blanques peó · f2 blanques peó · g2 blanques peó · c1 blanques rei · f1 blanques alfil · h1 blanques torre | a8 negres torre · c8 negres alfil · e8 negres torre · g8 negres rei · a7 negres peó · b7 negres peó · d7 negres cavall · f7 negres peó · g7 negres alfil · h7 negres peó · c6 negres peó · d6 blanques torre · f6 negres cavall · g6 negres peó · e5 negres peó · c4 blanques peó · e4 blanques peó · c3 blanques cavall · e3 blanques alfil · f3 blanques cavall · h3 blanques peó · a2 blanques peó · b2 blanques peó · f2 blanques peó · g2 blanques peó · c1 blanques rei · f1 blanques alfil · h1 blanques torre | a8 negres torre · c8 negres alfil · e8 negres torre · g8 negres rei · a7 negres peó · b7 negres peó · d7 negres cavall · f7 negres peó · g7 negres alfil · h7 negres peó · c6 negres peó · d6 blanques torre · f6 negres cavall · g6 negres peó · e5 negres peó · c4 blanques peó · e4 blanques peó · c3 blanques cavall · e3 blanques alfil · f3 blanques cavall · h3 blanques peó · a2 blanques peó · b2 blanques peó · f2 blanques peó · g2 blanques peó · c1 blanques rei · f1 blanques alfil · h1 blanques torre | 1 |
|   | a | b | c | d | e | f | g | h |   |

Hom considera que dona a les negres excel·lents oportunitats, perquè d6, tot i que és un hole, ho és almenys tant com d4 per les blanques. Si l'alfil de rei negre és fianquetat, és freqüent que torni enrere cap a f8 per controlar les caselles vitals c5 i d6, o per desplaçar l'alfil negre de les blanques, guardià del holes.
La formació Ràuzer és sovint mal entesa pels novells. En la posició de l'esquerra, sembla que les blanques tinguin avantatge de desenvolupament, mentre que la posicío negra sembla trumfada de holes. En realitat, són les negres qui estan clarament millor, perquè les blanques no tenen cap via pràctica per millorar la seva posició, mentre que les negres poden millorar-la amb efectivitat tot explotant la casella d4 (vegeu la partida completa).
|   | a | b | c | d | e | f | g | h |   |
| 8 | a7 negres peó · b7 negres peó · f7 negres peó · g7 negres peó · h7 negres peó · c6 negres peó · d6 negres peó · c4 blanques peó · e4 blanques peó · a2 blanques peó · b2 blanques peó · f2 blanques peó · g2 blanques peó · h2 blanques peó | a7 negres peó · b7 negres peó · f7 negres peó · g7 negres peó · h7 negres peó · c6 negres peó · d6 negres peó · c4 blanques peó · e4 blanques peó · a2 blanques peó · b2 blanques peó · f2 blanques peó · g2 blanques peó · h2 blanques peó | a7 negres peó · b7 negres peó · f7 negres peó · g7 negres peó · h7 negres peó · c6 negres peó · d6 negres peó · c4 blanques peó · e4 blanques peó · a2 blanques peó · b2 blanques peó · f2 blanques peó · g2 blanques peó · h2 blanques peó | a7 negres peó · b7 negres peó · f7 negres peó · g7 negres peó · h7 negres peó · c6 negres peó · d6 negres peó · c4 blanques peó · e4 blanques peó · a2 blanques peó · b2 blanques peó · f2 blanques peó · g2 blanques peó · h2 blanques peó | a7 negres peó · b7 negres peó · f7 negres peó · g7 negres peó · h7 negres peó · c6 negres peó · d6 negres peó · c4 blanques peó · e4 blanques peó · a2 blanques peó · b2 blanques peó · f2 blanques peó · g2 blanques peó · h2 blanques peó | a7 negres peó · b7 negres peó · f7 negres peó · g7 negres peó · h7 negres peó · c6 negres peó · d6 negres peó · c4 blanques peó · e4 blanques peó · a2 blanques peó · b2 blanques peó · f2 blanques peó · g2 blanques peó · h2 blanques peó | a7 negres peó · b7 negres peó · f7 negres peó · g7 negres peó · h7 negres peó · c6 negres peó · d6 negres peó · c4 blanques peó · e4 blanques peó · a2 blanques peó · b2 blanques peó · f2 blanques peó · g2 blanques peó · h2 blanques peó | a7 negres peó · b7 negres peó · f7 negres peó · g7 negres peó · h7 negres peó · c6 negres peó · d6 negres peó · c4 blanques peó · e4 blanques peó · a2 blanques peó · b2 blanques peó · f2 blanques peó · g2 blanques peó · h2 blanques peó | 8 |
| 7 | a7 negres peó · b7 negres peó · f7 negres peó · g7 negres peó · h7 negres peó · c6 negres peó · d6 negres peó · c4 blanques peó · e4 blanques peó · a2 blanques peó · b2 blanques peó · f2 blanques peó · g2 blanques peó · h2 blanques peó | a7 negres peó · b7 negres peó · f7 negres peó · g7 negres peó · h7 negres peó · c6 negres peó · d6 negres peó · c4 blanques peó · e4 blanques peó · a2 blanques peó · b2 blanques peó · f2 blanques peó · g2 blanques peó · h2 blanques peó | a7 negres peó · b7 negres peó · f7 negres peó · g7 negres peó · h7 negres peó · c6 negres peó · d6 negres peó · c4 blanques peó · e4 blanques peó · a2 blanques peó · b2 blanques peó · f2 blanques peó · g2 blanques peó · h2 blanques peó | a7 negres peó · b7 negres peó · f7 negres peó · g7 negres peó · h7 negres peó · c6 negres peó · d6 negres peó · c4 blanques peó · e4 blanques peó · a2 blanques peó · b2 blanques peó · f2 blanques peó · g2 blanques peó · h2 blanques peó | a7 negres peó · b7 negres peó · f7 negres peó · g7 negres peó · h7 negres peó · c6 negres peó · d6 negres peó · c4 blanques peó · e4 blanques peó · a2 blanques peó · b2 blanques peó · f2 blanques peó · g2 blanques peó · h2 blanques peó | a7 negres peó · b7 negres peó · f7 negres peó · g7 negres peó · h7 negres peó · c6 negres peó · d6 negres peó · c4 blanques peó · e4 blanques peó · a2 blanques peó · b2 blanques peó · f2 blanques peó · g2 blanques peó · h2 blanques peó | a7 negres peó · b7 negres peó · f7 negres peó · g7 negres peó · h7 negres peó · c6 negres peó · d6 negres peó · c4 blanques peó · e4 blanques peó · a2 blanques peó · b2 blanques peó · f2 blanques peó · g2 blanques peó · h2 blanques peó | a7 negres peó · b7 negres peó · f7 negres peó · g7 negres peó · h7 negres peó · c6 negres peó · d6 negres peó · c4 blanques peó · e4 blanques peó · a2 blanques peó · b2 blanques peó · f2 blanques peó · g2 blanques peó · h2 blanques peó | 7 |
| 6 | a7 negres peó · b7 negres peó · f7 negres peó · g7 negres peó · h7 negres peó · c6 negres peó · d6 negres peó · c4 blanques peó · e4 blanques peó · a2 blanques peó · b2 blanques peó · f2 blanques peó · g2 blanques peó · h2 blanques peó | a7 negres peó · b7 negres peó · f7 negres peó · g7 negres peó · h7 negres peó · c6 negres peó · d6 negres peó · c4 blanques peó · e4 blanques peó · a2 blanques peó · b2 blanques peó · f2 blanques peó · g2 blanques peó · h2 blanques peó | a7 negres peó · b7 negres peó · f7 negres peó · g7 negres peó · h7 negres peó · c6 negres peó · d6 negres peó · c4 blanques peó · e4 blanques peó · a2 blanques peó · b2 blanques peó · f2 blanques peó · g2 blanques peó · h2 blanques peó | a7 negres peó · b7 negres peó · f7 negres peó · g7 negres peó · h7 negres peó · c6 negres peó · d6 negres peó · c4 blanques peó · e4 blanques peó · a2 blanques peó · b2 blanques peó · f2 blanques peó · g2 blanques peó · h2 blanques peó | a7 negres peó · b7 negres peó · f7 negres peó · g7 negres peó · h7 negres peó · c6 negres peó · d6 negres peó · c4 blanques peó · e4 blanques peó · a2 blanques peó · b2 blanques peó · f2 blanques peó · g2 blanques peó · h2 blanques peó | a7 negres peó · b7 negres peó · f7 negres peó · g7 negres peó · h7 negres peó · c6 negres peó · d6 negres peó · c4 blanques peó · e4 blanques peó · a2 blanques peó · b2 blanques peó · f2 blanques peó · g2 blanques peó · h2 blanques peó | a7 negres peó · b7 negres peó · f7 negres peó · g7 negres peó · h7 negres peó · c6 negres peó · d6 negres peó · c4 blanques peó · e4 blanques peó · a2 blanques peó · b2 blanques peó · f2 blanques peó · g2 blanques peó · h2 blanques peó | a7 negres peó · b7 negres peó · f7 negres peó · g7 negres peó · h7 negres peó · c6 negres peó · d6 negres peó · c4 blanques peó · e4 blanques peó · a2 blanques peó · b2 blanques peó · f2 blanques peó · g2 blanques peó · h2 blanques peó | 6 |
| 5 | a7 negres peó · b7 negres peó · f7 negres peó · g7 negres peó · h7 negres peó · c6 negres peó · d6 negres peó · c4 blanques peó · e4 blanques peó · a2 blanques peó · b2 blanques peó · f2 blanques peó · g2 blanques peó · h2 blanques peó | a7 negres peó · b7 negres peó · f7 negres peó · g7 negres peó · h7 negres peó · c6 negres peó · d6 negres peó · c4 blanques peó · e4 blanques peó · a2 blanques peó · b2 blanques peó · f2 blanques peó · g2 blanques peó · h2 blanques peó | a7 negres peó · b7 negres peó · f7 negres peó · g7 negres peó · h7 negres peó · c6 negres peó · d6 negres peó · c4 blanques peó · e4 blanques peó · a2 blanques peó · b2 blanques peó · f2 blanques peó · g2 blanques peó · h2 blanques peó | a7 negres peó · b7 negres peó · f7 negres peó · g7 negres peó · h7 negres peó · c6 negres peó · d6 negres peó · c4 blanques peó · e4 blanques peó · a2 blanques peó · b2 blanques peó · f2 blanques peó · g2 blanques peó · h2 blanques peó | a7 negres peó · b7 negres peó · f7 negres peó · g7 negres peó · h7 negres peó · c6 negres peó · d6 negres peó · c4 blanques peó · e4 blanques peó · a2 blanques peó · b2 blanques peó · f2 blanques peó · g2 blanques peó · h2 blanques peó | a7 negres peó · b7 negres peó · f7 negres peó · g7 negres peó · h7 negres peó · c6 negres peó · d6 negres peó · c4 blanques peó · e4 blanques peó · a2 blanques peó · b2 blanques peó · f2 blanques peó · g2 blanques peó · h2 blanques peó | a7 negres peó · b7 negres peó · f7 negres peó · g7 negres peó · h7 negres peó · c6 negres peó · d6 negres peó · c4 blanques peó · e4 blanques peó · a2 blanques peó · b2 blanques peó · f2 blanques peó · g2 blanques peó · h2 blanques peó | a7 negres peó · b7 negres peó · f7 negres peó · g7 negres peó · h7 negres peó · c6 negres peó · d6 negres peó · c4 blanques peó · e4 blanques peó · a2 blanques peó · b2 blanques peó · f2 blanques peó · g2 blanques peó · h2 blanques peó | 5 |
| 4 | a7 negres peó · b7 negres peó · f7 negres peó · g7 negres peó · h7 negres peó · c6 negres peó · d6 negres peó · c4 blanques peó · e4 blanques peó · a2 blanques peó · b2 blanques peó · f2 blanques peó · g2 blanques peó · h2 blanques peó | a7 negres peó · b7 negres peó · f7 negres peó · g7 negres peó · h7 negres peó · c6 negres peó · d6 negres peó · c4 blanques peó · e4 blanques peó · a2 blanques peó · b2 blanques peó · f2 blanques peó · g2 blanques peó · h2 blanques peó | a7 negres peó · b7 negres peó · f7 negres peó · g7 negres peó · h7 negres peó · c6 negres peó · d6 negres peó · c4 blanques peó · e4 blanques peó · a2 blanques peó · b2 blanques peó · f2 blanques peó · g2 blanques peó · h2 blanques peó | a7 negres peó · b7 negres peó · f7 negres peó · g7 negres peó · h7 negres peó · c6 negres peó · d6 negres peó · c4 blanques peó · e4 blanques peó · a2 blanques peó · b2 blanques peó · f2 blanques peó · g2 blanques peó · h2 blanques peó | a7 negres peó · b7 negres peó · f7 negres peó · g7 negres peó · h7 negres peó · c6 negres peó · d6 negres peó · c4 blanques peó · e4 blanques peó · a2 blanques peó · b2 blanques peó · f2 blanques peó · g2 blanques peó · h2 blanques peó | a7 negres peó · b7 negres peó · f7 negres peó · g7 negres peó · h7 negres peó · c6 negres peó · d6 negres peó · c4 blanques peó · e4 blanques peó · a2 blanques peó · b2 blanques peó · f2 blanques peó · g2 blanques peó · h2 blanques peó | a7 negres peó · b7 negres peó · f7 negres peó · g7 negres peó · h7 negres peó · c6 negres peó · d6 negres peó · c4 blanques peó · e4 blanques peó · a2 blanques peó · b2 blanques peó · f2 blanques peó · g2 blanques peó · h2 blanques peó | a7 negres peó · b7 negres peó · f7 negres peó · g7 negres peó · h7 negres peó · c6 negres peó · d6 negres peó · c4 blanques peó · e4 blanques peó · a2 blanques peó · b2 blanques peó · f2 blanques peó · g2 blanques peó · h2 blanques peó | 4 |
| 3 | a7 negres peó · b7 negres peó · f7 negres peó · g7 negres peó · h7 negres peó · c6 negres peó · d6 negres peó · c4 blanques peó · e4 blanques peó · a2 blanques peó · b2 blanques peó · f2 blanques peó · g2 blanques peó · h2 blanques peó | a7 negres peó · b7 negres peó · f7 negres peó · g7 negres peó · h7 negres peó · c6 negres peó · d6 negres peó · c4 blanques peó · e4 blanques peó · a2 blanques peó · b2 blanques peó · f2 blanques peó · g2 blanques peó · h2 blanques peó | a7 negres peó · b7 negres peó · f7 negres peó · g7 negres peó · h7 negres peó · c6 negres peó · d6 negres peó · c4 blanques peó · e4 blanques peó · a2 blanques peó · b2 blanques peó · f2 blanques peó · g2 blanques peó · h2 blanques peó | a7 negres peó · b7 negres peó · f7 negres peó · g7 negres peó · h7 negres peó · c6 negres peó · d6 negres peó · c4 blanques peó · e4 blanques peó · a2 blanques peó · b2 blanques peó · f2 blanques peó · g2 blanques peó · h2 blanques peó | a7 negres peó · b7 negres peó · f7 negres peó · g7 negres peó · h7 negres peó · c6 negres peó · d6 negres peó · c4 blanques peó · e4 blanques peó · a2 blanques peó · b2 blanques peó · f2 blanques peó · g2 blanques peó · h2 blanques peó | a7 negres peó · b7 negres peó · f7 negres peó · g7 negres peó · h7 negres peó · c6 negres peó · d6 negres peó · c4 blanques peó · e4 blanques peó · a2 blanques peó · b2 blanques peó · f2 blanques peó · g2 blanques peó · h2 blanques peó | a7 negres peó · b7 negres peó · f7 negres peó · g7 negres peó · h7 negres peó · c6 negres peó · d6 negres peó · c4 blanques peó · e4 blanques peó · a2 blanques peó · b2 blanques peó · f2 blanques peó · g2 blanques peó · h2 blanques peó | a7 negres peó · b7 negres peó · f7 negres peó · g7 negres peó · h7 negres peó · c6 negres peó · d6 negres peó · c4 blanques peó · e4 blanques peó · a2 blanques peó · b2 blanques peó · f2 blanques peó · g2 blanques peó · h2 blanques peó | 3 |
| 2 | a7 negres peó · b7 negres peó · f7 negres peó · g7 negres peó · h7 negres peó · c6 negres peó · d6 negres peó · c4 blanques peó · e4 blanques peó · a2 blanques peó · b2 blanques peó · f2 blanques peó · g2 blanques peó · h2 blanques peó | a7 negres peó · b7 negres peó · f7 negres peó · g7 negres peó · h7 negres peó · c6 negres peó · d6 negres peó · c4 blanques peó · e4 blanques peó · a2 blanques peó · b2 blanques peó · f2 blanques peó · g2 blanques peó · h2 blanques peó | a7 negres peó · b7 negres peó · f7 negres peó · g7 negres peó · h7 negres peó · c6 negres peó · d6 negres peó · c4 blanques peó · e4 blanques peó · a2 blanques peó · b2 blanques peó · f2 blanques peó · g2 blanques peó · h2 blanques peó | a7 negres peó · b7 negres peó · f7 negres peó · g7 negres peó · h7 negres peó · c6 negres peó · d6 negres peó · c4 blanques peó · e4 blanques peó · a2 blanques peó · b2 blanques peó · f2 blanques peó · g2 blanques peó · h2 blanques peó | a7 negres peó · b7 negres peó · f7 negres peó · g7 negres peó · h7 negres peó · c6 negres peó · d6 negres peó · c4 blanques peó · e4 blanques peó · a2 blanques peó · b2 blanques peó · f2 blanques peó · g2 blanques peó · h2 blanques peó | a7 negres peó · b7 negres peó · f7 negres peó · g7 negres peó · h7 negres peó · c6 negres peó · d6 negres peó · c4 blanques peó · e4 blanques peó · a2 blanques peó · b2 blanques peó · f2 blanques peó · g2 blanques peó · h2 blanques peó | a7 negres peó · b7 negres peó · f7 negres peó · g7 negres peó · h7 negres peó · c6 negres peó · d6 negres peó · c4 blanques peó · e4 blanques peó · a2 blanques peó · b2 blanques peó · f2 blanques peó · g2 blanques peó · h2 blanques peó | a7 negres peó · b7 negres peó · f7 negres peó · g7 negres peó · h7 negres peó · c6 negres peó · d6 negres peó · c4 blanques peó · e4 blanques peó · a2 blanques peó · b2 blanques peó · f2 blanques peó · g2 blanques peó · h2 blanques peó | 2 |
| 1 | a7 negres peó · b7 negres peó · f7 negres peó · g7 negres peó · h7 negres peó · c6 negres peó · d6 negres peó · c4 blanques peó · e4 blanques peó · a2 blanques peó · b2 blanques peó · f2 blanques peó · g2 blanques peó · h2 blanques peó | a7 negres peó · b7 negres peó · f7 negres peó · g7 negres peó · h7 negres peó · c6 negres peó · d6 negres peó · c4 blanques peó · e4 blanques peó · a2 blanques peó · b2 blanques peó · f2 blanques peó · g2 blanques peó · h2 blanques peó | a7 negres peó · b7 negres peó · f7 negres peó · g7 negres peó · h7 negres peó · c6 negres peó · d6 negres peó · c4 blanques peó · e4 blanques peó · a2 blanques peó · b2 blanques peó · f2 blanques peó · g2 blanques peó · h2 blanques peó | a7 negres peó · b7 negres peó · f7 negres peó · g7 negres peó · h7 negres peó · c6 negres peó · d6 negres peó · c4 blanques peó · e4 blanques peó · a2 blanques peó · b2 blanques peó · f2 blanques peó · g2 blanques peó · h2 blanques peó | a7 negres peó · b7 negres peó · f7 negres peó · g7 negres peó · h7 negres peó · c6 negres peó · d6 negres peó · c4 blanques peó · e4 blanques peó · a2 blanques peó · b2 blanques peó · f2 blanques peó · g2 blanques peó · h2 blanques peó | a7 negres peó · b7 negres peó · f7 negres peó · g7 negres peó · h7 negres peó · c6 negres peó · d6 negres peó · c4 blanques peó · e4 blanques peó · a2 blanques peó · b2 blanques peó · f2 blanques peó · g2 blanques peó · h2 blanques peó | a7 negres peó · b7 negres peó · f7 negres peó · g7 negres peó · h7 negres peó · c6 negres peó · d6 negres peó · c4 blanques peó · e4 blanques peó · a2 blanques peó · b2 blanques peó · f2 blanques peó · g2 blanques peó · h2 blanques peó | a7 negres peó · b7 negres peó · f7 negres peó · g7 negres peó · h7 negres peó · c6 negres peó · d6 negres peó · c4 blanques peó · e4 blanques peó · a2 blanques peó · b2 blanques peó · f2 blanques peó · g2 blanques peó · h2 blanques peó | 1 |
|   | a | b | c | d | e | f | g | h |   |

### Índia de rei: El mur de Boleslavski
Obertures: Primària: Índia de rei. Altres: Anglesa, Pirc, Ruy López.
Característiques: Partida semioberta, maniobres lentes.
Temes per les blanques: explotació de la feblesa de d6, ruptures e4-e5 i c4-c5, atac de minories amb b2-b4-b5.
Temes per les negres: atac als peons de e4 i c4, ruptures d6-d5 i f7-f5, joc al flanc de dama amb a7-a5-a4.
El mur és una altra de les estructures que deixa les negres amb una debilitat al peó d, però a canvi evita que les blanques prenguin el control del centre, i dona al negre un joc de peces actiu, i l'oportunitat de jugar a ambdós flancs del tauler.
|   | a | b | c | d | e | f | g | h |   |
| 8 | a7 negres peó · b7 negres peó · f7 negres peó · g7 negres peó · h7 negres peó · e6 negres peó · d4 blanques peó · a2 blanques peó · b2 blanques peó · f2 blanques peó · g2 blanques peó · h2 blanques peó | a7 negres peó · b7 negres peó · f7 negres peó · g7 negres peó · h7 negres peó · e6 negres peó · d4 blanques peó · a2 blanques peó · b2 blanques peó · f2 blanques peó · g2 blanques peó · h2 blanques peó | a7 negres peó · b7 negres peó · f7 negres peó · g7 negres peó · h7 negres peó · e6 negres peó · d4 blanques peó · a2 blanques peó · b2 blanques peó · f2 blanques peó · g2 blanques peó · h2 blanques peó | a7 negres peó · b7 negres peó · f7 negres peó · g7 negres peó · h7 negres peó · e6 negres peó · d4 blanques peó · a2 blanques peó · b2 blanques peó · f2 blanques peó · g2 blanques peó · h2 blanques peó | a7 negres peó · b7 negres peó · f7 negres peó · g7 negres peó · h7 negres peó · e6 negres peó · d4 blanques peó · a2 blanques peó · b2 blanques peó · f2 blanques peó · g2 blanques peó · h2 blanques peó | a7 negres peó · b7 negres peó · f7 negres peó · g7 negres peó · h7 negres peó · e6 negres peó · d4 blanques peó · a2 blanques peó · b2 blanques peó · f2 blanques peó · g2 blanques peó · h2 blanques peó | a7 negres peó · b7 negres peó · f7 negres peó · g7 negres peó · h7 negres peó · e6 negres peó · d4 blanques peó · a2 blanques peó · b2 blanques peó · f2 blanques peó · g2 blanques peó · h2 blanques peó | a7 negres peó · b7 negres peó · f7 negres peó · g7 negres peó · h7 negres peó · e6 negres peó · d4 blanques peó · a2 blanques peó · b2 blanques peó · f2 blanques peó · g2 blanques peó · h2 blanques peó | 8 |
| 7 | a7 negres peó · b7 negres peó · f7 negres peó · g7 negres peó · h7 negres peó · e6 negres peó · d4 blanques peó · a2 blanques peó · b2 blanques peó · f2 blanques peó · g2 blanques peó · h2 blanques peó | a7 negres peó · b7 negres peó · f7 negres peó · g7 negres peó · h7 negres peó · e6 negres peó · d4 blanques peó · a2 blanques peó · b2 blanques peó · f2 blanques peó · g2 blanques peó · h2 blanques peó | a7 negres peó · b7 negres peó · f7 negres peó · g7 negres peó · h7 negres peó · e6 negres peó · d4 blanques peó · a2 blanques peó · b2 blanques peó · f2 blanques peó · g2 blanques peó · h2 blanques peó | a7 negres peó · b7 negres peó · f7 negres peó · g7 negres peó · h7 negres peó · e6 negres peó · d4 blanques peó · a2 blanques peó · b2 blanques peó · f2 blanques peó · g2 blanques peó · h2 blanques peó | a7 negres peó · b7 negres peó · f7 negres peó · g7 negres peó · h7 negres peó · e6 negres peó · d4 blanques peó · a2 blanques peó · b2 blanques peó · f2 blanques peó · g2 blanques peó · h2 blanques peó | a7 negres peó · b7 negres peó · f7 negres peó · g7 negres peó · h7 negres peó · e6 negres peó · d4 blanques peó · a2 blanques peó · b2 blanques peó · f2 blanques peó · g2 blanques peó · h2 blanques peó | a7 negres peó · b7 negres peó · f7 negres peó · g7 negres peó · h7 negres peó · e6 negres peó · d4 blanques peó · a2 blanques peó · b2 blanques peó · f2 blanques peó · g2 blanques peó · h2 blanques peó | a7 negres peó · b7 negres peó · f7 negres peó · g7 negres peó · h7 negres peó · e6 negres peó · d4 blanques peó · a2 blanques peó · b2 blanques peó · f2 blanques peó · g2 blanques peó · h2 blanques peó | 7 |
| 6 | a7 negres peó · b7 negres peó · f7 negres peó · g7 negres peó · h7 negres peó · e6 negres peó · d4 blanques peó · a2 blanques peó · b2 blanques peó · f2 blanques peó · g2 blanques peó · h2 blanques peó | a7 negres peó · b7 negres peó · f7 negres peó · g7 negres peó · h7 negres peó · e6 negres peó · d4 blanques peó · a2 blanques peó · b2 blanques peó · f2 blanques peó · g2 blanques peó · h2 blanques peó | a7 negres peó · b7 negres peó · f7 negres peó · g7 negres peó · h7 negres peó · e6 negres peó · d4 blanques peó · a2 blanques peó · b2 blanques peó · f2 blanques peó · g2 blanques peó · h2 blanques peó | a7 negres peó · b7 negres peó · f7 negres peó · g7 negres peó · h7 negres peó · e6 negres peó · d4 blanques peó · a2 blanques peó · b2 blanques peó · f2 blanques peó · g2 blanques peó · h2 blanques peó | a7 negres peó · b7 negres peó · f7 negres peó · g7 negres peó · h7 negres peó · e6 negres peó · d4 blanques peó · a2 blanques peó · b2 blanques peó · f2 blanques peó · g2 blanques peó · h2 blanques peó | a7 negres peó · b7 negres peó · f7 negres peó · g7 negres peó · h7 negres peó · e6 negres peó · d4 blanques peó · a2 blanques peó · b2 blanques peó · f2 blanques peó · g2 blanques peó · h2 blanques peó | a7 negres peó · b7 negres peó · f7 negres peó · g7 negres peó · h7 negres peó · e6 negres peó · d4 blanques peó · a2 blanques peó · b2 blanques peó · f2 blanques peó · g2 blanques peó · h2 blanques peó | a7 negres peó · b7 negres peó · f7 negres peó · g7 negres peó · h7 negres peó · e6 negres peó · d4 blanques peó · a2 blanques peó · b2 blanques peó · f2 blanques peó · g2 blanques peó · h2 blanques peó | 6 |
| 5 | a7 negres peó · b7 negres peó · f7 negres peó · g7 negres peó · h7 negres peó · e6 negres peó · d4 blanques peó · a2 blanques peó · b2 blanques peó · f2 blanques peó · g2 blanques peó · h2 blanques peó | a7 negres peó · b7 negres peó · f7 negres peó · g7 negres peó · h7 negres peó · e6 negres peó · d4 blanques peó · a2 blanques peó · b2 blanques peó · f2 blanques peó · g2 blanques peó · h2 blanques peó | a7 negres peó · b7 negres peó · f7 negres peó · g7 negres peó · h7 negres peó · e6 negres peó · d4 blanques peó · a2 blanques peó · b2 blanques peó · f2 blanques peó · g2 blanques peó · h2 blanques peó | a7 negres peó · b7 negres peó · f7 negres peó · g7 negres peó · h7 negres peó · e6 negres peó · d4 blanques peó · a2 blanques peó · b2 blanques peó · f2 blanques peó · g2 blanques peó · h2 blanques peó | a7 negres peó · b7 negres peó · f7 negres peó · g7 negres peó · h7 negres peó · e6 negres peó · d4 blanques peó · a2 blanques peó · b2 blanques peó · f2 blanques peó · g2 blanques peó · h2 blanques peó | a7 negres peó · b7 negres peó · f7 negres peó · g7 negres peó · h7 negres peó · e6 negres peó · d4 blanques peó · a2 blanques peó · b2 blanques peó · f2 blanques peó · g2 blanques peó · h2 blanques peó | a7 negres peó · b7 negres peó · f7 negres peó · g7 negres peó · h7 negres peó · e6 negres peó · d4 blanques peó · a2 blanques peó · b2 blanques peó · f2 blanques peó · g2 blanques peó · h2 blanques peó | a7 negres peó · b7 negres peó · f7 negres peó · g7 negres peó · h7 negres peó · e6 negres peó · d4 blanques peó · a2 blanques peó · b2 blanques peó · f2 blanques peó · g2 blanques peó · h2 blanques peó | 5 |
| 4 | a7 negres peó · b7 negres peó · f7 negres peó · g7 negres peó · h7 negres peó · e6 negres peó · d4 blanques peó · a2 blanques peó · b2 blanques peó · f2 blanques peó · g2 blanques peó · h2 blanques peó | a7 negres peó · b7 negres peó · f7 negres peó · g7 negres peó · h7 negres peó · e6 negres peó · d4 blanques peó · a2 blanques peó · b2 blanques peó · f2 blanques peó · g2 blanques peó · h2 blanques peó | a7 negres peó · b7 negres peó · f7 negres peó · g7 negres peó · h7 negres peó · e6 negres peó · d4 blanques peó · a2 blanques peó · b2 blanques peó · f2 blanques peó · g2 blanques peó · h2 blanques peó | a7 negres peó · b7 negres peó · f7 negres peó · g7 negres peó · h7 negres peó · e6 negres peó · d4 blanques peó · a2 blanques peó · b2 blanques peó · f2 blanques peó · g2 blanques peó · h2 blanques peó | a7 negres peó · b7 negres peó · f7 negres peó · g7 negres peó · h7 negres peó · e6 negres peó · d4 blanques peó · a2 blanques peó · b2 blanques peó · f2 blanques peó · g2 blanques peó · h2 blanques peó | a7 negres peó · b7 negres peó · f7 negres peó · g7 negres peó · h7 negres peó · e6 negres peó · d4 blanques peó · a2 blanques peó · b2 blanques peó · f2 blanques peó · g2 blanques peó · h2 blanques peó | a7 negres peó · b7 negres peó · f7 negres peó · g7 negres peó · h7 negres peó · e6 negres peó · d4 blanques peó · a2 blanques peó · b2 blanques peó · f2 blanques peó · g2 blanques peó · h2 blanques peó | a7 negres peó · b7 negres peó · f7 negres peó · g7 negres peó · h7 negres peó · e6 negres peó · d4 blanques peó · a2 blanques peó · b2 blanques peó · f2 blanques peó · g2 blanques peó · h2 blanques peó | 4 |
| 3 | a7 negres peó · b7 negres peó · f7 negres peó · g7 negres peó · h7 negres peó · e6 negres peó · d4 blanques peó · a2 blanques peó · b2 blanques peó · f2 blanques peó · g2 blanques peó · h2 blanques peó | a7 negres peó · b7 negres peó · f7 negres peó · g7 negres peó · h7 negres peó · e6 negres peó · d4 blanques peó · a2 blanques peó · b2 blanques peó · f2 blanques peó · g2 blanques peó · h2 blanques peó | a7 negres peó · b7 negres peó · f7 negres peó · g7 negres peó · h7 negres peó · e6 negres peó · d4 blanques peó · a2 blanques peó · b2 blanques peó · f2 blanques peó · g2 blanques peó · h2 blanques peó | a7 negres peó · b7 negres peó · f7 negres peó · g7 negres peó · h7 negres peó · e6 negres peó · d4 blanques peó · a2 blanques peó · b2 blanques peó · f2 blanques peó · g2 blanques peó · h2 blanques peó | a7 negres peó · b7 negres peó · f7 negres peó · g7 negres peó · h7 negres peó · e6 negres peó · d4 blanques peó · a2 blanques peó · b2 blanques peó · f2 blanques peó · g2 blanques peó · h2 blanques peó | a7 negres peó · b7 negres peó · f7 negres peó · g7 negres peó · h7 negres peó · e6 negres peó · d4 blanques peó · a2 blanques peó · b2 blanques peó · f2 blanques peó · g2 blanques peó · h2 blanques peó | a7 negres peó · b7 negres peó · f7 negres peó · g7 negres peó · h7 negres peó · e6 negres peó · d4 blanques peó · a2 blanques peó · b2 blanques peó · f2 blanques peó · g2 blanques peó · h2 blanques peó | a7 negres peó · b7 negres peó · f7 negres peó · g7 negres peó · h7 negres peó · e6 negres peó · d4 blanques peó · a2 blanques peó · b2 blanques peó · f2 blanques peó · g2 blanques peó · h2 blanques peó | 3 |
| 2 | a7 negres peó · b7 negres peó · f7 negres peó · g7 negres peó · h7 negres peó · e6 negres peó · d4 blanques peó · a2 blanques peó · b2 blanques peó · f2 blanques peó · g2 blanques peó · h2 blanques peó | a7 negres peó · b7 negres peó · f7 negres peó · g7 negres peó · h7 negres peó · e6 negres peó · d4 blanques peó · a2 blanques peó · b2 blanques peó · f2 blanques peó · g2 blanques peó · h2 blanques peó | a7 negres peó · b7 negres peó · f7 negres peó · g7 negres peó · h7 negres peó · e6 negres peó · d4 blanques peó · a2 blanques peó · b2 blanques peó · f2 blanques peó · g2 blanques peó · h2 blanques peó | a7 negres peó · b7 negres peó · f7 negres peó · g7 negres peó · h7 negres peó · e6 negres peó · d4 blanques peó · a2 blanques peó · b2 blanques peó · f2 blanques peó · g2 blanques peó · h2 blanques peó | a7 negres peó · b7 negres peó · f7 negres peó · g7 negres peó · h7 negres peó · e6 negres peó · d4 blanques peó · a2 blanques peó · b2 blanques peó · f2 blanques peó · g2 blanques peó · h2 blanques peó | a7 negres peó · b7 negres peó · f7 negres peó · g7 negres peó · h7 negres peó · e6 negres peó · d4 blanques peó · a2 blanques peó · b2 blanques peó · f2 blanques peó · g2 blanques peó · h2 blanques peó | a7 negres peó · b7 negres peó · f7 negres peó · g7 negres peó · h7 negres peó · e6 negres peó · d4 blanques peó · a2 blanques peó · b2 blanques peó · f2 blanques peó · g2 blanques peó · h2 blanques peó | a7 negres peó · b7 negres peó · f7 negres peó · g7 negres peó · h7 negres peó · e6 negres peó · d4 blanques peó · a2 blanques peó · b2 blanques peó · f2 blanques peó · g2 blanques peó · h2 blanques peó | 2 |
| 1 | a7 negres peó · b7 negres peó · f7 negres peó · g7 negres peó · h7 negres peó · e6 negres peó · d4 blanques peó · a2 blanques peó · b2 blanques peó · f2 blanques peó · g2 blanques peó · h2 blanques peó | a7 negres peó · b7 negres peó · f7 negres peó · g7 negres peó · h7 negres peó · e6 negres peó · d4 blanques peó · a2 blanques peó · b2 blanques peó · f2 blanques peó · g2 blanques peó · h2 blanques peó | a7 negres peó · b7 negres peó · f7 negres peó · g7 negres peó · h7 negres peó · e6 negres peó · d4 blanques peó · a2 blanques peó · b2 blanques peó · f2 blanques peó · g2 blanques peó · h2 blanques peó | a7 negres peó · b7 negres peó · f7 negres peó · g7 negres peó · h7 negres peó · e6 negres peó · d4 blanques peó · a2 blanques peó · b2 blanques peó · f2 blanques peó · g2 blanques peó · h2 blanques peó | a7 negres peó · b7 negres peó · f7 negres peó · g7 negres peó · h7 negres peó · e6 negres peó · d4 blanques peó · a2 blanques peó · b2 blanques peó · f2 blanques peó · g2 blanques peó · h2 blanques peó | a7 negres peó · b7 negres peó · f7 negres peó · g7 negres peó · h7 negres peó · e6 negres peó · d4 blanques peó · a2 blanques peó · b2 blanques peó · f2 blanques peó · g2 blanques peó · h2 blanques peó | a7 negres peó · b7 negres peó · f7 negres peó · g7 negres peó · h7 negres peó · e6 negres peó · d4 blanques peó · a2 blanques peó · b2 blanques peó · f2 blanques peó · g2 blanques peó · h2 blanques peó | a7 negres peó · b7 negres peó · f7 negres peó · g7 negres peó · h7 negres peó · e6 negres peó · d4 blanques peó · a2 blanques peó · b2 blanques peó · f2 blanques peó · g2 blanques peó · h2 blanques peó | 1 |
|   | a | b | c | d | e | f | g | h |   |

### Gambit de dama -Peó aïllat
Obertures: Primària: Gambit de dama. Altres: Francesa.
Característiques: Partida oberta.
Temes per les blanques: ruptura d4-d5, sacrifici del peó aïllat, punt fort a e5, atac al flanc de rei.
Temes per les negres: Bloqueig del peó aïllat, canvi de peces per obtenir un final favorable.
|   | a | b | c | d | e | f | g | h |   |
| 8 | c8 negres torre · d8 negres dama · e8 negres rei · f8 negres alfil · h8 negres torre · a7 negres peó · b7 negres peó · f7 negres peó · g7 negres peó · c6 negres cavall · e6 negres alfil · f6 negres cavall · h6 negres peó · d5 negres peó · d4 negres peó · b3 blanques peó · c3 blanques cavall · f3 blanques cavall · g3 blanques peó · a2 blanques peó · b2 blanques alfil · e2 blanques peó · f2 blanques peó · g2 blanques alfil · h2 blanques peó · a1 blanques torre · d1 blanques dama · f1 blanques torre · g1 blanques rei | c8 negres torre · d8 negres dama · e8 negres rei · f8 negres alfil · h8 negres torre · a7 negres peó · b7 negres peó · f7 negres peó · g7 negres peó · c6 negres cavall · e6 negres alfil · f6 negres cavall · h6 negres peó · d5 negres peó · d4 negres peó · b3 blanques peó · c3 blanques cavall · f3 blanques cavall · g3 blanques peó · a2 blanques peó · b2 blanques alfil · e2 blanques peó · f2 blanques peó · g2 blanques alfil · h2 blanques peó · a1 blanques torre · d1 blanques dama · f1 blanques torre · g1 blanques rei | c8 negres torre · d8 negres dama · e8 negres rei · f8 negres alfil · h8 negres torre · a7 negres peó · b7 negres peó · f7 negres peó · g7 negres peó · c6 negres cavall · e6 negres alfil · f6 negres cavall · h6 negres peó · d5 negres peó · d4 negres peó · b3 blanques peó · c3 blanques cavall · f3 blanques cavall · g3 blanques peó · a2 blanques peó · b2 blanques alfil · e2 blanques peó · f2 blanques peó · g2 blanques alfil · h2 blanques peó · a1 blanques torre · d1 blanques dama · f1 blanques torre · g1 blanques rei | c8 negres torre · d8 negres dama · e8 negres rei · f8 negres alfil · h8 negres torre · a7 negres peó · b7 negres peó · f7 negres peó · g7 negres peó · c6 negres cavall · e6 negres alfil · f6 negres cavall · h6 negres peó · d5 negres peó · d4 negres peó · b3 blanques peó · c3 blanques cavall · f3 blanques cavall · g3 blanques peó · a2 blanques peó · b2 blanques alfil · e2 blanques peó · f2 blanques peó · g2 blanques alfil · h2 blanques peó · a1 blanques torre · d1 blanques dama · f1 blanques torre · g1 blanques rei | c8 negres torre · d8 negres dama · e8 negres rei · f8 negres alfil · h8 negres torre · a7 negres peó · b7 negres peó · f7 negres peó · g7 negres peó · c6 negres cavall · e6 negres alfil · f6 negres cavall · h6 negres peó · d5 negres peó · d4 negres peó · b3 blanques peó · c3 blanques cavall · f3 blanques cavall · g3 blanques peó · a2 blanques peó · b2 blanques alfil · e2 blanques peó · f2 blanques peó · g2 blanques alfil · h2 blanques peó · a1 blanques torre · d1 blanques dama · f1 blanques torre · g1 blanques rei | c8 negres torre · d8 negres dama · e8 negres rei · f8 negres alfil · h8 negres torre · a7 negres peó · b7 negres peó · f7 negres peó · g7 negres peó · c6 negres cavall · e6 negres alfil · f6 negres cavall · h6 negres peó · d5 negres peó · d4 negres peó · b3 blanques peó · c3 blanques cavall · f3 blanques cavall · g3 blanques peó · a2 blanques peó · b2 blanques alfil · e2 blanques peó · f2 blanques peó · g2 blanques alfil · h2 blanques peó · a1 blanques torre · d1 blanques dama · f1 blanques torre · g1 blanques rei | c8 negres torre · d8 negres dama · e8 negres rei · f8 negres alfil · h8 negres torre · a7 negres peó · b7 negres peó · f7 negres peó · g7 negres peó · c6 negres cavall · e6 negres alfil · f6 negres cavall · h6 negres peó · d5 negres peó · d4 negres peó · b3 blanques peó · c3 blanques cavall · f3 blanques cavall · g3 blanques peó · a2 blanques peó · b2 blanques alfil · e2 blanques peó · f2 blanques peó · g2 blanques alfil · h2 blanques peó · a1 blanques torre · d1 blanques dama · f1 blanques torre · g1 blanques rei | c8 negres torre · d8 negres dama · e8 negres rei · f8 negres alfil · h8 negres torre · a7 negres peó · b7 negres peó · f7 negres peó · g7 negres peó · c6 negres cavall · e6 negres alfil · f6 negres cavall · h6 negres peó · d5 negres peó · d4 negres peó · b3 blanques peó · c3 blanques cavall · f3 blanques cavall · g3 blanques peó · a2 blanques peó · b2 blanques alfil · e2 blanques peó · f2 blanques peó · g2 blanques alfil · h2 blanques peó · a1 blanques torre · d1 blanques dama · f1 blanques torre · g1 blanques rei | 8 |
| 7 | c8 negres torre · d8 negres dama · e8 negres rei · f8 negres alfil · h8 negres torre · a7 negres peó · b7 negres peó · f7 negres peó · g7 negres peó · c6 negres cavall · e6 negres alfil · f6 negres cavall · h6 negres peó · d5 negres peó · d4 negres peó · b3 blanques peó · c3 blanques cavall · f3 blanques cavall · g3 blanques peó · a2 blanques peó · b2 blanques alfil · e2 blanques peó · f2 blanques peó · g2 blanques alfil · h2 blanques peó · a1 blanques torre · d1 blanques dama · f1 blanques torre · g1 blanques rei | c8 negres torre · d8 negres dama · e8 negres rei · f8 negres alfil · h8 negres torre · a7 negres peó · b7 negres peó · f7 negres peó · g7 negres peó · c6 negres cavall · e6 negres alfil · f6 negres cavall · h6 negres peó · d5 negres peó · d4 negres peó · b3 blanques peó · c3 blanques cavall · f3 blanques cavall · g3 blanques peó · a2 blanques peó · b2 blanques alfil · e2 blanques peó · f2 blanques peó · g2 blanques alfil · h2 blanques peó · a1 blanques torre · d1 blanques dama · f1 blanques torre · g1 blanques rei | c8 negres torre · d8 negres dama · e8 negres rei · f8 negres alfil · h8 negres torre · a7 negres peó · b7 negres peó · f7 negres peó · g7 negres peó · c6 negres cavall · e6 negres alfil · f6 negres cavall · h6 negres peó · d5 negres peó · d4 negres peó · b3 blanques peó · c3 blanques cavall · f3 blanques cavall · g3 blanques peó · a2 blanques peó · b2 blanques alfil · e2 blanques peó · f2 blanques peó · g2 blanques alfil · h2 blanques peó · a1 blanques torre · d1 blanques dama · f1 blanques torre · g1 blanques rei | c8 negres torre · d8 negres dama · e8 negres rei · f8 negres alfil · h8 negres torre · a7 negres peó · b7 negres peó · f7 negres peó · g7 negres peó · c6 negres cavall · e6 negres alfil · f6 negres cavall · h6 negres peó · d5 negres peó · d4 negres peó · b3 blanques peó · c3 blanques cavall · f3 blanques cavall · g3 blanques peó · a2 blanques peó · b2 blanques alfil · e2 blanques peó · f2 blanques peó · g2 blanques alfil · h2 blanques peó · a1 blanques torre · d1 blanques dama · f1 blanques torre · g1 blanques rei | c8 negres torre · d8 negres dama · e8 negres rei · f8 negres alfil · h8 negres torre · a7 negres peó · b7 negres peó · f7 negres peó · g7 negres peó · c6 negres cavall · e6 negres alfil · f6 negres cavall · h6 negres peó · d5 negres peó · d4 negres peó · b3 blanques peó · c3 blanques cavall · f3 blanques cavall · g3 blanques peó · a2 blanques peó · b2 blanques alfil · e2 blanques peó · f2 blanques peó · g2 blanques alfil · h2 blanques peó · a1 blanques torre · d1 blanques dama · f1 blanques torre · g1 blanques rei | c8 negres torre · d8 negres dama · e8 negres rei · f8 negres alfil · h8 negres torre · a7 negres peó · b7 negres peó · f7 negres peó · g7 negres peó · c6 negres cavall · e6 negres alfil · f6 negres cavall · h6 negres peó · d5 negres peó · d4 negres peó · b3 blanques peó · c3 blanques cavall · f3 blanques cavall · g3 blanques peó · a2 blanques peó · b2 blanques alfil · e2 blanques peó · f2 blanques peó · g2 blanques alfil · h2 blanques peó · a1 blanques torre · d1 blanques dama · f1 blanques torre · g1 blanques rei | c8 negres torre · d8 negres dama · e8 negres rei · f8 negres alfil · h8 negres torre · a7 negres peó · b7 negres peó · f7 negres peó · g7 negres peó · c6 negres cavall · e6 negres alfil · f6 negres cavall · h6 negres peó · d5 negres peó · d4 negres peó · b3 blanques peó · c3 blanques cavall · f3 blanques cavall · g3 blanques peó · a2 blanques peó · b2 blanques alfil · e2 blanques peó · f2 blanques peó · g2 blanques alfil · h2 blanques peó · a1 blanques torre · d1 blanques dama · f1 blanques torre · g1 blanques rei | c8 negres torre · d8 negres dama · e8 negres rei · f8 negres alfil · h8 negres torre · a7 negres peó · b7 negres peó · f7 negres peó · g7 negres peó · c6 negres cavall · e6 negres alfil · f6 negres cavall · h6 negres peó · d5 negres peó · d4 negres peó · b3 blanques peó · c3 blanques cavall · f3 blanques cavall · g3 blanques peó · a2 blanques peó · b2 blanques alfil · e2 blanques peó · f2 blanques peó · g2 blanques alfil · h2 blanques peó · a1 blanques torre · d1 blanques dama · f1 blanques torre · g1 blanques rei | 7 |
| 6 | c8 negres torre · d8 negres dama · e8 negres rei · f8 negres alfil · h8 negres torre · a7 negres peó · b7 negres peó · f7 negres peó · g7 negres peó · c6 negres cavall · e6 negres alfil · f6 negres cavall · h6 negres peó · d5 negres peó · d4 negres peó · b3 blanques peó · c3 blanques cavall · f3 blanques cavall · g3 blanques peó · a2 blanques peó · b2 blanques alfil · e2 blanques peó · f2 blanques peó · g2 blanques alfil · h2 blanques peó · a1 blanques torre · d1 blanques dama · f1 blanques torre · g1 blanques rei | c8 negres torre · d8 negres dama · e8 negres rei · f8 negres alfil · h8 negres torre · a7 negres peó · b7 negres peó · f7 negres peó · g7 negres peó · c6 negres cavall · e6 negres alfil · f6 negres cavall · h6 negres peó · d5 negres peó · d4 negres peó · b3 blanques peó · c3 blanques cavall · f3 blanques cavall · g3 blanques peó · a2 blanques peó · b2 blanques alfil · e2 blanques peó · f2 blanques peó · g2 blanques alfil · h2 blanques peó · a1 blanques torre · d1 blanques dama · f1 blanques torre · g1 blanques rei | c8 negres torre · d8 negres dama · e8 negres rei · f8 negres alfil · h8 negres torre · a7 negres peó · b7 negres peó · f7 negres peó · g7 negres peó · c6 negres cavall · e6 negres alfil · f6 negres cavall · h6 negres peó · d5 negres peó · d4 negres peó · b3 blanques peó · c3 blanques cavall · f3 blanques cavall · g3 blanques peó · a2 blanques peó · b2 blanques alfil · e2 blanques peó · f2 blanques peó · g2 blanques alfil · h2 blanques peó · a1 blanques torre · d1 blanques dama · f1 blanques torre · g1 blanques rei | c8 negres torre · d8 negres dama · e8 negres rei · f8 negres alfil · h8 negres torre · a7 negres peó · b7 negres peó · f7 negres peó · g7 negres peó · c6 negres cavall · e6 negres alfil · f6 negres cavall · h6 negres peó · d5 negres peó · d4 negres peó · b3 blanques peó · c3 blanques cavall · f3 blanques cavall · g3 blanques peó · a2 blanques peó · b2 blanques alfil · e2 blanques peó · f2 blanques peó · g2 blanques alfil · h2 blanques peó · a1 blanques torre · d1 blanques dama · f1 blanques torre · g1 blanques rei | c8 negres torre · d8 negres dama · e8 negres rei · f8 negres alfil · h8 negres torre · a7 negres peó · b7 negres peó · f7 negres peó · g7 negres peó · c6 negres cavall · e6 negres alfil · f6 negres cavall · h6 negres peó · d5 negres peó · d4 negres peó · b3 blanques peó · c3 blanques cavall · f3 blanques cavall · g3 blanques peó · a2 blanques peó · b2 blanques alfil · e2 blanques peó · f2 blanques peó · g2 blanques alfil · h2 blanques peó · a1 blanques torre · d1 blanques dama · f1 blanques torre · g1 blanques rei | c8 negres torre · d8 negres dama · e8 negres rei · f8 negres alfil · h8 negres torre · a7 negres peó · b7 negres peó · f7 negres peó · g7 negres peó · c6 negres cavall · e6 negres alfil · f6 negres cavall · h6 negres peó · d5 negres peó · d4 negres peó · b3 blanques peó · c3 blanques cavall · f3 blanques cavall · g3 blanques peó · a2 blanques peó · b2 blanques alfil · e2 blanques peó · f2 blanques peó · g2 blanques alfil · h2 blanques peó · a1 blanques torre · d1 blanques dama · f1 blanques torre · g1 blanques rei | c8 negres torre · d8 negres dama · e8 negres rei · f8 negres alfil · h8 negres torre · a7 negres peó · b7 negres peó · f7 negres peó · g7 negres peó · c6 negres cavall · e6 negres alfil · f6 negres cavall · h6 negres peó · d5 negres peó · d4 negres peó · b3 blanques peó · c3 blanques cavall · f3 blanques cavall · g3 blanques peó · a2 blanques peó · b2 blanques alfil · e2 blanques peó · f2 blanques peó · g2 blanques alfil · h2 blanques peó · a1 blanques torre · d1 blanques dama · f1 blanques torre · g1 blanques rei | c8 negres torre · d8 negres dama · e8 negres rei · f8 negres alfil · h8 negres torre · a7 negres peó · b7 negres peó · f7 negres peó · g7 negres peó · c6 negres cavall · e6 negres alfil · f6 negres cavall · h6 negres peó · d5 negres peó · d4 negres peó · b3 blanques peó · c3 blanques cavall · f3 blanques cavall · g3 blanques peó · a2 blanques peó · b2 blanques alfil · e2 blanques peó · f2 blanques peó · g2 blanques alfil · h2 blanques peó · a1 blanques torre · d1 blanques dama · f1 blanques torre · g1 blanques rei | 6 |
| 5 | c8 negres torre · d8 negres dama · e8 negres rei · f8 negres alfil · h8 negres torre · a7 negres peó · b7 negres peó · f7 negres peó · g7 negres peó · c6 negres cavall · e6 negres alfil · f6 negres cavall · h6 negres peó · d5 negres peó · d4 negres peó · b3 blanques peó · c3 blanques cavall · f3 blanques cavall · g3 blanques peó · a2 blanques peó · b2 blanques alfil · e2 blanques peó · f2 blanques peó · g2 blanques alfil · h2 blanques peó · a1 blanques torre · d1 blanques dama · f1 blanques torre · g1 blanques rei | c8 negres torre · d8 negres dama · e8 negres rei · f8 negres alfil · h8 negres torre · a7 negres peó · b7 negres peó · f7 negres peó · g7 negres peó · c6 negres cavall · e6 negres alfil · f6 negres cavall · h6 negres peó · d5 negres peó · d4 negres peó · b3 blanques peó · c3 blanques cavall · f3 blanques cavall · g3 blanques peó · a2 blanques peó · b2 blanques alfil · e2 blanques peó · f2 blanques peó · g2 blanques alfil · h2 blanques peó · a1 blanques torre · d1 blanques dama · f1 blanques torre · g1 blanques rei | c8 negres torre · d8 negres dama · e8 negres rei · f8 negres alfil · h8 negres torre · a7 negres peó · b7 negres peó · f7 negres peó · g7 negres peó · c6 negres cavall · e6 negres alfil · f6 negres cavall · h6 negres peó · d5 negres peó · d4 negres peó · b3 blanques peó · c3 blanques cavall · f3 blanques cavall · g3 blanques peó · a2 blanques peó · b2 blanques alfil · e2 blanques peó · f2 blanques peó · g2 blanques alfil · h2 blanques peó · a1 blanques torre · d1 blanques dama · f1 blanques torre · g1 blanques rei | c8 negres torre · d8 negres dama · e8 negres rei · f8 negres alfil · h8 negres torre · a7 negres peó · b7 negres peó · f7 negres peó · g7 negres peó · c6 negres cavall · e6 negres alfil · f6 negres cavall · h6 negres peó · d5 negres peó · d4 negres peó · b3 blanques peó · c3 blanques cavall · f3 blanques cavall · g3 blanques peó · a2 blanques peó · b2 blanques alfil · e2 blanques peó · f2 blanques peó · g2 blanques alfil · h2 blanques peó · a1 blanques torre · d1 blanques dama · f1 blanques torre · g1 blanques rei | c8 negres torre · d8 negres dama · e8 negres rei · f8 negres alfil · h8 negres torre · a7 negres peó · b7 negres peó · f7 negres peó · g7 negres peó · c6 negres cavall · e6 negres alfil · f6 negres cavall · h6 negres peó · d5 negres peó · d4 negres peó · b3 blanques peó · c3 blanques cavall · f3 blanques cavall · g3 blanques peó · a2 blanques peó · b2 blanques alfil · e2 blanques peó · f2 blanques peó · g2 blanques alfil · h2 blanques peó · a1 blanques torre · d1 blanques dama · f1 blanques torre · g1 blanques rei | c8 negres torre · d8 negres dama · e8 negres rei · f8 negres alfil · h8 negres torre · a7 negres peó · b7 negres peó · f7 negres peó · g7 negres peó · c6 negres cavall · e6 negres alfil · f6 negres cavall · h6 negres peó · d5 negres peó · d4 negres peó · b3 blanques peó · c3 blanques cavall · f3 blanques cavall · g3 blanques peó · a2 blanques peó · b2 blanques alfil · e2 blanques peó · f2 blanques peó · g2 blanques alfil · h2 blanques peó · a1 blanques torre · d1 blanques dama · f1 blanques torre · g1 blanques rei | c8 negres torre · d8 negres dama · e8 negres rei · f8 negres alfil · h8 negres torre · a7 negres peó · b7 negres peó · f7 negres peó · g7 negres peó · c6 negres cavall · e6 negres alfil · f6 negres cavall · h6 negres peó · d5 negres peó · d4 negres peó · b3 blanques peó · c3 blanques cavall · f3 blanques cavall · g3 blanques peó · a2 blanques peó · b2 blanques alfil · e2 blanques peó · f2 blanques peó · g2 blanques alfil · h2 blanques peó · a1 blanques torre · d1 blanques dama · f1 blanques torre · g1 blanques rei | c8 negres torre · d8 negres dama · e8 negres rei · f8 negres alfil · h8 negres torre · a7 negres peó · b7 negres peó · f7 negres peó · g7 negres peó · c6 negres cavall · e6 negres alfil · f6 negres cavall · h6 negres peó · d5 negres peó · d4 negres peó · b3 blanques peó · c3 blanques cavall · f3 blanques cavall · g3 blanques peó · a2 blanques peó · b2 blanques alfil · e2 blanques peó · f2 blanques peó · g2 blanques alfil · h2 blanques peó · a1 blanques torre · d1 blanques dama · f1 blanques torre · g1 blanques rei | 5 |
| 4 | c8 negres torre · d8 negres dama · e8 negres rei · f8 negres alfil · h8 negres torre · a7 negres peó · b7 negres peó · f7 negres peó · g7 negres peó · c6 negres cavall · e6 negres alfil · f6 negres cavall · h6 negres peó · d5 negres peó · d4 negres peó · b3 blanques peó · c3 blanques cavall · f3 blanques cavall · g3 blanques peó · a2 blanques peó · b2 blanques alfil · e2 blanques peó · f2 blanques peó · g2 blanques alfil · h2 blanques peó · a1 blanques torre · d1 blanques dama · f1 blanques torre · g1 blanques rei | c8 negres torre · d8 negres dama · e8 negres rei · f8 negres alfil · h8 negres torre · a7 negres peó · b7 negres peó · f7 negres peó · g7 negres peó · c6 negres cavall · e6 negres alfil · f6 negres cavall · h6 negres peó · d5 negres peó · d4 negres peó · b3 blanques peó · c3 blanques cavall · f3 blanques cavall · g3 blanques peó · a2 blanques peó · b2 blanques alfil · e2 blanques peó · f2 blanques peó · g2 blanques alfil · h2 blanques peó · a1 blanques torre · d1 blanques dama · f1 blanques torre · g1 blanques rei | c8 negres torre · d8 negres dama · e8 negres rei · f8 negres alfil · h8 negres torre · a7 negres peó · b7 negres peó · f7 negres peó · g7 negres peó · c6 negres cavall · e6 negres alfil · f6 negres cavall · h6 negres peó · d5 negres peó · d4 negres peó · b3 blanques peó · c3 blanques cavall · f3 blanques cavall · g3 blanques peó · a2 blanques peó · b2 blanques alfil · e2 blanques peó · f2 blanques peó · g2 blanques alfil · h2 blanques peó · a1 blanques torre · d1 blanques dama · f1 blanques torre · g1 blanques rei | c8 negres torre · d8 negres dama · e8 negres rei · f8 negres alfil · h8 negres torre · a7 negres peó · b7 negres peó · f7 negres peó · g7 negres peó · c6 negres cavall · e6 negres alfil · f6 negres cavall · h6 negres peó · d5 negres peó · d4 negres peó · b3 blanques peó · c3 blanques cavall · f3 blanques cavall · g3 blanques peó · a2 blanques peó · b2 blanques alfil · e2 blanques peó · f2 blanques peó · g2 blanques alfil · h2 blanques peó · a1 blanques torre · d1 blanques dama · f1 blanques torre · g1 blanques rei | c8 negres torre · d8 negres dama · e8 negres rei · f8 negres alfil · h8 negres torre · a7 negres peó · b7 negres peó · f7 negres peó · g7 negres peó · c6 negres cavall · e6 negres alfil · f6 negres cavall · h6 negres peó · d5 negres peó · d4 negres peó · b3 blanques peó · c3 blanques cavall · f3 blanques cavall · g3 blanques peó · a2 blanques peó · b2 blanques alfil · e2 blanques peó · f2 blanques peó · g2 blanques alfil · h2 blanques peó · a1 blanques torre · d1 blanques dama · f1 blanques torre · g1 blanques rei | c8 negres torre · d8 negres dama · e8 negres rei · f8 negres alfil · h8 negres torre · a7 negres peó · b7 negres peó · f7 negres peó · g7 negres peó · c6 negres cavall · e6 negres alfil · f6 negres cavall · h6 negres peó · d5 negres peó · d4 negres peó · b3 blanques peó · c3 blanques cavall · f3 blanques cavall · g3 blanques peó · a2 blanques peó · b2 blanques alfil · e2 blanques peó · f2 blanques peó · g2 blanques alfil · h2 blanques peó · a1 blanques torre · d1 blanques dama · f1 blanques torre · g1 blanques rei | c8 negres torre · d8 negres dama · e8 negres rei · f8 negres alfil · h8 negres torre · a7 negres peó · b7 negres peó · f7 negres peó · g7 negres peó · c6 negres cavall · e6 negres alfil · f6 negres cavall · h6 negres peó · d5 negres peó · d4 negres peó · b3 blanques peó · c3 blanques cavall · f3 blanques cavall · g3 blanques peó · a2 blanques peó · b2 blanques alfil · e2 blanques peó · f2 blanques peó · g2 blanques alfil · h2 blanques peó · a1 blanques torre · d1 blanques dama · f1 blanques torre · g1 blanques rei | c8 negres torre · d8 negres dama · e8 negres rei · f8 negres alfil · h8 negres torre · a7 negres peó · b7 negres peó · f7 negres peó · g7 negres peó · c6 negres cavall · e6 negres alfil · f6 negres cavall · h6 negres peó · d5 negres peó · d4 negres peó · b3 blanques peó · c3 blanques cavall · f3 blanques cavall · g3 blanques peó · a2 blanques peó · b2 blanques alfil · e2 blanques peó · f2 blanques peó · g2 blanques alfil · h2 blanques peó · a1 blanques torre · d1 blanques dama · f1 blanques torre · g1 blanques rei | 4 |
| 3 | c8 negres torre · d8 negres dama · e8 negres rei · f8 negres alfil · h8 negres torre · a7 negres peó · b7 negres peó · f7 negres peó · g7 negres peó · c6 negres cavall · e6 negres alfil · f6 negres cavall · h6 negres peó · d5 negres peó · d4 negres peó · b3 blanques peó · c3 blanques cavall · f3 blanques cavall · g3 blanques peó · a2 blanques peó · b2 blanques alfil · e2 blanques peó · f2 blanques peó · g2 blanques alfil · h2 blanques peó · a1 blanques torre · d1 blanques dama · f1 blanques torre · g1 blanques rei | c8 negres torre · d8 negres dama · e8 negres rei · f8 negres alfil · h8 negres torre · a7 negres peó · b7 negres peó · f7 negres peó · g7 negres peó · c6 negres cavall · e6 negres alfil · f6 negres cavall · h6 negres peó · d5 negres peó · d4 negres peó · b3 blanques peó · c3 blanques cavall · f3 blanques cavall · g3 blanques peó · a2 blanques peó · b2 blanques alfil · e2 blanques peó · f2 blanques peó · g2 blanques alfil · h2 blanques peó · a1 blanques torre · d1 blanques dama · f1 blanques torre · g1 blanques rei | c8 negres torre · d8 negres dama · e8 negres rei · f8 negres alfil · h8 negres torre · a7 negres peó · b7 negres peó · f7 negres peó · g7 negres peó · c6 negres cavall · e6 negres alfil · f6 negres cavall · h6 negres peó · d5 negres peó · d4 negres peó · b3 blanques peó · c3 blanques cavall · f3 blanques cavall · g3 blanques peó · a2 blanques peó · b2 blanques alfil · e2 blanques peó · f2 blanques peó · g2 blanques alfil · h2 blanques peó · a1 blanques torre · d1 blanques dama · f1 blanques torre · g1 blanques rei | c8 negres torre · d8 negres dama · e8 negres rei · f8 negres alfil · h8 negres torre · a7 negres peó · b7 negres peó · f7 negres peó · g7 negres peó · c6 negres cavall · e6 negres alfil · f6 negres cavall · h6 negres peó · d5 negres peó · d4 negres peó · b3 blanques peó · c3 blanques cavall · f3 blanques cavall · g3 blanques peó · a2 blanques peó · b2 blanques alfil · e2 blanques peó · f2 blanques peó · g2 blanques alfil · h2 blanques peó · a1 blanques torre · d1 blanques dama · f1 blanques torre · g1 blanques rei | c8 negres torre · d8 negres dama · e8 negres rei · f8 negres alfil · h8 negres torre · a7 negres peó · b7 negres peó · f7 negres peó · g7 negres peó · c6 negres cavall · e6 negres alfil · f6 negres cavall · h6 negres peó · d5 negres peó · d4 negres peó · b3 blanques peó · c3 blanques cavall · f3 blanques cavall · g3 blanques peó · a2 blanques peó · b2 blanques alfil · e2 blanques peó · f2 blanques peó · g2 blanques alfil · h2 blanques peó · a1 blanques torre · d1 blanques dama · f1 blanques torre · g1 blanques rei | c8 negres torre · d8 negres dama · e8 negres rei · f8 negres alfil · h8 negres torre · a7 negres peó · b7 negres peó · f7 negres peó · g7 negres peó · c6 negres cavall · e6 negres alfil · f6 negres cavall · h6 negres peó · d5 negres peó · d4 negres peó · b3 blanques peó · c3 blanques cavall · f3 blanques cavall · g3 blanques peó · a2 blanques peó · b2 blanques alfil · e2 blanques peó · f2 blanques peó · g2 blanques alfil · h2 blanques peó · a1 blanques torre · d1 blanques dama · f1 blanques torre · g1 blanques rei | c8 negres torre · d8 negres dama · e8 negres rei · f8 negres alfil · h8 negres torre · a7 negres peó · b7 negres peó · f7 negres peó · g7 negres peó · c6 negres cavall · e6 negres alfil · f6 negres cavall · h6 negres peó · d5 negres peó · d4 negres peó · b3 blanques peó · c3 blanques cavall · f3 blanques cavall · g3 blanques peó · a2 blanques peó · b2 blanques alfil · e2 blanques peó · f2 blanques peó · g2 blanques alfil · h2 blanques peó · a1 blanques torre · d1 blanques dama · f1 blanques torre · g1 blanques rei | c8 negres torre · d8 negres dama · e8 negres rei · f8 negres alfil · h8 negres torre · a7 negres peó · b7 negres peó · f7 negres peó · g7 negres peó · c6 negres cavall · e6 negres alfil · f6 negres cavall · h6 negres peó · d5 negres peó · d4 negres peó · b3 blanques peó · c3 blanques cavall · f3 blanques cavall · g3 blanques peó · a2 blanques peó · b2 blanques alfil · e2 blanques peó · f2 blanques peó · g2 blanques alfil · h2 blanques peó · a1 blanques torre · d1 blanques dama · f1 blanques torre · g1 blanques rei | 3 |
| 2 | c8 negres torre · d8 negres dama · e8 negres rei · f8 negres alfil · h8 negres torre · a7 negres peó · b7 negres peó · f7 negres peó · g7 negres peó · c6 negres cavall · e6 negres alfil · f6 negres cavall · h6 negres peó · d5 negres peó · d4 negres peó · b3 blanques peó · c3 blanques cavall · f3 blanques cavall · g3 blanques peó · a2 blanques peó · b2 blanques alfil · e2 blanques peó · f2 blanques peó · g2 blanques alfil · h2 blanques peó · a1 blanques torre · d1 blanques dama · f1 blanques torre · g1 blanques rei | c8 negres torre · d8 negres dama · e8 negres rei · f8 negres alfil · h8 negres torre · a7 negres peó · b7 negres peó · f7 negres peó · g7 negres peó · c6 negres cavall · e6 negres alfil · f6 negres cavall · h6 negres peó · d5 negres peó · d4 negres peó · b3 blanques peó · c3 blanques cavall · f3 blanques cavall · g3 blanques peó · a2 blanques peó · b2 blanques alfil · e2 blanques peó · f2 blanques peó · g2 blanques alfil · h2 blanques peó · a1 blanques torre · d1 blanques dama · f1 blanques torre · g1 blanques rei | c8 negres torre · d8 negres dama · e8 negres rei · f8 negres alfil · h8 negres torre · a7 negres peó · b7 negres peó · f7 negres peó · g7 negres peó · c6 negres cavall · e6 negres alfil · f6 negres cavall · h6 negres peó · d5 negres peó · d4 negres peó · b3 blanques peó · c3 blanques cavall · f3 blanques cavall · g3 blanques peó · a2 blanques peó · b2 blanques alfil · e2 blanques peó · f2 blanques peó · g2 blanques alfil · h2 blanques peó · a1 blanques torre · d1 blanques dama · f1 blanques torre · g1 blanques rei | c8 negres torre · d8 negres dama · e8 negres rei · f8 negres alfil · h8 negres torre · a7 negres peó · b7 negres peó · f7 negres peó · g7 negres peó · c6 negres cavall · e6 negres alfil · f6 negres cavall · h6 negres peó · d5 negres peó · d4 negres peó · b3 blanques peó · c3 blanques cavall · f3 blanques cavall · g3 blanques peó · a2 blanques peó · b2 blanques alfil · e2 blanques peó · f2 blanques peó · g2 blanques alfil · h2 blanques peó · a1 blanques torre · d1 blanques dama · f1 blanques torre · g1 blanques rei | c8 negres torre · d8 negres dama · e8 negres rei · f8 negres alfil · h8 negres torre · a7 negres peó · b7 negres peó · f7 negres peó · g7 negres peó · c6 negres cavall · e6 negres alfil · f6 negres cavall · h6 negres peó · d5 negres peó · d4 negres peó · b3 blanques peó · c3 blanques cavall · f3 blanques cavall · g3 blanques peó · a2 blanques peó · b2 blanques alfil · e2 blanques peó · f2 blanques peó · g2 blanques alfil · h2 blanques peó · a1 blanques torre · d1 blanques dama · f1 blanques torre · g1 blanques rei | c8 negres torre · d8 negres dama · e8 negres rei · f8 negres alfil · h8 negres torre · a7 negres peó · b7 negres peó · f7 negres peó · g7 negres peó · c6 negres cavall · e6 negres alfil · f6 negres cavall · h6 negres peó · d5 negres peó · d4 negres peó · b3 blanques peó · c3 blanques cavall · f3 blanques cavall · g3 blanques peó · a2 blanques peó · b2 blanques alfil · e2 blanques peó · f2 blanques peó · g2 blanques alfil · h2 blanques peó · a1 blanques torre · d1 blanques dama · f1 blanques torre · g1 blanques rei | c8 negres torre · d8 negres dama · e8 negres rei · f8 negres alfil · h8 negres torre · a7 negres peó · b7 negres peó · f7 negres peó · g7 negres peó · c6 negres cavall · e6 negres alfil · f6 negres cavall · h6 negres peó · d5 negres peó · d4 negres peó · b3 blanques peó · c3 blanques cavall · f3 blanques cavall · g3 blanques peó · a2 blanques peó · b2 blanques alfil · e2 blanques peó · f2 blanques peó · g2 blanques alfil · h2 blanques peó · a1 blanques torre · d1 blanques dama · f1 blanques torre · g1 blanques rei | c8 negres torre · d8 negres dama · e8 negres rei · f8 negres alfil · h8 negres torre · a7 negres peó · b7 negres peó · f7 negres peó · g7 negres peó · c6 negres cavall · e6 negres alfil · f6 negres cavall · h6 negres peó · d5 negres peó · d4 negres peó · b3 blanques peó · c3 blanques cavall · f3 blanques cavall · g3 blanques peó · a2 blanques peó · b2 blanques alfil · e2 blanques peó · f2 blanques peó · g2 blanques alfil · h2 blanques peó · a1 blanques torre · d1 blanques dama · f1 blanques torre · g1 blanques rei | 2 |
| 1 | c8 negres torre · d8 negres dama · e8 negres rei · f8 negres alfil · h8 negres torre · a7 negres peó · b7 negres peó · f7 negres peó · g7 negres peó · c6 negres cavall · e6 negres alfil · f6 negres cavall · h6 negres peó · d5 negres peó · d4 negres peó · b3 blanques peó · c3 blanques cavall · f3 blanques cavall · g3 blanques peó · a2 blanques peó · b2 blanques alfil · e2 blanques peó · f2 blanques peó · g2 blanques alfil · h2 blanques peó · a1 blanques torre · d1 blanques dama · f1 blanques torre · g1 blanques rei | c8 negres torre · d8 negres dama · e8 negres rei · f8 negres alfil · h8 negres torre · a7 negres peó · b7 negres peó · f7 negres peó · g7 negres peó · c6 negres cavall · e6 negres alfil · f6 negres cavall · h6 negres peó · d5 negres peó · d4 negres peó · b3 blanques peó · c3 blanques cavall · f3 blanques cavall · g3 blanques peó · a2 blanques peó · b2 blanques alfil · e2 blanques peó · f2 blanques peó · g2 blanques alfil · h2 blanques peó · a1 blanques torre · d1 blanques dama · f1 blanques torre · g1 blanques rei | c8 negres torre · d8 negres dama · e8 negres rei · f8 negres alfil · h8 negres torre · a7 negres peó · b7 negres peó · f7 negres peó · g7 negres peó · c6 negres cavall · e6 negres alfil · f6 negres cavall · h6 negres peó · d5 negres peó · d4 negres peó · b3 blanques peó · c3 blanques cavall · f3 blanques cavall · g3 blanques peó · a2 blanques peó · b2 blanques alfil · e2 blanques peó · f2 blanques peó · g2 blanques alfil · h2 blanques peó · a1 blanques torre · d1 blanques dama · f1 blanques torre · g1 blanques rei | c8 negres torre · d8 negres dama · e8 negres rei · f8 negres alfil · h8 negres torre · a7 negres peó · b7 negres peó · f7 negres peó · g7 negres peó · c6 negres cavall · e6 negres alfil · f6 negres cavall · h6 negres peó · d5 negres peó · d4 negres peó · b3 blanques peó · c3 blanques cavall · f3 blanques cavall · g3 blanques peó · a2 blanques peó · b2 blanques alfil · e2 blanques peó · f2 blanques peó · g2 blanques alfil · h2 blanques peó · a1 blanques torre · d1 blanques dama · f1 blanques torre · g1 blanques rei | c8 negres torre · d8 negres dama · e8 negres rei · f8 negres alfil · h8 negres torre · a7 negres peó · b7 negres peó · f7 negres peó · g7 negres peó · c6 negres cavall · e6 negres alfil · f6 negres cavall · h6 negres peó · d5 negres peó · d4 negres peó · b3 blanques peó · c3 blanques cavall · f3 blanques cavall · g3 blanques peó · a2 blanques peó · b2 blanques alfil · e2 blanques peó · f2 blanques peó · g2 blanques alfil · h2 blanques peó · a1 blanques torre · d1 blanques dama · f1 blanques torre · g1 blanques rei | c8 negres torre · d8 negres dama · e8 negres rei · f8 negres alfil · h8 negres torre · a7 negres peó · b7 negres peó · f7 negres peó · g7 negres peó · c6 negres cavall · e6 negres alfil · f6 negres cavall · h6 negres peó · d5 negres peó · d4 negres peó · b3 blanques peó · c3 blanques cavall · f3 blanques cavall · g3 blanques peó · a2 blanques peó · b2 blanques alfil · e2 blanques peó · f2 blanques peó · g2 blanques alfil · h2 blanques peó · a1 blanques torre · d1 blanques dama · f1 blanques torre · g1 blanques rei | c8 negres torre · d8 negres dama · e8 negres rei · f8 negres alfil · h8 negres torre · a7 negres peó · b7 negres peó · f7 negres peó · g7 negres peó · c6 negres cavall · e6 negres alfil · f6 negres cavall · h6 negres peó · d5 negres peó · d4 negres peó · b3 blanques peó · c3 blanques cavall · f3 blanques cavall · g3 blanques peó · a2 blanques peó · b2 blanques alfil · e2 blanques peó · f2 blanques peó · g2 blanques alfil · h2 blanques peó · a1 blanques torre · d1 blanques dama · f1 blanques torre · g1 blanques rei | c8 negres torre · d8 negres dama · e8 negres rei · f8 negres alfil · h8 negres torre · a7 negres peó · b7 negres peó · f7 negres peó · g7 negres peó · c6 negres cavall · e6 negres alfil · f6 negres cavall · h6 negres peó · d5 negres peó · d4 negres peó · b3 blanques peó · c3 blanques cavall · f3 blanques cavall · g3 blanques peó · a2 blanques peó · b2 blanques alfil · e2 blanques peó · f2 blanques peó · g2 blanques alfil · h2 blanques peó · a1 blanques torre · d1 blanques dama · f1 blanques torre · g1 blanques rei | 1 |
|   | a | b | c | d | e | f | g | h |   |

|   | a | b | c | d | e | f | g | h |   |
| 8 | a8 negres torre · d8 negres dama · f8 negres torre · g8 negres rei · a7 negres peó · f7 negres peó · g7 negres peó · b6 negres peó · c6 negres alfil · e6 negres cavall · h6 negres peó · d5 negres peó · c3 blanques cavall · e3 blanques peó · a2 blanques peó · b2 blanques peó · d2 blanques torre · f2 blanques peó · g2 blanques peó · h2 blanques peó · d1 blanques dama · e1 blanques rei · f1 blanques alfil · h1 blanques torre | a8 negres torre · d8 negres dama · f8 negres torre · g8 negres rei · a7 negres peó · f7 negres peó · g7 negres peó · b6 negres peó · c6 negres alfil · e6 negres cavall · h6 negres peó · d5 negres peó · c3 blanques cavall · e3 blanques peó · a2 blanques peó · b2 blanques peó · d2 blanques torre · f2 blanques peó · g2 blanques peó · h2 blanques peó · d1 blanques dama · e1 blanques rei · f1 blanques alfil · h1 blanques torre | a8 negres torre · d8 negres dama · f8 negres torre · g8 negres rei · a7 negres peó · f7 negres peó · g7 negres peó · b6 negres peó · c6 negres alfil · e6 negres cavall · h6 negres peó · d5 negres peó · c3 blanques cavall · e3 blanques peó · a2 blanques peó · b2 blanques peó · d2 blanques torre · f2 blanques peó · g2 blanques peó · h2 blanques peó · d1 blanques dama · e1 blanques rei · f1 blanques alfil · h1 blanques torre | a8 negres torre · d8 negres dama · f8 negres torre · g8 negres rei · a7 negres peó · f7 negres peó · g7 negres peó · b6 negres peó · c6 negres alfil · e6 negres cavall · h6 negres peó · d5 negres peó · c3 blanques cavall · e3 blanques peó · a2 blanques peó · b2 blanques peó · d2 blanques torre · f2 blanques peó · g2 blanques peó · h2 blanques peó · d1 blanques dama · e1 blanques rei · f1 blanques alfil · h1 blanques torre | a8 negres torre · d8 negres dama · f8 negres torre · g8 negres rei · a7 negres peó · f7 negres peó · g7 negres peó · b6 negres peó · c6 negres alfil · e6 negres cavall · h6 negres peó · d5 negres peó · c3 blanques cavall · e3 blanques peó · a2 blanques peó · b2 blanques peó · d2 blanques torre · f2 blanques peó · g2 blanques peó · h2 blanques peó · d1 blanques dama · e1 blanques rei · f1 blanques alfil · h1 blanques torre | a8 negres torre · d8 negres dama · f8 negres torre · g8 negres rei · a7 negres peó · f7 negres peó · g7 negres peó · b6 negres peó · c6 negres alfil · e6 negres cavall · h6 negres peó · d5 negres peó · c3 blanques cavall · e3 blanques peó · a2 blanques peó · b2 blanques peó · d2 blanques torre · f2 blanques peó · g2 blanques peó · h2 blanques peó · d1 blanques dama · e1 blanques rei · f1 blanques alfil · h1 blanques torre | a8 negres torre · d8 negres dama · f8 negres torre · g8 negres rei · a7 negres peó · f7 negres peó · g7 negres peó · b6 negres peó · c6 negres alfil · e6 negres cavall · h6 negres peó · d5 negres peó · c3 blanques cavall · e3 blanques peó · a2 blanques peó · b2 blanques peó · d2 blanques torre · f2 blanques peó · g2 blanques peó · h2 blanques peó · d1 blanques dama · e1 blanques rei · f1 blanques alfil · h1 blanques torre | a8 negres torre · d8 negres dama · f8 negres torre · g8 negres rei · a7 negres peó · f7 negres peó · g7 negres peó · b6 negres peó · c6 negres alfil · e6 negres cavall · h6 negres peó · d5 negres peó · c3 blanques cavall · e3 blanques peó · a2 blanques peó · b2 blanques peó · d2 blanques torre · f2 blanques peó · g2 blanques peó · h2 blanques peó · d1 blanques dama · e1 blanques rei · f1 blanques alfil · h1 blanques torre | 8 |
| 7 | a8 negres torre · d8 negres dama · f8 negres torre · g8 negres rei · a7 negres peó · f7 negres peó · g7 negres peó · b6 negres peó · c6 negres alfil · e6 negres cavall · h6 negres peó · d5 negres peó · c3 blanques cavall · e3 blanques peó · a2 blanques peó · b2 blanques peó · d2 blanques torre · f2 blanques peó · g2 blanques peó · h2 blanques peó · d1 blanques dama · e1 blanques rei · f1 blanques alfil · h1 blanques torre | a8 negres torre · d8 negres dama · f8 negres torre · g8 negres rei · a7 negres peó · f7 negres peó · g7 negres peó · b6 negres peó · c6 negres alfil · e6 negres cavall · h6 negres peó · d5 negres peó · c3 blanques cavall · e3 blanques peó · a2 blanques peó · b2 blanques peó · d2 blanques torre · f2 blanques peó · g2 blanques peó · h2 blanques peó · d1 blanques dama · e1 blanques rei · f1 blanques alfil · h1 blanques torre | a8 negres torre · d8 negres dama · f8 negres torre · g8 negres rei · a7 negres peó · f7 negres peó · g7 negres peó · b6 negres peó · c6 negres alfil · e6 negres cavall · h6 negres peó · d5 negres peó · c3 blanques cavall · e3 blanques peó · a2 blanques peó · b2 blanques peó · d2 blanques torre · f2 blanques peó · g2 blanques peó · h2 blanques peó · d1 blanques dama · e1 blanques rei · f1 blanques alfil · h1 blanques torre | a8 negres torre · d8 negres dama · f8 negres torre · g8 negres rei · a7 negres peó · f7 negres peó · g7 negres peó · b6 negres peó · c6 negres alfil · e6 negres cavall · h6 negres peó · d5 negres peó · c3 blanques cavall · e3 blanques peó · a2 blanques peó · b2 blanques peó · d2 blanques torre · f2 blanques peó · g2 blanques peó · h2 blanques peó · d1 blanques dama · e1 blanques rei · f1 blanques alfil · h1 blanques torre | a8 negres torre · d8 negres dama · f8 negres torre · g8 negres rei · a7 negres peó · f7 negres peó · g7 negres peó · b6 negres peó · c6 negres alfil · e6 negres cavall · h6 negres peó · d5 negres peó · c3 blanques cavall · e3 blanques peó · a2 blanques peó · b2 blanques peó · d2 blanques torre · f2 blanques peó · g2 blanques peó · h2 blanques peó · d1 blanques dama · e1 blanques rei · f1 blanques alfil · h1 blanques torre | a8 negres torre · d8 negres dama · f8 negres torre · g8 negres rei · a7 negres peó · f7 negres peó · g7 negres peó · b6 negres peó · c6 negres alfil · e6 negres cavall · h6 negres peó · d5 negres peó · c3 blanques cavall · e3 blanques peó · a2 blanques peó · b2 blanques peó · d2 blanques torre · f2 blanques peó · g2 blanques peó · h2 blanques peó · d1 blanques dama · e1 blanques rei · f1 blanques alfil · h1 blanques torre | a8 negres torre · d8 negres dama · f8 negres torre · g8 negres rei · a7 negres peó · f7 negres peó · g7 negres peó · b6 negres peó · c6 negres alfil · e6 negres cavall · h6 negres peó · d5 negres peó · c3 blanques cavall · e3 blanques peó · a2 blanques peó · b2 blanques peó · d2 blanques torre · f2 blanques peó · g2 blanques peó · h2 blanques peó · d1 blanques dama · e1 blanques rei · f1 blanques alfil · h1 blanques torre | a8 negres torre · d8 negres dama · f8 negres torre · g8 negres rei · a7 negres peó · f7 negres peó · g7 negres peó · b6 negres peó · c6 negres alfil · e6 negres cavall · h6 negres peó · d5 negres peó · c3 blanques cavall · e3 blanques peó · a2 blanques peó · b2 blanques peó · d2 blanques torre · f2 blanques peó · g2 blanques peó · h2 blanques peó · d1 blanques dama · e1 blanques rei · f1 blanques alfil · h1 blanques torre | 7 |
| 6 | a8 negres torre · d8 negres dama · f8 negres torre · g8 negres rei · a7 negres peó · f7 negres peó · g7 negres peó · b6 negres peó · c6 negres alfil · e6 negres cavall · h6 negres peó · d5 negres peó · c3 blanques cavall · e3 blanques peó · a2 blanques peó · b2 blanques peó · d2 blanques torre · f2 blanques peó · g2 blanques peó · h2 blanques peó · d1 blanques dama · e1 blanques rei · f1 blanques alfil · h1 blanques torre | a8 negres torre · d8 negres dama · f8 negres torre · g8 negres rei · a7 negres peó · f7 negres peó · g7 negres peó · b6 negres peó · c6 negres alfil · e6 negres cavall · h6 negres peó · d5 negres peó · c3 blanques cavall · e3 blanques peó · a2 blanques peó · b2 blanques peó · d2 blanques torre · f2 blanques peó · g2 blanques peó · h2 blanques peó · d1 blanques dama · e1 blanques rei · f1 blanques alfil · h1 blanques torre | a8 negres torre · d8 negres dama · f8 negres torre · g8 negres rei · a7 negres peó · f7 negres peó · g7 negres peó · b6 negres peó · c6 negres alfil · e6 negres cavall · h6 negres peó · d5 negres peó · c3 blanques cavall · e3 blanques peó · a2 blanques peó · b2 blanques peó · d2 blanques torre · f2 blanques peó · g2 blanques peó · h2 blanques peó · d1 blanques dama · e1 blanques rei · f1 blanques alfil · h1 blanques torre | a8 negres torre · d8 negres dama · f8 negres torre · g8 negres rei · a7 negres peó · f7 negres peó · g7 negres peó · b6 negres peó · c6 negres alfil · e6 negres cavall · h6 negres peó · d5 negres peó · c3 blanques cavall · e3 blanques peó · a2 blanques peó · b2 blanques peó · d2 blanques torre · f2 blanques peó · g2 blanques peó · h2 blanques peó · d1 blanques dama · e1 blanques rei · f1 blanques alfil · h1 blanques torre | a8 negres torre · d8 negres dama · f8 negres torre · g8 negres rei · a7 negres peó · f7 negres peó · g7 negres peó · b6 negres peó · c6 negres alfil · e6 negres cavall · h6 negres peó · d5 negres peó · c3 blanques cavall · e3 blanques peó · a2 blanques peó · b2 blanques peó · d2 blanques torre · f2 blanques peó · g2 blanques peó · h2 blanques peó · d1 blanques dama · e1 blanques rei · f1 blanques alfil · h1 blanques torre | a8 negres torre · d8 negres dama · f8 negres torre · g8 negres rei · a7 negres peó · f7 negres peó · g7 negres peó · b6 negres peó · c6 negres alfil · e6 negres cavall · h6 negres peó · d5 negres peó · c3 blanques cavall · e3 blanques peó · a2 blanques peó · b2 blanques peó · d2 blanques torre · f2 blanques peó · g2 blanques peó · h2 blanques peó · d1 blanques dama · e1 blanques rei · f1 blanques alfil · h1 blanques torre | a8 negres torre · d8 negres dama · f8 negres torre · g8 negres rei · a7 negres peó · f7 negres peó · g7 negres peó · b6 negres peó · c6 negres alfil · e6 negres cavall · h6 negres peó · d5 negres peó · c3 blanques cavall · e3 blanques peó · a2 blanques peó · b2 blanques peó · d2 blanques torre · f2 blanques peó · g2 blanques peó · h2 blanques peó · d1 blanques dama · e1 blanques rei · f1 blanques alfil · h1 blanques torre | a8 negres torre · d8 negres dama · f8 negres torre · g8 negres rei · a7 negres peó · f7 negres peó · g7 negres peó · b6 negres peó · c6 negres alfil · e6 negres cavall · h6 negres peó · d5 negres peó · c3 blanques cavall · e3 blanques peó · a2 blanques peó · b2 blanques peó · d2 blanques torre · f2 blanques peó · g2 blanques peó · h2 blanques peó · d1 blanques dama · e1 blanques rei · f1 blanques alfil · h1 blanques torre | 6 |
| 5 | a8 negres torre · d8 negres dama · f8 negres torre · g8 negres rei · a7 negres peó · f7 negres peó · g7 negres peó · b6 negres peó · c6 negres alfil · e6 negres cavall · h6 negres peó · d5 negres peó · c3 blanques cavall · e3 blanques peó · a2 blanques peó · b2 blanques peó · d2 blanques torre · f2 blanques peó · g2 blanques peó · h2 blanques peó · d1 blanques dama · e1 blanques rei · f1 blanques alfil · h1 blanques torre | a8 negres torre · d8 negres dama · f8 negres torre · g8 negres rei · a7 negres peó · f7 negres peó · g7 negres peó · b6 negres peó · c6 negres alfil · e6 negres cavall · h6 negres peó · d5 negres peó · c3 blanques cavall · e3 blanques peó · a2 blanques peó · b2 blanques peó · d2 blanques torre · f2 blanques peó · g2 blanques peó · h2 blanques peó · d1 blanques dama · e1 blanques rei · f1 blanques alfil · h1 blanques torre | a8 negres torre · d8 negres dama · f8 negres torre · g8 negres rei · a7 negres peó · f7 negres peó · g7 negres peó · b6 negres peó · c6 negres alfil · e6 negres cavall · h6 negres peó · d5 negres peó · c3 blanques cavall · e3 blanques peó · a2 blanques peó · b2 blanques peó · d2 blanques torre · f2 blanques peó · g2 blanques peó · h2 blanques peó · d1 blanques dama · e1 blanques rei · f1 blanques alfil · h1 blanques torre | a8 negres torre · d8 negres dama · f8 negres torre · g8 negres rei · a7 negres peó · f7 negres peó · g7 negres peó · b6 negres peó · c6 negres alfil · e6 negres cavall · h6 negres peó · d5 negres peó · c3 blanques cavall · e3 blanques peó · a2 blanques peó · b2 blanques peó · d2 blanques torre · f2 blanques peó · g2 blanques peó · h2 blanques peó · d1 blanques dama · e1 blanques rei · f1 blanques alfil · h1 blanques torre | a8 negres torre · d8 negres dama · f8 negres torre · g8 negres rei · a7 negres peó · f7 negres peó · g7 negres peó · b6 negres peó · c6 negres alfil · e6 negres cavall · h6 negres peó · d5 negres peó · c3 blanques cavall · e3 blanques peó · a2 blanques peó · b2 blanques peó · d2 blanques torre · f2 blanques peó · g2 blanques peó · h2 blanques peó · d1 blanques dama · e1 blanques rei · f1 blanques alfil · h1 blanques torre | a8 negres torre · d8 negres dama · f8 negres torre · g8 negres rei · a7 negres peó · f7 negres peó · g7 negres peó · b6 negres peó · c6 negres alfil · e6 negres cavall · h6 negres peó · d5 negres peó · c3 blanques cavall · e3 blanques peó · a2 blanques peó · b2 blanques peó · d2 blanques torre · f2 blanques peó · g2 blanques peó · h2 blanques peó · d1 blanques dama · e1 blanques rei · f1 blanques alfil · h1 blanques torre | a8 negres torre · d8 negres dama · f8 negres torre · g8 negres rei · a7 negres peó · f7 negres peó · g7 negres peó · b6 negres peó · c6 negres alfil · e6 negres cavall · h6 negres peó · d5 negres peó · c3 blanques cavall · e3 blanques peó · a2 blanques peó · b2 blanques peó · d2 blanques torre · f2 blanques peó · g2 blanques peó · h2 blanques peó · d1 blanques dama · e1 blanques rei · f1 blanques alfil · h1 blanques torre | a8 negres torre · d8 negres dama · f8 negres torre · g8 negres rei · a7 negres peó · f7 negres peó · g7 negres peó · b6 negres peó · c6 negres alfil · e6 negres cavall · h6 negres peó · d5 negres peó · c3 blanques cavall · e3 blanques peó · a2 blanques peó · b2 blanques peó · d2 blanques torre · f2 blanques peó · g2 blanques peó · h2 blanques peó · d1 blanques dama · e1 blanques rei · f1 blanques alfil · h1 blanques torre | 5 |
| 4 | a8 negres torre · d8 negres dama · f8 negres torre · g8 negres rei · a7 negres peó · f7 negres peó · g7 negres peó · b6 negres peó · c6 negres alfil · e6 negres cavall · h6 negres peó · d5 negres peó · c3 blanques cavall · e3 blanques peó · a2 blanques peó · b2 blanques peó · d2 blanques torre · f2 blanques peó · g2 blanques peó · h2 blanques peó · d1 blanques dama · e1 blanques rei · f1 blanques alfil · h1 blanques torre | a8 negres torre · d8 negres dama · f8 negres torre · g8 negres rei · a7 negres peó · f7 negres peó · g7 negres peó · b6 negres peó · c6 negres alfil · e6 negres cavall · h6 negres peó · d5 negres peó · c3 blanques cavall · e3 blanques peó · a2 blanques peó · b2 blanques peó · d2 blanques torre · f2 blanques peó · g2 blanques peó · h2 blanques peó · d1 blanques dama · e1 blanques rei · f1 blanques alfil · h1 blanques torre | a8 negres torre · d8 negres dama · f8 negres torre · g8 negres rei · a7 negres peó · f7 negres peó · g7 negres peó · b6 negres peó · c6 negres alfil · e6 negres cavall · h6 negres peó · d5 negres peó · c3 blanques cavall · e3 blanques peó · a2 blanques peó · b2 blanques peó · d2 blanques torre · f2 blanques peó · g2 blanques peó · h2 blanques peó · d1 blanques dama · e1 blanques rei · f1 blanques alfil · h1 blanques torre | a8 negres torre · d8 negres dama · f8 negres torre · g8 negres rei · a7 negres peó · f7 negres peó · g7 negres peó · b6 negres peó · c6 negres alfil · e6 negres cavall · h6 negres peó · d5 negres peó · c3 blanques cavall · e3 blanques peó · a2 blanques peó · b2 blanques peó · d2 blanques torre · f2 blanques peó · g2 blanques peó · h2 blanques peó · d1 blanques dama · e1 blanques rei · f1 blanques alfil · h1 blanques torre | a8 negres torre · d8 negres dama · f8 negres torre · g8 negres rei · a7 negres peó · f7 negres peó · g7 negres peó · b6 negres peó · c6 negres alfil · e6 negres cavall · h6 negres peó · d5 negres peó · c3 blanques cavall · e3 blanques peó · a2 blanques peó · b2 blanques peó · d2 blanques torre · f2 blanques peó · g2 blanques peó · h2 blanques peó · d1 blanques dama · e1 blanques rei · f1 blanques alfil · h1 blanques torre | a8 negres torre · d8 negres dama · f8 negres torre · g8 negres rei · a7 negres peó · f7 negres peó · g7 negres peó · b6 negres peó · c6 negres alfil · e6 negres cavall · h6 negres peó · d5 negres peó · c3 blanques cavall · e3 blanques peó · a2 blanques peó · b2 blanques peó · d2 blanques torre · f2 blanques peó · g2 blanques peó · h2 blanques peó · d1 blanques dama · e1 blanques rei · f1 blanques alfil · h1 blanques torre | a8 negres torre · d8 negres dama · f8 negres torre · g8 negres rei · a7 negres peó · f7 negres peó · g7 negres peó · b6 negres peó · c6 negres alfil · e6 negres cavall · h6 negres peó · d5 negres peó · c3 blanques cavall · e3 blanques peó · a2 blanques peó · b2 blanques peó · d2 blanques torre · f2 blanques peó · g2 blanques peó · h2 blanques peó · d1 blanques dama · e1 blanques rei · f1 blanques alfil · h1 blanques torre | a8 negres torre · d8 negres dama · f8 negres torre · g8 negres rei · a7 negres peó · f7 negres peó · g7 negres peó · b6 negres peó · c6 negres alfil · e6 negres cavall · h6 negres peó · d5 negres peó · c3 blanques cavall · e3 blanques peó · a2 blanques peó · b2 blanques peó · d2 blanques torre · f2 blanques peó · g2 blanques peó · h2 blanques peó · d1 blanques dama · e1 blanques rei · f1 blanques alfil · h1 blanques torre | 4 |
| 3 | a8 negres torre · d8 negres dama · f8 negres torre · g8 negres rei · a7 negres peó · f7 negres peó · g7 negres peó · b6 negres peó · c6 negres alfil · e6 negres cavall · h6 negres peó · d5 negres peó · c3 blanques cavall · e3 blanques peó · a2 blanques peó · b2 blanques peó · d2 blanques torre · f2 blanques peó · g2 blanques peó · h2 blanques peó · d1 blanques dama · e1 blanques rei · f1 blanques alfil · h1 blanques torre | a8 negres torre · d8 negres dama · f8 negres torre · g8 negres rei · a7 negres peó · f7 negres peó · g7 negres peó · b6 negres peó · c6 negres alfil · e6 negres cavall · h6 negres peó · d5 negres peó · c3 blanques cavall · e3 blanques peó · a2 blanques peó · b2 blanques peó · d2 blanques torre · f2 blanques peó · g2 blanques peó · h2 blanques peó · d1 blanques dama · e1 blanques rei · f1 blanques alfil · h1 blanques torre | a8 negres torre · d8 negres dama · f8 negres torre · g8 negres rei · a7 negres peó · f7 negres peó · g7 negres peó · b6 negres peó · c6 negres alfil · e6 negres cavall · h6 negres peó · d5 negres peó · c3 blanques cavall · e3 blanques peó · a2 blanques peó · b2 blanques peó · d2 blanques torre · f2 blanques peó · g2 blanques peó · h2 blanques peó · d1 blanques dama · e1 blanques rei · f1 blanques alfil · h1 blanques torre | a8 negres torre · d8 negres dama · f8 negres torre · g8 negres rei · a7 negres peó · f7 negres peó · g7 negres peó · b6 negres peó · c6 negres alfil · e6 negres cavall · h6 negres peó · d5 negres peó · c3 blanques cavall · e3 blanques peó · a2 blanques peó · b2 blanques peó · d2 blanques torre · f2 blanques peó · g2 blanques peó · h2 blanques peó · d1 blanques dama · e1 blanques rei · f1 blanques alfil · h1 blanques torre | a8 negres torre · d8 negres dama · f8 negres torre · g8 negres rei · a7 negres peó · f7 negres peó · g7 negres peó · b6 negres peó · c6 negres alfil · e6 negres cavall · h6 negres peó · d5 negres peó · c3 blanques cavall · e3 blanques peó · a2 blanques peó · b2 blanques peó · d2 blanques torre · f2 blanques peó · g2 blanques peó · h2 blanques peó · d1 blanques dama · e1 blanques rei · f1 blanques alfil · h1 blanques torre | a8 negres torre · d8 negres dama · f8 negres torre · g8 negres rei · a7 negres peó · f7 negres peó · g7 negres peó · b6 negres peó · c6 negres alfil · e6 negres cavall · h6 negres peó · d5 negres peó · c3 blanques cavall · e3 blanques peó · a2 blanques peó · b2 blanques peó · d2 blanques torre · f2 blanques peó · g2 blanques peó · h2 blanques peó · d1 blanques dama · e1 blanques rei · f1 blanques alfil · h1 blanques torre | a8 negres torre · d8 negres dama · f8 negres torre · g8 negres rei · a7 negres peó · f7 negres peó · g7 negres peó · b6 negres peó · c6 negres alfil · e6 negres cavall · h6 negres peó · d5 negres peó · c3 blanques cavall · e3 blanques peó · a2 blanques peó · b2 blanques peó · d2 blanques torre · f2 blanques peó · g2 blanques peó · h2 blanques peó · d1 blanques dama · e1 blanques rei · f1 blanques alfil · h1 blanques torre | a8 negres torre · d8 negres dama · f8 negres torre · g8 negres rei · a7 negres peó · f7 negres peó · g7 negres peó · b6 negres peó · c6 negres alfil · e6 negres cavall · h6 negres peó · d5 negres peó · c3 blanques cavall · e3 blanques peó · a2 blanques peó · b2 blanques peó · d2 blanques torre · f2 blanques peó · g2 blanques peó · h2 blanques peó · d1 blanques dama · e1 blanques rei · f1 blanques alfil · h1 blanques torre | 3 |
| 2 | a8 negres torre · d8 negres dama · f8 negres torre · g8 negres rei · a7 negres peó · f7 negres peó · g7 negres peó · b6 negres peó · c6 negres alfil · e6 negres cavall · h6 negres peó · d5 negres peó · c3 blanques cavall · e3 blanques peó · a2 blanques peó · b2 blanques peó · d2 blanques torre · f2 blanques peó · g2 blanques peó · h2 blanques peó · d1 blanques dama · e1 blanques rei · f1 blanques alfil · h1 blanques torre | a8 negres torre · d8 negres dama · f8 negres torre · g8 negres rei · a7 negres peó · f7 negres peó · g7 negres peó · b6 negres peó · c6 negres alfil · e6 negres cavall · h6 negres peó · d5 negres peó · c3 blanques cavall · e3 blanques peó · a2 blanques peó · b2 blanques peó · d2 blanques torre · f2 blanques peó · g2 blanques peó · h2 blanques peó · d1 blanques dama · e1 blanques rei · f1 blanques alfil · h1 blanques torre | a8 negres torre · d8 negres dama · f8 negres torre · g8 negres rei · a7 negres peó · f7 negres peó · g7 negres peó · b6 negres peó · c6 negres alfil · e6 negres cavall · h6 negres peó · d5 negres peó · c3 blanques cavall · e3 blanques peó · a2 blanques peó · b2 blanques peó · d2 blanques torre · f2 blanques peó · g2 blanques peó · h2 blanques peó · d1 blanques dama · e1 blanques rei · f1 blanques alfil · h1 blanques torre | a8 negres torre · d8 negres dama · f8 negres torre · g8 negres rei · a7 negres peó · f7 negres peó · g7 negres peó · b6 negres peó · c6 negres alfil · e6 negres cavall · h6 negres peó · d5 negres peó · c3 blanques cavall · e3 blanques peó · a2 blanques peó · b2 blanques peó · d2 blanques torre · f2 blanques peó · g2 blanques peó · h2 blanques peó · d1 blanques dama · e1 blanques rei · f1 blanques alfil · h1 blanques torre | a8 negres torre · d8 negres dama · f8 negres torre · g8 negres rei · a7 negres peó · f7 negres peó · g7 negres peó · b6 negres peó · c6 negres alfil · e6 negres cavall · h6 negres peó · d5 negres peó · c3 blanques cavall · e3 blanques peó · a2 blanques peó · b2 blanques peó · d2 blanques torre · f2 blanques peó · g2 blanques peó · h2 blanques peó · d1 blanques dama · e1 blanques rei · f1 blanques alfil · h1 blanques torre | a8 negres torre · d8 negres dama · f8 negres torre · g8 negres rei · a7 negres peó · f7 negres peó · g7 negres peó · b6 negres peó · c6 negres alfil · e6 negres cavall · h6 negres peó · d5 negres peó · c3 blanques cavall · e3 blanques peó · a2 blanques peó · b2 blanques peó · d2 blanques torre · f2 blanques peó · g2 blanques peó · h2 blanques peó · d1 blanques dama · e1 blanques rei · f1 blanques alfil · h1 blanques torre | a8 negres torre · d8 negres dama · f8 negres torre · g8 negres rei · a7 negres peó · f7 negres peó · g7 negres peó · b6 negres peó · c6 negres alfil · e6 negres cavall · h6 negres peó · d5 negres peó · c3 blanques cavall · e3 blanques peó · a2 blanques peó · b2 blanques peó · d2 blanques torre · f2 blanques peó · g2 blanques peó · h2 blanques peó · d1 blanques dama · e1 blanques rei · f1 blanques alfil · h1 blanques torre | a8 negres torre · d8 negres dama · f8 negres torre · g8 negres rei · a7 negres peó · f7 negres peó · g7 negres peó · b6 negres peó · c6 negres alfil · e6 negres cavall · h6 negres peó · d5 negres peó · c3 blanques cavall · e3 blanques peó · a2 blanques peó · b2 blanques peó · d2 blanques torre · f2 blanques peó · g2 blanques peó · h2 blanques peó · d1 blanques dama · e1 blanques rei · f1 blanques alfil · h1 blanques torre | 2 |
| 1 | a8 negres torre · d8 negres dama · f8 negres torre · g8 negres rei · a7 negres peó · f7 negres peó · g7 negres peó · b6 negres peó · c6 negres alfil · e6 negres cavall · h6 negres peó · d5 negres peó · c3 blanques cavall · e3 blanques peó · a2 blanques peó · b2 blanques peó · d2 blanques torre · f2 blanques peó · g2 blanques peó · h2 blanques peó · d1 blanques dama · e1 blanques rei · f1 blanques alfil · h1 blanques torre | a8 negres torre · d8 negres dama · f8 negres torre · g8 negres rei · a7 negres peó · f7 negres peó · g7 negres peó · b6 negres peó · c6 negres alfil · e6 negres cavall · h6 negres peó · d5 negres peó · c3 blanques cavall · e3 blanques peó · a2 blanques peó · b2 blanques peó · d2 blanques torre · f2 blanques peó · g2 blanques peó · h2 blanques peó · d1 blanques dama · e1 blanques rei · f1 blanques alfil · h1 blanques torre | a8 negres torre · d8 negres dama · f8 negres torre · g8 negres rei · a7 negres peó · f7 negres peó · g7 negres peó · b6 negres peó · c6 negres alfil · e6 negres cavall · h6 negres peó · d5 negres peó · c3 blanques cavall · e3 blanques peó · a2 blanques peó · b2 blanques peó · d2 blanques torre · f2 blanques peó · g2 blanques peó · h2 blanques peó · d1 blanques dama · e1 blanques rei · f1 blanques alfil · h1 blanques torre | a8 negres torre · d8 negres dama · f8 negres torre · g8 negres rei · a7 negres peó · f7 negres peó · g7 negres peó · b6 negres peó · c6 negres alfil · e6 negres cavall · h6 negres peó · d5 negres peó · c3 blanques cavall · e3 blanques peó · a2 blanques peó · b2 blanques peó · d2 blanques torre · f2 blanques peó · g2 blanques peó · h2 blanques peó · d1 blanques dama · e1 blanques rei · f1 blanques alfil · h1 blanques torre | a8 negres torre · d8 negres dama · f8 negres torre · g8 negres rei · a7 negres peó · f7 negres peó · g7 negres peó · b6 negres peó · c6 negres alfil · e6 negres cavall · h6 negres peó · d5 negres peó · c3 blanques cavall · e3 blanques peó · a2 blanques peó · b2 blanques peó · d2 blanques torre · f2 blanques peó · g2 blanques peó · h2 blanques peó · d1 blanques dama · e1 blanques rei · f1 blanques alfil · h1 blanques torre | a8 negres torre · d8 negres dama · f8 negres torre · g8 negres rei · a7 negres peó · f7 negres peó · g7 negres peó · b6 negres peó · c6 negres alfil · e6 negres cavall · h6 negres peó · d5 negres peó · c3 blanques cavall · e3 blanques peó · a2 blanques peó · b2 blanques peó · d2 blanques torre · f2 blanques peó · g2 blanques peó · h2 blanques peó · d1 blanques dama · e1 blanques rei · f1 blanques alfil · h1 blanques torre | a8 negres torre · d8 negres dama · f8 negres torre · g8 negres rei · a7 negres peó · f7 negres peó · g7 negres peó · b6 negres peó · c6 negres alfil · e6 negres cavall · h6 negres peó · d5 negres peó · c3 blanques cavall · e3 blanques peó · a2 blanques peó · b2 blanques peó · d2 blanques torre · f2 blanques peó · g2 blanques peó · h2 blanques peó · d1 blanques dama · e1 blanques rei · f1 blanques alfil · h1 blanques torre | a8 negres torre · d8 negres dama · f8 negres torre · g8 negres rei · a7 negres peó · f7 negres peó · g7 negres peó · b6 negres peó · c6 negres alfil · e6 negres cavall · h6 negres peó · d5 negres peó · c3 blanques cavall · e3 blanques peó · a2 blanques peó · b2 blanques peó · d2 blanques torre · f2 blanques peó · g2 blanques peó · h2 blanques peó · d1 blanques dama · e1 blanques rei · f1 blanques alfil · h1 blanques torre | 1 |
|   | a | b | c | d | e | f | g | h |   |

El peó aïllat porta cap a un joc actiu al voltant de la casella d5. Si les negres poden controlar el peó, els seus punts forts posicionals i l'amenaça de canvis els donaran l'avantatge. Si no, l'amenaça de la ruptura d4-d5 està sempre present, i el peó aïllat de vegades pot ser sacrificat per alliberar el potencial de les peces blanques, cosa que permetria que les blanques llancessin un atac llampec. En Kaspàrov és conegut per la seva especulació amb els sacrificis d4-d5.
|   | a | b | c | d | e | f | g | h |   |
| 8 | a7 negres peó · b7 negres peó · f7 negres peó · g7 negres peó · h7 negres peó · e6 negres peó · c4 blanques peó · d4 blanques peó · a2 blanques peó · f2 blanques peó · g2 blanques peó · h2 blanques peó | a7 negres peó · b7 negres peó · f7 negres peó · g7 negres peó · h7 negres peó · e6 negres peó · c4 blanques peó · d4 blanques peó · a2 blanques peó · f2 blanques peó · g2 blanques peó · h2 blanques peó | a7 negres peó · b7 negres peó · f7 negres peó · g7 negres peó · h7 negres peó · e6 negres peó · c4 blanques peó · d4 blanques peó · a2 blanques peó · f2 blanques peó · g2 blanques peó · h2 blanques peó | a7 negres peó · b7 negres peó · f7 negres peó · g7 negres peó · h7 negres peó · e6 negres peó · c4 blanques peó · d4 blanques peó · a2 blanques peó · f2 blanques peó · g2 blanques peó · h2 blanques peó | a7 negres peó · b7 negres peó · f7 negres peó · g7 negres peó · h7 negres peó · e6 negres peó · c4 blanques peó · d4 blanques peó · a2 blanques peó · f2 blanques peó · g2 blanques peó · h2 blanques peó | a7 negres peó · b7 negres peó · f7 negres peó · g7 negres peó · h7 negres peó · e6 negres peó · c4 blanques peó · d4 blanques peó · a2 blanques peó · f2 blanques peó · g2 blanques peó · h2 blanques peó | a7 negres peó · b7 negres peó · f7 negres peó · g7 negres peó · h7 negres peó · e6 negres peó · c4 blanques peó · d4 blanques peó · a2 blanques peó · f2 blanques peó · g2 blanques peó · h2 blanques peó | a7 negres peó · b7 negres peó · f7 negres peó · g7 negres peó · h7 negres peó · e6 negres peó · c4 blanques peó · d4 blanques peó · a2 blanques peó · f2 blanques peó · g2 blanques peó · h2 blanques peó | 8 |
| 7 | a7 negres peó · b7 negres peó · f7 negres peó · g7 negres peó · h7 negres peó · e6 negres peó · c4 blanques peó · d4 blanques peó · a2 blanques peó · f2 blanques peó · g2 blanques peó · h2 blanques peó | a7 negres peó · b7 negres peó · f7 negres peó · g7 negres peó · h7 negres peó · e6 negres peó · c4 blanques peó · d4 blanques peó · a2 blanques peó · f2 blanques peó · g2 blanques peó · h2 blanques peó | a7 negres peó · b7 negres peó · f7 negres peó · g7 negres peó · h7 negres peó · e6 negres peó · c4 blanques peó · d4 blanques peó · a2 blanques peó · f2 blanques peó · g2 blanques peó · h2 blanques peó | a7 negres peó · b7 negres peó · f7 negres peó · g7 negres peó · h7 negres peó · e6 negres peó · c4 blanques peó · d4 blanques peó · a2 blanques peó · f2 blanques peó · g2 blanques peó · h2 blanques peó | a7 negres peó · b7 negres peó · f7 negres peó · g7 negres peó · h7 negres peó · e6 negres peó · c4 blanques peó · d4 blanques peó · a2 blanques peó · f2 blanques peó · g2 blanques peó · h2 blanques peó | a7 negres peó · b7 negres peó · f7 negres peó · g7 negres peó · h7 negres peó · e6 negres peó · c4 blanques peó · d4 blanques peó · a2 blanques peó · f2 blanques peó · g2 blanques peó · h2 blanques peó | a7 negres peó · b7 negres peó · f7 negres peó · g7 negres peó · h7 negres peó · e6 negres peó · c4 blanques peó · d4 blanques peó · a2 blanques peó · f2 blanques peó · g2 blanques peó · h2 blanques peó | a7 negres peó · b7 negres peó · f7 negres peó · g7 negres peó · h7 negres peó · e6 negres peó · c4 blanques peó · d4 blanques peó · a2 blanques peó · f2 blanques peó · g2 blanques peó · h2 blanques peó | 7 |
| 6 | a7 negres peó · b7 negres peó · f7 negres peó · g7 negres peó · h7 negres peó · e6 negres peó · c4 blanques peó · d4 blanques peó · a2 blanques peó · f2 blanques peó · g2 blanques peó · h2 blanques peó | a7 negres peó · b7 negres peó · f7 negres peó · g7 negres peó · h7 negres peó · e6 negres peó · c4 blanques peó · d4 blanques peó · a2 blanques peó · f2 blanques peó · g2 blanques peó · h2 blanques peó | a7 negres peó · b7 negres peó · f7 negres peó · g7 negres peó · h7 negres peó · e6 negres peó · c4 blanques peó · d4 blanques peó · a2 blanques peó · f2 blanques peó · g2 blanques peó · h2 blanques peó | a7 negres peó · b7 negres peó · f7 negres peó · g7 negres peó · h7 negres peó · e6 negres peó · c4 blanques peó · d4 blanques peó · a2 blanques peó · f2 blanques peó · g2 blanques peó · h2 blanques peó | a7 negres peó · b7 negres peó · f7 negres peó · g7 negres peó · h7 negres peó · e6 negres peó · c4 blanques peó · d4 blanques peó · a2 blanques peó · f2 blanques peó · g2 blanques peó · h2 blanques peó | a7 negres peó · b7 negres peó · f7 negres peó · g7 negres peó · h7 negres peó · e6 negres peó · c4 blanques peó · d4 blanques peó · a2 blanques peó · f2 blanques peó · g2 blanques peó · h2 blanques peó | a7 negres peó · b7 negres peó · f7 negres peó · g7 negres peó · h7 negres peó · e6 negres peó · c4 blanques peó · d4 blanques peó · a2 blanques peó · f2 blanques peó · g2 blanques peó · h2 blanques peó | a7 negres peó · b7 negres peó · f7 negres peó · g7 negres peó · h7 negres peó · e6 negres peó · c4 blanques peó · d4 blanques peó · a2 blanques peó · f2 blanques peó · g2 blanques peó · h2 blanques peó | 6 |
| 5 | a7 negres peó · b7 negres peó · f7 negres peó · g7 negres peó · h7 negres peó · e6 negres peó · c4 blanques peó · d4 blanques peó · a2 blanques peó · f2 blanques peó · g2 blanques peó · h2 blanques peó | a7 negres peó · b7 negres peó · f7 negres peó · g7 negres peó · h7 negres peó · e6 negres peó · c4 blanques peó · d4 blanques peó · a2 blanques peó · f2 blanques peó · g2 blanques peó · h2 blanques peó | a7 negres peó · b7 negres peó · f7 negres peó · g7 negres peó · h7 negres peó · e6 negres peó · c4 blanques peó · d4 blanques peó · a2 blanques peó · f2 blanques peó · g2 blanques peó · h2 blanques peó | a7 negres peó · b7 negres peó · f7 negres peó · g7 negres peó · h7 negres peó · e6 negres peó · c4 blanques peó · d4 blanques peó · a2 blanques peó · f2 blanques peó · g2 blanques peó · h2 blanques peó | a7 negres peó · b7 negres peó · f7 negres peó · g7 negres peó · h7 negres peó · e6 negres peó · c4 blanques peó · d4 blanques peó · a2 blanques peó · f2 blanques peó · g2 blanques peó · h2 blanques peó | a7 negres peó · b7 negres peó · f7 negres peó · g7 negres peó · h7 negres peó · e6 negres peó · c4 blanques peó · d4 blanques peó · a2 blanques peó · f2 blanques peó · g2 blanques peó · h2 blanques peó | a7 negres peó · b7 negres peó · f7 negres peó · g7 negres peó · h7 negres peó · e6 negres peó · c4 blanques peó · d4 blanques peó · a2 blanques peó · f2 blanques peó · g2 blanques peó · h2 blanques peó | a7 negres peó · b7 negres peó · f7 negres peó · g7 negres peó · h7 negres peó · e6 negres peó · c4 blanques peó · d4 blanques peó · a2 blanques peó · f2 blanques peó · g2 blanques peó · h2 blanques peó | 5 |
| 4 | a7 negres peó · b7 negres peó · f7 negres peó · g7 negres peó · h7 negres peó · e6 negres peó · c4 blanques peó · d4 blanques peó · a2 blanques peó · f2 blanques peó · g2 blanques peó · h2 blanques peó | a7 negres peó · b7 negres peó · f7 negres peó · g7 negres peó · h7 negres peó · e6 negres peó · c4 blanques peó · d4 blanques peó · a2 blanques peó · f2 blanques peó · g2 blanques peó · h2 blanques peó | a7 negres peó · b7 negres peó · f7 negres peó · g7 negres peó · h7 negres peó · e6 negres peó · c4 blanques peó · d4 blanques peó · a2 blanques peó · f2 blanques peó · g2 blanques peó · h2 blanques peó | a7 negres peó · b7 negres peó · f7 negres peó · g7 negres peó · h7 negres peó · e6 negres peó · c4 blanques peó · d4 blanques peó · a2 blanques peó · f2 blanques peó · g2 blanques peó · h2 blanques peó | a7 negres peó · b7 negres peó · f7 negres peó · g7 negres peó · h7 negres peó · e6 negres peó · c4 blanques peó · d4 blanques peó · a2 blanques peó · f2 blanques peó · g2 blanques peó · h2 blanques peó | a7 negres peó · b7 negres peó · f7 negres peó · g7 negres peó · h7 negres peó · e6 negres peó · c4 blanques peó · d4 blanques peó · a2 blanques peó · f2 blanques peó · g2 blanques peó · h2 blanques peó | a7 negres peó · b7 negres peó · f7 negres peó · g7 negres peó · h7 negres peó · e6 negres peó · c4 blanques peó · d4 blanques peó · a2 blanques peó · f2 blanques peó · g2 blanques peó · h2 blanques peó | a7 negres peó · b7 negres peó · f7 negres peó · g7 negres peó · h7 negres peó · e6 negres peó · c4 blanques peó · d4 blanques peó · a2 blanques peó · f2 blanques peó · g2 blanques peó · h2 blanques peó | 4 |
| 3 | a7 negres peó · b7 negres peó · f7 negres peó · g7 negres peó · h7 negres peó · e6 negres peó · c4 blanques peó · d4 blanques peó · a2 blanques peó · f2 blanques peó · g2 blanques peó · h2 blanques peó | a7 negres peó · b7 negres peó · f7 negres peó · g7 negres peó · h7 negres peó · e6 negres peó · c4 blanques peó · d4 blanques peó · a2 blanques peó · f2 blanques peó · g2 blanques peó · h2 blanques peó | a7 negres peó · b7 negres peó · f7 negres peó · g7 negres peó · h7 negres peó · e6 negres peó · c4 blanques peó · d4 blanques peó · a2 blanques peó · f2 blanques peó · g2 blanques peó · h2 blanques peó | a7 negres peó · b7 negres peó · f7 negres peó · g7 negres peó · h7 negres peó · e6 negres peó · c4 blanques peó · d4 blanques peó · a2 blanques peó · f2 blanques peó · g2 blanques peó · h2 blanques peó | a7 negres peó · b7 negres peó · f7 negres peó · g7 negres peó · h7 negres peó · e6 negres peó · c4 blanques peó · d4 blanques peó · a2 blanques peó · f2 blanques peó · g2 blanques peó · h2 blanques peó | a7 negres peó · b7 negres peó · f7 negres peó · g7 negres peó · h7 negres peó · e6 negres peó · c4 blanques peó · d4 blanques peó · a2 blanques peó · f2 blanques peó · g2 blanques peó · h2 blanques peó | a7 negres peó · b7 negres peó · f7 negres peó · g7 negres peó · h7 negres peó · e6 negres peó · c4 blanques peó · d4 blanques peó · a2 blanques peó · f2 blanques peó · g2 blanques peó · h2 blanques peó | a7 negres peó · b7 negres peó · f7 negres peó · g7 negres peó · h7 negres peó · e6 negres peó · c4 blanques peó · d4 blanques peó · a2 blanques peó · f2 blanques peó · g2 blanques peó · h2 blanques peó | 3 |
| 2 | a7 negres peó · b7 negres peó · f7 negres peó · g7 negres peó · h7 negres peó · e6 negres peó · c4 blanques peó · d4 blanques peó · a2 blanques peó · f2 blanques peó · g2 blanques peó · h2 blanques peó | a7 negres peó · b7 negres peó · f7 negres peó · g7 negres peó · h7 negres peó · e6 negres peó · c4 blanques peó · d4 blanques peó · a2 blanques peó · f2 blanques peó · g2 blanques peó · h2 blanques peó | a7 negres peó · b7 negres peó · f7 negres peó · g7 negres peó · h7 negres peó · e6 negres peó · c4 blanques peó · d4 blanques peó · a2 blanques peó · f2 blanques peó · g2 blanques peó · h2 blanques peó | a7 negres peó · b7 negres peó · f7 negres peó · g7 negres peó · h7 negres peó · e6 negres peó · c4 blanques peó · d4 blanques peó · a2 blanques peó · f2 blanques peó · g2 blanques peó · h2 blanques peó | a7 negres peó · b7 negres peó · f7 negres peó · g7 negres peó · h7 negres peó · e6 negres peó · c4 blanques peó · d4 blanques peó · a2 blanques peó · f2 blanques peó · g2 blanques peó · h2 blanques peó | a7 negres peó · b7 negres peó · f7 negres peó · g7 negres peó · h7 negres peó · e6 negres peó · c4 blanques peó · d4 blanques peó · a2 blanques peó · f2 blanques peó · g2 blanques peó · h2 blanques peó | a7 negres peó · b7 negres peó · f7 negres peó · g7 negres peó · h7 negres peó · e6 negres peó · c4 blanques peó · d4 blanques peó · a2 blanques peó · f2 blanques peó · g2 blanques peó · h2 blanques peó | a7 negres peó · b7 negres peó · f7 negres peó · g7 negres peó · h7 negres peó · e6 negres peó · c4 blanques peó · d4 blanques peó · a2 blanques peó · f2 blanques peó · g2 blanques peó · h2 blanques peó | 2 |
| 1 | a7 negres peó · b7 negres peó · f7 negres peó · g7 negres peó · h7 negres peó · e6 negres peó · c4 blanques peó · d4 blanques peó · a2 blanques peó · f2 blanques peó · g2 blanques peó · h2 blanques peó | a7 negres peó · b7 negres peó · f7 negres peó · g7 negres peó · h7 negres peó · e6 negres peó · c4 blanques peó · d4 blanques peó · a2 blanques peó · f2 blanques peó · g2 blanques peó · h2 blanques peó | a7 negres peó · b7 negres peó · f7 negres peó · g7 negres peó · h7 negres peó · e6 negres peó · c4 blanques peó · d4 blanques peó · a2 blanques peó · f2 blanques peó · g2 blanques peó · h2 blanques peó | a7 negres peó · b7 negres peó · f7 negres peó · g7 negres peó · h7 negres peó · e6 negres peó · c4 blanques peó · d4 blanques peó · a2 blanques peó · f2 blanques peó · g2 blanques peó · h2 blanques peó | a7 negres peó · b7 negres peó · f7 negres peó · g7 negres peó · h7 negres peó · e6 negres peó · c4 blanques peó · d4 blanques peó · a2 blanques peó · f2 blanques peó · g2 blanques peó · h2 blanques peó | a7 negres peó · b7 negres peó · f7 negres peó · g7 negres peó · h7 negres peó · e6 negres peó · c4 blanques peó · d4 blanques peó · a2 blanques peó · f2 blanques peó · g2 blanques peó · h2 blanques peó | a7 negres peó · b7 negres peó · f7 negres peó · g7 negres peó · h7 negres peó · e6 negres peó · c4 blanques peó · d4 blanques peó · a2 blanques peó · f2 blanques peó · g2 blanques peó · h2 blanques peó | a7 negres peó · b7 negres peó · f7 negres peó · g7 negres peó · h7 negres peó · e6 negres peó · c4 blanques peó · d4 blanques peó · a2 blanques peó · f2 blanques peó · g2 blanques peó · h2 blanques peó | 1 |
|   | a | b | c | d | e | f | g | h |   |

### Gambit de dama: peons penjants
Obertures: Primària: Gambit de dama refusat. Altres: Defensa índia de dama.
Característiques: Partida oberta.
Temes per les blanques: Línies obertes al centre, atac al flanc de rei.
Temes per les negres: Forçar l'avanç dels peons per tal de blocar-los, i convertir-los en peó aïllat.
Igualment com el peó aïllat, els peons penjants són una debilitat estructural, i cal evitar-los llevat que la posició de les peces ofereixi certa compensació. El joc gira al voltant dels intents negres de forçar que un dels peons avanci. Si les negres poden establir un bloqueig permanent, la partida és posicionalment guanyada. D'altra banda, les blanques volen mantenir els peons penjants, intentant de generar un atac al flanc de rei aprofitant el seu superior control del centre. D'altres temes per les blanques inclouen possibilitats tàctiques i obertura de línies al centre.
|   | a | b | c | d | e | f | g | h |   |
| 8 | a7 negres peó · b7 negres peó · f7 negres peó · g7 negres peó · h7 negres peó · c6 negres peó · d5 negres peó · d4 blanques peó · e3 blanques peó · a2 blanques peó · b2 blanques peó · f2 blanques peó · g2 blanques peó · h2 blanques peó | a7 negres peó · b7 negres peó · f7 negres peó · g7 negres peó · h7 negres peó · c6 negres peó · d5 negres peó · d4 blanques peó · e3 blanques peó · a2 blanques peó · b2 blanques peó · f2 blanques peó · g2 blanques peó · h2 blanques peó | a7 negres peó · b7 negres peó · f7 negres peó · g7 negres peó · h7 negres peó · c6 negres peó · d5 negres peó · d4 blanques peó · e3 blanques peó · a2 blanques peó · b2 blanques peó · f2 blanques peó · g2 blanques peó · h2 blanques peó | a7 negres peó · b7 negres peó · f7 negres peó · g7 negres peó · h7 negres peó · c6 negres peó · d5 negres peó · d4 blanques peó · e3 blanques peó · a2 blanques peó · b2 blanques peó · f2 blanques peó · g2 blanques peó · h2 blanques peó | a7 negres peó · b7 negres peó · f7 negres peó · g7 negres peó · h7 negres peó · c6 negres peó · d5 negres peó · d4 blanques peó · e3 blanques peó · a2 blanques peó · b2 blanques peó · f2 blanques peó · g2 blanques peó · h2 blanques peó | a7 negres peó · b7 negres peó · f7 negres peó · g7 negres peó · h7 negres peó · c6 negres peó · d5 negres peó · d4 blanques peó · e3 blanques peó · a2 blanques peó · b2 blanques peó · f2 blanques peó · g2 blanques peó · h2 blanques peó | a7 negres peó · b7 negres peó · f7 negres peó · g7 negres peó · h7 negres peó · c6 negres peó · d5 negres peó · d4 blanques peó · e3 blanques peó · a2 blanques peó · b2 blanques peó · f2 blanques peó · g2 blanques peó · h2 blanques peó | a7 negres peó · b7 negres peó · f7 negres peó · g7 negres peó · h7 negres peó · c6 negres peó · d5 negres peó · d4 blanques peó · e3 blanques peó · a2 blanques peó · b2 blanques peó · f2 blanques peó · g2 blanques peó · h2 blanques peó | 8 |
| 7 | a7 negres peó · b7 negres peó · f7 negres peó · g7 negres peó · h7 negres peó · c6 negres peó · d5 negres peó · d4 blanques peó · e3 blanques peó · a2 blanques peó · b2 blanques peó · f2 blanques peó · g2 blanques peó · h2 blanques peó | a7 negres peó · b7 negres peó · f7 negres peó · g7 negres peó · h7 negres peó · c6 negres peó · d5 negres peó · d4 blanques peó · e3 blanques peó · a2 blanques peó · b2 blanques peó · f2 blanques peó · g2 blanques peó · h2 blanques peó | a7 negres peó · b7 negres peó · f7 negres peó · g7 negres peó · h7 negres peó · c6 negres peó · d5 negres peó · d4 blanques peó · e3 blanques peó · a2 blanques peó · b2 blanques peó · f2 blanques peó · g2 blanques peó · h2 blanques peó | a7 negres peó · b7 negres peó · f7 negres peó · g7 negres peó · h7 negres peó · c6 negres peó · d5 negres peó · d4 blanques peó · e3 blanques peó · a2 blanques peó · b2 blanques peó · f2 blanques peó · g2 blanques peó · h2 blanques peó | a7 negres peó · b7 negres peó · f7 negres peó · g7 negres peó · h7 negres peó · c6 negres peó · d5 negres peó · d4 blanques peó · e3 blanques peó · a2 blanques peó · b2 blanques peó · f2 blanques peó · g2 blanques peó · h2 blanques peó | a7 negres peó · b7 negres peó · f7 negres peó · g7 negres peó · h7 negres peó · c6 negres peó · d5 negres peó · d4 blanques peó · e3 blanques peó · a2 blanques peó · b2 blanques peó · f2 blanques peó · g2 blanques peó · h2 blanques peó | a7 negres peó · b7 negres peó · f7 negres peó · g7 negres peó · h7 negres peó · c6 negres peó · d5 negres peó · d4 blanques peó · e3 blanques peó · a2 blanques peó · b2 blanques peó · f2 blanques peó · g2 blanques peó · h2 blanques peó | a7 negres peó · b7 negres peó · f7 negres peó · g7 negres peó · h7 negres peó · c6 negres peó · d5 negres peó · d4 blanques peó · e3 blanques peó · a2 blanques peó · b2 blanques peó · f2 blanques peó · g2 blanques peó · h2 blanques peó | 7 |
| 6 | a7 negres peó · b7 negres peó · f7 negres peó · g7 negres peó · h7 negres peó · c6 negres peó · d5 negres peó · d4 blanques peó · e3 blanques peó · a2 blanques peó · b2 blanques peó · f2 blanques peó · g2 blanques peó · h2 blanques peó | a7 negres peó · b7 negres peó · f7 negres peó · g7 negres peó · h7 negres peó · c6 negres peó · d5 negres peó · d4 blanques peó · e3 blanques peó · a2 blanques peó · b2 blanques peó · f2 blanques peó · g2 blanques peó · h2 blanques peó | a7 negres peó · b7 negres peó · f7 negres peó · g7 negres peó · h7 negres peó · c6 negres peó · d5 negres peó · d4 blanques peó · e3 blanques peó · a2 blanques peó · b2 blanques peó · f2 blanques peó · g2 blanques peó · h2 blanques peó | a7 negres peó · b7 negres peó · f7 negres peó · g7 negres peó · h7 negres peó · c6 negres peó · d5 negres peó · d4 blanques peó · e3 blanques peó · a2 blanques peó · b2 blanques peó · f2 blanques peó · g2 blanques peó · h2 blanques peó | a7 negres peó · b7 negres peó · f7 negres peó · g7 negres peó · h7 negres peó · c6 negres peó · d5 negres peó · d4 blanques peó · e3 blanques peó · a2 blanques peó · b2 blanques peó · f2 blanques peó · g2 blanques peó · h2 blanques peó | a7 negres peó · b7 negres peó · f7 negres peó · g7 negres peó · h7 negres peó · c6 negres peó · d5 negres peó · d4 blanques peó · e3 blanques peó · a2 blanques peó · b2 blanques peó · f2 blanques peó · g2 blanques peó · h2 blanques peó | a7 negres peó · b7 negres peó · f7 negres peó · g7 negres peó · h7 negres peó · c6 negres peó · d5 negres peó · d4 blanques peó · e3 blanques peó · a2 blanques peó · b2 blanques peó · f2 blanques peó · g2 blanques peó · h2 blanques peó | a7 negres peó · b7 negres peó · f7 negres peó · g7 negres peó · h7 negres peó · c6 negres peó · d5 negres peó · d4 blanques peó · e3 blanques peó · a2 blanques peó · b2 blanques peó · f2 blanques peó · g2 blanques peó · h2 blanques peó | 6 |
| 5 | a7 negres peó · b7 negres peó · f7 negres peó · g7 negres peó · h7 negres peó · c6 negres peó · d5 negres peó · d4 blanques peó · e3 blanques peó · a2 blanques peó · b2 blanques peó · f2 blanques peó · g2 blanques peó · h2 blanques peó | a7 negres peó · b7 negres peó · f7 negres peó · g7 negres peó · h7 negres peó · c6 negres peó · d5 negres peó · d4 blanques peó · e3 blanques peó · a2 blanques peó · b2 blanques peó · f2 blanques peó · g2 blanques peó · h2 blanques peó | a7 negres peó · b7 negres peó · f7 negres peó · g7 negres peó · h7 negres peó · c6 negres peó · d5 negres peó · d4 blanques peó · e3 blanques peó · a2 blanques peó · b2 blanques peó · f2 blanques peó · g2 blanques peó · h2 blanques peó | a7 negres peó · b7 negres peó · f7 negres peó · g7 negres peó · h7 negres peó · c6 negres peó · d5 negres peó · d4 blanques peó · e3 blanques peó · a2 blanques peó · b2 blanques peó · f2 blanques peó · g2 blanques peó · h2 blanques peó | a7 negres peó · b7 negres peó · f7 negres peó · g7 negres peó · h7 negres peó · c6 negres peó · d5 negres peó · d4 blanques peó · e3 blanques peó · a2 blanques peó · b2 blanques peó · f2 blanques peó · g2 blanques peó · h2 blanques peó | a7 negres peó · b7 negres peó · f7 negres peó · g7 negres peó · h7 negres peó · c6 negres peó · d5 negres peó · d4 blanques peó · e3 blanques peó · a2 blanques peó · b2 blanques peó · f2 blanques peó · g2 blanques peó · h2 blanques peó | a7 negres peó · b7 negres peó · f7 negres peó · g7 negres peó · h7 negres peó · c6 negres peó · d5 negres peó · d4 blanques peó · e3 blanques peó · a2 blanques peó · b2 blanques peó · f2 blanques peó · g2 blanques peó · h2 blanques peó | a7 negres peó · b7 negres peó · f7 negres peó · g7 negres peó · h7 negres peó · c6 negres peó · d5 negres peó · d4 blanques peó · e3 blanques peó · a2 blanques peó · b2 blanques peó · f2 blanques peó · g2 blanques peó · h2 blanques peó | 5 |
| 4 | a7 negres peó · b7 negres peó · f7 negres peó · g7 negres peó · h7 negres peó · c6 negres peó · d5 negres peó · d4 blanques peó · e3 blanques peó · a2 blanques peó · b2 blanques peó · f2 blanques peó · g2 blanques peó · h2 blanques peó | a7 negres peó · b7 negres peó · f7 negres peó · g7 negres peó · h7 negres peó · c6 negres peó · d5 negres peó · d4 blanques peó · e3 blanques peó · a2 blanques peó · b2 blanques peó · f2 blanques peó · g2 blanques peó · h2 blanques peó | a7 negres peó · b7 negres peó · f7 negres peó · g7 negres peó · h7 negres peó · c6 negres peó · d5 negres peó · d4 blanques peó · e3 blanques peó · a2 blanques peó · b2 blanques peó · f2 blanques peó · g2 blanques peó · h2 blanques peó | a7 negres peó · b7 negres peó · f7 negres peó · g7 negres peó · h7 negres peó · c6 negres peó · d5 negres peó · d4 blanques peó · e3 blanques peó · a2 blanques peó · b2 blanques peó · f2 blanques peó · g2 blanques peó · h2 blanques peó | a7 negres peó · b7 negres peó · f7 negres peó · g7 negres peó · h7 negres peó · c6 negres peó · d5 negres peó · d4 blanques peó · e3 blanques peó · a2 blanques peó · b2 blanques peó · f2 blanques peó · g2 blanques peó · h2 blanques peó | a7 negres peó · b7 negres peó · f7 negres peó · g7 negres peó · h7 negres peó · c6 negres peó · d5 negres peó · d4 blanques peó · e3 blanques peó · a2 blanques peó · b2 blanques peó · f2 blanques peó · g2 blanques peó · h2 blanques peó | a7 negres peó · b7 negres peó · f7 negres peó · g7 negres peó · h7 negres peó · c6 negres peó · d5 negres peó · d4 blanques peó · e3 blanques peó · a2 blanques peó · b2 blanques peó · f2 blanques peó · g2 blanques peó · h2 blanques peó | a7 negres peó · b7 negres peó · f7 negres peó · g7 negres peó · h7 negres peó · c6 negres peó · d5 negres peó · d4 blanques peó · e3 blanques peó · a2 blanques peó · b2 blanques peó · f2 blanques peó · g2 blanques peó · h2 blanques peó | 4 |
| 3 | a7 negres peó · b7 negres peó · f7 negres peó · g7 negres peó · h7 negres peó · c6 negres peó · d5 negres peó · d4 blanques peó · e3 blanques peó · a2 blanques peó · b2 blanques peó · f2 blanques peó · g2 blanques peó · h2 blanques peó | a7 negres peó · b7 negres peó · f7 negres peó · g7 negres peó · h7 negres peó · c6 negres peó · d5 negres peó · d4 blanques peó · e3 blanques peó · a2 blanques peó · b2 blanques peó · f2 blanques peó · g2 blanques peó · h2 blanques peó | a7 negres peó · b7 negres peó · f7 negres peó · g7 negres peó · h7 negres peó · c6 negres peó · d5 negres peó · d4 blanques peó · e3 blanques peó · a2 blanques peó · b2 blanques peó · f2 blanques peó · g2 blanques peó · h2 blanques peó | a7 negres peó · b7 negres peó · f7 negres peó · g7 negres peó · h7 negres peó · c6 negres peó · d5 negres peó · d4 blanques peó · e3 blanques peó · a2 blanques peó · b2 blanques peó · f2 blanques peó · g2 blanques peó · h2 blanques peó | a7 negres peó · b7 negres peó · f7 negres peó · g7 negres peó · h7 negres peó · c6 negres peó · d5 negres peó · d4 blanques peó · e3 blanques peó · a2 blanques peó · b2 blanques peó · f2 blanques peó · g2 blanques peó · h2 blanques peó | a7 negres peó · b7 negres peó · f7 negres peó · g7 negres peó · h7 negres peó · c6 negres peó · d5 negres peó · d4 blanques peó · e3 blanques peó · a2 blanques peó · b2 blanques peó · f2 blanques peó · g2 blanques peó · h2 blanques peó | a7 negres peó · b7 negres peó · f7 negres peó · g7 negres peó · h7 negres peó · c6 negres peó · d5 negres peó · d4 blanques peó · e3 blanques peó · a2 blanques peó · b2 blanques peó · f2 blanques peó · g2 blanques peó · h2 blanques peó | a7 negres peó · b7 negres peó · f7 negres peó · g7 negres peó · h7 negres peó · c6 negres peó · d5 negres peó · d4 blanques peó · e3 blanques peó · a2 blanques peó · b2 blanques peó · f2 blanques peó · g2 blanques peó · h2 blanques peó | 3 |
| 2 | a7 negres peó · b7 negres peó · f7 negres peó · g7 negres peó · h7 negres peó · c6 negres peó · d5 negres peó · d4 blanques peó · e3 blanques peó · a2 blanques peó · b2 blanques peó · f2 blanques peó · g2 blanques peó · h2 blanques peó | a7 negres peó · b7 negres peó · f7 negres peó · g7 negres peó · h7 negres peó · c6 negres peó · d5 negres peó · d4 blanques peó · e3 blanques peó · a2 blanques peó · b2 blanques peó · f2 blanques peó · g2 blanques peó · h2 blanques peó | a7 negres peó · b7 negres peó · f7 negres peó · g7 negres peó · h7 negres peó · c6 negres peó · d5 negres peó · d4 blanques peó · e3 blanques peó · a2 blanques peó · b2 blanques peó · f2 blanques peó · g2 blanques peó · h2 blanques peó | a7 negres peó · b7 negres peó · f7 negres peó · g7 negres peó · h7 negres peó · c6 negres peó · d5 negres peó · d4 blanques peó · e3 blanques peó · a2 blanques peó · b2 blanques peó · f2 blanques peó · g2 blanques peó · h2 blanques peó | a7 negres peó · b7 negres peó · f7 negres peó · g7 negres peó · h7 negres peó · c6 negres peó · d5 negres peó · d4 blanques peó · e3 blanques peó · a2 blanques peó · b2 blanques peó · f2 blanques peó · g2 blanques peó · h2 blanques peó | a7 negres peó · b7 negres peó · f7 negres peó · g7 negres peó · h7 negres peó · c6 negres peó · d5 negres peó · d4 blanques peó · e3 blanques peó · a2 blanques peó · b2 blanques peó · f2 blanques peó · g2 blanques peó · h2 blanques peó | a7 negres peó · b7 negres peó · f7 negres peó · g7 negres peó · h7 negres peó · c6 negres peó · d5 negres peó · d4 blanques peó · e3 blanques peó · a2 blanques peó · b2 blanques peó · f2 blanques peó · g2 blanques peó · h2 blanques peó | a7 negres peó · b7 negres peó · f7 negres peó · g7 negres peó · h7 negres peó · c6 negres peó · d5 negres peó · d4 blanques peó · e3 blanques peó · a2 blanques peó · b2 blanques peó · f2 blanques peó · g2 blanques peó · h2 blanques peó | 2 |
| 1 | a7 negres peó · b7 negres peó · f7 negres peó · g7 negres peó · h7 negres peó · c6 negres peó · d5 negres peó · d4 blanques peó · e3 blanques peó · a2 blanques peó · b2 blanques peó · f2 blanques peó · g2 blanques peó · h2 blanques peó | a7 negres peó · b7 negres peó · f7 negres peó · g7 negres peó · h7 negres peó · c6 negres peó · d5 negres peó · d4 blanques peó · e3 blanques peó · a2 blanques peó · b2 blanques peó · f2 blanques peó · g2 blanques peó · h2 blanques peó | a7 negres peó · b7 negres peó · f7 negres peó · g7 negres peó · h7 negres peó · c6 negres peó · d5 negres peó · d4 blanques peó · e3 blanques peó · a2 blanques peó · b2 blanques peó · f2 blanques peó · g2 blanques peó · h2 blanques peó | a7 negres peó · b7 negres peó · f7 negres peó · g7 negres peó · h7 negres peó · c6 negres peó · d5 negres peó · d4 blanques peó · e3 blanques peó · a2 blanques peó · b2 blanques peó · f2 blanques peó · g2 blanques peó · h2 blanques peó | a7 negres peó · b7 negres peó · f7 negres peó · g7 negres peó · h7 negres peó · c6 negres peó · d5 negres peó · d4 blanques peó · e3 blanques peó · a2 blanques peó · b2 blanques peó · f2 blanques peó · g2 blanques peó · h2 blanques peó | a7 negres peó · b7 negres peó · f7 negres peó · g7 negres peó · h7 negres peó · c6 negres peó · d5 negres peó · d4 blanques peó · e3 blanques peó · a2 blanques peó · b2 blanques peó · f2 blanques peó · g2 blanques peó · h2 blanques peó | a7 negres peó · b7 negres peó · f7 negres peó · g7 negres peó · h7 negres peó · c6 negres peó · d5 negres peó · d4 blanques peó · e3 blanques peó · a2 blanques peó · b2 blanques peó · f2 blanques peó · g2 blanques peó · h2 blanques peó | a7 negres peó · b7 negres peó · f7 negres peó · g7 negres peó · h7 negres peó · c6 negres peó · d5 negres peó · d4 blanques peó · e3 blanques peó · a2 blanques peó · b2 blanques peó · f2 blanques peó · g2 blanques peó · h2 blanques peó | 1 |
|   | a | b | c | d | e | f | g | h |   |

### Gambit de dama - variant ortodoxa del canvi
Obertures: Primària: Gambit de dama refusat. Altres: Caro-Kann (amb colors invertits).
Característiques: Partida semioberta.
Temes per les blanques: Atac de minories, ruptura e3-e4.
Temes per les negres: punt fort e4, atac al flanc de rei.
|   | a | b | c | d | e | f | g | h |   |
| 8 | a7 negres peó · b7 negres peó · f7 negres peó · g7 negres peó · h7 negres peó · e6 negres peó · c5 blanques peó · d5 negres peó · d4 blanques peó · a2 blanques peó · b2 blanques peó · f2 blanques peó · g2 blanques peó · h2 blanques peó | a7 negres peó · b7 negres peó · f7 negres peó · g7 negres peó · h7 negres peó · e6 negres peó · c5 blanques peó · d5 negres peó · d4 blanques peó · a2 blanques peó · b2 blanques peó · f2 blanques peó · g2 blanques peó · h2 blanques peó | a7 negres peó · b7 negres peó · f7 negres peó · g7 negres peó · h7 negres peó · e6 negres peó · c5 blanques peó · d5 negres peó · d4 blanques peó · a2 blanques peó · b2 blanques peó · f2 blanques peó · g2 blanques peó · h2 blanques peó | a7 negres peó · b7 negres peó · f7 negres peó · g7 negres peó · h7 negres peó · e6 negres peó · c5 blanques peó · d5 negres peó · d4 blanques peó · a2 blanques peó · b2 blanques peó · f2 blanques peó · g2 blanques peó · h2 blanques peó | a7 negres peó · b7 negres peó · f7 negres peó · g7 negres peó · h7 negres peó · e6 negres peó · c5 blanques peó · d5 negres peó · d4 blanques peó · a2 blanques peó · b2 blanques peó · f2 blanques peó · g2 blanques peó · h2 blanques peó | a7 negres peó · b7 negres peó · f7 negres peó · g7 negres peó · h7 negres peó · e6 negres peó · c5 blanques peó · d5 negres peó · d4 blanques peó · a2 blanques peó · b2 blanques peó · f2 blanques peó · g2 blanques peó · h2 blanques peó | a7 negres peó · b7 negres peó · f7 negres peó · g7 negres peó · h7 negres peó · e6 negres peó · c5 blanques peó · d5 negres peó · d4 blanques peó · a2 blanques peó · b2 blanques peó · f2 blanques peó · g2 blanques peó · h2 blanques peó | a7 negres peó · b7 negres peó · f7 negres peó · g7 negres peó · h7 negres peó · e6 negres peó · c5 blanques peó · d5 negres peó · d4 blanques peó · a2 blanques peó · b2 blanques peó · f2 blanques peó · g2 blanques peó · h2 blanques peó | 8 |
| 7 | a7 negres peó · b7 negres peó · f7 negres peó · g7 negres peó · h7 negres peó · e6 negres peó · c5 blanques peó · d5 negres peó · d4 blanques peó · a2 blanques peó · b2 blanques peó · f2 blanques peó · g2 blanques peó · h2 blanques peó | a7 negres peó · b7 negres peó · f7 negres peó · g7 negres peó · h7 negres peó · e6 negres peó · c5 blanques peó · d5 negres peó · d4 blanques peó · a2 blanques peó · b2 blanques peó · f2 blanques peó · g2 blanques peó · h2 blanques peó | a7 negres peó · b7 negres peó · f7 negres peó · g7 negres peó · h7 negres peó · e6 negres peó · c5 blanques peó · d5 negres peó · d4 blanques peó · a2 blanques peó · b2 blanques peó · f2 blanques peó · g2 blanques peó · h2 blanques peó | a7 negres peó · b7 negres peó · f7 negres peó · g7 negres peó · h7 negres peó · e6 negres peó · c5 blanques peó · d5 negres peó · d4 blanques peó · a2 blanques peó · b2 blanques peó · f2 blanques peó · g2 blanques peó · h2 blanques peó | a7 negres peó · b7 negres peó · f7 negres peó · g7 negres peó · h7 negres peó · e6 negres peó · c5 blanques peó · d5 negres peó · d4 blanques peó · a2 blanques peó · b2 blanques peó · f2 blanques peó · g2 blanques peó · h2 blanques peó | a7 negres peó · b7 negres peó · f7 negres peó · g7 negres peó · h7 negres peó · e6 negres peó · c5 blanques peó · d5 negres peó · d4 blanques peó · a2 blanques peó · b2 blanques peó · f2 blanques peó · g2 blanques peó · h2 blanques peó | a7 negres peó · b7 negres peó · f7 negres peó · g7 negres peó · h7 negres peó · e6 negres peó · c5 blanques peó · d5 negres peó · d4 blanques peó · a2 blanques peó · b2 blanques peó · f2 blanques peó · g2 blanques peó · h2 blanques peó | a7 negres peó · b7 negres peó · f7 negres peó · g7 negres peó · h7 negres peó · e6 negres peó · c5 blanques peó · d5 negres peó · d4 blanques peó · a2 blanques peó · b2 blanques peó · f2 blanques peó · g2 blanques peó · h2 blanques peó | 7 |
| 6 | a7 negres peó · b7 negres peó · f7 negres peó · g7 negres peó · h7 negres peó · e6 negres peó · c5 blanques peó · d5 negres peó · d4 blanques peó · a2 blanques peó · b2 blanques peó · f2 blanques peó · g2 blanques peó · h2 blanques peó | a7 negres peó · b7 negres peó · f7 negres peó · g7 negres peó · h7 negres peó · e6 negres peó · c5 blanques peó · d5 negres peó · d4 blanques peó · a2 blanques peó · b2 blanques peó · f2 blanques peó · g2 blanques peó · h2 blanques peó | a7 negres peó · b7 negres peó · f7 negres peó · g7 negres peó · h7 negres peó · e6 negres peó · c5 blanques peó · d5 negres peó · d4 blanques peó · a2 blanques peó · b2 blanques peó · f2 blanques peó · g2 blanques peó · h2 blanques peó | a7 negres peó · b7 negres peó · f7 negres peó · g7 negres peó · h7 negres peó · e6 negres peó · c5 blanques peó · d5 negres peó · d4 blanques peó · a2 blanques peó · b2 blanques peó · f2 blanques peó · g2 blanques peó · h2 blanques peó | a7 negres peó · b7 negres peó · f7 negres peó · g7 negres peó · h7 negres peó · e6 negres peó · c5 blanques peó · d5 negres peó · d4 blanques peó · a2 blanques peó · b2 blanques peó · f2 blanques peó · g2 blanques peó · h2 blanques peó | a7 negres peó · b7 negres peó · f7 negres peó · g7 negres peó · h7 negres peó · e6 negres peó · c5 blanques peó · d5 negres peó · d4 blanques peó · a2 blanques peó · b2 blanques peó · f2 blanques peó · g2 blanques peó · h2 blanques peó | a7 negres peó · b7 negres peó · f7 negres peó · g7 negres peó · h7 negres peó · e6 negres peó · c5 blanques peó · d5 negres peó · d4 blanques peó · a2 blanques peó · b2 blanques peó · f2 blanques peó · g2 blanques peó · h2 blanques peó | a7 negres peó · b7 negres peó · f7 negres peó · g7 negres peó · h7 negres peó · e6 negres peó · c5 blanques peó · d5 negres peó · d4 blanques peó · a2 blanques peó · b2 blanques peó · f2 blanques peó · g2 blanques peó · h2 blanques peó | 6 |
| 5 | a7 negres peó · b7 negres peó · f7 negres peó · g7 negres peó · h7 negres peó · e6 negres peó · c5 blanques peó · d5 negres peó · d4 blanques peó · a2 blanques peó · b2 blanques peó · f2 blanques peó · g2 blanques peó · h2 blanques peó | a7 negres peó · b7 negres peó · f7 negres peó · g7 negres peó · h7 negres peó · e6 negres peó · c5 blanques peó · d5 negres peó · d4 blanques peó · a2 blanques peó · b2 blanques peó · f2 blanques peó · g2 blanques peó · h2 blanques peó | a7 negres peó · b7 negres peó · f7 negres peó · g7 negres peó · h7 negres peó · e6 negres peó · c5 blanques peó · d5 negres peó · d4 blanques peó · a2 blanques peó · b2 blanques peó · f2 blanques peó · g2 blanques peó · h2 blanques peó | a7 negres peó · b7 negres peó · f7 negres peó · g7 negres peó · h7 negres peó · e6 negres peó · c5 blanques peó · d5 negres peó · d4 blanques peó · a2 blanques peó · b2 blanques peó · f2 blanques peó · g2 blanques peó · h2 blanques peó | a7 negres peó · b7 negres peó · f7 negres peó · g7 negres peó · h7 negres peó · e6 negres peó · c5 blanques peó · d5 negres peó · d4 blanques peó · a2 blanques peó · b2 blanques peó · f2 blanques peó · g2 blanques peó · h2 blanques peó | a7 negres peó · b7 negres peó · f7 negres peó · g7 negres peó · h7 negres peó · e6 negres peó · c5 blanques peó · d5 negres peó · d4 blanques peó · a2 blanques peó · b2 blanques peó · f2 blanques peó · g2 blanques peó · h2 blanques peó | a7 negres peó · b7 negres peó · f7 negres peó · g7 negres peó · h7 negres peó · e6 negres peó · c5 blanques peó · d5 negres peó · d4 blanques peó · a2 blanques peó · b2 blanques peó · f2 blanques peó · g2 blanques peó · h2 blanques peó | a7 negres peó · b7 negres peó · f7 negres peó · g7 negres peó · h7 negres peó · e6 negres peó · c5 blanques peó · d5 negres peó · d4 blanques peó · a2 blanques peó · b2 blanques peó · f2 blanques peó · g2 blanques peó · h2 blanques peó | 5 |
| 4 | a7 negres peó · b7 negres peó · f7 negres peó · g7 negres peó · h7 negres peó · e6 negres peó · c5 blanques peó · d5 negres peó · d4 blanques peó · a2 blanques peó · b2 blanques peó · f2 blanques peó · g2 blanques peó · h2 blanques peó | a7 negres peó · b7 negres peó · f7 negres peó · g7 negres peó · h7 negres peó · e6 negres peó · c5 blanques peó · d5 negres peó · d4 blanques peó · a2 blanques peó · b2 blanques peó · f2 blanques peó · g2 blanques peó · h2 blanques peó | a7 negres peó · b7 negres peó · f7 negres peó · g7 negres peó · h7 negres peó · e6 negres peó · c5 blanques peó · d5 negres peó · d4 blanques peó · a2 blanques peó · b2 blanques peó · f2 blanques peó · g2 blanques peó · h2 blanques peó | a7 negres peó · b7 negres peó · f7 negres peó · g7 negres peó · h7 negres peó · e6 negres peó · c5 blanques peó · d5 negres peó · d4 blanques peó · a2 blanques peó · b2 blanques peó · f2 blanques peó · g2 blanques peó · h2 blanques peó | a7 negres peó · b7 negres peó · f7 negres peó · g7 negres peó · h7 negres peó · e6 negres peó · c5 blanques peó · d5 negres peó · d4 blanques peó · a2 blanques peó · b2 blanques peó · f2 blanques peó · g2 blanques peó · h2 blanques peó | a7 negres peó · b7 negres peó · f7 negres peó · g7 negres peó · h7 negres peó · e6 negres peó · c5 blanques peó · d5 negres peó · d4 blanques peó · a2 blanques peó · b2 blanques peó · f2 blanques peó · g2 blanques peó · h2 blanques peó | a7 negres peó · b7 negres peó · f7 negres peó · g7 negres peó · h7 negres peó · e6 negres peó · c5 blanques peó · d5 negres peó · d4 blanques peó · a2 blanques peó · b2 blanques peó · f2 blanques peó · g2 blanques peó · h2 blanques peó | a7 negres peó · b7 negres peó · f7 negres peó · g7 negres peó · h7 negres peó · e6 negres peó · c5 blanques peó · d5 negres peó · d4 blanques peó · a2 blanques peó · b2 blanques peó · f2 blanques peó · g2 blanques peó · h2 blanques peó | 4 |
| 3 | a7 negres peó · b7 negres peó · f7 negres peó · g7 negres peó · h7 negres peó · e6 negres peó · c5 blanques peó · d5 negres peó · d4 blanques peó · a2 blanques peó · b2 blanques peó · f2 blanques peó · g2 blanques peó · h2 blanques peó | a7 negres peó · b7 negres peó · f7 negres peó · g7 negres peó · h7 negres peó · e6 negres peó · c5 blanques peó · d5 negres peó · d4 blanques peó · a2 blanques peó · b2 blanques peó · f2 blanques peó · g2 blanques peó · h2 blanques peó | a7 negres peó · b7 negres peó · f7 negres peó · g7 negres peó · h7 negres peó · e6 negres peó · c5 blanques peó · d5 negres peó · d4 blanques peó · a2 blanques peó · b2 blanques peó · f2 blanques peó · g2 blanques peó · h2 blanques peó | a7 negres peó · b7 negres peó · f7 negres peó · g7 negres peó · h7 negres peó · e6 negres peó · c5 blanques peó · d5 negres peó · d4 blanques peó · a2 blanques peó · b2 blanques peó · f2 blanques peó · g2 blanques peó · h2 blanques peó | a7 negres peó · b7 negres peó · f7 negres peó · g7 negres peó · h7 negres peó · e6 negres peó · c5 blanques peó · d5 negres peó · d4 blanques peó · a2 blanques peó · b2 blanques peó · f2 blanques peó · g2 blanques peó · h2 blanques peó | a7 negres peó · b7 negres peó · f7 negres peó · g7 negres peó · h7 negres peó · e6 negres peó · c5 blanques peó · d5 negres peó · d4 blanques peó · a2 blanques peó · b2 blanques peó · f2 blanques peó · g2 blanques peó · h2 blanques peó | a7 negres peó · b7 negres peó · f7 negres peó · g7 negres peó · h7 negres peó · e6 negres peó · c5 blanques peó · d5 negres peó · d4 blanques peó · a2 blanques peó · b2 blanques peó · f2 blanques peó · g2 blanques peó · h2 blanques peó | a7 negres peó · b7 negres peó · f7 negres peó · g7 negres peó · h7 negres peó · e6 negres peó · c5 blanques peó · d5 negres peó · d4 blanques peó · a2 blanques peó · b2 blanques peó · f2 blanques peó · g2 blanques peó · h2 blanques peó | 3 |
| 2 | a7 negres peó · b7 negres peó · f7 negres peó · g7 negres peó · h7 negres peó · e6 negres peó · c5 blanques peó · d5 negres peó · d4 blanques peó · a2 blanques peó · b2 blanques peó · f2 blanques peó · g2 blanques peó · h2 blanques peó | a7 negres peó · b7 negres peó · f7 negres peó · g7 negres peó · h7 negres peó · e6 negres peó · c5 blanques peó · d5 negres peó · d4 blanques peó · a2 blanques peó · b2 blanques peó · f2 blanques peó · g2 blanques peó · h2 blanques peó | a7 negres peó · b7 negres peó · f7 negres peó · g7 negres peó · h7 negres peó · e6 negres peó · c5 blanques peó · d5 negres peó · d4 blanques peó · a2 blanques peó · b2 blanques peó · f2 blanques peó · g2 blanques peó · h2 blanques peó | a7 negres peó · b7 negres peó · f7 negres peó · g7 negres peó · h7 negres peó · e6 negres peó · c5 blanques peó · d5 negres peó · d4 blanques peó · a2 blanques peó · b2 blanques peó · f2 blanques peó · g2 blanques peó · h2 blanques peó | a7 negres peó · b7 negres peó · f7 negres peó · g7 negres peó · h7 negres peó · e6 negres peó · c5 blanques peó · d5 negres peó · d4 blanques peó · a2 blanques peó · b2 blanques peó · f2 blanques peó · g2 blanques peó · h2 blanques peó | a7 negres peó · b7 negres peó · f7 negres peó · g7 negres peó · h7 negres peó · e6 negres peó · c5 blanques peó · d5 negres peó · d4 blanques peó · a2 blanques peó · b2 blanques peó · f2 blanques peó · g2 blanques peó · h2 blanques peó | a7 negres peó · b7 negres peó · f7 negres peó · g7 negres peó · h7 negres peó · e6 negres peó · c5 blanques peó · d5 negres peó · d4 blanques peó · a2 blanques peó · b2 blanques peó · f2 blanques peó · g2 blanques peó · h2 blanques peó | a7 negres peó · b7 negres peó · f7 negres peó · g7 negres peó · h7 negres peó · e6 negres peó · c5 blanques peó · d5 negres peó · d4 blanques peó · a2 blanques peó · b2 blanques peó · f2 blanques peó · g2 blanques peó · h2 blanques peó | 2 |
| 1 | a7 negres peó · b7 negres peó · f7 negres peó · g7 negres peó · h7 negres peó · e6 negres peó · c5 blanques peó · d5 negres peó · d4 blanques peó · a2 blanques peó · b2 blanques peó · f2 blanques peó · g2 blanques peó · h2 blanques peó | a7 negres peó · b7 negres peó · f7 negres peó · g7 negres peó · h7 negres peó · e6 negres peó · c5 blanques peó · d5 negres peó · d4 blanques peó · a2 blanques peó · b2 blanques peó · f2 blanques peó · g2 blanques peó · h2 blanques peó | a7 negres peó · b7 negres peó · f7 negres peó · g7 negres peó · h7 negres peó · e6 negres peó · c5 blanques peó · d5 negres peó · d4 blanques peó · a2 blanques peó · b2 blanques peó · f2 blanques peó · g2 blanques peó · h2 blanques peó | a7 negres peó · b7 negres peó · f7 negres peó · g7 negres peó · h7 negres peó · e6 negres peó · c5 blanques peó · d5 negres peó · d4 blanques peó · a2 blanques peó · b2 blanques peó · f2 blanques peó · g2 blanques peó · h2 blanques peó | a7 negres peó · b7 negres peó · f7 negres peó · g7 negres peó · h7 negres peó · e6 negres peó · c5 blanques peó · d5 negres peó · d4 blanques peó · a2 blanques peó · b2 blanques peó · f2 blanques peó · g2 blanques peó · h2 blanques peó | a7 negres peó · b7 negres peó · f7 negres peó · g7 negres peó · h7 negres peó · e6 negres peó · c5 blanques peó · d5 negres peó · d4 blanques peó · a2 blanques peó · b2 blanques peó · f2 blanques peó · g2 blanques peó · h2 blanques peó | a7 negres peó · b7 negres peó · f7 negres peó · g7 negres peó · h7 negres peó · e6 negres peó · c5 blanques peó · d5 negres peó · d4 blanques peó · a2 blanques peó · b2 blanques peó · f2 blanques peó · g2 blanques peó · h2 blanques peó | a7 negres peó · b7 negres peó · f7 negres peó · g7 negres peó · h7 negres peó · e6 negres peó · c5 blanques peó · d5 negres peó · d4 blanques peó · a2 blanques peó · b2 blanques peó · f2 blanques peó · g2 blanques peó · h2 blanques peó | 1 |
|   | a | b | c | d | e | f | g | h |   |

### L'estructura Panov
Obertures: Primària: Gambit de dama refusat, Caro-Kann. Altres: defensa Alekhine, defensa Tarrasch (amb colors invertits).
Característiques: Partida semioberta, dinamisme.
Temes per les blanques: Explotar les caselles negres, majoria al flanc de dama en el final, amb un peó avançat.
Temes per les negres: punt fort e4, atac al flanc de rei, sobreexpansió blanca, ruptures e6-e5 i b7-b5.
|   | a | b | c | d | e | f | g | h |   |
| 8 | a7 negres peó · b7 negres peó · c7 negres peó · g7 negres peó · h7 negres peó · e6 negres peó · d5 negres peó · f5 negres peó · d4 blanques peó · f4 blanques peó · e3 blanques peó · a2 blanques peó · b2 blanques peó · c2 blanques peó · g2 blanques peó · h2 blanques peó | a7 negres peó · b7 negres peó · c7 negres peó · g7 negres peó · h7 negres peó · e6 negres peó · d5 negres peó · f5 negres peó · d4 blanques peó · f4 blanques peó · e3 blanques peó · a2 blanques peó · b2 blanques peó · c2 blanques peó · g2 blanques peó · h2 blanques peó | a7 negres peó · b7 negres peó · c7 negres peó · g7 negres peó · h7 negres peó · e6 negres peó · d5 negres peó · f5 negres peó · d4 blanques peó · f4 blanques peó · e3 blanques peó · a2 blanques peó · b2 blanques peó · c2 blanques peó · g2 blanques peó · h2 blanques peó | a7 negres peó · b7 negres peó · c7 negres peó · g7 negres peó · h7 negres peó · e6 negres peó · d5 negres peó · f5 negres peó · d4 blanques peó · f4 blanques peó · e3 blanques peó · a2 blanques peó · b2 blanques peó · c2 blanques peó · g2 blanques peó · h2 blanques peó | a7 negres peó · b7 negres peó · c7 negres peó · g7 negres peó · h7 negres peó · e6 negres peó · d5 negres peó · f5 negres peó · d4 blanques peó · f4 blanques peó · e3 blanques peó · a2 blanques peó · b2 blanques peó · c2 blanques peó · g2 blanques peó · h2 blanques peó | a7 negres peó · b7 negres peó · c7 negres peó · g7 negres peó · h7 negres peó · e6 negres peó · d5 negres peó · f5 negres peó · d4 blanques peó · f4 blanques peó · e3 blanques peó · a2 blanques peó · b2 blanques peó · c2 blanques peó · g2 blanques peó · h2 blanques peó | a7 negres peó · b7 negres peó · c7 negres peó · g7 negres peó · h7 negres peó · e6 negres peó · d5 negres peó · f5 negres peó · d4 blanques peó · f4 blanques peó · e3 blanques peó · a2 blanques peó · b2 blanques peó · c2 blanques peó · g2 blanques peó · h2 blanques peó | a7 negres peó · b7 negres peó · c7 negres peó · g7 negres peó · h7 negres peó · e6 negres peó · d5 negres peó · f5 negres peó · d4 blanques peó · f4 blanques peó · e3 blanques peó · a2 blanques peó · b2 blanques peó · c2 blanques peó · g2 blanques peó · h2 blanques peó | 8 |
| 7 | a7 negres peó · b7 negres peó · c7 negres peó · g7 negres peó · h7 negres peó · e6 negres peó · d5 negres peó · f5 negres peó · d4 blanques peó · f4 blanques peó · e3 blanques peó · a2 blanques peó · b2 blanques peó · c2 blanques peó · g2 blanques peó · h2 blanques peó | a7 negres peó · b7 negres peó · c7 negres peó · g7 negres peó · h7 negres peó · e6 negres peó · d5 negres peó · f5 negres peó · d4 blanques peó · f4 blanques peó · e3 blanques peó · a2 blanques peó · b2 blanques peó · c2 blanques peó · g2 blanques peó · h2 blanques peó | a7 negres peó · b7 negres peó · c7 negres peó · g7 negres peó · h7 negres peó · e6 negres peó · d5 negres peó · f5 negres peó · d4 blanques peó · f4 blanques peó · e3 blanques peó · a2 blanques peó · b2 blanques peó · c2 blanques peó · g2 blanques peó · h2 blanques peó | a7 negres peó · b7 negres peó · c7 negres peó · g7 negres peó · h7 negres peó · e6 negres peó · d5 negres peó · f5 negres peó · d4 blanques peó · f4 blanques peó · e3 blanques peó · a2 blanques peó · b2 blanques peó · c2 blanques peó · g2 blanques peó · h2 blanques peó | a7 negres peó · b7 negres peó · c7 negres peó · g7 negres peó · h7 negres peó · e6 negres peó · d5 negres peó · f5 negres peó · d4 blanques peó · f4 blanques peó · e3 blanques peó · a2 blanques peó · b2 blanques peó · c2 blanques peó · g2 blanques peó · h2 blanques peó | a7 negres peó · b7 negres peó · c7 negres peó · g7 negres peó · h7 negres peó · e6 negres peó · d5 negres peó · f5 negres peó · d4 blanques peó · f4 blanques peó · e3 blanques peó · a2 blanques peó · b2 blanques peó · c2 blanques peó · g2 blanques peó · h2 blanques peó | a7 negres peó · b7 negres peó · c7 negres peó · g7 negres peó · h7 negres peó · e6 negres peó · d5 negres peó · f5 negres peó · d4 blanques peó · f4 blanques peó · e3 blanques peó · a2 blanques peó · b2 blanques peó · c2 blanques peó · g2 blanques peó · h2 blanques peó | a7 negres peó · b7 negres peó · c7 negres peó · g7 negres peó · h7 negres peó · e6 negres peó · d5 negres peó · f5 negres peó · d4 blanques peó · f4 blanques peó · e3 blanques peó · a2 blanques peó · b2 blanques peó · c2 blanques peó · g2 blanques peó · h2 blanques peó | 7 |
| 6 | a7 negres peó · b7 negres peó · c7 negres peó · g7 negres peó · h7 negres peó · e6 negres peó · d5 negres peó · f5 negres peó · d4 blanques peó · f4 blanques peó · e3 blanques peó · a2 blanques peó · b2 blanques peó · c2 blanques peó · g2 blanques peó · h2 blanques peó | a7 negres peó · b7 negres peó · c7 negres peó · g7 negres peó · h7 negres peó · e6 negres peó · d5 negres peó · f5 negres peó · d4 blanques peó · f4 blanques peó · e3 blanques peó · a2 blanques peó · b2 blanques peó · c2 blanques peó · g2 blanques peó · h2 blanques peó | a7 negres peó · b7 negres peó · c7 negres peó · g7 negres peó · h7 negres peó · e6 negres peó · d5 negres peó · f5 negres peó · d4 blanques peó · f4 blanques peó · e3 blanques peó · a2 blanques peó · b2 blanques peó · c2 blanques peó · g2 blanques peó · h2 blanques peó | a7 negres peó · b7 negres peó · c7 negres peó · g7 negres peó · h7 negres peó · e6 negres peó · d5 negres peó · f5 negres peó · d4 blanques peó · f4 blanques peó · e3 blanques peó · a2 blanques peó · b2 blanques peó · c2 blanques peó · g2 blanques peó · h2 blanques peó | a7 negres peó · b7 negres peó · c7 negres peó · g7 negres peó · h7 negres peó · e6 negres peó · d5 negres peó · f5 negres peó · d4 blanques peó · f4 blanques peó · e3 blanques peó · a2 blanques peó · b2 blanques peó · c2 blanques peó · g2 blanques peó · h2 blanques peó | a7 negres peó · b7 negres peó · c7 negres peó · g7 negres peó · h7 negres peó · e6 negres peó · d5 negres peó · f5 negres peó · d4 blanques peó · f4 blanques peó · e3 blanques peó · a2 blanques peó · b2 blanques peó · c2 blanques peó · g2 blanques peó · h2 blanques peó | a7 negres peó · b7 negres peó · c7 negres peó · g7 negres peó · h7 negres peó · e6 negres peó · d5 negres peó · f5 negres peó · d4 blanques peó · f4 blanques peó · e3 blanques peó · a2 blanques peó · b2 blanques peó · c2 blanques peó · g2 blanques peó · h2 blanques peó | a7 negres peó · b7 negres peó · c7 negres peó · g7 negres peó · h7 negres peó · e6 negres peó · d5 negres peó · f5 negres peó · d4 blanques peó · f4 blanques peó · e3 blanques peó · a2 blanques peó · b2 blanques peó · c2 blanques peó · g2 blanques peó · h2 blanques peó | 6 |
| 5 | a7 negres peó · b7 negres peó · c7 negres peó · g7 negres peó · h7 negres peó · e6 negres peó · d5 negres peó · f5 negres peó · d4 blanques peó · f4 blanques peó · e3 blanques peó · a2 blanques peó · b2 blanques peó · c2 blanques peó · g2 blanques peó · h2 blanques peó | a7 negres peó · b7 negres peó · c7 negres peó · g7 negres peó · h7 negres peó · e6 negres peó · d5 negres peó · f5 negres peó · d4 blanques peó · f4 blanques peó · e3 blanques peó · a2 blanques peó · b2 blanques peó · c2 blanques peó · g2 blanques peó · h2 blanques peó | a7 negres peó · b7 negres peó · c7 negres peó · g7 negres peó · h7 negres peó · e6 negres peó · d5 negres peó · f5 negres peó · d4 blanques peó · f4 blanques peó · e3 blanques peó · a2 blanques peó · b2 blanques peó · c2 blanques peó · g2 blanques peó · h2 blanques peó | a7 negres peó · b7 negres peó · c7 negres peó · g7 negres peó · h7 negres peó · e6 negres peó · d5 negres peó · f5 negres peó · d4 blanques peó · f4 blanques peó · e3 blanques peó · a2 blanques peó · b2 blanques peó · c2 blanques peó · g2 blanques peó · h2 blanques peó | a7 negres peó · b7 negres peó · c7 negres peó · g7 negres peó · h7 negres peó · e6 negres peó · d5 negres peó · f5 negres peó · d4 blanques peó · f4 blanques peó · e3 blanques peó · a2 blanques peó · b2 blanques peó · c2 blanques peó · g2 blanques peó · h2 blanques peó | a7 negres peó · b7 negres peó · c7 negres peó · g7 negres peó · h7 negres peó · e6 negres peó · d5 negres peó · f5 negres peó · d4 blanques peó · f4 blanques peó · e3 blanques peó · a2 blanques peó · b2 blanques peó · c2 blanques peó · g2 blanques peó · h2 blanques peó | a7 negres peó · b7 negres peó · c7 negres peó · g7 negres peó · h7 negres peó · e6 negres peó · d5 negres peó · f5 negres peó · d4 blanques peó · f4 blanques peó · e3 blanques peó · a2 blanques peó · b2 blanques peó · c2 blanques peó · g2 blanques peó · h2 blanques peó | a7 negres peó · b7 negres peó · c7 negres peó · g7 negres peó · h7 negres peó · e6 negres peó · d5 negres peó · f5 negres peó · d4 blanques peó · f4 blanques peó · e3 blanques peó · a2 blanques peó · b2 blanques peó · c2 blanques peó · g2 blanques peó · h2 blanques peó | 5 |
| 4 | a7 negres peó · b7 negres peó · c7 negres peó · g7 negres peó · h7 negres peó · e6 negres peó · d5 negres peó · f5 negres peó · d4 blanques peó · f4 blanques peó · e3 blanques peó · a2 blanques peó · b2 blanques peó · c2 blanques peó · g2 blanques peó · h2 blanques peó | a7 negres peó · b7 negres peó · c7 negres peó · g7 negres peó · h7 negres peó · e6 negres peó · d5 negres peó · f5 negres peó · d4 blanques peó · f4 blanques peó · e3 blanques peó · a2 blanques peó · b2 blanques peó · c2 blanques peó · g2 blanques peó · h2 blanques peó | a7 negres peó · b7 negres peó · c7 negres peó · g7 negres peó · h7 negres peó · e6 negres peó · d5 negres peó · f5 negres peó · d4 blanques peó · f4 blanques peó · e3 blanques peó · a2 blanques peó · b2 blanques peó · c2 blanques peó · g2 blanques peó · h2 blanques peó | a7 negres peó · b7 negres peó · c7 negres peó · g7 negres peó · h7 negres peó · e6 negres peó · d5 negres peó · f5 negres peó · d4 blanques peó · f4 blanques peó · e3 blanques peó · a2 blanques peó · b2 blanques peó · c2 blanques peó · g2 blanques peó · h2 blanques peó | a7 negres peó · b7 negres peó · c7 negres peó · g7 negres peó · h7 negres peó · e6 negres peó · d5 negres peó · f5 negres peó · d4 blanques peó · f4 blanques peó · e3 blanques peó · a2 blanques peó · b2 blanques peó · c2 blanques peó · g2 blanques peó · h2 blanques peó | a7 negres peó · b7 negres peó · c7 negres peó · g7 negres peó · h7 negres peó · e6 negres peó · d5 negres peó · f5 negres peó · d4 blanques peó · f4 blanques peó · e3 blanques peó · a2 blanques peó · b2 blanques peó · c2 blanques peó · g2 blanques peó · h2 blanques peó | a7 negres peó · b7 negres peó · c7 negres peó · g7 negres peó · h7 negres peó · e6 negres peó · d5 negres peó · f5 negres peó · d4 blanques peó · f4 blanques peó · e3 blanques peó · a2 blanques peó · b2 blanques peó · c2 blanques peó · g2 blanques peó · h2 blanques peó | a7 negres peó · b7 negres peó · c7 negres peó · g7 negres peó · h7 negres peó · e6 negres peó · d5 negres peó · f5 negres peó · d4 blanques peó · f4 blanques peó · e3 blanques peó · a2 blanques peó · b2 blanques peó · c2 blanques peó · g2 blanques peó · h2 blanques peó | 4 |
| 3 | a7 negres peó · b7 negres peó · c7 negres peó · g7 negres peó · h7 negres peó · e6 negres peó · d5 negres peó · f5 negres peó · d4 blanques peó · f4 blanques peó · e3 blanques peó · a2 blanques peó · b2 blanques peó · c2 blanques peó · g2 blanques peó · h2 blanques peó | a7 negres peó · b7 negres peó · c7 negres peó · g7 negres peó · h7 negres peó · e6 negres peó · d5 negres peó · f5 negres peó · d4 blanques peó · f4 blanques peó · e3 blanques peó · a2 blanques peó · b2 blanques peó · c2 blanques peó · g2 blanques peó · h2 blanques peó | a7 negres peó · b7 negres peó · c7 negres peó · g7 negres peó · h7 negres peó · e6 negres peó · d5 negres peó · f5 negres peó · d4 blanques peó · f4 blanques peó · e3 blanques peó · a2 blanques peó · b2 blanques peó · c2 blanques peó · g2 blanques peó · h2 blanques peó | a7 negres peó · b7 negres peó · c7 negres peó · g7 negres peó · h7 negres peó · e6 negres peó · d5 negres peó · f5 negres peó · d4 blanques peó · f4 blanques peó · e3 blanques peó · a2 blanques peó · b2 blanques peó · c2 blanques peó · g2 blanques peó · h2 blanques peó | a7 negres peó · b7 negres peó · c7 negres peó · g7 negres peó · h7 negres peó · e6 negres peó · d5 negres peó · f5 negres peó · d4 blanques peó · f4 blanques peó · e3 blanques peó · a2 blanques peó · b2 blanques peó · c2 blanques peó · g2 blanques peó · h2 blanques peó | a7 negres peó · b7 negres peó · c7 negres peó · g7 negres peó · h7 negres peó · e6 negres peó · d5 negres peó · f5 negres peó · d4 blanques peó · f4 blanques peó · e3 blanques peó · a2 blanques peó · b2 blanques peó · c2 blanques peó · g2 blanques peó · h2 blanques peó | a7 negres peó · b7 negres peó · c7 negres peó · g7 negres peó · h7 negres peó · e6 negres peó · d5 negres peó · f5 negres peó · d4 blanques peó · f4 blanques peó · e3 blanques peó · a2 blanques peó · b2 blanques peó · c2 blanques peó · g2 blanques peó · h2 blanques peó | a7 negres peó · b7 negres peó · c7 negres peó · g7 negres peó · h7 negres peó · e6 negres peó · d5 negres peó · f5 negres peó · d4 blanques peó · f4 blanques peó · e3 blanques peó · a2 blanques peó · b2 blanques peó · c2 blanques peó · g2 blanques peó · h2 blanques peó | 3 |
| 2 | a7 negres peó · b7 negres peó · c7 negres peó · g7 negres peó · h7 negres peó · e6 negres peó · d5 negres peó · f5 negres peó · d4 blanques peó · f4 blanques peó · e3 blanques peó · a2 blanques peó · b2 blanques peó · c2 blanques peó · g2 blanques peó · h2 blanques peó | a7 negres peó · b7 negres peó · c7 negres peó · g7 negres peó · h7 negres peó · e6 negres peó · d5 negres peó · f5 negres peó · d4 blanques peó · f4 blanques peó · e3 blanques peó · a2 blanques peó · b2 blanques peó · c2 blanques peó · g2 blanques peó · h2 blanques peó | a7 negres peó · b7 negres peó · c7 negres peó · g7 negres peó · h7 negres peó · e6 negres peó · d5 negres peó · f5 negres peó · d4 blanques peó · f4 blanques peó · e3 blanques peó · a2 blanques peó · b2 blanques peó · c2 blanques peó · g2 blanques peó · h2 blanques peó | a7 negres peó · b7 negres peó · c7 negres peó · g7 negres peó · h7 negres peó · e6 negres peó · d5 negres peó · f5 negres peó · d4 blanques peó · f4 blanques peó · e3 blanques peó · a2 blanques peó · b2 blanques peó · c2 blanques peó · g2 blanques peó · h2 blanques peó | a7 negres peó · b7 negres peó · c7 negres peó · g7 negres peó · h7 negres peó · e6 negres peó · d5 negres peó · f5 negres peó · d4 blanques peó · f4 blanques peó · e3 blanques peó · a2 blanques peó · b2 blanques peó · c2 blanques peó · g2 blanques peó · h2 blanques peó | a7 negres peó · b7 negres peó · c7 negres peó · g7 negres peó · h7 negres peó · e6 negres peó · d5 negres peó · f5 negres peó · d4 blanques peó · f4 blanques peó · e3 blanques peó · a2 blanques peó · b2 blanques peó · c2 blanques peó · g2 blanques peó · h2 blanques peó | a7 negres peó · b7 negres peó · c7 negres peó · g7 negres peó · h7 negres peó · e6 negres peó · d5 negres peó · f5 negres peó · d4 blanques peó · f4 blanques peó · e3 blanques peó · a2 blanques peó · b2 blanques peó · c2 blanques peó · g2 blanques peó · h2 blanques peó | a7 negres peó · b7 negres peó · c7 negres peó · g7 negres peó · h7 negres peó · e6 negres peó · d5 negres peó · f5 negres peó · d4 blanques peó · f4 blanques peó · e3 blanques peó · a2 blanques peó · b2 blanques peó · c2 blanques peó · g2 blanques peó · h2 blanques peó | 2 |
| 1 | a7 negres peó · b7 negres peó · c7 negres peó · g7 negres peó · h7 negres peó · e6 negres peó · d5 negres peó · f5 negres peó · d4 blanques peó · f4 blanques peó · e3 blanques peó · a2 blanques peó · b2 blanques peó · c2 blanques peó · g2 blanques peó · h2 blanques peó | a7 negres peó · b7 negres peó · c7 negres peó · g7 negres peó · h7 negres peó · e6 negres peó · d5 negres peó · f5 negres peó · d4 blanques peó · f4 blanques peó · e3 blanques peó · a2 blanques peó · b2 blanques peó · c2 blanques peó · g2 blanques peó · h2 blanques peó | a7 negres peó · b7 negres peó · c7 negres peó · g7 negres peó · h7 negres peó · e6 negres peó · d5 negres peó · f5 negres peó · d4 blanques peó · f4 blanques peó · e3 blanques peó · a2 blanques peó · b2 blanques peó · c2 blanques peó · g2 blanques peó · h2 blanques peó | a7 negres peó · b7 negres peó · c7 negres peó · g7 negres peó · h7 negres peó · e6 negres peó · d5 negres peó · f5 negres peó · d4 blanques peó · f4 blanques peó · e3 blanques peó · a2 blanques peó · b2 blanques peó · c2 blanques peó · g2 blanques peó · h2 blanques peó | a7 negres peó · b7 negres peó · c7 negres peó · g7 negres peó · h7 negres peó · e6 negres peó · d5 negres peó · f5 negres peó · d4 blanques peó · f4 blanques peó · e3 blanques peó · a2 blanques peó · b2 blanques peó · c2 blanques peó · g2 blanques peó · h2 blanques peó | a7 negres peó · b7 negres peó · c7 negres peó · g7 negres peó · h7 negres peó · e6 negres peó · d5 negres peó · f5 negres peó · d4 blanques peó · f4 blanques peó · e3 blanques peó · a2 blanques peó · b2 blanques peó · c2 blanques peó · g2 blanques peó · h2 blanques peó | a7 negres peó · b7 negres peó · c7 negres peó · g7 negres peó · h7 negres peó · e6 negres peó · d5 negres peó · f5 negres peó · d4 blanques peó · f4 blanques peó · e3 blanques peó · a2 blanques peó · b2 blanques peó · c2 blanques peó · g2 blanques peó · h2 blanques peó | a7 negres peó · b7 negres peó · c7 negres peó · g7 negres peó · h7 negres peó · e6 negres peó · d5 negres peó · f5 negres peó · d4 blanques peó · f4 blanques peó · e3 blanques peó · a2 blanques peó · b2 blanques peó · c2 blanques peó · g2 blanques peó · h2 blanques peó | 1 |
|   | a | b | c | d | e | f | g | h |   |

### L'estructura del mur de pedra (oStonewall)
Obertures: Primària: defensa holandesa. Altres: sistema Colle, Anglesa.
Característiques: Partida tancada, estratègia senzilla.
Temes: Canvi de l'alfil dolent, punts forts e4/e5, ruptures a les columnes c i g.
Els jugadors han de considerar amb molta cura com recapturar a la casella e4/e5, ja que això altera la simetria de les formacions de peons i crea subtileses estratègiques. Aquesta estructura apareix també en un dels tractaments que en Botvinnik feia de l'obertura anglesa. Afegir el típic fianquet blanc de l'alfil de rei a aquesta estructura aporta una significativa pressió al llarg de la gran diagonal, i usualment prepara la ruptura f2-f4-f5.
|   | a | b | c | d | e | f | g | h |   |
| 8 | a7 negres peó · b7 negres peó · e7 negres peó · f7 negres peó · g7 negres peó · h7 negres peó · d6 negres peó · c5 negres peó · e4 blanques peó · d3 blanques peó · a2 blanques peó · b2 blanques peó · c2 blanques peó · f2 blanques peó · g2 blanques peó · h2 blanques peó | a7 negres peó · b7 negres peó · e7 negres peó · f7 negres peó · g7 negres peó · h7 negres peó · d6 negres peó · c5 negres peó · e4 blanques peó · d3 blanques peó · a2 blanques peó · b2 blanques peó · c2 blanques peó · f2 blanques peó · g2 blanques peó · h2 blanques peó | a7 negres peó · b7 negres peó · e7 negres peó · f7 negres peó · g7 negres peó · h7 negres peó · d6 negres peó · c5 negres peó · e4 blanques peó · d3 blanques peó · a2 blanques peó · b2 blanques peó · c2 blanques peó · f2 blanques peó · g2 blanques peó · h2 blanques peó | a7 negres peó · b7 negres peó · e7 negres peó · f7 negres peó · g7 negres peó · h7 negres peó · d6 negres peó · c5 negres peó · e4 blanques peó · d3 blanques peó · a2 blanques peó · b2 blanques peó · c2 blanques peó · f2 blanques peó · g2 blanques peó · h2 blanques peó | a7 negres peó · b7 negres peó · e7 negres peó · f7 negres peó · g7 negres peó · h7 negres peó · d6 negres peó · c5 negres peó · e4 blanques peó · d3 blanques peó · a2 blanques peó · b2 blanques peó · c2 blanques peó · f2 blanques peó · g2 blanques peó · h2 blanques peó | a7 negres peó · b7 negres peó · e7 negres peó · f7 negres peó · g7 negres peó · h7 negres peó · d6 negres peó · c5 negres peó · e4 blanques peó · d3 blanques peó · a2 blanques peó · b2 blanques peó · c2 blanques peó · f2 blanques peó · g2 blanques peó · h2 blanques peó | a7 negres peó · b7 negres peó · e7 negres peó · f7 negres peó · g7 negres peó · h7 negres peó · d6 negres peó · c5 negres peó · e4 blanques peó · d3 blanques peó · a2 blanques peó · b2 blanques peó · c2 blanques peó · f2 blanques peó · g2 blanques peó · h2 blanques peó | a7 negres peó · b7 negres peó · e7 negres peó · f7 negres peó · g7 negres peó · h7 negres peó · d6 negres peó · c5 negres peó · e4 blanques peó · d3 blanques peó · a2 blanques peó · b2 blanques peó · c2 blanques peó · f2 blanques peó · g2 blanques peó · h2 blanques peó | 8 |
| 7 | a7 negres peó · b7 negres peó · e7 negres peó · f7 negres peó · g7 negres peó · h7 negres peó · d6 negres peó · c5 negres peó · e4 blanques peó · d3 blanques peó · a2 blanques peó · b2 blanques peó · c2 blanques peó · f2 blanques peó · g2 blanques peó · h2 blanques peó | a7 negres peó · b7 negres peó · e7 negres peó · f7 negres peó · g7 negres peó · h7 negres peó · d6 negres peó · c5 negres peó · e4 blanques peó · d3 blanques peó · a2 blanques peó · b2 blanques peó · c2 blanques peó · f2 blanques peó · g2 blanques peó · h2 blanques peó | a7 negres peó · b7 negres peó · e7 negres peó · f7 negres peó · g7 negres peó · h7 negres peó · d6 negres peó · c5 negres peó · e4 blanques peó · d3 blanques peó · a2 blanques peó · b2 blanques peó · c2 blanques peó · f2 blanques peó · g2 blanques peó · h2 blanques peó | a7 negres peó · b7 negres peó · e7 negres peó · f7 negres peó · g7 negres peó · h7 negres peó · d6 negres peó · c5 negres peó · e4 blanques peó · d3 blanques peó · a2 blanques peó · b2 blanques peó · c2 blanques peó · f2 blanques peó · g2 blanques peó · h2 blanques peó | a7 negres peó · b7 negres peó · e7 negres peó · f7 negres peó · g7 negres peó · h7 negres peó · d6 negres peó · c5 negres peó · e4 blanques peó · d3 blanques peó · a2 blanques peó · b2 blanques peó · c2 blanques peó · f2 blanques peó · g2 blanques peó · h2 blanques peó | a7 negres peó · b7 negres peó · e7 negres peó · f7 negres peó · g7 negres peó · h7 negres peó · d6 negres peó · c5 negres peó · e4 blanques peó · d3 blanques peó · a2 blanques peó · b2 blanques peó · c2 blanques peó · f2 blanques peó · g2 blanques peó · h2 blanques peó | a7 negres peó · b7 negres peó · e7 negres peó · f7 negres peó · g7 negres peó · h7 negres peó · d6 negres peó · c5 negres peó · e4 blanques peó · d3 blanques peó · a2 blanques peó · b2 blanques peó · c2 blanques peó · f2 blanques peó · g2 blanques peó · h2 blanques peó | a7 negres peó · b7 negres peó · e7 negres peó · f7 negres peó · g7 negres peó · h7 negres peó · d6 negres peó · c5 negres peó · e4 blanques peó · d3 blanques peó · a2 blanques peó · b2 blanques peó · c2 blanques peó · f2 blanques peó · g2 blanques peó · h2 blanques peó | 7 |
| 6 | a7 negres peó · b7 negres peó · e7 negres peó · f7 negres peó · g7 negres peó · h7 negres peó · d6 negres peó · c5 negres peó · e4 blanques peó · d3 blanques peó · a2 blanques peó · b2 blanques peó · c2 blanques peó · f2 blanques peó · g2 blanques peó · h2 blanques peó | a7 negres peó · b7 negres peó · e7 negres peó · f7 negres peó · g7 negres peó · h7 negres peó · d6 negres peó · c5 negres peó · e4 blanques peó · d3 blanques peó · a2 blanques peó · b2 blanques peó · c2 blanques peó · f2 blanques peó · g2 blanques peó · h2 blanques peó | a7 negres peó · b7 negres peó · e7 negres peó · f7 negres peó · g7 negres peó · h7 negres peó · d6 negres peó · c5 negres peó · e4 blanques peó · d3 blanques peó · a2 blanques peó · b2 blanques peó · c2 blanques peó · f2 blanques peó · g2 blanques peó · h2 blanques peó | a7 negres peó · b7 negres peó · e7 negres peó · f7 negres peó · g7 negres peó · h7 negres peó · d6 negres peó · c5 negres peó · e4 blanques peó · d3 blanques peó · a2 blanques peó · b2 blanques peó · c2 blanques peó · f2 blanques peó · g2 blanques peó · h2 blanques peó | a7 negres peó · b7 negres peó · e7 negres peó · f7 negres peó · g7 negres peó · h7 negres peó · d6 negres peó · c5 negres peó · e4 blanques peó · d3 blanques peó · a2 blanques peó · b2 blanques peó · c2 blanques peó · f2 blanques peó · g2 blanques peó · h2 blanques peó | a7 negres peó · b7 negres peó · e7 negres peó · f7 negres peó · g7 negres peó · h7 negres peó · d6 negres peó · c5 negres peó · e4 blanques peó · d3 blanques peó · a2 blanques peó · b2 blanques peó · c2 blanques peó · f2 blanques peó · g2 blanques peó · h2 blanques peó | a7 negres peó · b7 negres peó · e7 negres peó · f7 negres peó · g7 negres peó · h7 negres peó · d6 negres peó · c5 negres peó · e4 blanques peó · d3 blanques peó · a2 blanques peó · b2 blanques peó · c2 blanques peó · f2 blanques peó · g2 blanques peó · h2 blanques peó | a7 negres peó · b7 negres peó · e7 negres peó · f7 negres peó · g7 negres peó · h7 negres peó · d6 negres peó · c5 negres peó · e4 blanques peó · d3 blanques peó · a2 blanques peó · b2 blanques peó · c2 blanques peó · f2 blanques peó · g2 blanques peó · h2 blanques peó | 6 |
| 5 | a7 negres peó · b7 negres peó · e7 negres peó · f7 negres peó · g7 negres peó · h7 negres peó · d6 negres peó · c5 negres peó · e4 blanques peó · d3 blanques peó · a2 blanques peó · b2 blanques peó · c2 blanques peó · f2 blanques peó · g2 blanques peó · h2 blanques peó | a7 negres peó · b7 negres peó · e7 negres peó · f7 negres peó · g7 negres peó · h7 negres peó · d6 negres peó · c5 negres peó · e4 blanques peó · d3 blanques peó · a2 blanques peó · b2 blanques peó · c2 blanques peó · f2 blanques peó · g2 blanques peó · h2 blanques peó | a7 negres peó · b7 negres peó · e7 negres peó · f7 negres peó · g7 negres peó · h7 negres peó · d6 negres peó · c5 negres peó · e4 blanques peó · d3 blanques peó · a2 blanques peó · b2 blanques peó · c2 blanques peó · f2 blanques peó · g2 blanques peó · h2 blanques peó | a7 negres peó · b7 negres peó · e7 negres peó · f7 negres peó · g7 negres peó · h7 negres peó · d6 negres peó · c5 negres peó · e4 blanques peó · d3 blanques peó · a2 blanques peó · b2 blanques peó · c2 blanques peó · f2 blanques peó · g2 blanques peó · h2 blanques peó | a7 negres peó · b7 negres peó · e7 negres peó · f7 negres peó · g7 negres peó · h7 negres peó · d6 negres peó · c5 negres peó · e4 blanques peó · d3 blanques peó · a2 blanques peó · b2 blanques peó · c2 blanques peó · f2 blanques peó · g2 blanques peó · h2 blanques peó | a7 negres peó · b7 negres peó · e7 negres peó · f7 negres peó · g7 negres peó · h7 negres peó · d6 negres peó · c5 negres peó · e4 blanques peó · d3 blanques peó · a2 blanques peó · b2 blanques peó · c2 blanques peó · f2 blanques peó · g2 blanques peó · h2 blanques peó | a7 negres peó · b7 negres peó · e7 negres peó · f7 negres peó · g7 negres peó · h7 negres peó · d6 negres peó · c5 negres peó · e4 blanques peó · d3 blanques peó · a2 blanques peó · b2 blanques peó · c2 blanques peó · f2 blanques peó · g2 blanques peó · h2 blanques peó | a7 negres peó · b7 negres peó · e7 negres peó · f7 negres peó · g7 negres peó · h7 negres peó · d6 negres peó · c5 negres peó · e4 blanques peó · d3 blanques peó · a2 blanques peó · b2 blanques peó · c2 blanques peó · f2 blanques peó · g2 blanques peó · h2 blanques peó | 5 |
| 4 | a7 negres peó · b7 negres peó · e7 negres peó · f7 negres peó · g7 negres peó · h7 negres peó · d6 negres peó · c5 negres peó · e4 blanques peó · d3 blanques peó · a2 blanques peó · b2 blanques peó · c2 blanques peó · f2 blanques peó · g2 blanques peó · h2 blanques peó | a7 negres peó · b7 negres peó · e7 negres peó · f7 negres peó · g7 negres peó · h7 negres peó · d6 negres peó · c5 negres peó · e4 blanques peó · d3 blanques peó · a2 blanques peó · b2 blanques peó · c2 blanques peó · f2 blanques peó · g2 blanques peó · h2 blanques peó | a7 negres peó · b7 negres peó · e7 negres peó · f7 negres peó · g7 negres peó · h7 negres peó · d6 negres peó · c5 negres peó · e4 blanques peó · d3 blanques peó · a2 blanques peó · b2 blanques peó · c2 blanques peó · f2 blanques peó · g2 blanques peó · h2 blanques peó | a7 negres peó · b7 negres peó · e7 negres peó · f7 negres peó · g7 negres peó · h7 negres peó · d6 negres peó · c5 negres peó · e4 blanques peó · d3 blanques peó · a2 blanques peó · b2 blanques peó · c2 blanques peó · f2 blanques peó · g2 blanques peó · h2 blanques peó | a7 negres peó · b7 negres peó · e7 negres peó · f7 negres peó · g7 negres peó · h7 negres peó · d6 negres peó · c5 negres peó · e4 blanques peó · d3 blanques peó · a2 blanques peó · b2 blanques peó · c2 blanques peó · f2 blanques peó · g2 blanques peó · h2 blanques peó | a7 negres peó · b7 negres peó · e7 negres peó · f7 negres peó · g7 negres peó · h7 negres peó · d6 negres peó · c5 negres peó · e4 blanques peó · d3 blanques peó · a2 blanques peó · b2 blanques peó · c2 blanques peó · f2 blanques peó · g2 blanques peó · h2 blanques peó | a7 negres peó · b7 negres peó · e7 negres peó · f7 negres peó · g7 negres peó · h7 negres peó · d6 negres peó · c5 negres peó · e4 blanques peó · d3 blanques peó · a2 blanques peó · b2 blanques peó · c2 blanques peó · f2 blanques peó · g2 blanques peó · h2 blanques peó | a7 negres peó · b7 negres peó · e7 negres peó · f7 negres peó · g7 negres peó · h7 negres peó · d6 negres peó · c5 negres peó · e4 blanques peó · d3 blanques peó · a2 blanques peó · b2 blanques peó · c2 blanques peó · f2 blanques peó · g2 blanques peó · h2 blanques peó | 4 |
| 3 | a7 negres peó · b7 negres peó · e7 negres peó · f7 negres peó · g7 negres peó · h7 negres peó · d6 negres peó · c5 negres peó · e4 blanques peó · d3 blanques peó · a2 blanques peó · b2 blanques peó · c2 blanques peó · f2 blanques peó · g2 blanques peó · h2 blanques peó | a7 negres peó · b7 negres peó · e7 negres peó · f7 negres peó · g7 negres peó · h7 negres peó · d6 negres peó · c5 negres peó · e4 blanques peó · d3 blanques peó · a2 blanques peó · b2 blanques peó · c2 blanques peó · f2 blanques peó · g2 blanques peó · h2 blanques peó | a7 negres peó · b7 negres peó · e7 negres peó · f7 negres peó · g7 negres peó · h7 negres peó · d6 negres peó · c5 negres peó · e4 blanques peó · d3 blanques peó · a2 blanques peó · b2 blanques peó · c2 blanques peó · f2 blanques peó · g2 blanques peó · h2 blanques peó | a7 negres peó · b7 negres peó · e7 negres peó · f7 negres peó · g7 negres peó · h7 negres peó · d6 negres peó · c5 negres peó · e4 blanques peó · d3 blanques peó · a2 blanques peó · b2 blanques peó · c2 blanques peó · f2 blanques peó · g2 blanques peó · h2 blanques peó | a7 negres peó · b7 negres peó · e7 negres peó · f7 negres peó · g7 negres peó · h7 negres peó · d6 negres peó · c5 negres peó · e4 blanques peó · d3 blanques peó · a2 blanques peó · b2 blanques peó · c2 blanques peó · f2 blanques peó · g2 blanques peó · h2 blanques peó | a7 negres peó · b7 negres peó · e7 negres peó · f7 negres peó · g7 negres peó · h7 negres peó · d6 negres peó · c5 negres peó · e4 blanques peó · d3 blanques peó · a2 blanques peó · b2 blanques peó · c2 blanques peó · f2 blanques peó · g2 blanques peó · h2 blanques peó | a7 negres peó · b7 negres peó · e7 negres peó · f7 negres peó · g7 negres peó · h7 negres peó · d6 negres peó · c5 negres peó · e4 blanques peó · d3 blanques peó · a2 blanques peó · b2 blanques peó · c2 blanques peó · f2 blanques peó · g2 blanques peó · h2 blanques peó | a7 negres peó · b7 negres peó · e7 negres peó · f7 negres peó · g7 negres peó · h7 negres peó · d6 negres peó · c5 negres peó · e4 blanques peó · d3 blanques peó · a2 blanques peó · b2 blanques peó · c2 blanques peó · f2 blanques peó · g2 blanques peó · h2 blanques peó | 3 |
| 2 | a7 negres peó · b7 negres peó · e7 negres peó · f7 negres peó · g7 negres peó · h7 negres peó · d6 negres peó · c5 negres peó · e4 blanques peó · d3 blanques peó · a2 blanques peó · b2 blanques peó · c2 blanques peó · f2 blanques peó · g2 blanques peó · h2 blanques peó | a7 negres peó · b7 negres peó · e7 negres peó · f7 negres peó · g7 negres peó · h7 negres peó · d6 negres peó · c5 negres peó · e4 blanques peó · d3 blanques peó · a2 blanques peó · b2 blanques peó · c2 blanques peó · f2 blanques peó · g2 blanques peó · h2 blanques peó | a7 negres peó · b7 negres peó · e7 negres peó · f7 negres peó · g7 negres peó · h7 negres peó · d6 negres peó · c5 negres peó · e4 blanques peó · d3 blanques peó · a2 blanques peó · b2 blanques peó · c2 blanques peó · f2 blanques peó · g2 blanques peó · h2 blanques peó | a7 negres peó · b7 negres peó · e7 negres peó · f7 negres peó · g7 negres peó · h7 negres peó · d6 negres peó · c5 negres peó · e4 blanques peó · d3 blanques peó · a2 blanques peó · b2 blanques peó · c2 blanques peó · f2 blanques peó · g2 blanques peó · h2 blanques peó | a7 negres peó · b7 negres peó · e7 negres peó · f7 negres peó · g7 negres peó · h7 negres peó · d6 negres peó · c5 negres peó · e4 blanques peó · d3 blanques peó · a2 blanques peó · b2 blanques peó · c2 blanques peó · f2 blanques peó · g2 blanques peó · h2 blanques peó | a7 negres peó · b7 negres peó · e7 negres peó · f7 negres peó · g7 negres peó · h7 negres peó · d6 negres peó · c5 negres peó · e4 blanques peó · d3 blanques peó · a2 blanques peó · b2 blanques peó · c2 blanques peó · f2 blanques peó · g2 blanques peó · h2 blanques peó | a7 negres peó · b7 negres peó · e7 negres peó · f7 negres peó · g7 negres peó · h7 negres peó · d6 negres peó · c5 negres peó · e4 blanques peó · d3 blanques peó · a2 blanques peó · b2 blanques peó · c2 blanques peó · f2 blanques peó · g2 blanques peó · h2 blanques peó | a7 negres peó · b7 negres peó · e7 negres peó · f7 negres peó · g7 negres peó · h7 negres peó · d6 negres peó · c5 negres peó · e4 blanques peó · d3 blanques peó · a2 blanques peó · b2 blanques peó · c2 blanques peó · f2 blanques peó · g2 blanques peó · h2 blanques peó | 2 |
| 1 | a7 negres peó · b7 negres peó · e7 negres peó · f7 negres peó · g7 negres peó · h7 negres peó · d6 negres peó · c5 negres peó · e4 blanques peó · d3 blanques peó · a2 blanques peó · b2 blanques peó · c2 blanques peó · f2 blanques peó · g2 blanques peó · h2 blanques peó | a7 negres peó · b7 negres peó · e7 negres peó · f7 negres peó · g7 negres peó · h7 negres peó · d6 negres peó · c5 negres peó · e4 blanques peó · d3 blanques peó · a2 blanques peó · b2 blanques peó · c2 blanques peó · f2 blanques peó · g2 blanques peó · h2 blanques peó | a7 negres peó · b7 negres peó · e7 negres peó · f7 negres peó · g7 negres peó · h7 negres peó · d6 negres peó · c5 negres peó · e4 blanques peó · d3 blanques peó · a2 blanques peó · b2 blanques peó · c2 blanques peó · f2 blanques peó · g2 blanques peó · h2 blanques peó | a7 negres peó · b7 negres peó · e7 negres peó · f7 negres peó · g7 negres peó · h7 negres peó · d6 negres peó · c5 negres peó · e4 blanques peó · d3 blanques peó · a2 blanques peó · b2 blanques peó · c2 blanques peó · f2 blanques peó · g2 blanques peó · h2 blanques peó | a7 negres peó · b7 negres peó · e7 negres peó · f7 negres peó · g7 negres peó · h7 negres peó · d6 negres peó · c5 negres peó · e4 blanques peó · d3 blanques peó · a2 blanques peó · b2 blanques peó · c2 blanques peó · f2 blanques peó · g2 blanques peó · h2 blanques peó | a7 negres peó · b7 negres peó · e7 negres peó · f7 negres peó · g7 negres peó · h7 negres peó · d6 negres peó · c5 negres peó · e4 blanques peó · d3 blanques peó · a2 blanques peó · b2 blanques peó · c2 blanques peó · f2 blanques peó · g2 blanques peó · h2 blanques peó | a7 negres peó · b7 negres peó · e7 negres peó · f7 negres peó · g7 negres peó · h7 negres peó · d6 negres peó · c5 negres peó · e4 blanques peó · d3 blanques peó · a2 blanques peó · b2 blanques peó · c2 blanques peó · f2 blanques peó · g2 blanques peó · h2 blanques peó | a7 negres peó · b7 negres peó · e7 negres peó · f7 negres peó · g7 negres peó · h7 negres peó · d6 negres peó · c5 negres peó · e4 blanques peó · d3 blanques peó · a2 blanques peó · b2 blanques peó · c2 blanques peó · f2 blanques peó · g2 blanques peó · h2 blanques peó | 1 |
|   | a | b | c | d | e | f | g | h |   |

### Estructura de la siciliana tancada
Obertures: Primària: siciliana tancada, anglesa tancada (colors invertits).
Característiques: Posició tancada i complexa.
Temes per les blanques: allau de peons al flanc de rei, ruptures c2-c3 i d3-d4.
Temes per les negres: allau de peons al flanc de dama, diagonal a1-h8